# Història de l'Argentina
La història de l'Argentina és la cronologia de successos des del començament del primigeni poblament humà en l'actual territori de la República Argentina fins als nostres dies.
S'inicia amb els vestigis més antics d'éssers humans en sòl argentí, detectats en l'extrem sud de la Patagònia, que daten de fa uns 13.000 anys. Les primeres civilitzacions agroterrisseres es van establir al nord-oest andí des del segle xviii aC.
La història escrita del que és l'Argentina, va començar amb els registres del cronista alemany Ulrich Schmidl en l'expedició de Juan Díaz de Solís el 1516 al Riu de la Plata, fet que anticipa la dominació espanyola que s'imposaria en part d'aquesta regió.
En 1776 la corona espanyola va crear el Virregnat del Riu de la Plata, entitat aglutinadora de territoris a partir de la qual, amb la Revolució de Maig de 1810, començaria un procés gradual de formació de diversos Estats autònoms (anomenats províncies) o independents, entre ells el que va portar el nom de Províncies Unides del Riu de la Plata.
Amb la declaració de la independència el 9 de juliol de 1816 i la derrota militar de l'Imperi espanyol el 1824 es va formalitzar l'existència sobirana. En 1833 l'Imperi Britànic va prendre possessió de les Illes Malvines que llavors era una comandància militar de les Províncies Unides del Riu de la Plata, la devolució ha reclamat l'Argentina des de llavors.

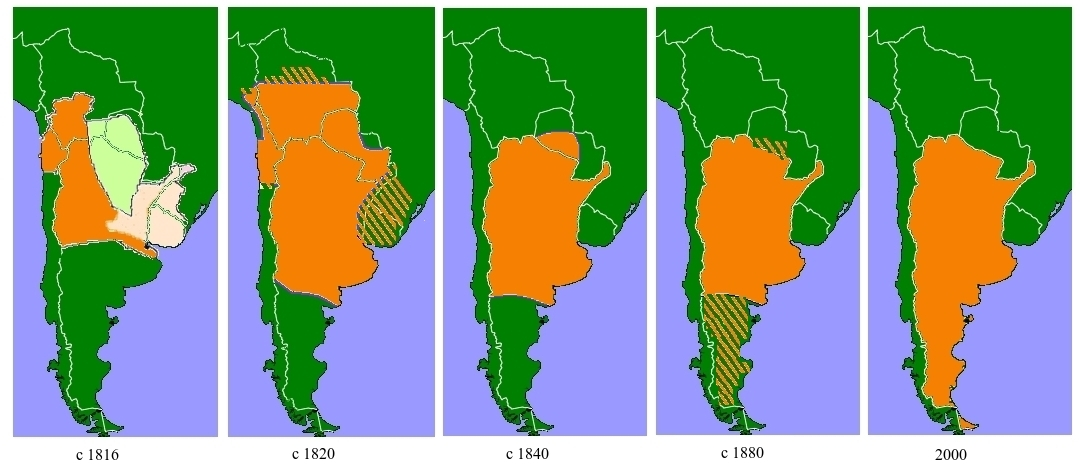
Evolució del territori argentí. La zona de color verd clar pertanyia als pobles indígenes, la zona de color rosa clar va ser la Lliga Federal, les zones eclosionades van canviar durant el període
Situació de l'Argentina a Amèrica del Sud, les Illes Malvines, l'Antàrtida Argentina i altres territoris reclamats i situació comparativa en un planisferi de tot el planeta

Després d'un llarg període de guerres civils entre 1853 i 1860 es va formar una república federal amb el nom de República Argentina. Mitjançant guerres contra els pobles maputxe, tehueltxe, ranquel, wichí i qom, conegudes com a Conquesta del Desert i Conquesta del Chaco, la República Argentina va prendre possessió de les planes del Chaco, la Pampa i de la Patagonia oriental, conformant el seu territori actual, el vuitè més extens del món.
Entre 1862 i 1930 va transcórrer un llarg període d'estabilitat constitucional, en el qual degut a gran onada migratòria provinent sobretot d'Itàlia i Espanya, la població va créixer cinc vegades més ràpid que la resta del món.
La implantació del sufragi universal per a homes el 1912, completat amb el reconeixement del dret al sufragi a les dones el 1951, va donar origen a una sèrie de governs electes pel vot popular, que es van alternar en el poder amb dictadures militars i governs fraudulents a partir de 1930.
Després de la derrota en 1982 en la Guerra de les Malvines contra el Regne Unit, l'última dictadura va col·lapsar, sent els seus integrants enjudiciats per greus crims de lesa humanitat. El 1983 es va iniciar un extens període de democràcia que continua en l'actualitat.

## Població inicial
Els primers éssers humans que van arribar a l'actual territori argentí semblen haver arribat per l'extrem sud de la Patagònia provinents del que avui és Xile. Les restes més antigues de la presència humana es troben en Piedra Museo (Santa Cruz) i es remunten a l'11.000 aC. Juntament amb els jaciments de Monte Verde (Xile) i Pedra Furada (Brasil) constitueixen, fins al moment, els llocs de poblament més antics trobats a Sud-amèrica. Aquests jaciments sustenten la teoria del poblament primerenc d'Amèrica (pre-Clovis).

Mapa de les migracions humanes fora d'Àfrica[1]
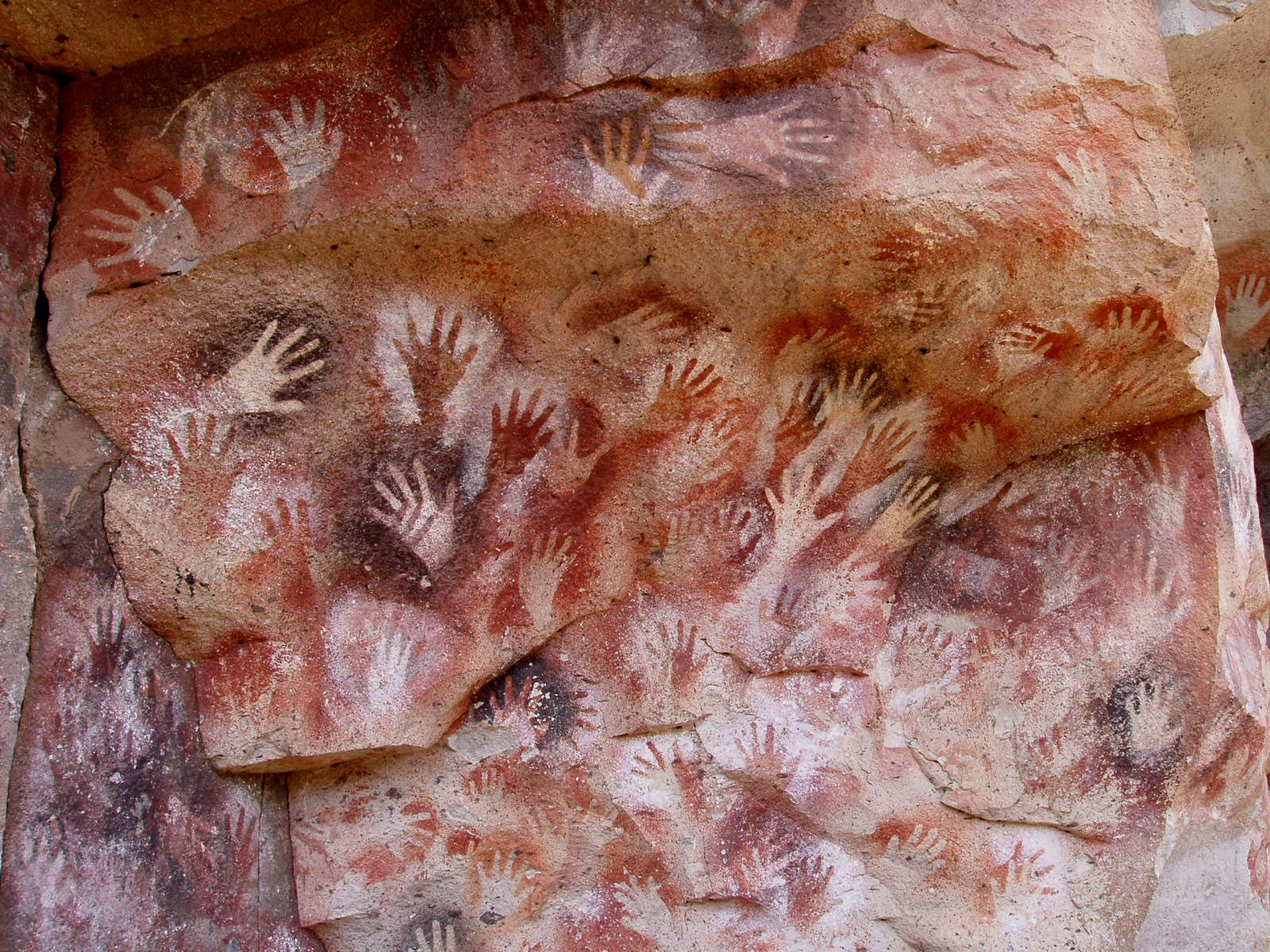
Cova de les Mans (Santa Cruz, Argentina; 7300 aC), l'art més antic de Sud-amèrica

Aquests primers habitants del territori argentí es dedicaven a la caça de milodons (un peresós gegant ja extingit) i hippidions (cavalls sud-americans que van desaparèixer fa 8000 anys), a més de guanacs, llames i nyandús.
A prop d'allà, també és possible veure les pintures de mans i guanacs estampades datades al 7300 aC. a la Cova de les Mans (riu Pinturas, província de Santa Cruz). Es tracta d'una de les expressions artístiques més antigues dels pobles sud-americans i ha estat declarada Patrimoni Cultural de la Humanitat per la Unesco.
Per a l'any 9000 aC. ja havia començat el poblament de la pampa, en tant que la zona del nord-oest del país va començar a ser habitada cap al 7000 aC.

## Època precolombina
A l'època precolombina, els pobles indígenes argentins es van dividir en tres grans grups culturals:
- els caçadors i recol·lectors, que habitaven la Patagònia, la Pampa i el Chaco;
- els agricultors andins, instal·lats al Nord-oest argentí, Cuyo i les Serralades de Córdoba, pertanyents a les civilitzacions andines, l'exponent màxim de les quals va ser l'Imperi Inca;
- els agricultors de les planes a la Mesopotàmia, pertanyents a la cultura tupí-guaraní.

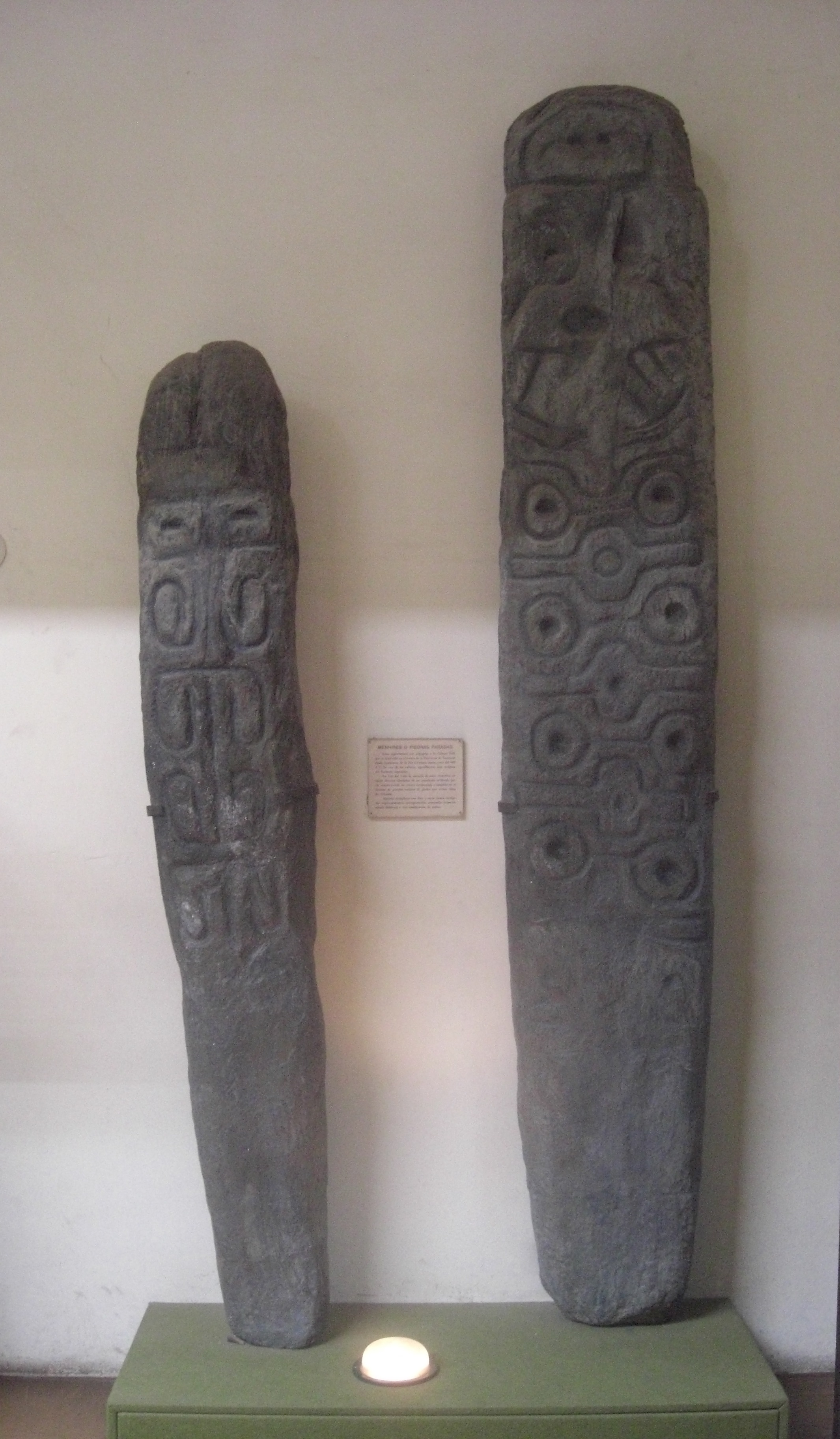
Menhirs de la cultura Tafí. Col·lecció del Museu de La Plata
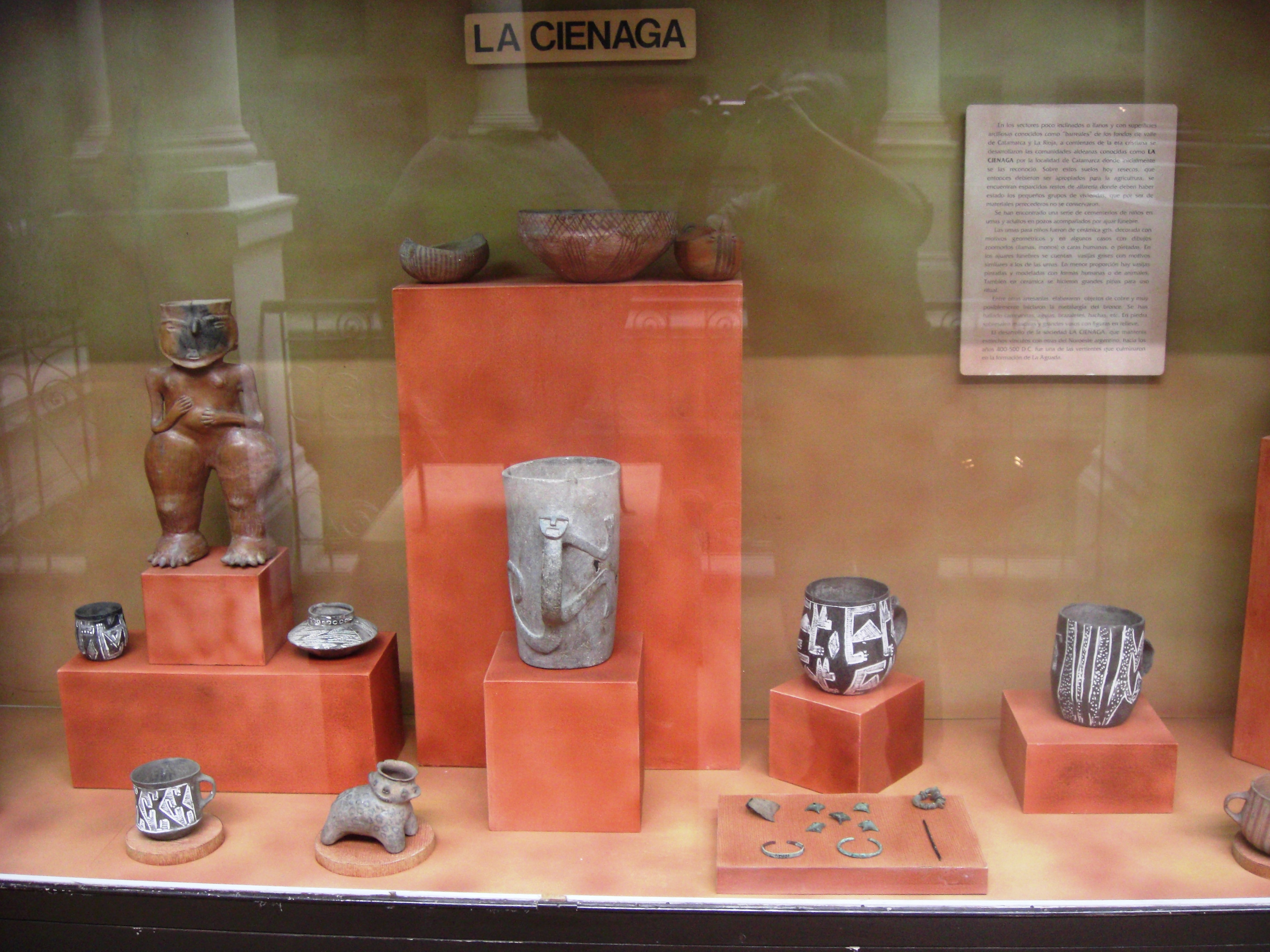
Detall de la vitrina dedicada a la Cultura de La Ciènaga. Museu de La Plata
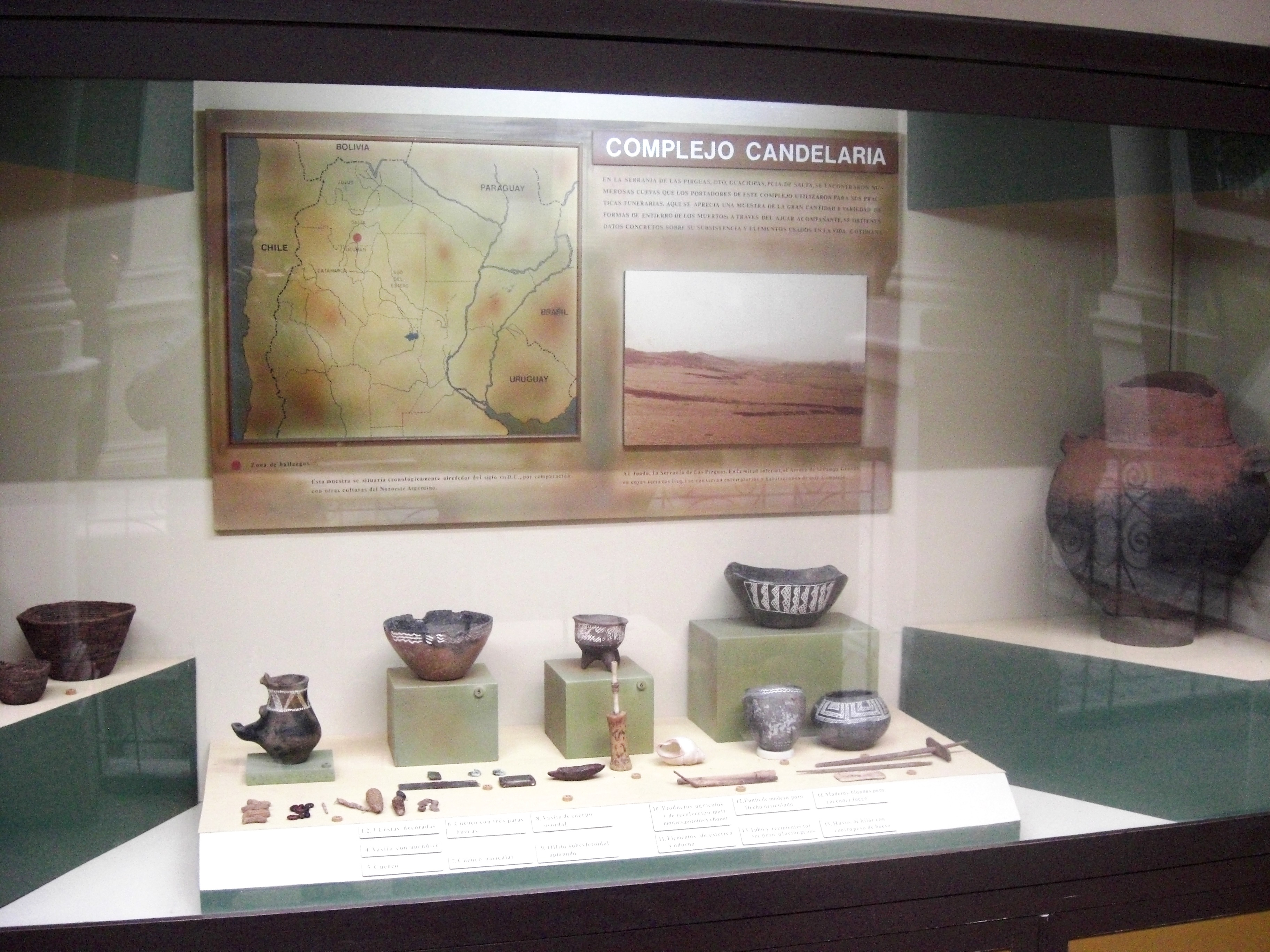
Vitrina dedicada a la cultura de La Candelaria. Museu de La Plata
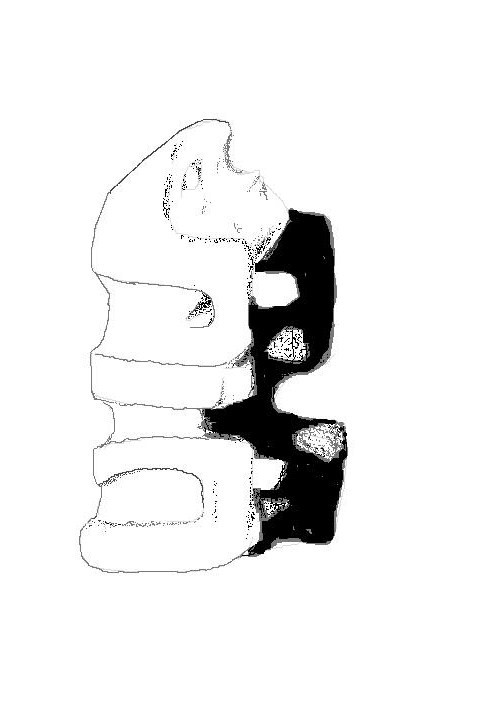
Escultura monolítica d'un suplicant. Cultura d'Alamito

Als segles xiv i xv, l'Imperi Inca va conquerir part de les actuals províncies de Jujuy, Salta, Catamarca, Tucumán (el seu extrem oest), La Rioja, San Juan, el nord-oest de Mendoza i possiblement el nord de Santiago del Estero, incorporant aquests territoris al Collasuyu, que era la part sud del Tahuantinsuyo o regions de l'Imperi Inca.

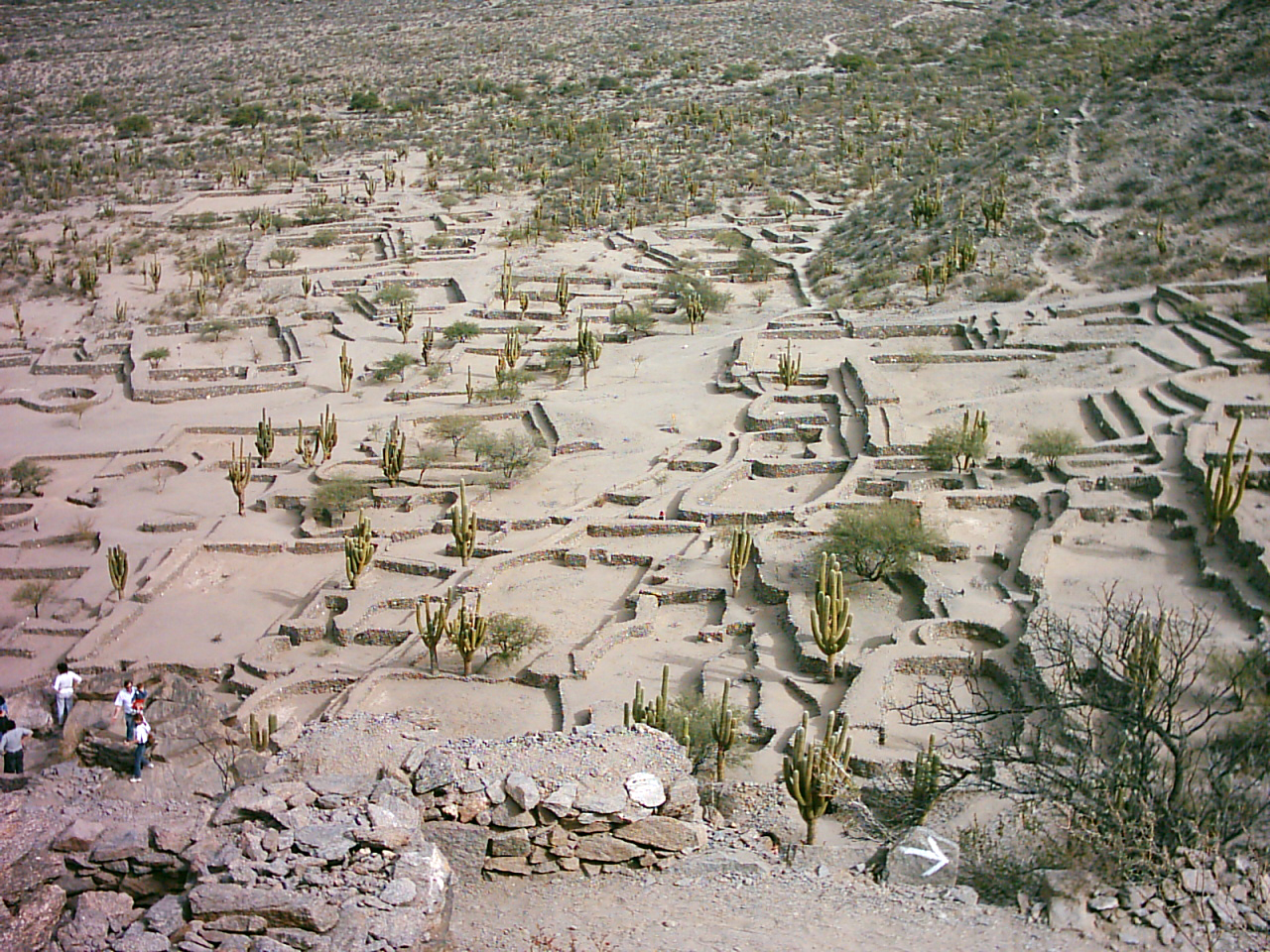
Ruïnes prehispàniques de Quilmes (Tucumán)
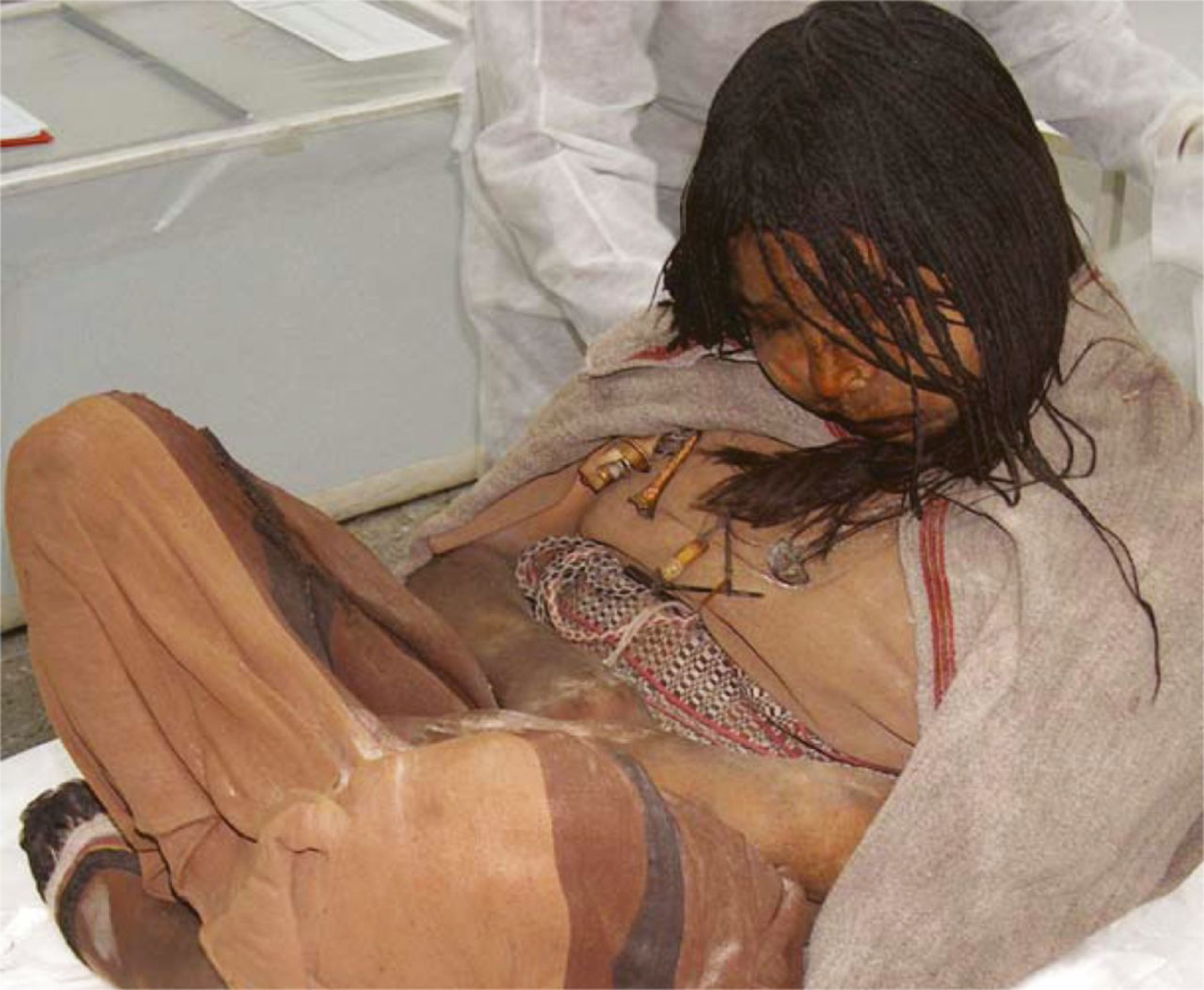
Mòmia de Llullaillaco. Sacrifici humà inca realitzat al cim del volcà Llullaillaco (6739 m), a la província de Salta (Argentina)
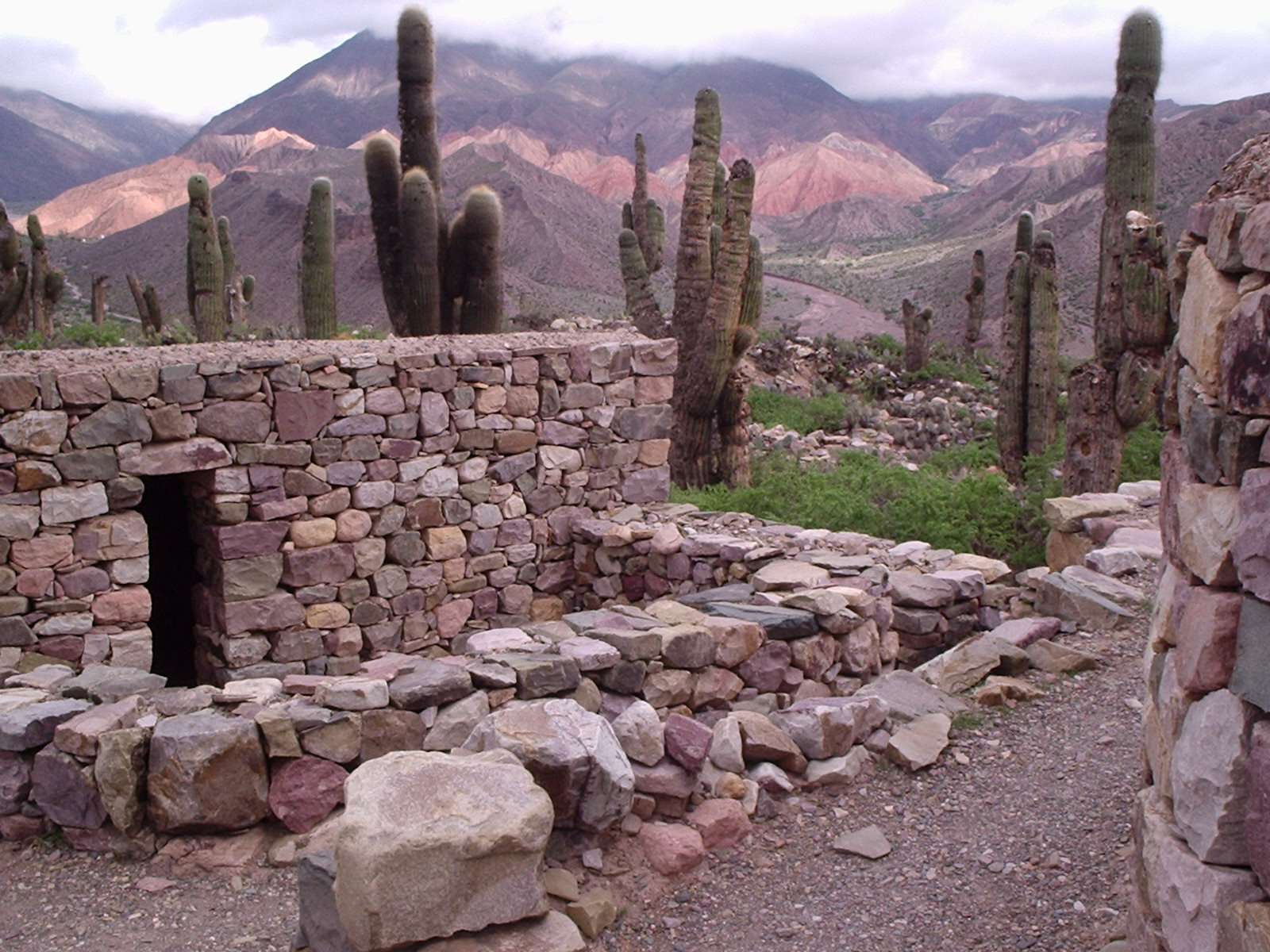
Restes del pucará de Tilcara, que pertanyenien a l'Imperi Inca.

Tradicionalment s'atribueix la conquesta a l'inca Túpac Yupanqui. Diversos senyorius de la regió, com els omaguacas, els atacamenys, els huarpes, els diaguites i altres, van intentar resistir però els inques van assolir dominar-los, traslladant als seus territoris als mitimaes (colons deportats) de les tribus dels chiches, que habitaven en el que és el sud-oest de l'actual territori bolivià. D'altres, com els sanavirons, els lule-toconoté i els comechingones van resistir amb èxit la invasió inca i es van mantenir com senyorius independents.
Van crear centres agrícoles i tèxtils, assentaments (collcas i tambos), camins (camins inques), fortificacions (pucaràs) i santuaris d'alta muntanya. Alguns dels principals són el pucará de Tilcara, la tamberia de l'Inca, el pucarà d'Aconquija, el santuari de Llullaillaco, el shincal de Londres i les ruïnes de Quilmes.

## Argentina com a part de l'Imperi espanyol (1516-1806)
La conquesta espanyola de part de l'actual territori argentí es va realitzar mitjançant tres esforços independents: expedicions des d'Espanya cap al Riu de la Plata i el Paraguai, expedicions organitzades al Perú per ocupar les terres de Tucumán, i expedicions de Xile cap a Cuyo. D'allí sorgeixen les tres grans subdivisions: Nova Andalusia (després dividida en Riu de la Plata i Guayrá-Paraguai), Córdoba del Tucumán, i el Corregimient de Cuyo. Les primeres dues van pertànyer al Virregnat del Perú, l'última a la Capitania General de Xile. El 1779, les tres van passar a formar part del nou Virregnat del Riu de la Plata.
Tenint en compte que en l'Imperi Espanyol la unitat social es concebia a través de la unitat de la Fe de l'Església catòlica, gràcies a la cèlebre butlla del papa Pau III Sublimis Deus de 1537 que declara als indígenes homes amb tots els efectes i capacitats de cristians, hi va haver un gran contrast entre la colonització espanyola i l'anglosaxona a Amèrica. Avui dia, gràcies al mestissatge, la població dels països hispanoamericans comparteix avantpassats indígenes i europeus, en diversos graus.

Planisferi de Cantino (1502), mostra la Línia de Tordesillas amb la qual es va dividir el món el 1494. Seria aproximadament el meridià 60 en mesures actuals. En el seu extrem inferior esquerre es pot veure en blanc la zona (encara desconeguda per llavors) en la qual es trobava l'actual territori argentí
Imperi Espanyol de Felip II, Felip III i Felip IV, incloent els territoris cartografiats i reclamats, reclamacions marítimes (mare clausum) i altres aspectes

Audiències del Virregnat del Perú, cap el 1650:
1) Reial audiència de Panamà
2) Reial audiència de Santa Fe de Bogotà
3) Reial audiència de Quito
4) Reial audiència de Lima
5) Reial audiència de La Plata de los Charcas
6) Reial audiència de Xile

En aquest període es va produir la mort de la major part de la població indígena a la catàstrofe demogràfica a Amèrica després de l'arribada dels europeus, que va portar al seu torn a l'Imperi Espanyol a introduir a milions d'esclaus segrestats a l'Àfrica negra. Simultàniament i malgrat la prohibició imposada per estatuts de netedat de sang, es va produir un generalitzat mestissatge de la població, en què els homes espanyols van mantenir relacions sexuals (moltes vegades forçades) amb desenes i fins centenars de dones indígenes i negres. Aquesta situació va causar un procés d'aculturació en els sectors no nascuts a Espanya i d'ambigüitat davant el fet de la conquesta. L'artista argentí Víctor Heredia expressa aquest dilema en la seva obra Taki Ongoy:
| «                 | El que hauríem de esbrinar d'una vegada per totes a aquesta altura és qui som?, els conqueridors o els conquerits? | » |
| — Víctor Heredia. | |   |

El 20 de novembre de 1542, el rei Carles I d'Espanya va signar a Barcelona per Reial Cèdula les anomenades Lleis Noves, un conjunt legislatiu per a les Índies entre les quals va disposar la creació del Virregnat del Perú en reemplaçament de les antigues governacions de Nova Castella i Nova Lleó, alhora que la seu de la Reial Audiència de Panamà va ser traslladada a la Ciutat de los Reyes o Lima, capital del nou virregnat.
| «             | i t'ordenem i manem que a les províncies o regnes del Perú resideixi un virrei i una audiència reial de quatre oïdors lletrats i dit virrei presideixi aquesta audiència la qual residirà a la Ciudad de los Reyes per ser a la part més convenible perquè d'aquí endavant no hi ha d'haver audiència en Panamà. | » |
| — Lleis Noves | |   |

El flamant virregnat va comprendre en un inici i durant gairebé tres-cents anys gran part de Sud-amèrica i l'istme de Panamà, sota diverses formes de control o supervigilància de les seves autoritats. Abastava una immensa superfície que corresponia als actuals territoris que formen part de les repúbliques de l'Argentina, Uruguai, Paraguai, Bolívia, Colòmbia, Xile, Equador, Panamà, Perú i tota la regió oest i sud del Brasil. Quedaven exceptuades Veneçuela (sota jurisdicció del Virregnat de Nova Espanya a través de la Reial Audiència de Santo Domingo) i Brasil (que integrava l'Imperi Portuguès).
En el període virregnal, la major part de l'actual territori argentí no va poder ser conquerit per l'Imperi Espanyol, a causa de la resistència oposada pels pobles indígenes que habitaven aquests territoris, principalment els de la plana del Chaco, la Pampa i la Patagonia.
A la Pampa i la Patagonia van dominar els pobles tehueltxes fins que al segle xviii va ingressar un gran contingent maputxe provinent de la regió d'Arauco, maputxitzant els pobles que habitaven la Patagònia nord i la Pampa, regió que va prendre el nom de Puelmapu.
En la plana del Chaco van dominar els pobles wichí i qom. A la regió dels rius alt Paraná i alt Uruguai, els jesuïtes van instal·lar missions indígenes guaranís organitzades com repúbliques teocràtiques de tipus comunitari, per tal de protegir els seus membres de les pràctiques esclavistes dels encomenderos espanyols i els bandeirantes portuguesos, que va portar a la guerra Guaranítica entre 1754 i 1756.
La zona del Riu de la Plata va ser disputada en el període entre l'Imperi Espanyol i l'Imperi Portuguès, dins de confrontació que les dues potències mantenien a escala global, generant una forta confrontació entre brasilers i rioplatencs que va arribar a l'enfrontament bèl·lic a la Guerra dels set Anys i després durant la guerra hispano-portuguesa de 1776-1777.

### Expedicions inicials al riu de la Plata
Els primers europeus que van arribar al que actualment és l'Argentina ho van fer buscant un pas cap al continent asiàtic. En aquells dies Amèrica era només un obstacle entre Espanya i les riqueses de Catai i Cipangu a Àsia. La zona, a més, estava situada aproximadament sobre la Línia de Tordesillas, la divisió del món que es va establir per tractat entre Espanya i Portugal i, per tant, tenia per a tots dos països la condició de frontera encara no ocupada.
Encara que hi ha moltes discussions sobre l'autenticitat dels viatges d'Amerigo Vespucci, diversos historiadors accepten com un fet que va participar de la primera expedició europea (portuguesa) a arribar a l'actual territori argentí, més específicament al riu de la Plata el 1502.
El 1516, el navegant espanyol Juan Díaz de Solís va visitar el que actualment es coneix com a Argentina, navegant l'actual riu de la Plata, al que va denominar «Mar Dolç» per la seva escassa salinitat. Va arribar fins a l'actual illa Martín García i va morir després de navegar un breu tros del riu Uruguai. En tornar l'expedició a Espanya una de les caravel·les va naufragar a Santa Catarina, quedant abandonats allà 18 nàufrags. Un d'ells Alejo García va ser el primer a conèixer la llegenda del Rei Blanc, sobre un país ric en plata, fent una excursió fins a la regió de Potosí a on es troba el Turó Rico, on es va fer d'un enorme tresor de peces de plata. En tornar va morir en un combat amb els indis payaguàs.
El 1519 i 1520, Fernão de Magalhães va recórrer tota la costa de l'actual Argentina durant l'Expedició de Magalhães-Elcano, fins a l'estret que porta el seu nom al qual va arribar el 21 d'octubre de 1520.
El 1525, fra García Jofre de Loaisa va dirigir una expedició que va recórrer la Patagònia, i fins i tot es van establir breument a Puerto Santa Cruz per reparar dues naus.
El 1526, Sebastià Cabot (italià) va prendre contacte a Santa Catarina (Brasil) amb els guaranís que havien pertangut a l'expedició d'Aejo García i va decidir anar cap a l'Imperi de Plata, navegant aigües amunt el riu de la Plata conegut llavors amb el nom de riu de Solís. El 9 de juny de 1527, Cabot va ordenar establir dos forts: un en l'actual territori uruguaià (Sant Salvador) i un altre, al que va anomenar Sancti Spiritus, primer assentament europeu en l'actual territori argentí, en l'actual província de Santa Fe. Un expedicionari de Cabot, Francisco César, va arribar possiblement a Córdoba. Cabot va remuntar també el riu Paraná, el riu Paraguai i el riu Bermejo.
Diego García de Moguer va arribar a Sancti Spiritus poc després de Cabot i va intentar imposar la seva autoritat. No obstant això la fam i les derrotes amb els timbús i xarrues els van obligar a tornar a Espanya, on van difondre les notícies sobre el Rei Blanc i el riu de la Plata.
Portuguesos i espanyols van accelerar llavors els plans per prendre possessió d'aquesta regió, que tots dos consideraven estava del seu costat de la Línia de Tordesillas.
En 1531, Portugal va enviar una gran expedició al comandament de Martín Alfonso de Souza per prendre possessió del riu de la Plata i expulsar els espanyols. Va arribar fins a l'Illa Martín García, que va rebatejar Santa Anna. Es va internar pel riu Uruguai i es va assabentar que els espanyols del fort Sant Salvador havien estat derrotats. Va decidir llavors retirar-se al terme de Santa Maria (on actualment es troba La Paloma, Uruguai). Allí va realitzar mesuraments astronòmics i va arribar a la conclusió que estava del costat espanyol de la Línia de Tordesillas, pel que va tornar a Portugal sense realitzar fundació alguna.

### Colonització del riu de la Plata (1527-1580)
En l'exploració i conquesta que Sebastià Cabot va fer del riu de la Plata, el 9 de juny de 1527 va construir un fort a l'aiguabarreig del riu Carcarañá al riu Paraná, a uns 50 km al nord de l'actual ciutat de Rosario, al qual va donar el nom de Sancti Spiritus. Aquest va ser el primer establiment espanyol en el que avui dia és la República Argentina. A prop de la seva ubicació es va aixecar després el poble de Gaboto, a la província de Santa Fe, per commemorar el fet.
En una expedició posterior, al febrer de 1528, Diego García de Moguer, al comandament d'una expedició de tres naus, es va aturar a explorar la zona del riu de la Plata. Navegant a l'abril pel riu Paraná, va trobar d'improvís el fort Sancti Spiritus. Sorprès i indignat, va ordenar al capità Caro (designat per Sebastià Cabot) que abandonés el lloc, ja que aquesta era conquesta que només a ell li pertanyia per haver estat designat per Castella per explorar aquestes terres. Però vençut pels precs de Caro i la seva gent perquè anés en auxili de Cabot, García va seguir aigües amunt i entre el que avui dia són les localitats de Goya i Bella Vista es va trobar amb el pilot venecià, que el va obligar a cooperar en la recerca de la Serralada de la Plata, i junts van explorar el riu Pilcomayo, per seguir després cap a l'estret.

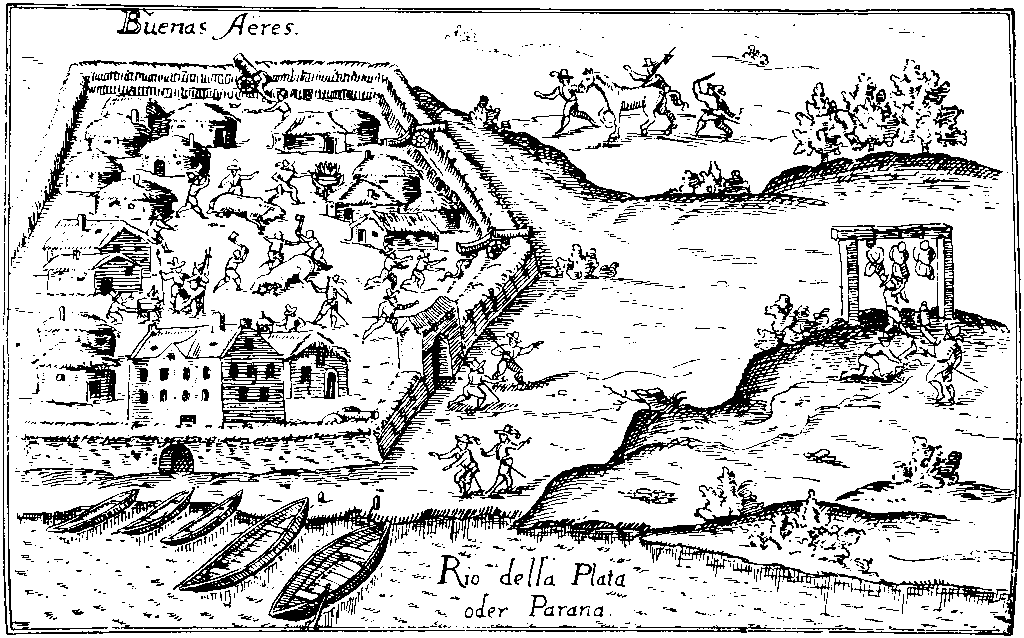
Buenos Aires poc després de la seva fundació, 1536
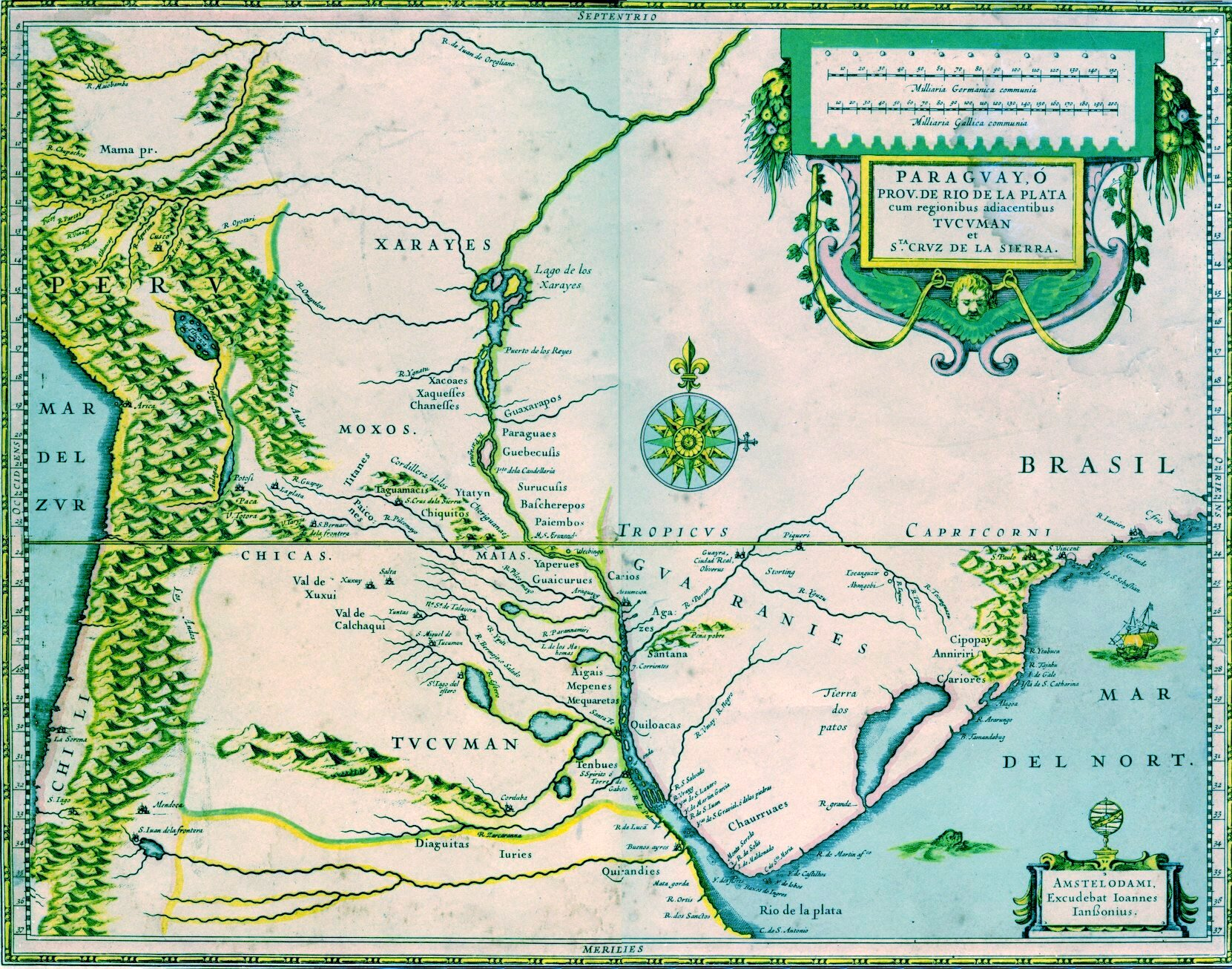
Mapa del Paraguai o Província del Riu de la Plata, c. 1600
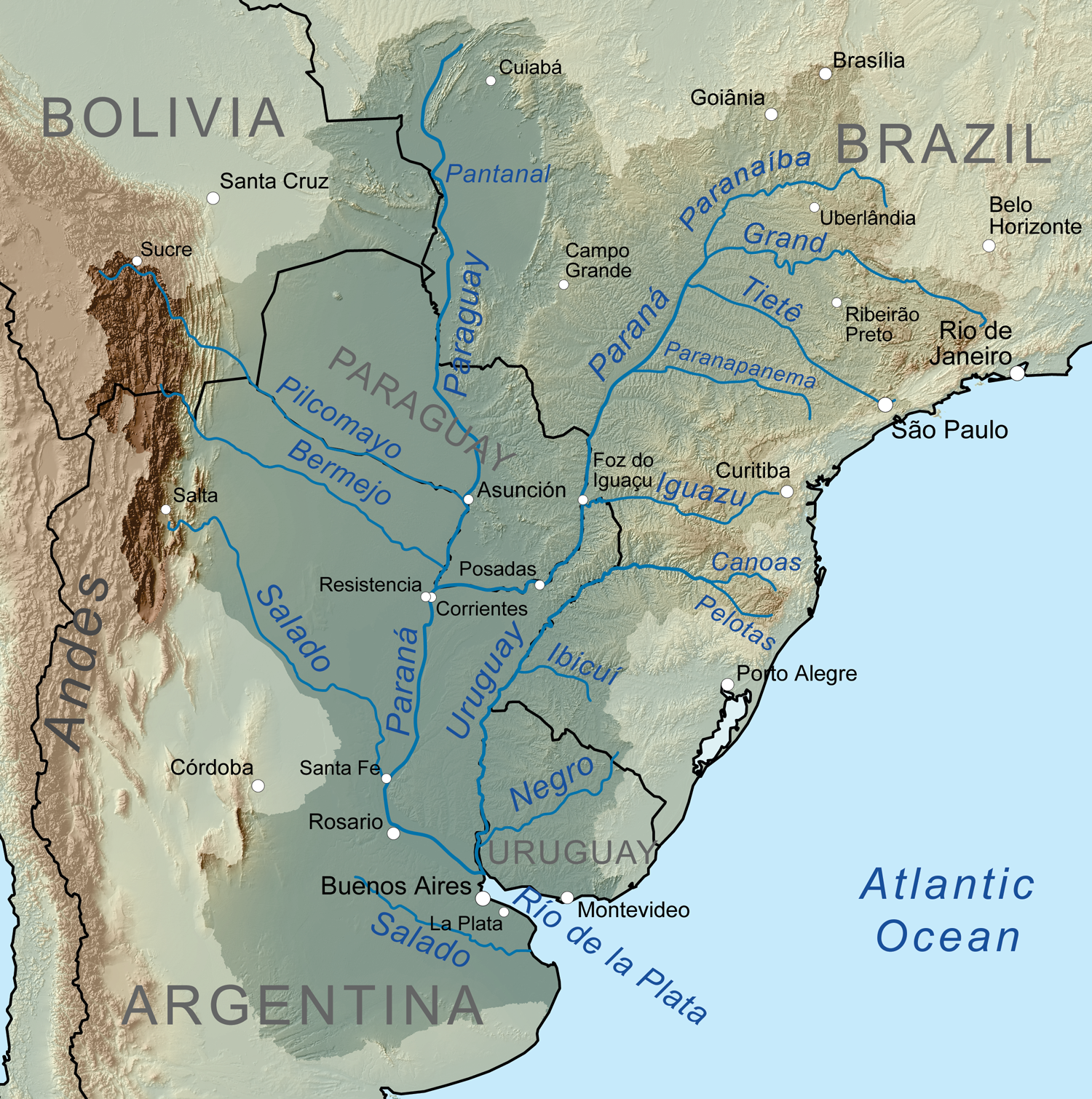
Conca del Riu de la Plata

A tot això, a Sancti Spiritus, els espanyols van descuidar la defensa del fort i, al setembre de 1529 abans de l'alba, els indígenes van prendre per assalt la fortalesa. Sebastià Cabot i Diego García de Moguer es trobaven en aquest temps en l'assentament de Sant Salvador, preparant homes i embarcacions, i no sabien res del que s'estava desenvolupant a Sancti Spiritus, fins que van veure arribar a Gregorio Caro amb els supervivents, i la terrible notícia de la destrucció del fort. Immediatament Cabot i García es van dirigir al fort intentant rescatar als seus homes. Als voltants de Sancti Spiritus van trobar alguns cadàvers completament mutilats; els bergantins destrossats i enfonsats, i els magatzems saquejats i incendiats. Només dos canons van quedar com a testimonis de la primera fortalesa que es va aixecar en terra argentina.
El 24 d'agost de 1534, Diego García de Moguer, viatja de nou en la caravel·la Concepció cap al riu de la Plata, passa per l'illa de Santiago de Cap Verd, després al Brasil, on descendeix l'estuari dels rius Uruguai i Paranà, i funda el primer assentament de la ciutat de Santa Maria del Buen Aire.
El 1536, Pedro de Mendoza va fundar el Port de Santa Maria del Buen Ayre. No obstant això, l'assentament va fracassar a causa de la fam i els enfrontaments amb les tribus indígenes. Alguns dels habitants de la població, privats d'aliments i assetjats pels indígenes locals, es van veure portats al canibalisme. La ciutat va ser abandonada, i els seus pobladors es van establir a Asunción, que es va constituir en centre d'operacions espanyol a la regió.
Per a l'any 1573, no existien poblacions fetes per europeus al llarg del riu Paraná, territori al qual cronistes com Martín del Barco Centenera l'anomenaven «Argentí Regne». És així que Juan de Garay, partint de la ciutat d'Asunción, acompanyat pels mossos de la terra i els plànols de la ciutat, funden Santa Fe en els marges d'aquest gran riu, com a nus de comunicacions entre la sortida del riu de la Plata i el Paraguai, amb el Tucumán i Cuyo, l'Alt Perú i Xile. Resulta així que aquesta ciutat històrica es transforma en la primera ciutat planificada en el territori, sobre la base dels ideals arquitectònics renaixentistes. Mentre que a Europa, aquest model no es va poder dur a terme, Amèrica en general i Santa Fe en particular, són evidències concretes d'aquest nou procés d'urbanització planificat en quadrícules, amb un ordre preestablert a diferència de les anteriors poblacions. Elements que avui es poden veure clarament al Parc Arqueològic de Santa Fe la Vella en Cayastá.
En aquest «Argentí Regne», només Santa Fe va existir per diversos anys i és allà on viuen els primers pobladors a qui es va anomenar «argentins». Martín del Barco Centenera n'adona en el seu poema històric «L'Argentina», publicat en 1602.
En 1580, sortint des de Santa Fe, Juan de Garay va refundar la Ciutat de la Trinitat i Port de Santa Maria dels Bons Ayres, que amb el temps seria coneguda simplement com a Buenos Aires. Aquesta ciutat formava part de la Governació de la Nova Andalusia, dins del Virregnat del Perú, amb seu a Lima.
Al segle xvii es van establir les missions jesuítiques guaranís. Van ser pobles fundats per la Companyia de Jesús entre els guaranís i pobles afins, que tenien com a fi evangelitzar els indis de les actuals províncies de Misiones i Corrientes, a l'Argentina, i d'importants territoris actualment al Paraguai. Van complir amb èxit la seva tasca fins que l'any 1768, el rei espanyol Carles III va ordenar expulsar els jesuïtes.

### Colonització de Tucumán (1549-1593)
El 1549, el capità Juan Núñez de Prado va ser premiat pel Virrei del Perú. Pocs anys abans, els dominis espanyols als territoris inques havien patit una greu crisi. Després de les denúncies de Fra Bartolomé de las Casas, l'emperador Carles V va dictar noves lleis que donaven grans drets als indis: es prohibia el esclavitzar, torturar-los, convertir-los forçosament al cristianisme, i alienar les seves terres. També es prohibia la transmissió de comandes per herència. Això va generar la Gran Rebel·lió de Comanders, en la qual amb prou feines el govern reial va poder imposar els nous drets per als indis. Per la seva destacada tasca, Juan Núñez de Prado va rebre l'autorització per ocupar i governar les terres del Tucumán.
A l'any següent (1550), Juan Núñez de Prado i els seus companys van fundar la ciutat de El Barco. Això va generar una protesta per part de Francisco de Aguirre, que reclamava tot el Tucumán com a part de la Capitania de Xile. El 1553, Aguirre va assolir la seva comesa, i va traslladar als pobladors fundant la ciutat de Santiago del Estero del Nuevo Maestrazgo. Segons els estudis de Narciso Binayán Carmona, tres segles més tard, la totalitat dels criolls en el nord de l'Argentina serien descendents d'algun entre els 103 membres de l'expedició de Núñez de Prado.
Els espanyols van buscar consolidar el domini en la regió fundant ciutats en punts clau:
- El 1558, Juan Pérez de Zurita va fundar Londres de la Nova Anglaterra, en l'actual província de Catamarca. Londres va ser destruïda el 1560 durant la primera guerra Calchaquí, però més tard va ser refundada. Aquest alçament indígena va assolir mantenir els espanyols fora d'alguns territoris i va causar que el Tucumán passés de la jurisdicció xilena a la peruana.
- El 1561, Juan Pérez de Zurita va fundar la ciutat de Neva, després refundada com San Salvador de Jujuy.
- El nebot d'Aguirre, Diego de Villarroel va fundar el 1565 la ciutat de San Miguel de Tucumán.
- Jerónimo Luis de Cabrera va fundar el 1573 la ciutat de Córdoba de la Nova Andalusia.
- El 1582, Hernando de Lerma va fundar la ciutat de Salta.

Juan Ramírez de Velasco, al capdavant de la Governació del Tucumán, va fundar la ciutat de Todos los Santos de la nueva Rioja el 1591, va refundar la ciutat de Londres el 1592, i va fundar San Salvador de Jujuy el 1593.

### Colonització de Cuyo (1560-1594)
La crònica de Fra Reginaldo de Lizárraga contraposa la conquesta de Xile amb la menys gloriosa (segons ell) colonització de Cuyo. La colonització no va resultar dificultosa i va ser completament pacífica, ja que una ambaixada Huarpe va creuar els Andes per sol·licitar als espanyols els enviessin sacerdots i arquitectes que els ensenyessin a construir ciutats. El 1561, els espanyols van fundar Mendoza del Nuevo Valle de La Rioja, seguida per San Juan de la Frontera el 1562 i San Luis de la Punta de los Venados el 1594.

### Influència jesuítica fins a la seva primera expulsió (1585-1767)
Encara que ja el 1512 la Monarquia Hispànica va escometre les reformes necessàries per regular el seu tracte de forma oficial i abolir l'esclavitud indígena mitjançant les Lleis de Burgos, s'ha atribuït a la butlla del papa Pau III Sublimis Deus de 1537, que va declarar als indígenes homes amb tots els efectes i capacitats de cristians, l'efecte de diferenciar a Amèrica, la colonització espanyola, portuguesa i francesa, amb l'anglosaxona, on el mestissatge va ser excepcional; la conquesta catòlica hauria buscat incorporar als indígenes a la seva civilització i la seva Església, i tot a costa de l'anul·lació de la seva identitat cultural.
El 1585, els jesuïtes arriben a Santiago del Estero, el 1587 arriben a Córdoba, el 1588 arriben els jesuïtes que després fundarien les Missions jesuítiques guaranís i en el mateix any arriben al riu Salado per evangelitzar als pampes.
Des de la seva arribada, els jesuïtes van erigir a Córdoba com el centre de la Província Jesuítica del Paraguai, en el Virregnat del Perú. Per a això necessitaven un lloc on assentar-se i així iniciar l'ensenyament superior. Va ser així que el 1599, i després de manifestar-li aquesta necessitat al cabildo, se'ls van lliurar les terres que avui es coneixen com l'Illa jesuítica.

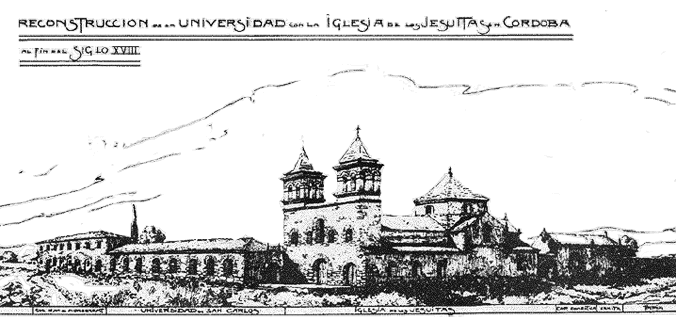
Vista de l'Illa jesuítica de Córdoba, segle xviii. Aquests edificis encara es conserven. A la cantonada s'observa l'església de la Companyia de Jesús. A continuació es destaquen l'antiga seu de la Universitat (actual museu i biblioteca major) i el Col·legi Monserrat
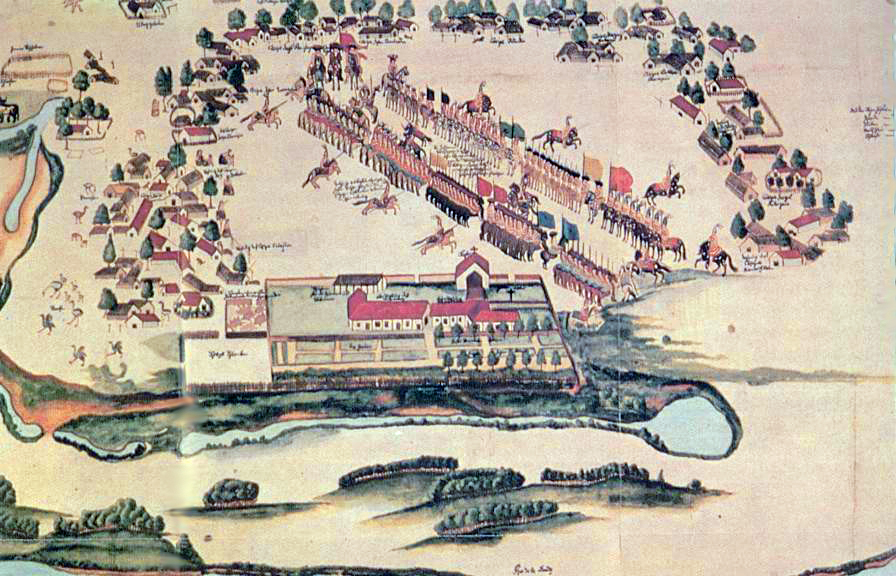
Una reducció guaraní. Al centre de la plaça es realitza un exercici de cavalleria. Per a defensar-se dels atacs, algunes reduccions van ser autoritzades a mantenir milícies armades (Lorian Pauke, segle xviii)
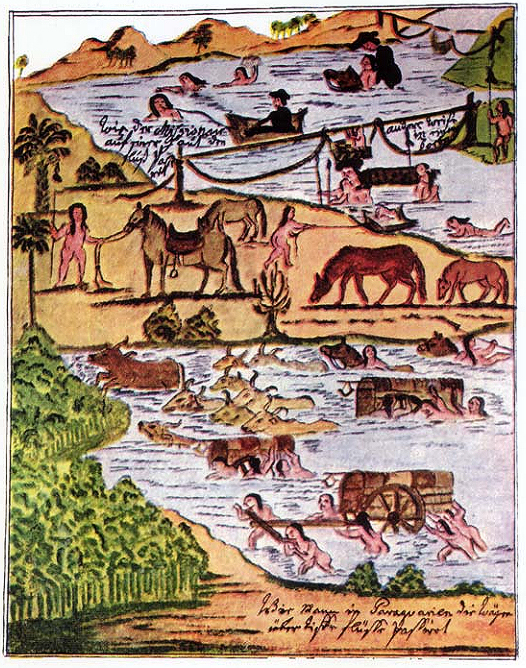
Indígenes i missioners creuant un riu a la regió del Chaco (Lorian Pauke, segle xviii)

El 1613, amb suport del bisbe Trejo, va ser fundada la Universitat jesuítica de Córdoba, la més antiga del país i una de les primeres d'Amèrica. Aquest any també es crea la Llibreria Gran (avui Biblioteca Major), que segons registres va arribar a comptar amb més de cinc mil volums.
El 1624 va ser fundada la Universitat jesuítica de Chuquisaca que, des de la seva creació, va tenir una notable influència en tota la regió de Sud-amèrica.
El 1609 es funda la primera de les missions jesuítiques guaranís. Les trenta missions van arribar a ser, al segle xviii, un veritable empori comercial, un «estat dins de l'estat» com l'anomenaven els seus detractors, que es va establir com un sistema d'organització econòmica i social diferent al de les colònies que les envoltaven. La seva autonomia i l'adaptació de l'organització social comunitària dels guaranís a un nou context va permetre al sistema subsistir i progressar. Les missions eren pobles indígenes, administrats pels mateixos guaranís (sota la mirada paternalista dels missioners), on la terra es dividia en dues: la Tupá mbaé (propietat de Déu, que era comunitària), i l'avá mbaé (propietat de l'home, per a l'explotació familiar). L'excedent era comercialitzat per totes les colònies circumdants (el Plata, Tucumán, Brasil i fins a l'Alt Perú i Espanya) i els proporcionava mitjans als jesuïtes per expandir les missions i mantenir les seves escoles i universitats (com els que tenien a Córdoba, centre regional de la Companyia de Jesús).
Els principals productes comercialitzats per les missions eren l'herba mate, el tabac, el cuir i les fibres tèxtils. No obstant això, les missions van haver de suportar un fort setge dels bandeirantes (partides de portuguesos que s'internaven a la selva per «caçar indis» amb l'objecte de vendre'ls com esclaus a la base de São Paulo, que irònicament va néixer com reducció jesuïta). Les Missions van tenir un paper clau en la defensa del Paraguai i el Riu de la Plata de l'expansió portuguesa. Justament, després de la batalla de Mbororé, el 1641 (que va durar 10 dies), en la qual un exèrcit de guaranís al comandament dels jesuïtes (molts dels quals havien estat abans soldats) va derrotar a una bandeira (un exèrcit portuguès-brasiler de bandeirantes), que se'ls va permetre per primera vegada als indígenes utilitzar armes de foc (si bé només les de menor calibre). Aquests exèrcits missioners van ser de gran utilitat durant els enfrontaments entre Espanya i Portugal al Riu de la Plata.
No només els jesuïtes van ensenyar als guaranís a treballar, resar i lluitar, sinó també música i altres arts (de les que encara es poden admirar es destaquen les «barroques» arquitectures decorades amb relleus barrocs ressaltats en les pedres carreus o tallats en els vermells maons de tipus romà. És així que, després de l'expulsió dels jesuïtes, molts guaranís es van traslladar a les ciutats colonials, com Corrientes, Asunción o Buenos Aires, on es van destacar com a compositors i mestres de música, argenters i pintors.
Els primers jesuïtes van arribar a Buenos Aires durant el govern d'Hernandarias el 1608, i funden el Col·legi de Sant Ignasi i el 1675 funden el Reial Col·legi de Sant Carles. El 1654, el Cabildo de Buenos Aires va encomanar als jesuïtes atendre l'educació juvenil de la ciutat.
Els sacerdots de la Companyia de Jesús es van instal·lar al sud del rio Salado entre els anys 1740 i 1753, per tal d'establir una població permanent a la frontera de l'estat colonial. La seva intenció va ser la de fer sedentaris i instruir els indígenes a la doctrina cristiana. La primera reducció, va ser la «Reducció de la Mare de Déu en el Misteri de la seva Concepció dels Pampes», fundada l'any 1740 a la riba sud del riu Salado pels pares Manuel Quevedo i Matías Strobel. La segona va ser la «Reducció de Nostra Senyora del Pilar de Pueltxes», fundada l'any 1746 propera a la riba de l'actual Laguna de los Padres, pels missioners José Cardiel i Tomàs Falkner. Finalment, la «Missió dels Desemparats de Tehueltxes o de Patagons», va ser fundada l'any 1749 a quatre llegües al sud de l'anterior, pel pare Lorenzo Balda. Allà van evangelitzar a un gran nombre d'indis pampes. Strobel va intervenir entre les autoritats de Buenos Aires i els pampes per establir la pau entre ells. Falkner i el seu company jesuïta Florián Paucke van recollir una gran informació sobre els costums i usos dels indis pampes i guaranís que van plasmar en llibres i exquisits dibuixos que van donar origen a l'etnografia a l'actual territori argentí.
L'Expulsió dels jesuïtes de l'Imperi Espanyol de 1767 va fer que 2.630 jesuïtes haguessin deixar Iberoamèrica, el que va significar un terrible cop a nivell educatiu ja que la immensa majoria de les institucions educatives del territori estaven a càrrec d'ells com a professors.

### Descobriment i presa de possessió de l'Antàrtida
El navegant espanyol Gabriel de Castilla va salpar de Valparaíso al març de 1603 al comandament de tres naus en una expedició encomanada pel seu cosí germà, el virrei del Perú Luis de Velasco y Castella, per reprimir les incursions de corsaris neerlandesos en els mars al sud. Pel que sembla, aquesta expedició va arribar als 64° de latitud sud. No s'han trobat encara en arxius espanyols documents que confirmin la latitud assolida i si van realitzar albiraments de terres, però, el relat del mariner neerlandès Laurenz Claesz (en un testimoni sense data, però probablement posterior a 1607), documenta la latitud i l'època. Claesz declara que ell:
| « | ha navegat sota l'Almirall don Gabriel de Castilla amb tres vaixells al llarg de les costes de Xile cap a Valparaiso, i des d'allí cap a l'estret [de Magallanes], en l'any de 1604; i va estar al març en els 64 graus i allí van tenir molta neu. (…) En el següent mes d'abril van tornar de nou a les costes de Xile. | » |

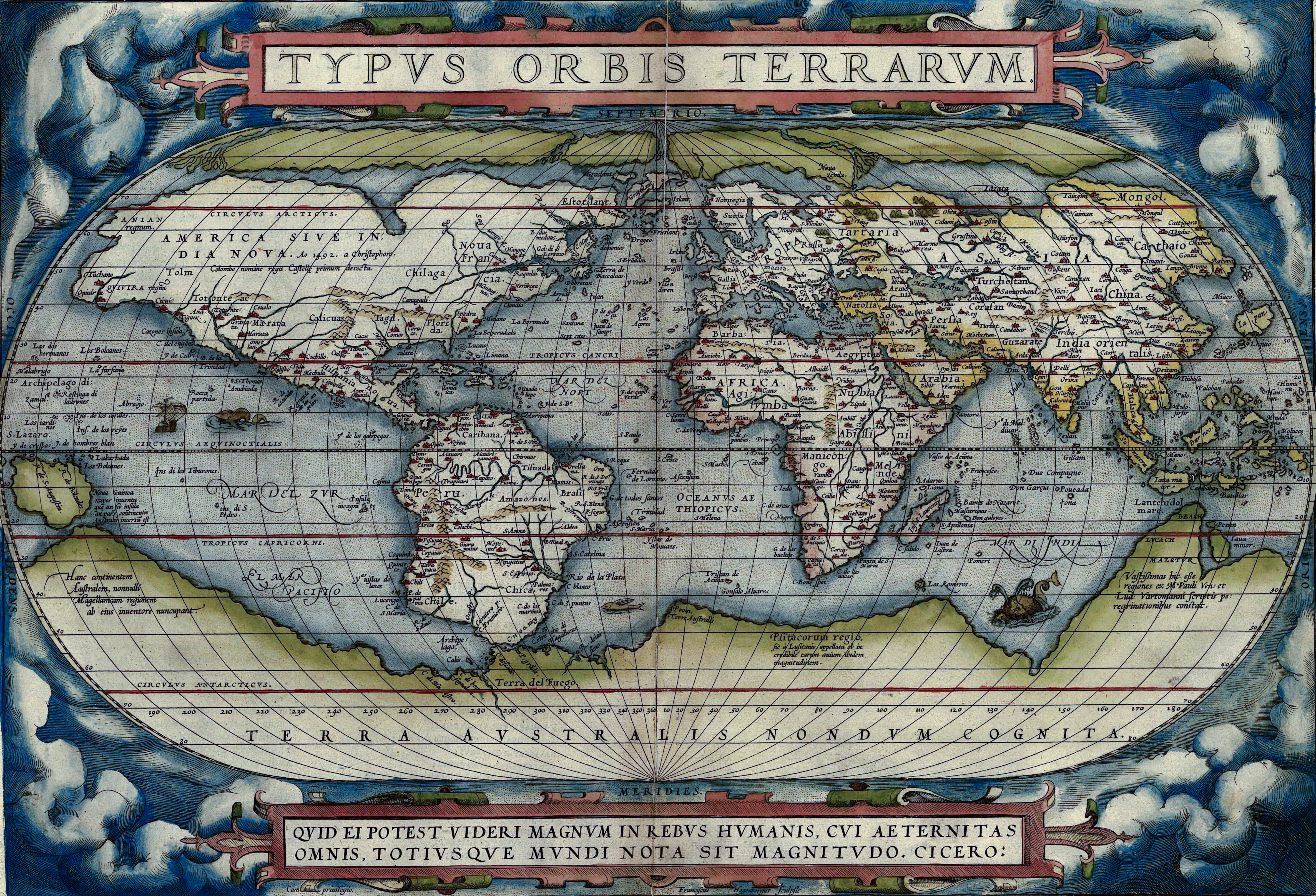
Mapamundi d'Abraham Ortelius de 1570, on apareix el continent mític de Terra Australis Incognita (Terra desconeguda del sud)
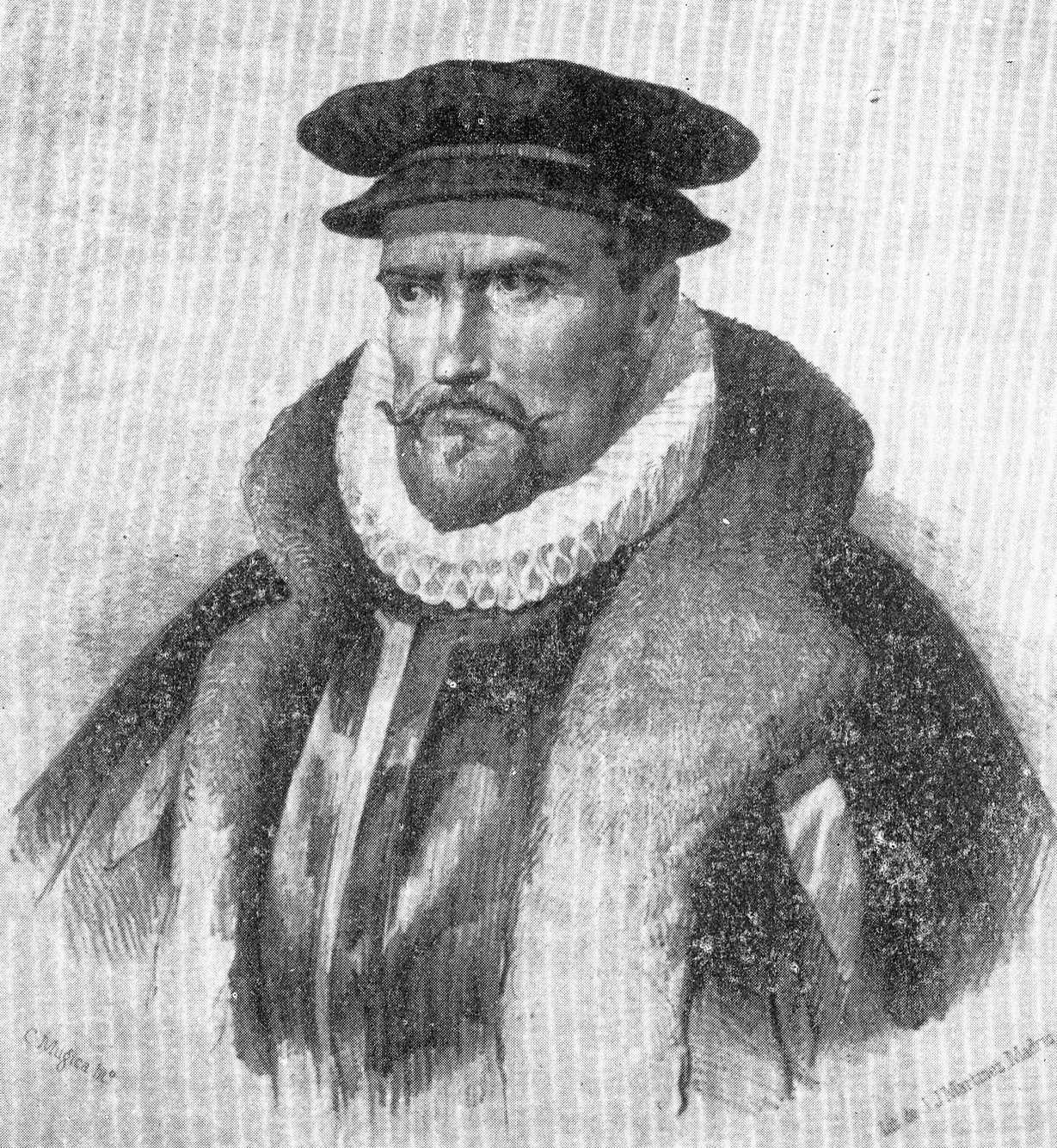
El 1606, Pedro Fernández de Quirós va prendre possessió de totes les terres del sud fins al pol Sud per la corona d'Espanya i les va anomenar «Austrialia de l'Esperit Sant»
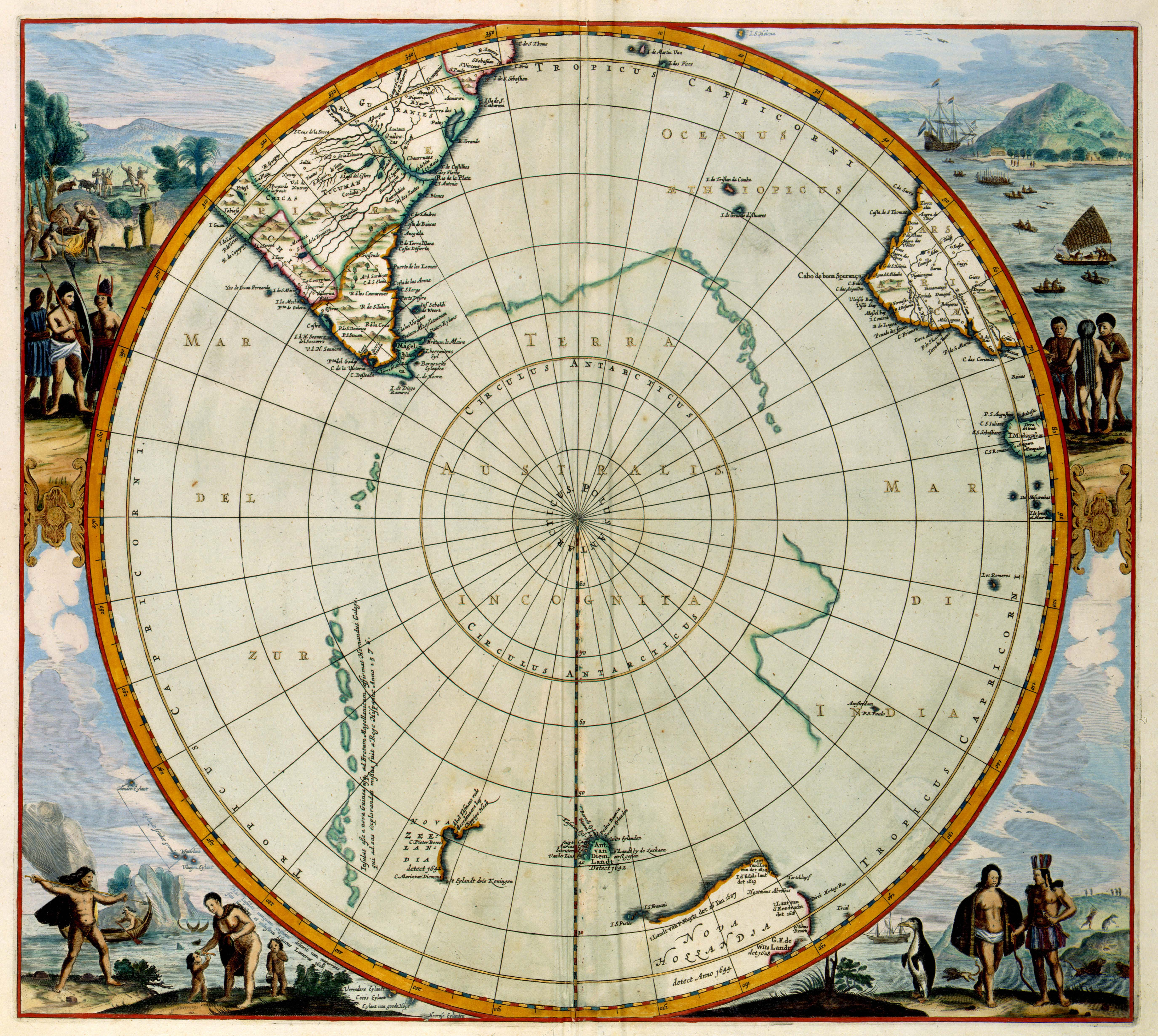
Mapamundi de Jan Janssonius de 1657, on la Terra Australis Incognita apareix com un territori que s'inclou el pol sud però sense un límit definit

El 30 d'abril de 1606, Pedro Fernández de Quirós va prendre possessió de totes les terres del sud fins al Pol per la corona d'Espanya a l'illa Esperit Sant (Vanuatu), a la qual va anomenar Austrialia de l'Esperit Sant (combinant les paraules «Austral» i «Àustria», dinastia regant a Espanya Portugal)', pensant que era part de la Terra Australis Incognita.
Una altra suposició és que al segle xviii, la península Antàrtica i els arxipèlags de les Antilles del Sud (o Antartilles) van ser freqüentment visitats per caçadors de foques espanyols i hispanoamericans, els que haurien ocultat els territoris en qüestió per evitar la competència (especialment dels britànics). La presència d'aquests caçadors estaria testificada per la trobada de possibles restes dels seus refugis a les costes orientals de la península Antàrtica.

### Consolidació espanyola (1600-1776)
A començaments del segle xvii, les ciutats fundades pels espanyols no eren més que petites fortificacions de civilització europea escampades en un territori molt vast, i durant aquests cent anys van augmentar la seva influència a través de comandes de la formació d'estàncies i de la fundació de ciutats, que anaven allunyant-se progressivament del Camí Reial. Si bé eren comuns els enfrontaments fronterers, no hi va haver grans conquestes com al segle anterior; més aviat es va consolidar el domini dels territoris ja conquerits.
El 1599, els jesuïtes es van instal·lar a Córdoba, i el 1613 van fundar una universitat en aquesta ciutat. Al mateix temps van ser fundant assentaments entre els indis guaranís i guaycurús. Les missions jesuítiques estaven subordinades a la Corona Espanyola. Com qualsevol altra ciutat espanyola tenien un cabildo, un corregidor, batlles de primer i segon vot, escriba, i totes les altres institucions de la civilització espanyola; la diferència era que el corregidor i la resta de les autoritats eren gairebé sempre cacics.
El 1663, per ordre del capità general de les províncies del Riu de la Plata i president de la Reial Audiència de Buenos Aires José Martínez de Salazar va ser instituït el El Camí Reial de Buenos Aires a Lima amb dues vies principals: el Camí Reial del Perú (que seguia en línies generals l'itinerari de l'actual Ruta Nacional 9 de l'Argentina des de Buenos Aires, passant per Córdoba, Santiago del Estero, San Miguel de Tucumán, Salta, San Salvador de Jujuy, Potosí, arribant fins al Perú) i el Camí Reial de l'Oest (que continuava cap a San Luis, Mendoza i Santiago de Xile i que recorria un traçat similar a la Ruta Nacional 7).
Comparada amb altres parts de Llatinoamèrica, l'esclavitud va tenir un paper relativament petit en el desenvolupament de l'economia argentina, degut principalment a la manca de mines metal·líferes i de plantacions de canya de sucre, que haurien demandat una enorme quantitat de mà d'obra esclava. El Brasil colonial, per exemple, va importar pràcticament 2,5 milions d'africans al segle xvii. En contrast, un estimat de 100.000 esclaus africans va arribar al port de Buenos Aires en els segles xvii i xviii; la gran majoria d'ells estaven destinats al Paraguai, Xile i Bolívia. El mercat de l'Alto Perú va facilitar la plantació de cotó a Santiago del Estero i l'establiment d'una incipient indústria tèxtil, en la qual s'elaborava el cotó juntament amb la llana de cabres, ovelles, llames, alpaques i guanacs en els territoris de les actuals províncies de Santiago del Estero, Catamarca, Salta i La Rioja, així com una indústria del cuir a Tucumán. D'altra banda la ciutat de Córdoba es trobava beneficiada en ser la cruïlla de les rutes que unien l'oest amb l'est i el nord amb el sud-est del virregnat.
Aquesta base econòmica, amb un nord metal·lífer i un sud agrícola i portuari va significar el desenvolupament d'un trànsit carreter que generalment baixava des de l'Alto Perú fins al port de Buenos Aires seguint el Camí Reial, tal trànsit va suposar per la seva banda la cria de mules, també de cavalls i ases) la qual es realitzava principalment en les ciutats del Tucumán i va promoure la fabricació de carretes fabricades a San Miguel de Tucuman i a la ciutat de Mendoza. La zona de Misiones i Paraguai va ser seu de cultius d'herba mate, cultius iniciats per guaranís i jesuïtes. L'herba mate proveïa a gairebé tot el virregnat i fins, i tot a la Capitania General de Xile. Altres conreus alimentaris van sorgir gràcies a la demanda alt peruana: vins (a Salta, Tarija, Cuyo, Córdoba), aiguardents i singanis; i fins i tot plantacions d'olivera, principalment a La Rioja i Catamarca.
Un exemple de consolidació administrativa i territorial va ser l'establiment del Marquesat de Yavi el 1707; la seva capital era a la ciutat de Yavi, actual província de Jujuy; i s'estenia per tot el nord argentí i el sud de Bolívia (Chuquisaca, Tarija, Orán, San Antonio de los Cobres, etc.). Els marquesos tenien una enorme extensió de terres i gaudien del reconeixement perpetu de les seves comandes, que van ser declarades invàlides per la Cort Suprema Argentina el 1877.

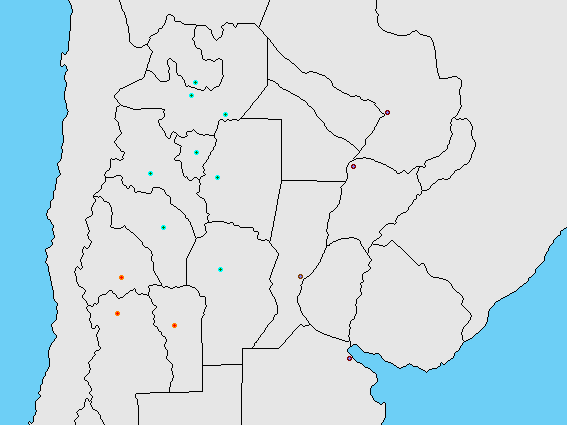
Mapa de les ciutats espanyoles fundades a l'Argentina i Paraguai fins a l'any 1600
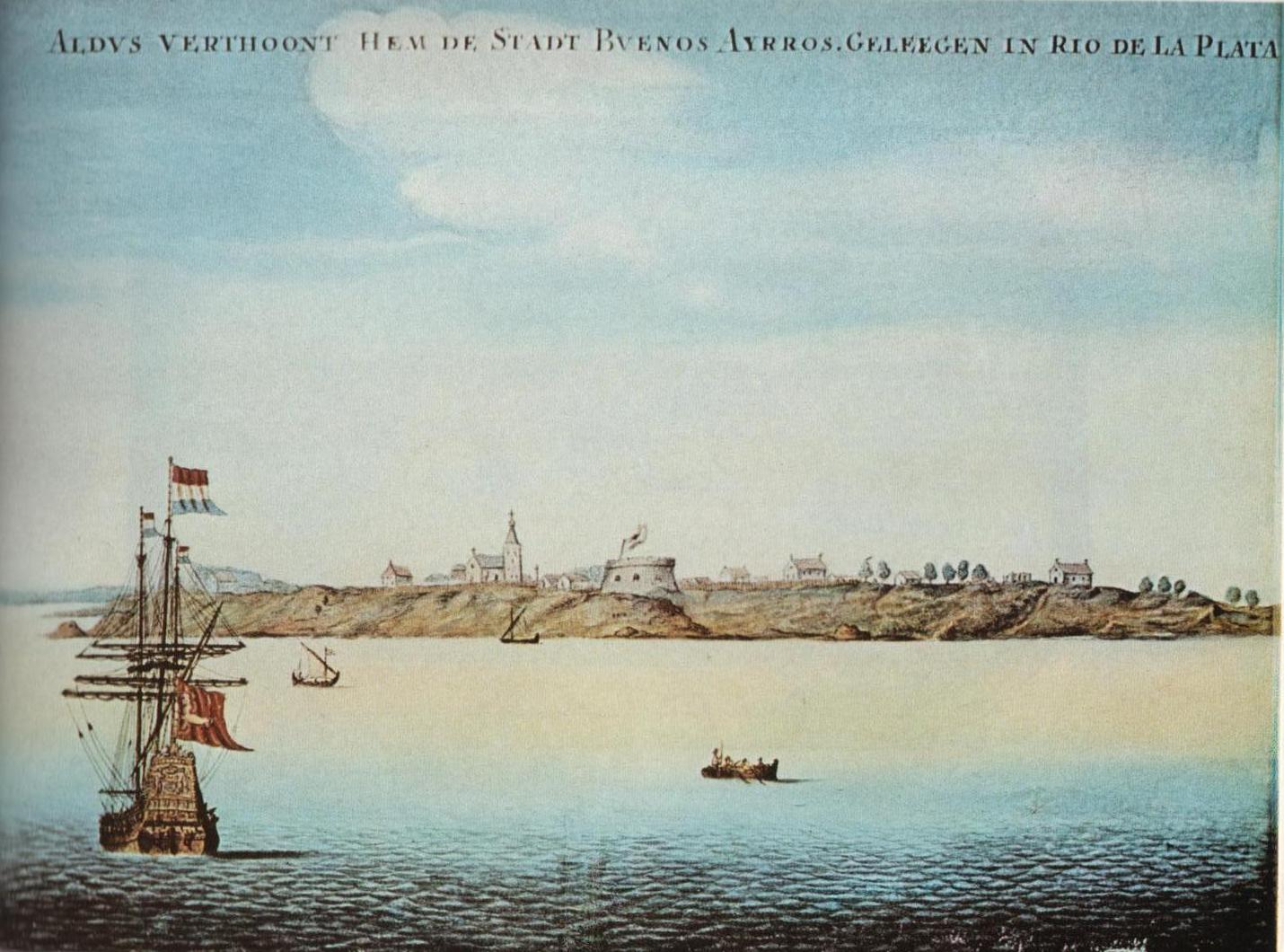
Primera vista coneguda de Buenos Aires, pintada per un navegant holandès que va fondejar al port de Buenos Aires probablement cap el 1628
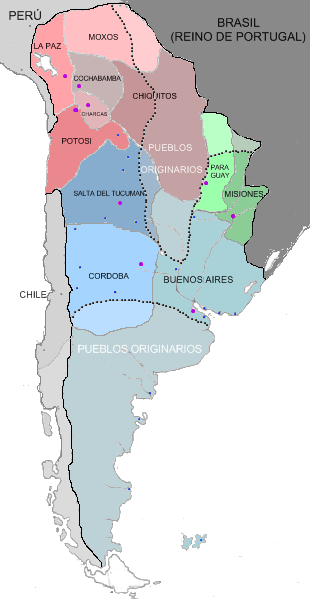
Mapa del Virregnat del Riu de la Plata, c. 1776

A Cuyo, arribant al segle xviii la major part dels huarpes s'havia convertit al cristianisme, adoptant l'idioma castellà. Aquesta va ser la zona on més ràpid es va donar la criollització dels pobles originaris. Una resta dels huarpes al sud del riu Diamante va ser conquerit pels maputxes durant l'araucanització.
| « | Buenos Aires va constituir des de la seva fundació una estructura social altament civilitzada, un veritable estat de dret on sense la minva d'una indubtable llibertat, regnava un ordre jurídic desconegut llavors en gairebé tota la resta del món, inclusivament en diversos dels països europeus. (...) la propietat immobiliària es mesurava i es transmetia puntualment per escriptura pública, s'escrivien igualment els dots, successions i informacions diverses, es registrava el naixement i l'estat de les persones, tramitant canònicament els eventuals dissentiments, divorcis i nul·litats, es pledejava amb subjecció a procediments curiosament similars als actuals, (...) hi havia hospitals i escola públics. (...) Aquesta societat era realment autàrquica: l'Església eren els veïns, la Justícia i l'administració general eren els veïns, i l'Exèrcit també eren els veïns. Per descomptat, venien alguns funcionaris d'Espanya, però en l'enorme majoria dels casos no tornaven més enllà, es veïnaven, es nacionalitzaven. | » |
| — Francisco Seeber, Solidez de la Estructura Social Argentina, revista Universitas n. 72/73, setembre-desembre de 1984 | |   |

En 1749 es va crear el Camí Reial de Buenos Aires a Lima el servei de Correus i Postes per iniciativa de Domingo de Basavilbaso, que per aquest motiu és reconegut com el pare del correu argentí. La clau del nou servei era la cadena de postes que existien al llarg del camí.

### Conflictes amb Portugal i el Brasil (1680-1828)

Límits aproximats el 1811

Entre 1680 i 1828, Espanya i Portugal (seguits de les seves colònies independents) van tenir una sèrie de conflictes al llarg de la seva frontera.
El 1680, el militar portuguès Manuel de Lobo funda la primera ciutat en l'actual territori uruguaià, Colonia del Sacramento. El governador espanyol del Riu de la Plata, José de Garro, va demanar reforços a les ciutats de Tucumán, Corrientes, Santa Fe, i les missions jesuïtes; amb aquest exèrcit va ocupar la ciutat. A l'any següent, el Rei va signar un tractat amb Portugal per tornar-la, a condició que no comerciessin amb les ciutats espanyoles.
Cinquanta anys més tard, el 1723, el portuguès Manuel de Freytas da Fonseca va fundar el Fuerte de Montevidéu. Els espanyols de Buenos Aires van prendre el fort. El 1726, Felip V va ordenar fortificar-la i poblar-la. La situació va romandre estàtica fins al 1762; en el context de la Guerra dels Set Anys, els espanyols de Buenos Aires van tornar a ocupar la ciutat, però la guerra va acabar amb la signatura del Tractat de París (1763), en el qual es va fixar el retorn de la disputada colònia a Portugal. El 1777, amb el Tractat de Sant Ildefons, Colonia del Sacramento passa una altra vegada al domini Espanyol.
Després de la Revolució de Maig, les forces portugueses van llançar una invasió de la Banda Oriental el 1811. Una segona invasió el 1816 va ser definitiva; la Província Oriental va ser annexada pel Regne del Brasil i va passar a anomenar-se Província Cisplatina. En 1825 va començar la Guerra del Brasil, el Congrés de la Florida va declarar la independència de la Província Oriental i la seva reincorporació a les Províncies Unides del Riu de la Plata. El 1828, va acabar la guerra i amb ella van finalitzar els principals conflictes limítrofs.

### Creació del Virregnat del Riu de la Plata (1776-1814)
Al llarg del segle xviii, els canvis polítics posats en pràctica per la Casa de Borbó que va reemplaçar a la Casa d'Àustria a partir del 16 de novembre de 1700, l'Imperi Espanyol van transformar les dependències americanes, fins llavors «regnes» relativament autònoms, en colònies enterament dependents de decisions preses a Espanya en benefici d'ella. Entre aquestes mesures es va explicar la fundació del Virregnat del Río de la Plata el 1777, que va reunir territoris dependents fins llavors del Virregnat del Perú, i va donar una importància singular a la seva capital, la ciutat de Buenos Aires, que havia tingut escassa importància fins a aquest moment.

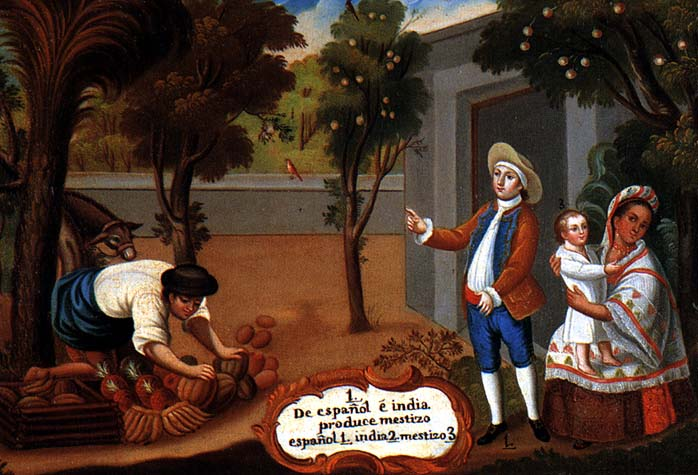
Família mestissa del. El mestissatge no es va limitar a l'etapa de la conquesta

En 1776, els espanyols van separar el Virregnat del Perú, establint entre altres noves zones administratives al Virregnat del Riu de la Plata. L'enorme superfície que abastava el virregnat del Perú dificultava les tasques de govern, la qual cosa va ser un poderós motiu per a la seva divisió. Buenos Aires es va establir com a capital, per la seva creixent importància com a centre comercial i el valor de l'estuari del riu de la Plata com a entrada cap a l'interior del continent. Aquest virregnat va abastar el que avui és l'Argentina, Uruguai i Paraguai, així com també la major part de l'actual Bolívia. Segons el cens ordenat per Carles III, el 1778 el virregnat tenia una població de 186.526 habitants. Córdoba tenia 44.506, la ciutat de Buenos Aires 37.679, mentre que Mendoza tenia 8765. Era important la població afroargentina, que superava el 50% a Santiago del Estero i Catamarca.
Al principi, la ciutat de Buenos Aires havia patit seriosos problemes d'aprovisionament de béns bàsics, ja que el comerç exterior era monopolitzat per Espanya i aquest país prioritzava el port de Lima, atès que en el Perú s'extreien grans quantitats d'or i plata per a la metròpoli, productes absents en els voltants de Buenos Aires. Com a conseqüència, es va produir un fort desenvolupament del contraban. La principal producció de Buenos Aires aleshores era el cuir.
Espanya va imposar el cristianisme i l'idioma castellà. En tota la Hispanoamèrica regien els costums i modes espanyoles, tot i que les diferents ètnies i cultures criolles que van integrar la població colonial també van trobar mecanismes per preservar alguns aspectes dels seus patrimonis culturals, lingüístics i religiosos, que moltes vegades es van fusionar entre si per generar noves manifestacions culturals. La densitat de població en el Virregnat del riu de la Plata era baixa, i fins a mitjan segle xix més de la meitat del territori argentí actual va estar habitat per les tribus indígenes.
Espanya va imposar en les seves colònies americanes un sistema de castes amb tres grups principals, «blancs»,«indis» i «negres», així com també els grups derivats del mestissatge dels altres: «mulat»,«mestís» i «zambo». Els «híbrids» es consideraven «tacats» o de «sang impura», però hi havia diferències entre ells ja que, mentre la «sang índia» «tacava per tres generacions», la «sang negra» «tacava per a tota l'eternitat». Al cim del sistema de castes es trobaven els espanyols peninsulars, considerats de «sang pura» als quals es reconeixia la major quantitat de privilegis, seguits dels espanyols americans, coneguts com a «criolls», descendents legítims de pare i mare espanyols. Si bé existia una diferència conceptual entre peninsulars i criolls; ells no tenien cap diferència de drets. Hi va haver diversos criolls que van ser virreis, com Juan José de Vértiz y Salcedo. En el lloc més baix de l'escala social es trobaven els «negres» ocupant l'últim lloc aquells nascuts a l'Àfrica.
No obstant això, aquesta separació no era tan estricte, i les seves convencions solien ser postergades si les necessitats pràctiques així ho requerien. Així, durant les Invasions Angleses es van donar armes i graus militars a diversos grups que en circumstàncies normals no podrien accedir a aquests llocs, i l'escassetat de dones espanyoles va promoure el mestissatge. De la mateixa, i tenint com una de les seves bases econòmiques la ramaderia extensiva que implicava el transport i cura de grans ramats, van sorgir els «mossos de la terra» ja al segle xvii, i després els gautxos, els quals tindrien un paper decisiu en la gesta emancipadora del segle xix.

### Descobriment, assentament i governació a les Illes Malvines
Les butlles Inter Caetera i Dudum si Quidem de 1493 li adjudicaven al Regne d'Espanya «totes aquelles illes i terres fermes, trobades i que es trobin, descobertes i que es descobreixin cap al migdia», fixada en una línia a cent llegües de les illes Açores. Les Illes Malvines, incloses en les zones al·ludides per les butlles, van ser albirades per primera vegada el 1520 per Esteban Gómez amb la nau San Antonio de l'expedició espanyola de Fernão de Magalhães. Les illes comencen a aparèixer en els mapes de Pedro Reinel (1522-1523), Diego Rivero (1526-1527 i 1529), Islario de Santa Cruz (1541), Sebastià Cabot (1544), Diego Gutiérrez (1561), Bartolomé de Olivos (1562), entre d'altres. Gran Bretanya afirma que les illes van ser descobertes per John Davis el 1592.
El 31 de gener de 1764, el francès Louis Antoine de Bougainville va arribar a les illes, a les quals va nomenar Illes Malouines causa que els colons que portava a les illes provenien de la ciutat francesa de Saint-Maloù. El 17 de març va fundar una colònia a l'illa Soledad, a la qual va anomenar Port Saint-Louis, i el 5 d'abril de 1764 va prendre possessió formal del territori en nom de Lluis XV. Però el 1765, Espanya i França van arribar a un acord per al reconeixement de les illes com a possessió espanyola que incloïa una indemnització per despeses realitzades a Louis Antoine de Bougainville. Per tal motiu, el 2 d'octubre de 1766, el rei Carles III d'Espanya va dictar una reial cèdula per la qual creava la Governació de les Illes Malvines com a dependència del governador i capità general de Buenos Aires, en aquest moment Francisco de Paula Bucarelli y Uruzúa, nomenant al capità de navili Felipe Ruiz Puente com a primer governador del territori. Així el primer poblat va passar de mans franceses a espanyoles.

Mapamundi de Diego Ribero de 1529, en el qual s'inclou a les Illes de San Antón, en sorprenent concordança geogràfica amb les illes Malvines. Biblioteca Apostòlica Vaticana, Ciutat del Vaticà

En assumir Felipe Ruiz Puente com a primer governador espanyol de les Malvines, es va instal·lar a Port Saint-Louis i va procedir a construir diversos edificis comuns com cuines i casernes, i una capella consagrada a la Nostra Senyora de la Soletat, nom que va reemplaçar al topònim francès del port i va derivar finalment en el de tota l'illa.
En aquest Puerto de Nuestra Señora de La Soledad es va radicar la seu de govern de la Governació de les Illes Malvines (posteriorment Comandància). Els successius governadors de les illes (hi va haver 18 en total) van complir la tasca d'inspeccionar regularment les costes; el lloc era habitualment visitat per caçadors de foques i de balenes anglesos i estatunidencs. La població de les illes estava composta per oficials, soldats i presidiaris, aquests últims pertanyents a la presó instal·lada a 1780.

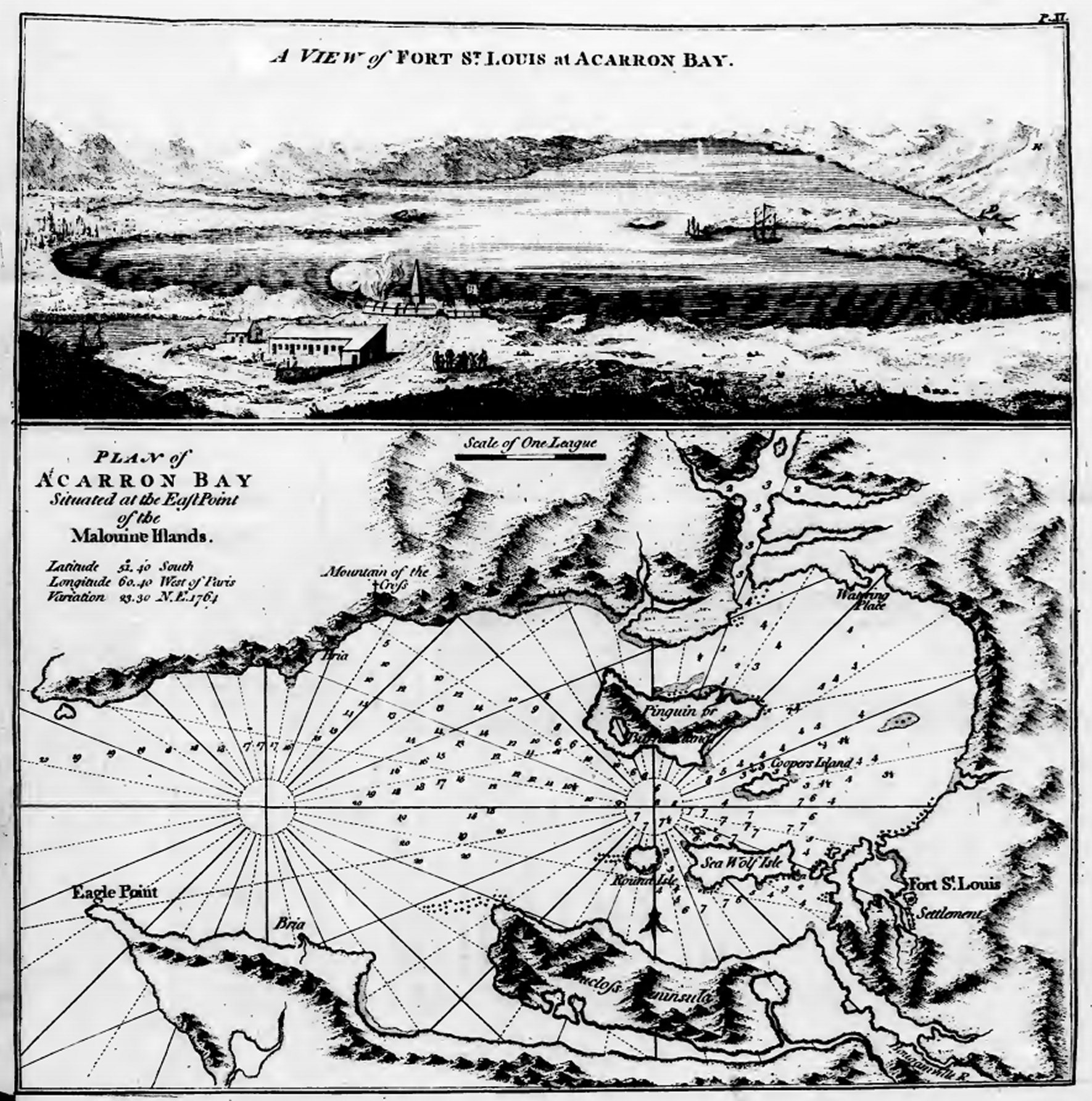
Port Saint-Louis, 1764
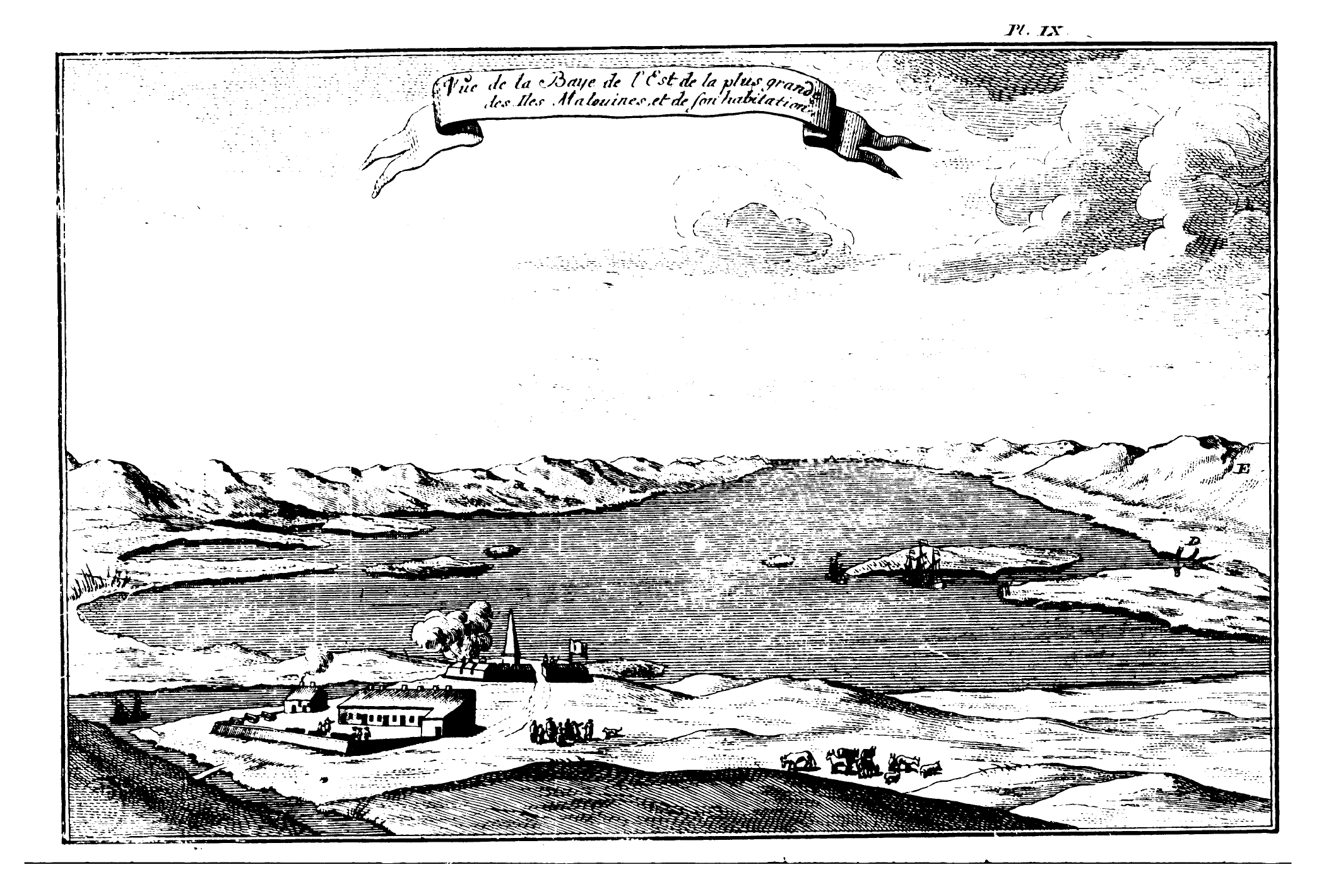
Assentament original de Puerto Soledad. Dom Pernety, 1769

Després dels primers conats independentistes al virregnat, el governador de Montevideo, Gaspar de Vigodet va decidir reunir totes les forces militars de les que disposava a fi d'enfrontar als revolucionaris de Maig, pel que va ordenar evacuar les Malvines. El gener de 1811, després de 37 anys d'ocupació, Espanya va abandonar les illes amb intencions de tornar, deixant les plaques al campanar de la capella i en els edificis principals en què afirmava la seva sobirania sobre les illes:
| « | Aquesta illa amb els seus Ports, Edificis, Dependències i el que conté pertany a la Sobirania del Sr. Ferran VII Rei d'Espanya i les seves Índies, Soledad de Malvines 7 de febrer de 1811 sent governador Pablo Guillén. | » |

## Argentina part del Puel Mapu (1650-1880)

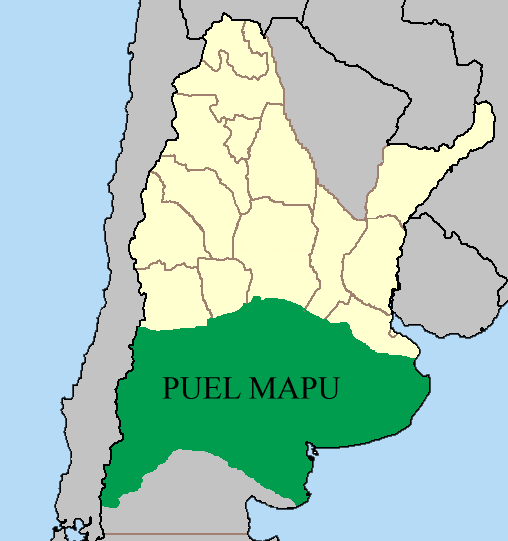
Mapa de Puel Mapu en els segles i XIX, territori maputxe a l'est de la serralada dels Andes sorgit de la araucanització d'aquest territori i pobles que l'habitaven. Al mapa més es mostren les fronteres nacionals actuals i els límits provincials argentins

Als segles xv i xvi, els tehueltxes ubicats a les planes de la Pampa i de la Patagònia comencen a migrar cap a la zona de la serralada dels Andes sota domini pehuentxe, pertanyents a la cultura maputxe. En la mateixa època, els huarpes ubicats al territori actual de Mendoza es desplacen cap al sud, establint relacions amistoses amb els pehuentxes.
A partir de 1608, les incursions esclavistes en territori del poble Cunco (actual sud de Xile), pertanyent a la nació maputxe, va començar a impulsar una migració a través del pas Pehuenche des de la banda occidental a la banda oriental de la serralada dels Andes, instal·lant-se en la regió i donant començament al que serà conegut com el procés de maputxització de les cultures tehueltxe.
Acabada la Guerra d'Arauco el 1656, els maputxes comencen a expandir la seva presència al nord de la Patagònia i la Pampa, instal·lant fütalmapus (confederacions), amb els seus corresponents aillarehues (federacions provincials) i lovs (clans). El procés es va consolidar al segle xviii, assimilant culturalment als tehueltxes i l'adopció de la llengua mapudungun (que influirà també els dialectes espanyols de la regió), així com els lleis admapu o i costums maputxes.
L'expansió dels pobles indígenes per les planes de la Pampa i de la Patagònia va ser promoguda per l'adopció del cavall introduït pels espanyols, transformant-se en hàbils genets. A mesura que el territori de la Pampa es va anar poblant d'animals bovins salvatges, van reorientar la seva economia cap a la caça de bovins, recol·lecció de pomes a la vall de l'actual riu Negro (o Curu leuvu), i també a l'extracció de sal obtinguda en les grans salines de la regió, alhora que van establir noves rutes comercials amb la vall central de Xile. Un dels assentaments més importants va ser el dels ranquels (o ragkülche), que van instal·lar els seus aillarehues al llarg del riu Desaguadero (Chadileuvú o Salado) i el sector del Salinas Grandes, controlant la pampa.

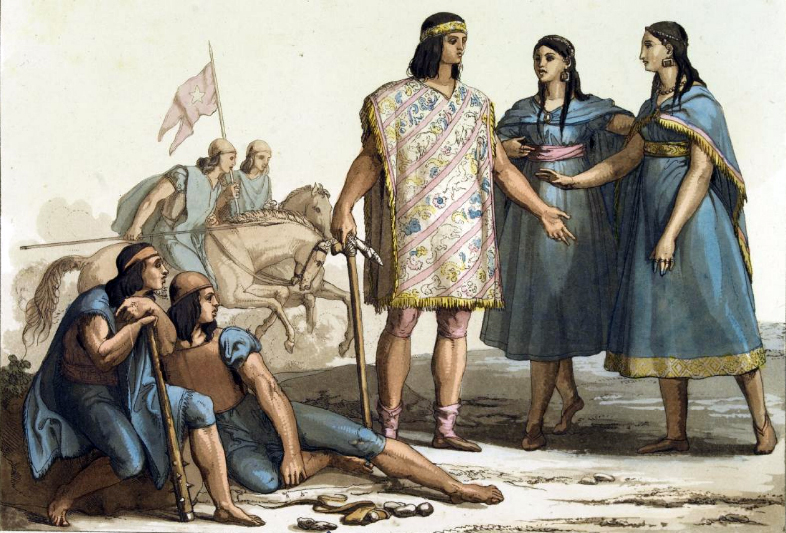
Dibuix de maputxes de Giulio Ferrario, publicat a Milà el 1827.
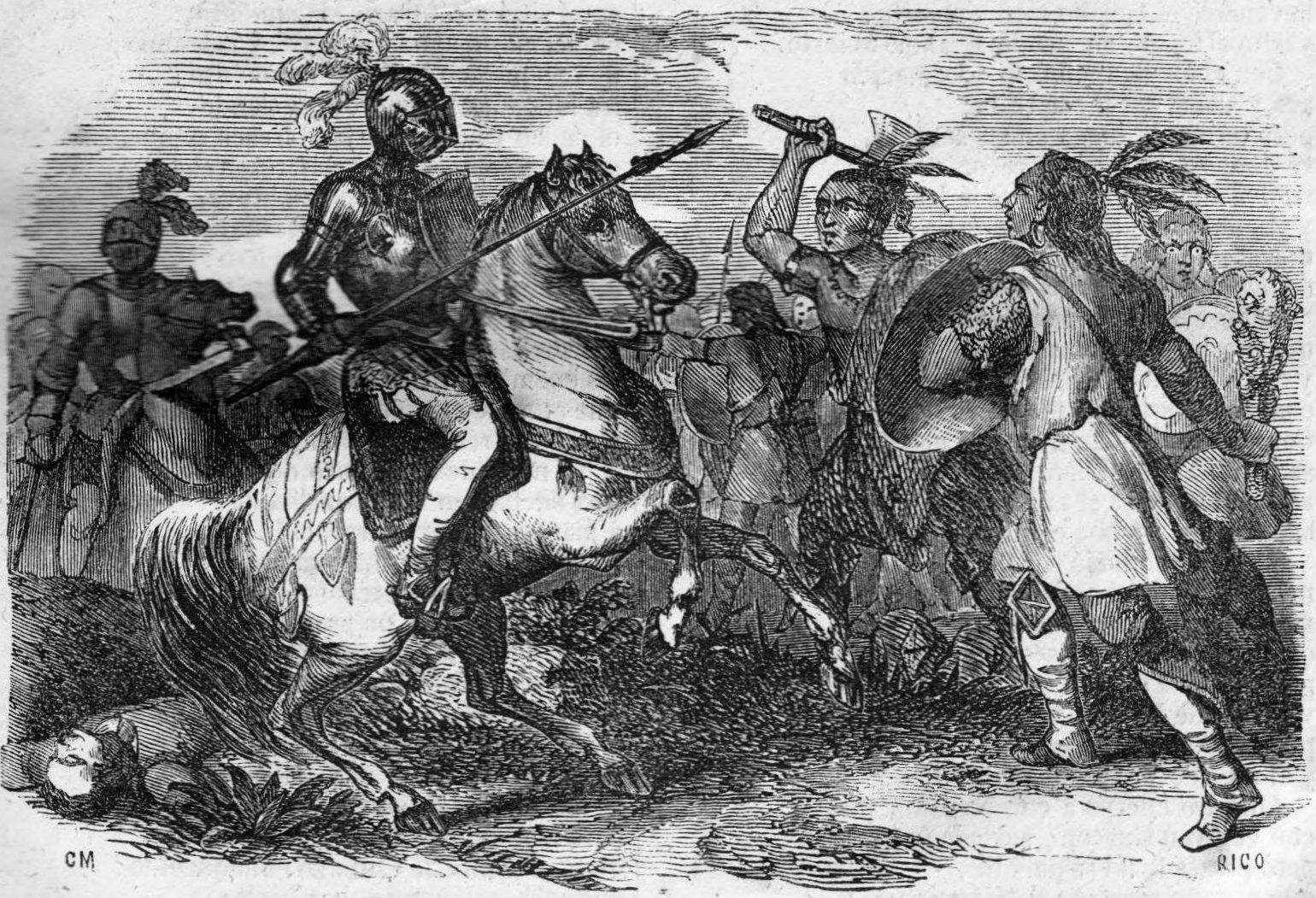
Batalla entre maputxes i espanyols
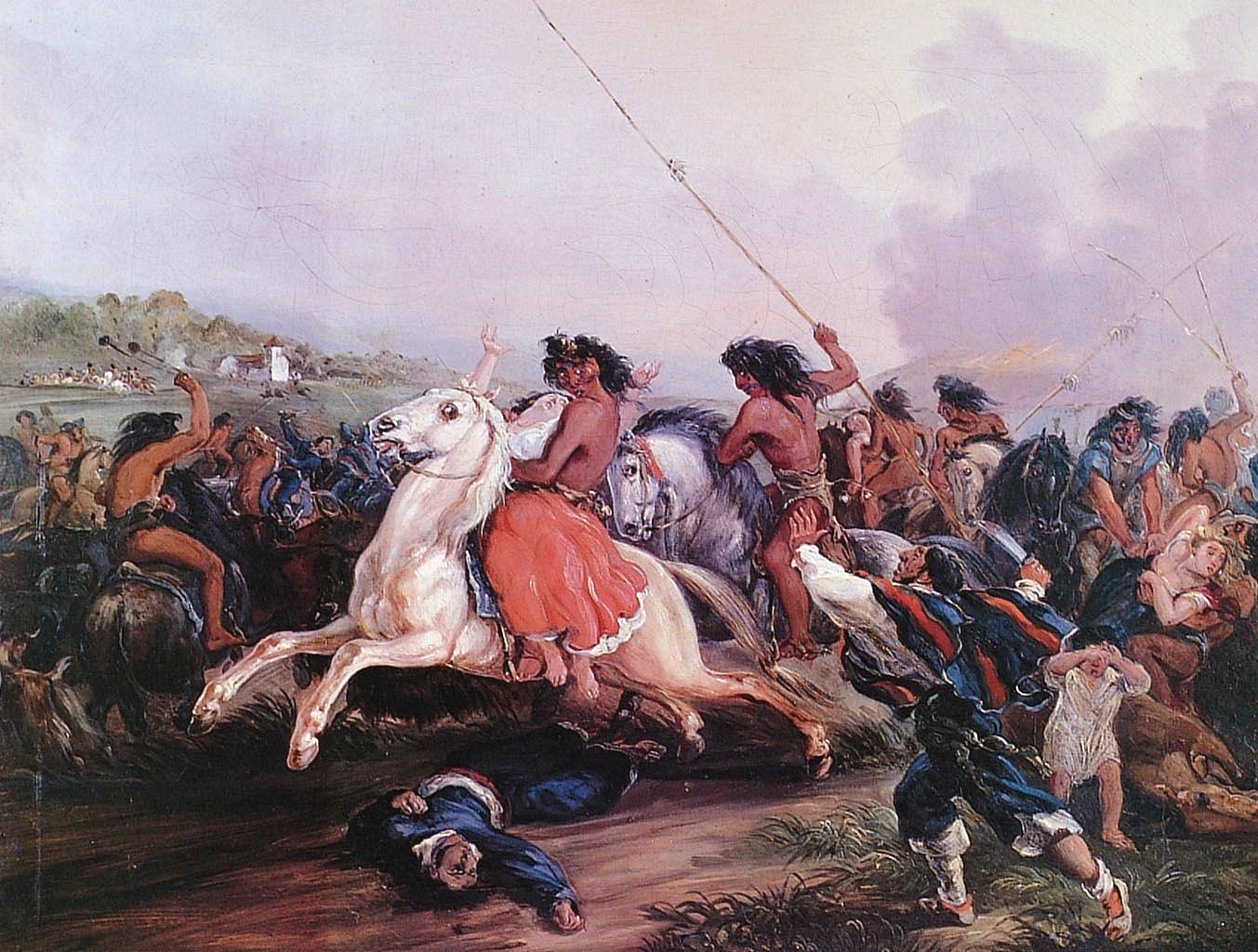
El malón, per Mauricio Rugendas (1845)

El malón va ser una tàctica militar ofensiva emprada per araucans, que consistia en l'atac ràpid i sorprenent d'una nodrida partida de guerrers a cavall contra un grup enemic, ja fossin altres pobles o agrupacions d'indígenes, o poblacions, fortificacions i estàncies dels criolls, amb l'objectiu de matar adversaris i saquejar per fer-se amb bestiar, provisions i presoners, sobretot dones joves i nens.
El malón va ser utilitzat en l'extensa àrea de la frontera sud de la llavors Capitania General de Xile, del Virregnat del Perú i del posterior Virregnat del Riu de la Plata, que eren jurisdiccions polítiques dependents de la corona espanyola, pervivint fins a començaments del segle xx en els territoris dels nous estats sorgits a conseqüència de la independència de l'Argentina i Xile.
En 1790 l'Imperi Espanyol va celebrar el primer de tres tractats amb els maputxes relatius al Puel Mapu (Tractat de Pau amb el Cacic Callfilqui de 1790, Tractat de Pau amb els Indis Ranquels de 1796, i el Tractat entre els Pehuentxes i la Província de Mendoza 1799), que complementaven els que venien celebrant amb el sector maputxe de l'altre costat de la serralada.
Encara que en els textos de Bartolomé Mitre i d'Estanislao Zeballos, o en les cartes i documents de Juan Manuel de Rosas, que són de l'època, no existeix la paraula «maputxe» (es parla només de «pampes», «pueltxes», «ranquels», etc...), es creu que els maputxes van acabar conformant al segle xviii una zona d'infuència anomenada Puelmapu o Puel Mapu, que s'estenia des de la serralada dels Andes, el riu Limay i el Curu leuvu o riu Negre pel sud, a la regió del Neuquén, fins al riu Cuarto pel nord i l'oceà Atlàntic per l'est. El Puel Mapu ja figura constituït al Parlament de Lonquilmo de 1784.
La gran migració maputxe a la Pampa i la Patagonia atlàntica va començar el 1833.

## Formació de l'Estat Argentí (1806-1852)

Evolució de la independència a les antigues colònies espanyoles
Territoris sota domini espanyol
Territoris fidels a la Junta Central Suprema o les Corts
Moviments d'insurrecció
Establiment o declaració d'un estat independent
Control francès de la península Ibèrica durant la Guerra del Francès

La tradicional historiografia llatinoamericana i argentina ha interpretat que els moviments d'independència de les colònies espanyoles iniciats al començament del segle xix, van constituir un moment de ruptura amb el colonialisme occidental, que va donar pas a la creació d'estats nació independents dels imperis europeus. Distanciats d'aquesta visió, diversos científics socials sostenen que els processos d'independència política no van trencar amb els processos profunds de la «colonialitat», creant «estats criolls republicans» o «estats colonials» independents. que van mantenir les lògiques racistes d'exclusió que va caracteritzar al colonialisme, tant en l'ordre intern com global.
El 1806 i 1807, en el marc de les Guerres Napoleòniques a Europa, van tenir lloc les Invasions britàniques del riu de la Plata. Sir Home Riggs Popham i William Carr Beresford van encapçalar la primera, que va desembarcar a la zona de Quilmes i va prendre el control de la ciutat de Buenos Aires durant 45 dies fins a la seva expulsió per part d'un exèrcit provinent de Montevideo encapçalat per Santiago de Liniers. El 1807, un segon atac encara més gran (d'uns 8000 soldats), encapçalat per John Whitelocke, va ser resistit amb èxit.
El conflicte va tenir conseqüències polítiques; es va crear un trencament del dret institucional vigent en el virregnat; el virrei Rafael de Sobremonte va ser destituït per fugir durant la invasió, i el victoriós Liniers va ser elegit per aclamació popular, sense intervenció directa del Rei d'Espanya. Durant el segon conflicte, els soldats eren insuficients i no podia comptar amb l'auxili de la metròpoli, per la qual cosa sectors postergats de la població van rebre armament i comandament de tropes. Això els va permetre tenir major ingerència en els assumptes de la vida pública. Entre ells es destacava el Regiment de Patricis, compost per criolls i comandat per Cornelio Saavedra.

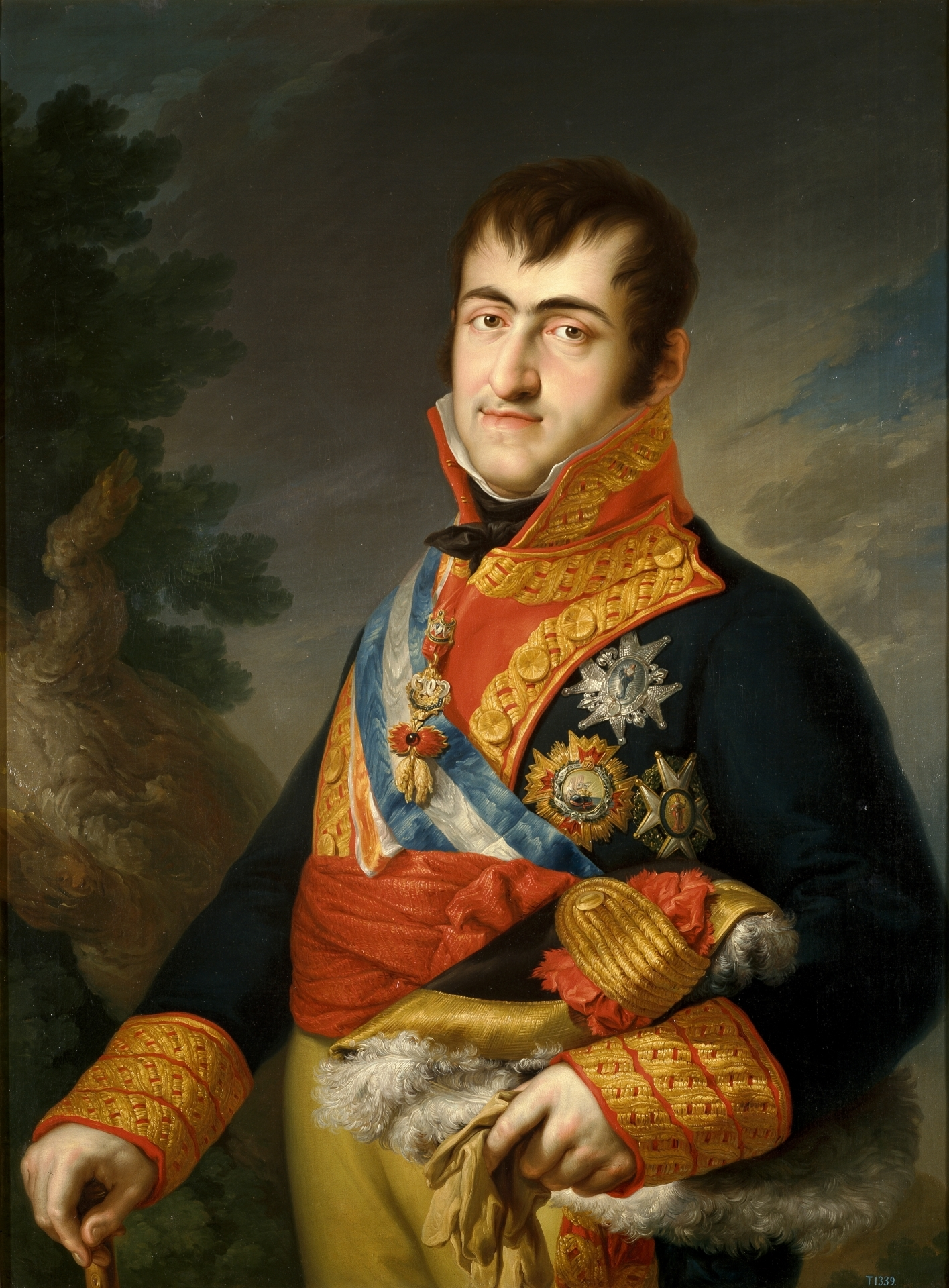
La presó del rei Ferran VII va generar un buit de poder que va desencadenar processos independentistes a gairebé tot l'Imperi Espanyol
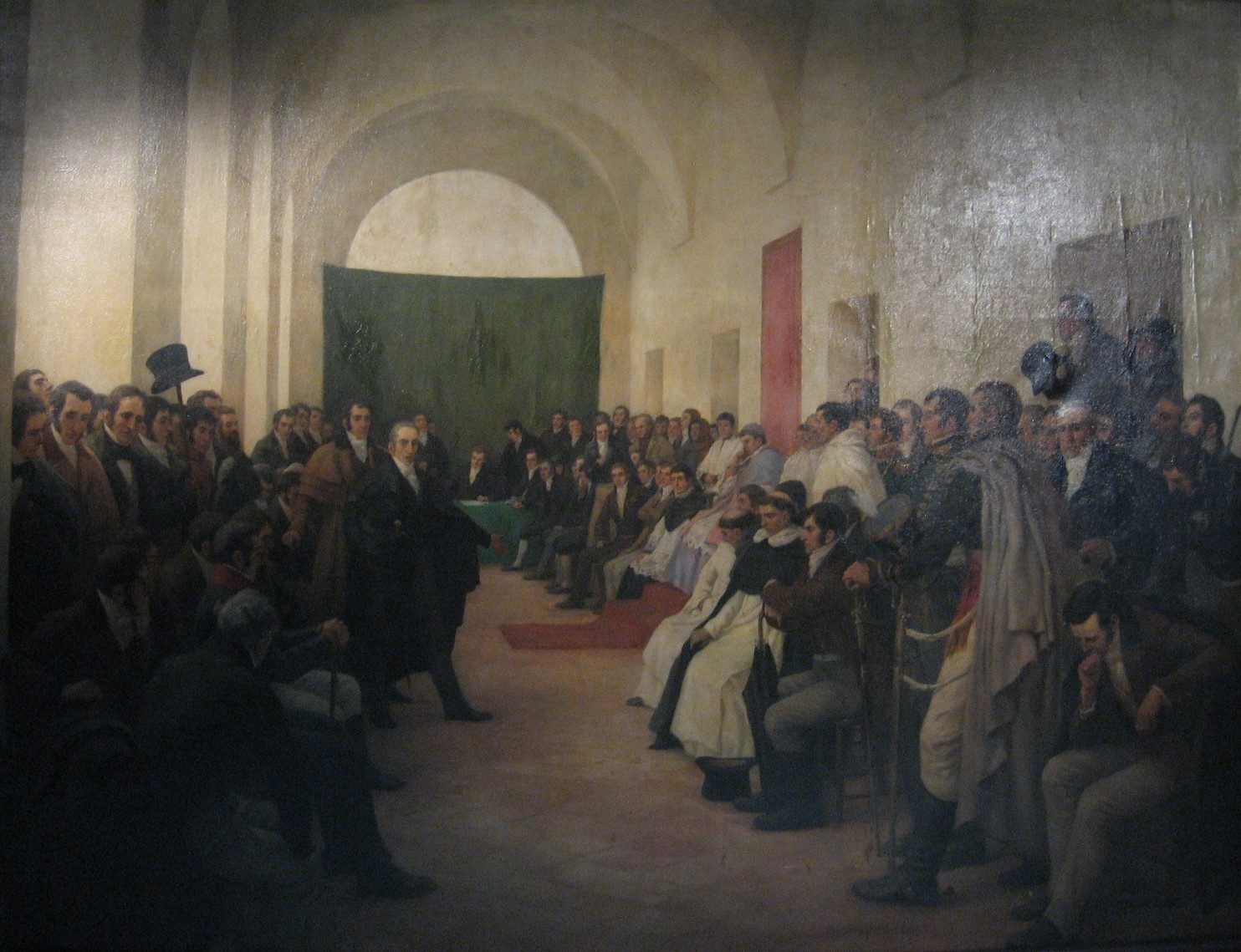
Al Cabildo Obert del 22 de maig de 1810 es va debatre la legitimitat o no del govern i de l'autoritat del virrei
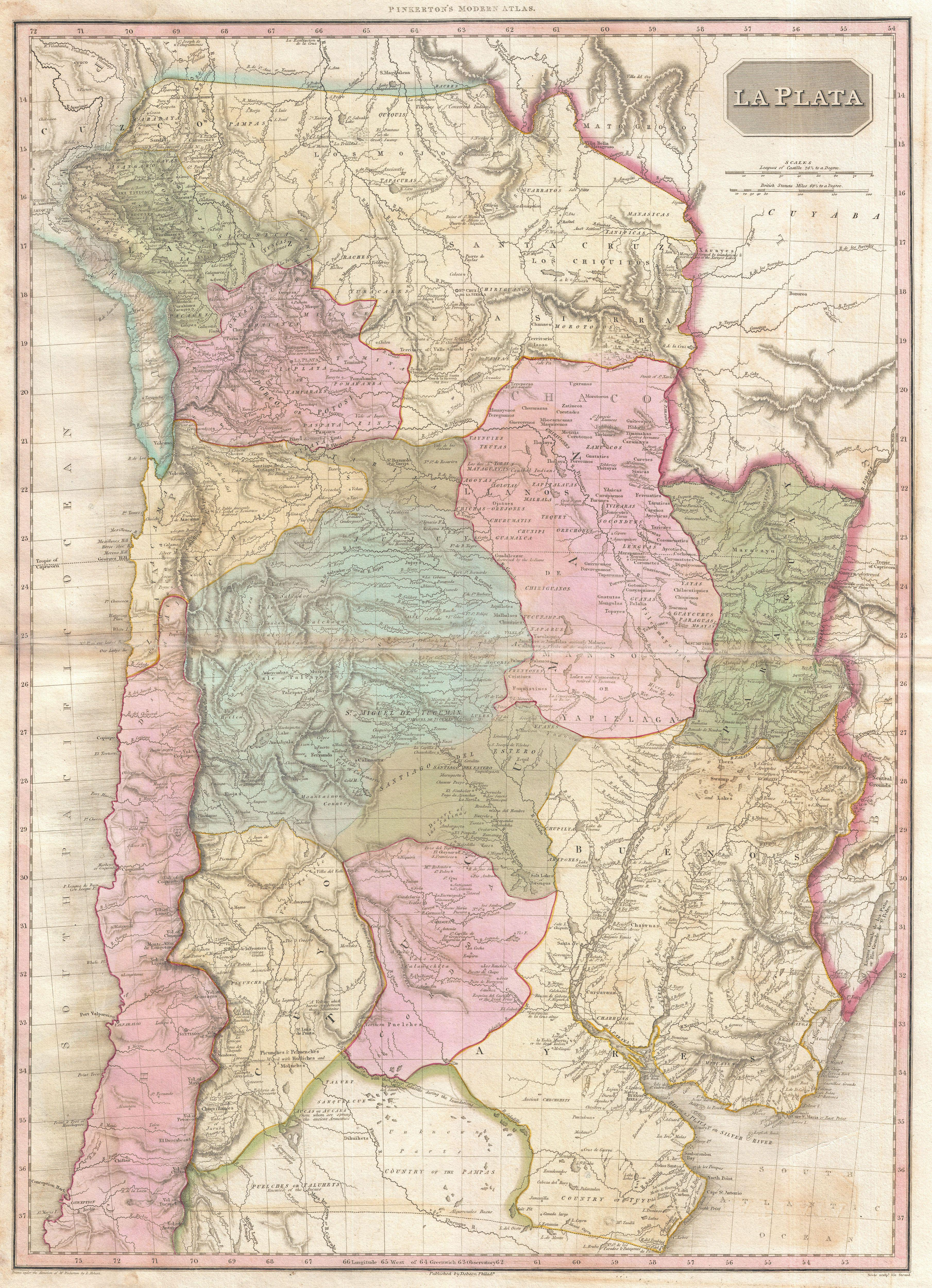
El Con Sud, en un mapa publicat el 1818. La divisió territorial correspon a l'any 1814[* 3]

La Independència dels Estats Units d'Amèrica (1776), la Revolució francesa (1789) i les noves idees de la Il·lustració, es van combinar amb les tradicions de lluita de criolls, indígenes i afroamericans contra l'Imperi espanyol per impulsar les idees de llibertat, igualtat i independència a Llatinoamèrica.
La Revolució de Maig de 1810 va destituir i va expulsar al virrey Baltasar Hidalgo de Cisneros, i va proclamar, després d'un Cabildo Obert, el primer govern format majoritàriament per criolls a les Províncies Unides del Riu de la Plata, denominat la Primera Junta.
Entre 1810 i 1820 es van succeir dues juntes de govern, dos triumvirats i el Directori, una forma unipersonal i centralista de govern. En aquest període, la principal preocupació dels governs era consolidar-se en l'ordre intern i enfrontar la resistència dels exèrcits reialistes a Amèrica (defensors de l'statu quo i del manteniment dels llaços que unien aquestes regions a la corona espanyola). El 1816 es va declarar la independència de les Províncies Unides d'Amèrica del Sud al Congrés de Tucumán.

### Campanya Alliberadora
José de San Martín, Manuel Belgrano i Martín Miguel de Güemes van ser alguns dels principals comandants patriotes en la guerra d'independència. A Belgrano se li va encarregar la direcció de l'Exèrcit del Nord i, encara que va ser derrotat pels reialistes, va establir les bases perquè el Paraguai formés un govern propi el 1811. El 1812 va crear la bandera de l'Argentina i va dirigir l'Èxode Jujeny, després la qual cosa es va imposar als espanyols en les batalles de Tucumán i Salta.

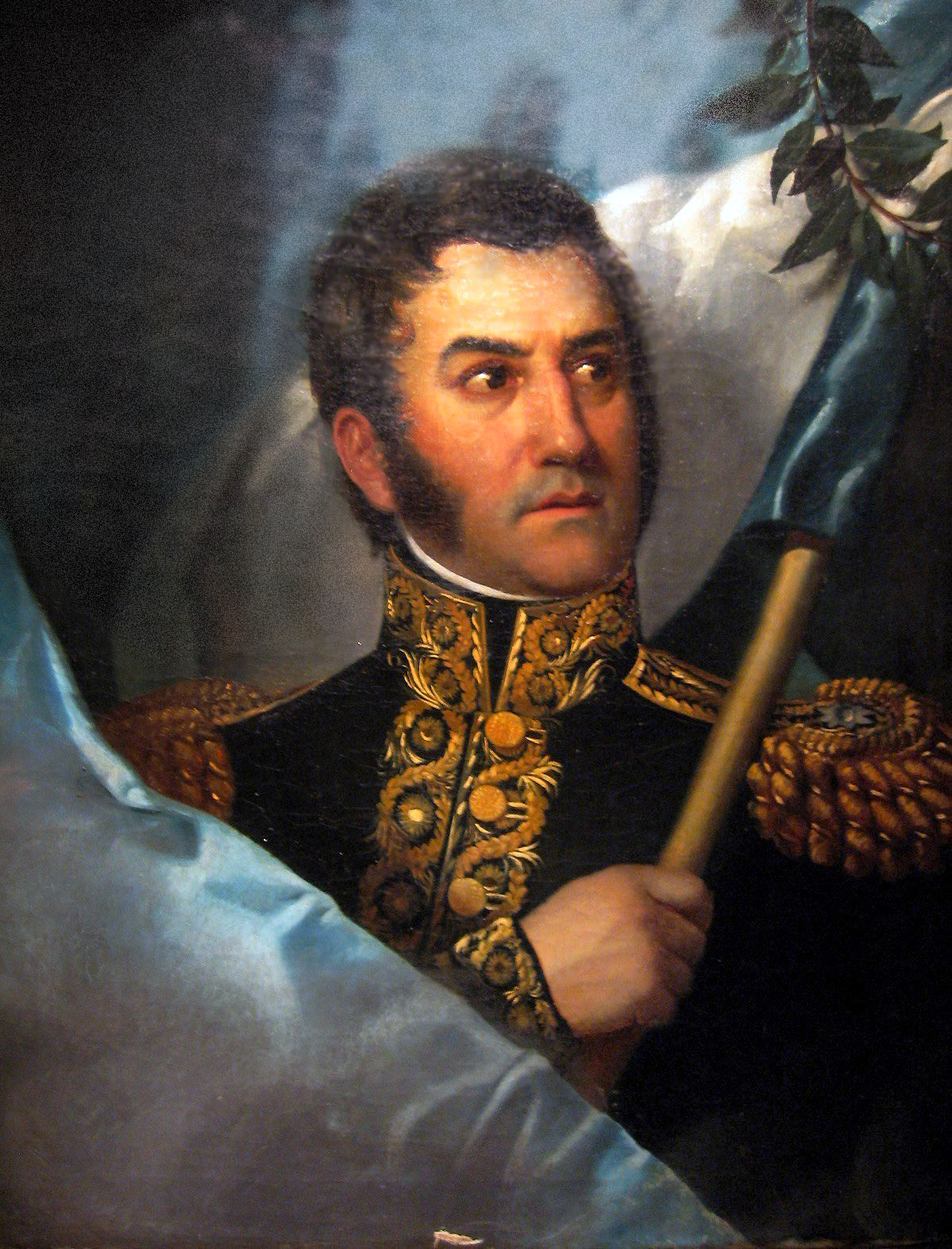
José de San Martín, 1828
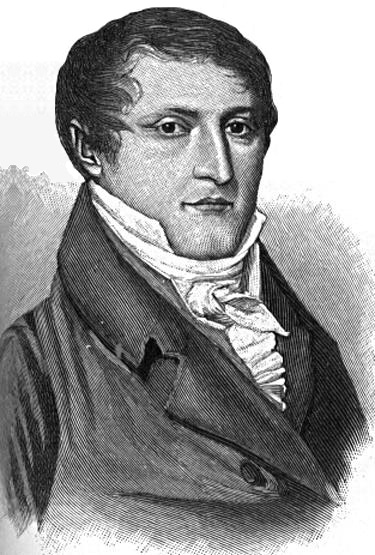
Manuel Belgrano, 1814
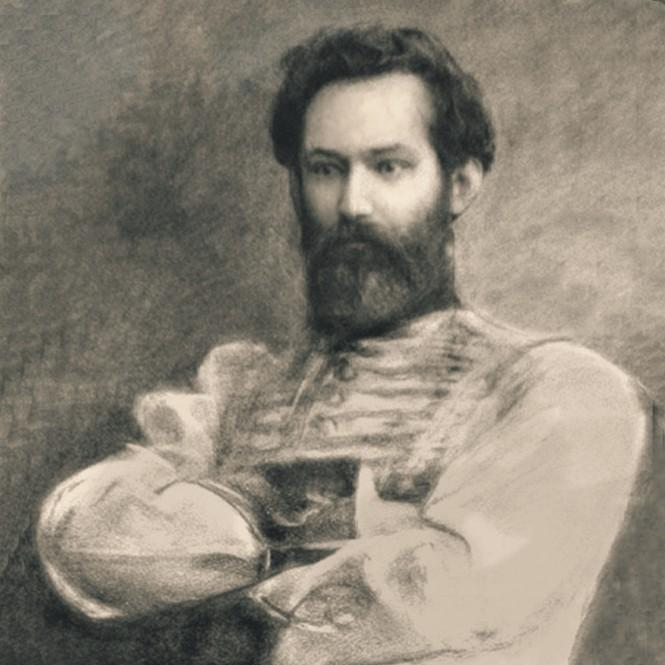
Martín Güemes, 1821

En 1816, San Martín va organitzar l'Exèrcit dels Andes conformat per 4000 homes i, des de 1817 fins a 1822, va encapçalar les campanyes alliberadores que portarien a la independència de Xile i Perú. Alhora, Simón Bolívar independitzava a la Gran Colòmbia, completava la independència de Perú i alliberava Bolívia (1824), l'últim bastió del domini espanyol a Sud-amèrica.
L'Estat argentí considera a San Martín com el major heroi militar de la seva independència i l'honra amb el títol de «Pare de la Pàtria». Entre les dones es van destacar Mariquita Sánchez de Thompson, organitzadora de cenacles patriòtics i precursora del feminisme, i Juana Azurduy, militar heroïna de la lluita per la independència a l'Alto Perú i primera generala de l'Exèrcit Argentí, ascendida post-mortem el 2009.

### Guerres civils
Des d'abans de 1820, unitaris i federals es van disputar el govern i l'economia del país a través d'una sèrie de guerres civils. Amb la batalla de Cepeda, un triomf federal, va començar el període de les Autonomies Provincials; la unió entre les províncies només es va mantenir gràcies als «tractats interprovincials». Les lluites internes (en general, les de l'interior contra Buenos Aires) es van mantenir per més de seixanta anys. Els cabdills van dominar el mapa polític a mitjan segle xix, dirigint grans exèrcits propis, i en molts casos governant les seves províncies.
Entre 1820 i 1824 va governar Buenos Aires Martín Rodríguez. El seu ministre, Bernardino Rivadavia, va realitzar reformes (com la primera llei electoral el 1821, aplicada només a la Província de Buenos Aires) i per tal d'incrementar les arques de l'Estat va signar un emprèstit amb la Baring Brothers i es va apoderar de tots els béns que pertanyien les ordes religioses, va confiscar els béns del Santuari de Luján, dels de la Germandat de Caritat, l'Hospital de Santa Caterina i d'altres. En defensa dels béns de l'Església catòlica a l'Argentina i el anticatolicisme de Rivadavia, el 19 de març de 1823 va esclatar la «Revolució dels Apostòlics» encapçalada per Gregorio García de Tagle, però va fracassar després d'hores de lluita.
Les despulles arbitràries i unilaterals de l'administració rivadaviana juntament amb el paper de l'Església catòlica en la gènesi de la nacionalitat són causa de la reparació que fonamenta l'actual sosteniment del culte reglamentat per la Llei 21.540 sobre l' «Assignació a determinats dignataris pertanyents al Culte catòlic Apostòlic Romà».
El 1824, Juan Gregorio de Las Heras va succeir a Rodríguez com a governador de Buenos Aires, que va reunir al Congrés, pel qual es va pretendre unificar el país.
El 1825, amb el suport del govern argentí, un grup d'orientals i d'altres províncies, anomenats els Trenta-tres Orientals, liderats per Juan Antonio Lavalleja, va ingressar a la Província Oriental per desallotjar els ocupants brasilers qui, amb la posterior ajuda de Fructuoso Rivera, en pocs mesos van aconseguir retirar l'exèrcit brasiler i, el 25 d'agost, al Congrés de Florida, van declarar la independència del territori oriental del Brasil i la seva unificació amb les províncies que conformaven les províncies Unides del Riu de la Plata (o Argentina). Brasil va declarar la guerra a l'Argentina. El 1826, el Congrés va nomenar president a Rivadavia, de tendència centralista, que va continuar amb la política econòmica lliurecanvista que venien portant endavant els governs portenys, i que té la base en els guanys que genera el port de Buenos Aires.

### Les illes Malvines amb bandera argentina (1810-1833)
L'Argentina sosté que, amb la seva independència, va heretar els drets d'Espanya en virtut de la doctrina de l'uti possidetis iuris i de la de «successió d'estats», de manera que va exercir un «domini eminent» a partir de 1810. En reconèixer Espanya la independència de l'Argentina el 1859, va cedir en forma explícita i retroactiva al 25 de maig de 1810 els seus drets sobre el territori argentí, que inclourien a les Malvines.
El 6 de novembre de 1820, el coronel estatunidenc al servei de les Províncies Unides del Riu de la Plata, David Jewett, al comandament de la fragata Heroína va realitzar a Puerto Soledad la presa de possessió de les illes Malvines en nom del Govern d'aquestes Províncies Unides, que era el nom de l'Argentina usat llavors.
Jewett va fer hissar per primera vegada la bandera de l'Argentina en el territori i va repartir comunicacions al respecte als caçadors de lleons marins i de balenes de diverses nacionalitats que hi eren. L'explorador britànic James Weddell va ser testimoni del fet.
La notícia va tenir difusió a la premsa d'Europa. Les illes van quedar sota possessió de les Províncies Unides fins a l'ocupació britànica de 1833.
El 2 de febrer de 1825, el Regne Unit va signar un tractat d'amistat, comerç i navegació mitjançant el qual va reconèixer la independència de les Províncies Unides i l'existència d'un àmbit territorial propi d'ella, incloent les Malvines, que havien pres possessió el 1820, i exercit altres actes de sobirania incloent el nomenament i la instal·lació d'autoritats. A més, s'ha d'afegir que en el tractat el Regne Unit no va expressar cap pretensió a les illes i que el tractat va implicar l'admissió de les conseqüències jurídiques d'aquest reconeixement.
El 10 de juny de 1829, per tal de reforçar la presència de l'Estat argentí, el governador delegat de Buenos Aires, Martín Rodríguez, i el seu ministre Salvador María del Carril, per mitjà d'un decret llei, van crear la Comandància Política i Militar de les Illes Malvines i adjacents al cap Horn a la Mar Atlàntica, amb seu a l'illa Soledad i amb jurisdicció sobre les illes adjacents al cap Horn que donen cap a l'oceà Atlàntic Sud. Luis Vernet va ser el primer titular del càrrec.

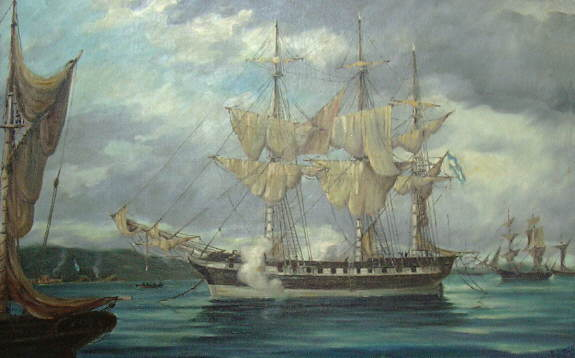
Fragata Heroína a Puerto Soledad
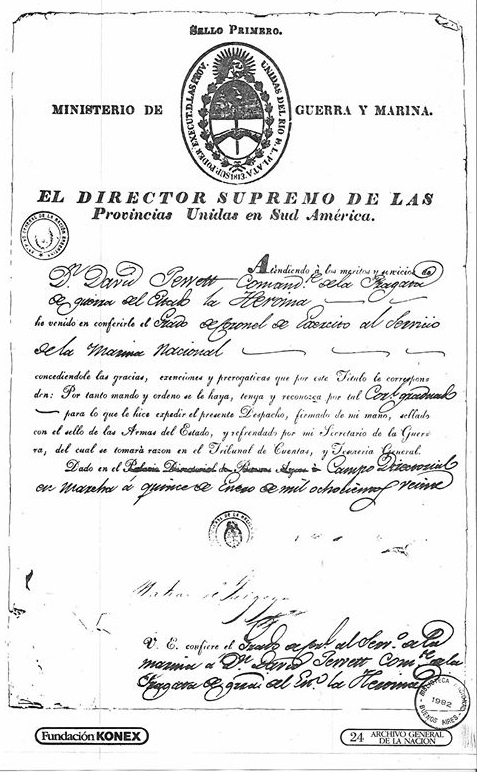
Nomenament de David Jewett fet per les Províncies Unides
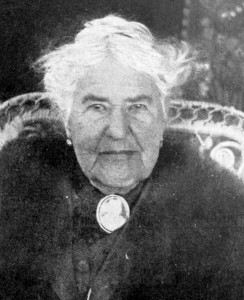
Matilde Vernet y Sáez (1830-1924), va ser la primera persona de la qual es té registre oficial que va néixer a les Illes Malvines

El 5 de febrer de 1830 va néixer a Puerto Soledad Matilde Vernet y Sáez. La filla de Vernet va ser la primera persona de la qual es té registre en néixer a les Malvines i la primera descendent d'argentins abans de l'ocupació britànica del territori el 1833.

### Presidència de Rivadavia i guerra amb Brasil (1826-1828)

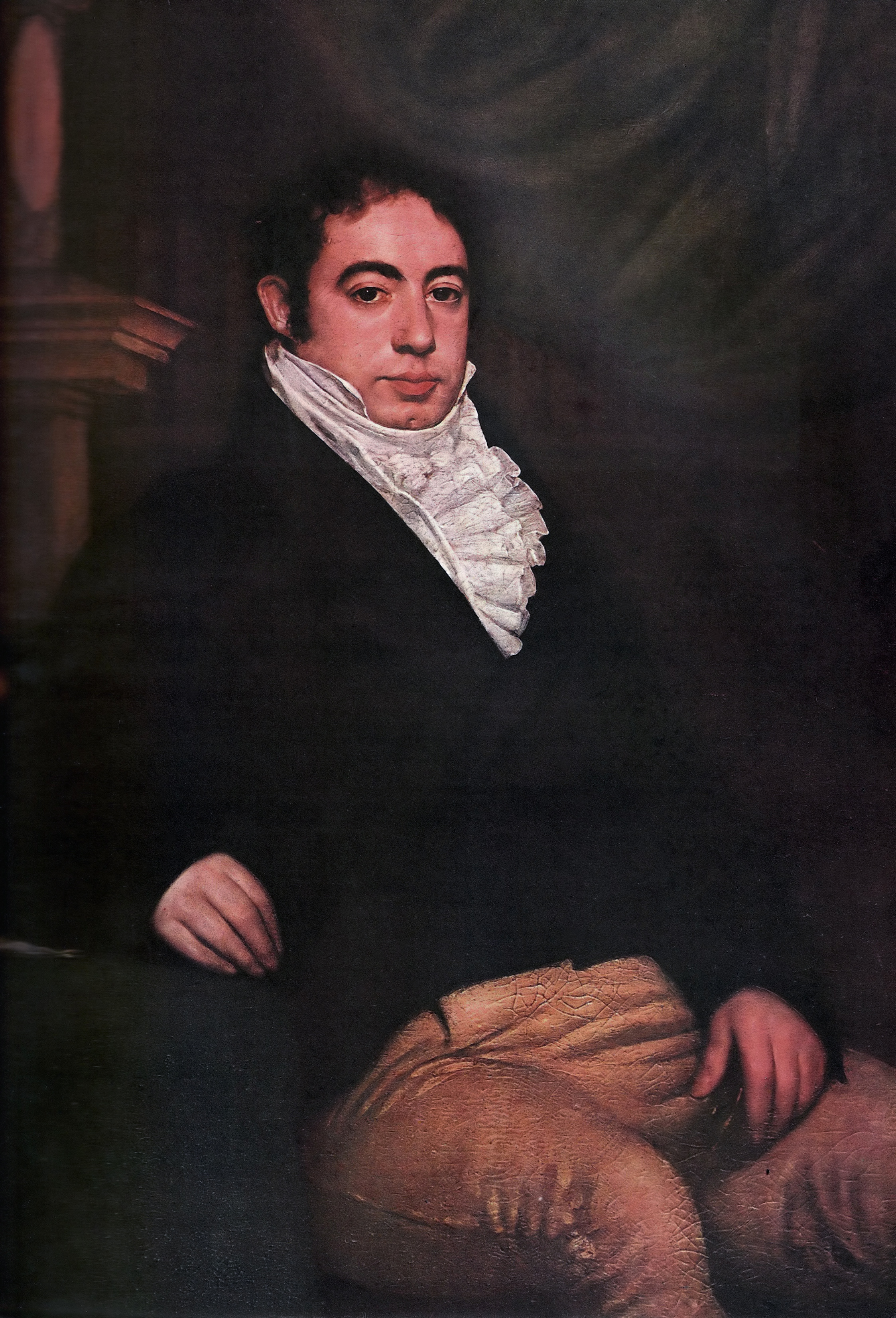
Retrat de Bernardino Rivadavia, durant la seva estada com a enviat diplomàtic a Londres

El 1826, els representants de les províncies de l'antiga unió es van veure en la necessitat de reunir-se per assolir un front unificat contra Brasil. Rivadavia, de trajectòria diplomàtica a Europa i coneguda la seva obra com a Ministre de Govern de Martín Rodríguez, va ser elegit president per trenta vots contra cinc. Durant el seu mandat va encaminar a les Províncies Unides a la seva unitat, anhelada per ell, i necessària en el moment.
El 9 de febrer de 1826, el President va enviar al Congrés el projecte de Llei de capital, ja que per governar el país necessitava un espai territorial des d'on fer-ho. Va ser aprovat per 25 vots; en contra es van manifestar 14. La llei establia com a capital de l'Estat a la ciutat de Buenos Aires, ampliant els seus límits territorials. La capital no estava subjecta a la subordinació de la província. Amb la resta de Buenos aires, es creava una nova província, que perdia la seva ciutat capçalera, el seu port i, per tant, els seus ingressos econòmics més forts.
Una altra llei va ser la de creació del Banc Nacional (el seu nom oficial va ser Banc de les Províncies Unides del Riu de la Plata), amb un capital de 10.000.000 de pesos. Aquest s'integrava amb 3.000.000 provinents d'un préstec realitzat per la província de Buenos Aires, 1.000.000 del Banc de Descomptes, i una subscripció anual per integrar accions per una suma de 200 pesos cadascuna. L'administració del Banc estaria a càrrec d'un Directori.
El 18 de maig de 1826, es va dictar la Llei d'Enfiteusis per la qual les terres públiques, la venda de les quals estava prohibida per estar afectades a la garantia del deute amb Anglaterra, es lliuraven en emfiteusi per no menys de 20 anys, comptats a partir del 1r de gener de 1827.
La culminació normativa va ser la Constitució de 1826. En els seus 191 articles, agrupats en 10 seccions, organitzava el país sota el sistema representatiu, republicà i unitari. En l'última secció s'imposava la presentació del text constitucional a l'aprovació de les províncies i de la capital. Les primeres es van manifestar en desacord. Aquesta oposició va ser el cop final per al Congrés.
Rivadavia va fomentar les societats per accions, amb capitals britànics, per a l'explotació de recursos minerals.
Pel que fa a la guerra, si bé al començament de les hostilitats les forces brasileres eren majors a les argentines, les Províncies Unides van derrotar a Brasil en moltes batalles en una lluita de tres anys per terra i mar; sent la batalla d'Ituzaingó, la més important.
No obstant això, els problemes econòmics i polítics generats en els dos estats, especialment, el bloqueig de l'Armada del Brasil al port de Buenos Aires i de l'atzucac en terra (atès que Colònia del Sacramento i Montevideo van estar sota el control del Brasil durant tot el conflicte) van aconsellar iniciar les negociacions de pau.
El 1827, el ministre plenipotenciari argentí Manuel José García, excedint-se en la seva missió, va signar un acord preliminar de pau amb els brasilers que reconeixia la sobirania de l'Imperi sobre la Província Oriental i es comprometia a pagar a Brasil una indemnització de guerra. El president Rivadavia el va declarar com el «tractat deshonrós», rebutjant-lo i presentant la seva renúncia.
El conflicte va continuar fins al 27 d'agost de 1828, quan els representants del govern de la República de les Províncies Unides del Riu de la Plata i l'Emperador del Brasil van signar la Convenció Preliminar de Pau, que va acordar la independència de la Província Oriental i el cessament de les hostilitats.

### Govern de Juan Manuel de Rosas (1829-1852)

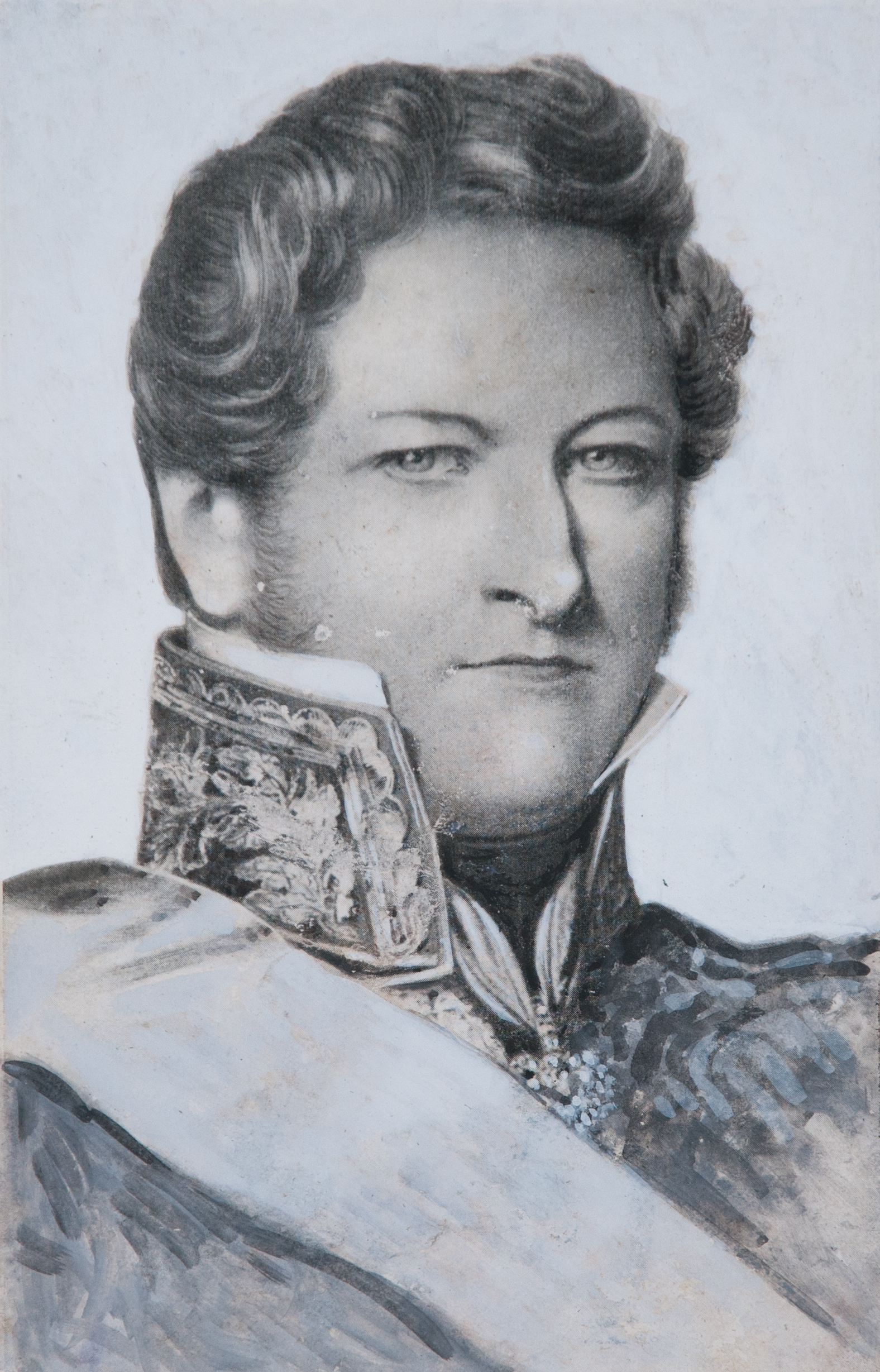
Retrat de Juan Manuel de Rosas (1845)

El 1829, Juan Manuel de Rosas, federal i porteny, va assumir el govern de la província de Buenos Aires, amb «Facultats Extraordinàries», i conservant la delegació de les relacions exteriors per part de les altres províncies. Va governar fins al 1832 amb mà de ferro i forts trets personalistes. Va realitzar una campanya a la Patagònia, on va lluitar contra algunes tribus indígenes i va negociar amb altres, per ampliar la frontera cap al sud del país. Entre 1832 i 1835 es van succeir tres governadors febles: Juan Ramón Balcarce, Juan José Viamonte i Manuel Vicente Maza. Els tres van renunciar per pressió de rosisme, i l'últim a causa de l'assassinat del cabdill Facundo Quiroga a Barranca Yaco, ideat pels germans cordobesos Reynafé.
El 1833, la Gran Bretanya va ocupar les Illes Malvines.
El 1835, enmig d'aquesta anarquia, Rosas va ser elegit governador de Buenos Aires, amb l'agregat de tenir la «Suma del Poder Públic», és a dir, els tres poders de l'Estat resumits en la seva persona. Un posterior plebiscit popular va legitimar en forma àmplia la seva designació. Va iniciar una política econòmica proteccionista, encara que sense fomentar en forma explícita noves indústries, i va realitzar pactes interprovincials (com el Pacte Federal). També va imposar mesures que afavorien a sectors populars, com la prohibició total de la compra-venda i el tràfic d'esclaus negres, que ja havien adquirit la llibertat de ventres després de la Revolució de Maig. Va iniciar un règim que es va caracteritzar per la persecució dels opositors (sota el lema «Morin els salvatges unitaris») que en molts casos van ser executats, assassinats o van optar per exiliar-se a països limítrofs. La seva política centralista va desencadenar revoltes en contra en l'Interior del país i el seu autoritarisme va generar l'oposició dels components de la Generació del 37, grup de joves intel·lectuals influents, entre ells Juan Bautista Alberdi, Esteban Echeverría i Domingo Faustino Sarmiento, que des del Saló Literari criticaran amb duresa al règim.
Entre 1838 i 1840, Rosas va enfrontar el Bloqueig Francès, establert pel rebuig a acceptar beneficis per a ciutadans francesos. L'acció va promoure revoltes i va unificar a l'oposició, però va ser aixecada i va resultar enfortit Rosas, qui després va vèncer a la poderosa Coalició de les províncies del Nord i va assetjar Montevideo entre 1843 i 1851 per ajudar a l'expresident uruguaià enderrocat Manuel Oribe. Després, el 1845, va resistir el Bloqueig naval Anglo-Francès en la batalla de la Vueta de Obligado, i va assolir aixafar una última revolta de la província de Corrientes.
En els seus últims anys de govern, les renúncies de Rosas es van repetir de manera simbòlica; el cabdill entrerrià Justo José de Urquiza va acceptar una d'elles amb el seu denominat «Pronunciament» i va decidir assumir ell mateix les Relacions Exteriors de la seva província. El portenyo va reaccionar amb furioses invectives, però la seva reacció militar va ser insuficient; es van enfrontar en la batalla de Caseros el 3 de febrer de 1852. En aquesta batalla, la més gran de la història sud-americana, l'Exèrcit Gran de 30.000 homes comandats per Urquiza (que incloïa tropes del Brasil, Uruguai, Entre Rius, Corrientes i exiliats polítics), va derrotar l'exèrcit federal de 22.000 homes.
Rosas va iniciar el seu exili a Anglaterra. Quinze dies després, el general victoriós va entrar a Buenos Aires en una desfilada, seguit pels afusellaments de les figures importants del rosisme.

### Illes Malvines ocupades per forces britàniques (1833)
La presència de l'Estat argentí a les Illes Malvines va acabar 3 de gener de 1833 a través d'una operació militar del Regne Unit de Gran Bretanya i Irlanda que va prendre el control de les illes després que el 20 de desembre de 1832 la corbeta estatunidenca USS Lexington destruís les defenses militars de l'assentament argentí de Puerto Soledad, a l'illa homònima. Tot i estar en relacions de pau amb la Confederació Argentina, el Regne Unit, amb dos vaixells de guerra, van desallotjar a la guarnició argentina de 26 soldats, els quals se'n van anar dos dies després. Des de llavors, les illes han estat sota domini britànic, excepte durant el breu període de la Guerra de les Malvines el 1982.

### Primeres expedicions a la península antàrtica i mars australs
El 1815, el comodor de marina irlandès al servei de les Províncies Unides del Riu de la Plata, Guillermo Brown, va emprendre una campanya per fustigar la flota espanyola a l'oceà Pacífic i al creuar el cap Horn amb els vaixells Hèrcules i Trinidad els vents els van portar fins al paral·lel 65º S. A la memòria naval institucional anomenada Accions navals de la República Argentina, 1813-1828, Brown va escriure:
| « | Després de donar volta el cap Horn i de suportar els vents regnants en aquests paratges, i després d'haver arribat fins als 65 graus de latitud, en el paratge la mar se'ls va presentar molt plana amb horitzó clar i serè, sense mals signes, el que indicava que no estaven molt lluny de la terra, el bergantí Trinitat va perdre el tallamar... | » |

Fonts argentines esmenten que Brown hauria albirat terres antàrtiques en aquesta expedició i afirmen que és la raó per la qual en la cartografia sol anomenar Terra de la Trinitat a la part més septentrional de la península Antàrtica (pel vaixell Trinidad), però Brown tampoc va fer esment d'aquest suposat albiratge en les seves Memòries escrites quan ja es coneixia l'existència de l'Antàrtida, en què es refereix al fet:
| « | Després de donar volta al cap Horn, suportant els acostumats temporals de vent d'aquests mars, el bergantí Trinitat, al comandament de D. Miguel Brown, el meu germà, va perdre el tallamar, exposant a perill imminent al bauprès... | » |

El 25 d'agost de 1818, el govern de les Províncies Unides del Riu de la Plata va atorgar les primeres concessions per a la caça de foques i pingüins en territoris corresponents al continent antàrtic a Juan Pedro de Aguirre, que operava amb els vaixells Pescadora Director i San Juan Nepomuceno. En el petitori que Aguirre havia presentat el 18 de febrer va sol·licitar autorització per a la instal·lació d'un establiment per a caça de lleons marins en alguna de les illes a l'altura de l'Antàrtida.
La primera terra descoberta confirmada al sud del paral·lel 60 ° S va ser per l'anglès William Smith a bord del bergantí mercant Williams, mentre navegava des de Buenos Aires cap a Valparaíso. Desviat de la seva ruta al sud del cap Horn, el 19 de febrer de 1819 va albirar l'extremitat nord-est (punta Williams) de l'illa Livingston. Va comunicar el seu descobriment a Valparaíso però no va ser cregut. En un altre viatge va tornar a desviar-se i va arribar el 16 d'octubre de 1819 a l'illa Rei Jordi. Va batejar l'arxipèlag com Nova Bretanya del Sud i va prendre possessió d'ell a nom de la corona britànica, donant a conèixer els seus descobriments en arribar a Montevideo quan aquesta ciutat formava part de les Províncies Unides del Riu de la Plata.
El vaixell de caça de foques argentí Spiritu Santo, al comandament del capità Carlos Tidblom (o Timdblon), va ser seguit al setembre de 1819 des de les illes Malvines pel bergantí estatunidenc Hercilia (al comandament de Nathaniel Palmer) assolint-lo a l'illa Decepció en les Shetland del Sud. El fet que aquests caçadors de foques es dirigissin cap a les illes amb rumb fix sol ser considerat prova que les coneixien.
El 10 de juny de 1829 el govern de la província de Buenos Aires va dictar el decret de creació de la Comandància Política i Militar de les Illes Malvines, incloent a les illes adjacents al Cap Horn, el que interpreta a Argentina com que va incloure a les illes antàrtiques.

## L'Organització Nacional (1853-1880)
Justo José de Urquiza va liderar el país, encara que no va poder evitar la separació de l' «Estat de Buenos Aires».
El 1853, tretze províncies (Catamarca, Córdoba, Corrientes, Entre Ríos, Jujuy, La Rioja, Mendoza, Salta, San Juan, San Luis, Santa Fe, Santiago del Estero i Tucumán), es van reunir al Congrés Constituent de Santa Fe i van sancionar la Constitució de 1853 que va constituir la República Argentina (coneguda fins al 1860 com a Confederació Argentina) sobre la base de principis republicans, representatius, federals i liberals.
La població que habitava els territoris que es trobaven fora d'aquestes províncies va quedar sense representació política ni drets cívics fins a les seves respectives provincialitzacions; Misiones, La Pampa, Chaco, Formosa, Neuquén, Río Negro, Chubut i Santa Cruz serien provincialitzades a mitjans del segle xx, i Terra del Foc, Antàrtida i Illes de l'Atlàntic Sud ho serien el 1991. La província de Buenos Aires, per la seva banda, va romandre separada de la Confederació fins al 1860.
En les eleccions presidencials de 1854, Urquiza va ser triat President de la Confederació.
Sense un port important per comerciar, les economies de les províncies de la Confederació es veurien molt afectades per la separació de Buenos Aires, per la qual cosa van intentar unir-la per mitjans bèl·lics. Després de la batalla de Cepeda (1859), el Pacte de San José de Flores, la Reforma constitucional de 1860 i la batalla de Pavón de 1861, es va assolir la unificació del país sota l'hegemonia de Buenos Aires.
Bartolomé Mitre va assumir de facto la Presidència de la Confederación sense deixar de ser governador de Buenos Aires, i Urquiza es va retirar per sempre de la política.
Les tres presidències que es van donar posteriors a la culminació del procés constituent originari de l'estat argentí i que es van prolongar durant un període de divuit anys (1862-1880) solen denominar-se «presidències històriques».

### Bartolomé Mitre
El 1862, Bartolomé Mitre, al capdavant del Partit Nacionalista, va confirmar el seu poder i va resultar elegit president constitucional. Va iniciar una política de codificació, va sancionar importants lleis i va promoure la immigració i l'educació. Va combatre amb brutalitat les resistències dels cabdills provincials, especialment la d'Ángel Vicente Peñaloza, el Chacho.
El Paraguai de Francisco Solano López havia envaït i ocupat Corrientes. L'Argentina es va aliar amb el Brasil i l'Uruguai per enderrocar-lo mitjançant la Guerra de la Triple Aliança. Una altra versió explica que la guerra es va deure al tancament de la sortida al mar de la nació més desenvolupada en aquells dies, en una entesa en la qual Brasil i l¡Argentina van ser estimulats per Anglaterra. El que es pensava seria un conflicte de ràpid desenllaç va concloure el 1870, després de sis anys, que va deixar al Paraguai devastat i va causar la mort de 30.000 soldats argentins.

### Domingo Faustino Sarmiento
Mitre va ser succeït per Domingo Faustino Sarmiento el 1868, qui va realitzar el primer Cens Nacional de Població, va promoure l'educació popular, la cultura i els telègrafs. Va lluitar contra els últims cabdills federals derrotant-los, i es van signar importants tractats internacionals, a més de finalitzar la Guerra de la Triple Aliança. Va incentivar la immigració europea, que va seguir fins a meitat del segle xx. Entre 1871 i 1915, l'Argentina va rebre gairebé 5.000.000 d'immigrants, sobretot europeus, de pobles i cultures diverses.

### Nicolás Avellaneda
Després d'una petita crisi econòmica, Sarmiento va ser succeït per Nicolás Avellaneda el 1874, del recentment creat Partit Autonomista Nacional (PAN), que es mantindria en el poder sense alternança durant 42 anys, fins al 1916. Avellaneda va emprendre la conquesta dels territoris indígenes. Va continuar la política de foment de la immigració europea, va promoure la industrialització i va sancionar una Llei de Terres afavorint el latifundi, encara que durant el seu període va haver d'enfrontar una seriosa recessió econòmica a conseqüència del Pànic de 1873. El 1878 es va efectuar l'Expedició Py, que va assegurar la sobirania argentina al sud del riu Santa Cruz, en moments en què amenaçava un conflicte amb Xile.

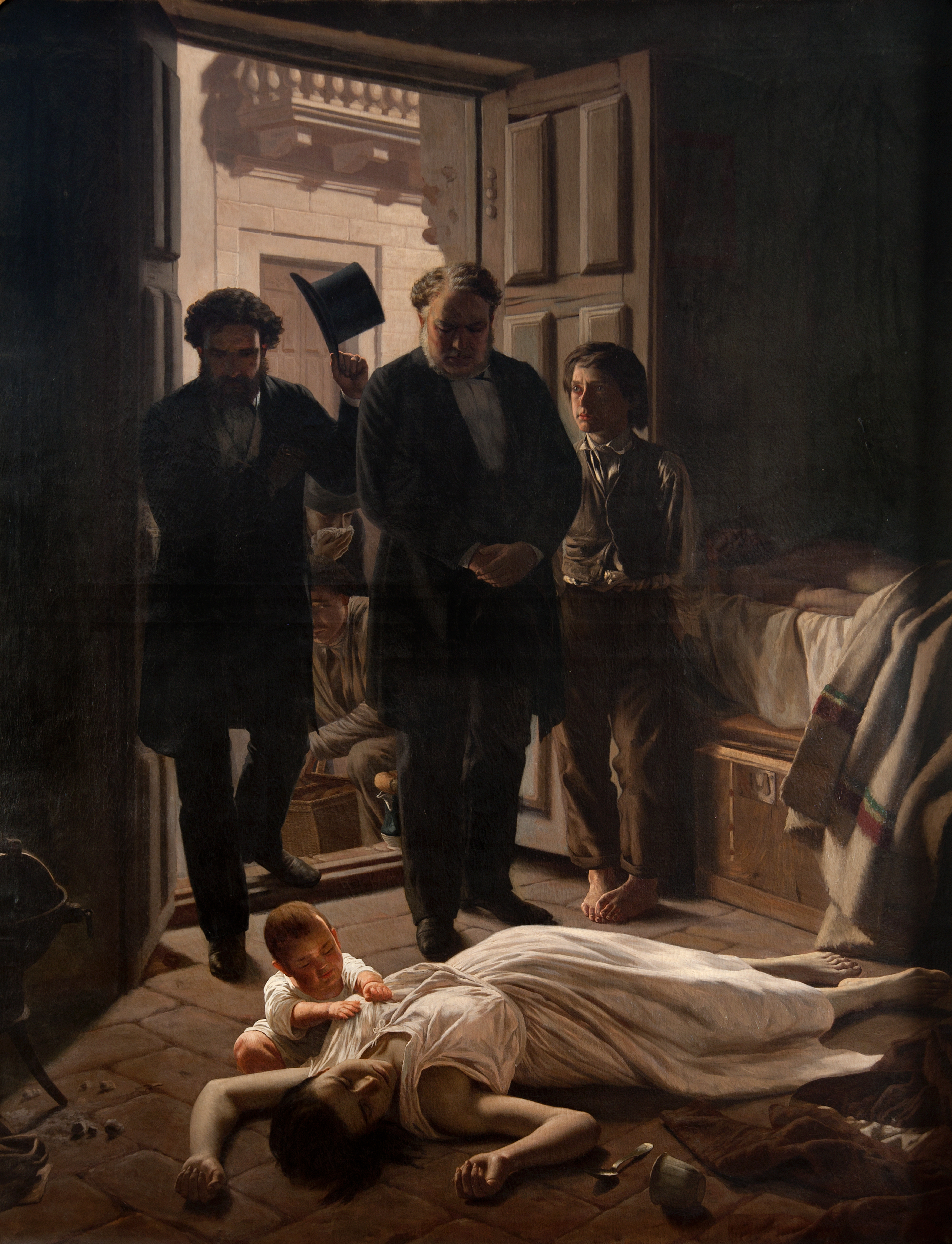
Un episodi de la febre groga a Buenos Aires (1871), de Juan Manuel Blanes
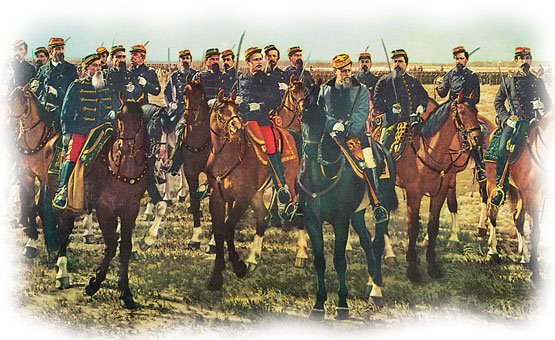
La Conquesta del Desert (1878-1885)
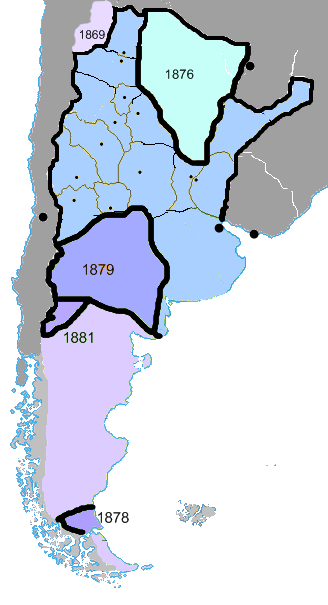
Mapa de l'Argentina (1881), abans de la presidència de Julio Argentino Roca

El 1879 es va dur a terme la Conquesta del Desert, la qual va assolir per mitjans bèl·lics l'objectiu de fer exercir l'efectiu domini de l'estat nacional sobre milions d'hectàrees de la plana de la Pampa occidental i el nord de la Patagònia, que es trobaven sota el control dels pobles maputxe, ranquel i tehueltxe. Aquesta campanya, liderada pel ministre general Julio Argentino Roca, va eliminar l'amenaça dels malons sobre l'antiga línia de la frontera amb els pobles indígenes del sud, al cost de milers d'indígenes (majoritàriament dones i nens) que van ser esclavitzats en benefici d'uns pocs estanciers. Un sector de la historiografia i de les organitzacions socials, polítiques i de drets humans, considera que es va tractar d'un genocidi. Anys després es va aplicar una metodologia similar sobre els territoris del Chaco. Mitjançant els dos processos es va assolir gairebé triplicar la superfície del país, incloent territoris pretesos per altres països, consolidant d'aquesta manera les fronteres. Per contra, va provocar una dràstica reducció de la població aborigen d'aquestes regions.
El 1880 va esclatar a Buenos Aires una última guerra civil pel control de l'Estat i en contra del generalitzat frau electoral, habitual en la segona meitat del segle xix al país, liderat per Carlos Tejedor i Bartolomé Mitre; la seva derrota, que va donar fi al període de les guerres civils argentines, va permetre sancionar la Llei 1029 (prèvia cessió del territori per la província de Buenos Aires) que federalitzava la Ciutat de Buenos Aires, transformant-la en capital del país.

### Julio Argentino Roca
Poc després, Julio Argentino Roca va assumir la presidència i va iniciar un pla de construcció d'obres públiques al llarg de tot el país. Amb ell es va iniciar un període de més de tres dècades de governs conservadors i liberals, sostinguts per pràctiques electorals fraudulentes.

## La República Conservadora (1880-1916)
Durant aquest període va predominar el Partit Autonomista Nacional (PAN), que va monopolitzar el poder sobre la base d'eleccions fraudulentes, propiciat pel sistema del vot cantat i durant 25 anys, la figura excloent va ser el general Julio Argentino Roca.
Es van succeir en la presidència Julio Argentino Roca (1880-1886), Miguel Juárez Celman (que va dimitir el 1890 com a conseqüència de la revolució encapçalada per Leandro Nicéforo Alem, que va ser sufocada), i el va substituir el vicepresident Carlos Pellegrini (1890-1892). El van seguir en el poder Luis Sáenz Peña (1892-1895), José Evaristo Uriburu (1895-1898), Julio Argentino Roca (1898-1904), Manuel Quintana (1904-1906), José Figueroa Alcorta (1906-1910), Roque Sáenz Peña (1910-1914) i Victorino de la Plaza (1914-1916).
La «República Conservadora» es va instal·lar en el moment que l'Imperi Britànic arribava l'hegemonia mundial després de vèncer a la Xina en la Segona Guerra de l'Opi (1856-1860) i imposava un esquema de divisió internacional del treball que reservava als països del nord d'Europa el paper de productors de béns industrials. En aquest esquema, es va inserir amb un relativament reeixit i modern model agroexportador, destinat a produir aliments barats (carn i cereals) per a la classe obrera industrial anglesa, en les fèrtils terres de la plana de la Pampa de propietat d'un petit grup d'estanciers majoritàriament portenys, mentre que els capitals britànics prenien el control majoritari dels ferrocarrils, frigorífics i bancs.
Amb aquesta finalitat, els governs conservadors, també coneguts com la Generació del 80, van introduir algunes tècniques modernes d'agricultura i ramaderia, van construir una extensa xarxa ferroviària amb eix a Buenos Aires i els seus ports, van promoure una gran onada d'immigració europea (1870-1930) (majoritàriament camperols italians i en segon lloc espanyols) que va portar la població argentina del 3,5% al 11,1% el 1930, com a percentatge de la població d'Amèrica Llatina.
L'historiador britànic Niall Ferguson sosté que les inversions de l'Imperi Britànic a l'Argentina i Brasil eren de tal magnitud que resulta legítim qualificar aquesta situació com «imperialisme informal». Aquesta condició de «colònia informal» seria reivindicada pel govern argentí durant la Dècada Infame de 1930, quan la Gran Depressió va posar en crisi el model global de l'Imperi Britànic.
Les inversions, provinents sobretot de l'Estat argentí i del Regne Unit, van ser destinades a àrees com el desenvolupament ferroviari, els ports i els frigorífics. Gran part de la immigració i les activitats econòmiques modernes es van allunyar de l'interior del país, impulsant la concentració del desenvolupament i de les riqueses a la ciutat de Buenos Aires; que es converteix en una ciutat pròspera i cosmopolita.
No obstant això, aquests models econòmics també van generant una forta acumulació de la riquesa en les mans de l'aristocràcia ramadera de Buenos Aires; i l'exclusió, amuntegament o segregació de la classe treballadora. Simultàniament el país es va desenvolupar asimètricament, amb una forta postergació de l'anomenat «interior», un terme creat per esmentar al territori argentí que no és Buenos Aires.
Al seu torn, la immigració també va portar d'Europa els ideals socialistes i anarquistes, que els conservadors es van encarregar de combatre i reprimir, fins i tot prohibint l'entrada al país.
El PAN va dominar mitjançant el frau electoral la política argentina fins al 1916, quan la Llei Sáenz Peña de sufragi secret i universal (per a homes) sancionada quatre anys abans, va permetre el triomf electoral de la Unió Cívica Radical (UCR), liderada per Hipólito Yrigoyen. Els radicals, que havien protagonitzat diversos intents revolucionaris en contra del que denominaven «el règim» encoratjaven l'expansió d'una incipient classe mitjana argentina.

### La Revolució de 1890
El 26 de juliol de 1890 es va produir un cop d'estat conegut com a «Revolució del Parc» dirigit per la recentment formada Unió Cívica, liderada per Leandro Alem, Bartolomé Mitre, Aristóbulo del Valle, Bernardo de Irigoyen i Francisco Barroetaveña, entre d'altres, que perseguia el derrocament del govern encapçalat pel president Miguel Juárez Celman.
El cop va ser precedit per una greu crisi econòmica que s'havia perllongat per dos anys, així com denúncies de corrupció i autoritarisme pels seus opositors. Es van formar una Junta Revolucionària i una lògia militar coneguda com la Lògia dels 33 oficials. Entre els seus líders hi havia el sotstinent José Félix Uriburu, qui 40 anys més tard encapçalaria el cop d'estat que va enderrocar a Hipòlit Yrigoyen.
El pla era que les forces rebels es concentrarien al Parc d'Artilleria i la flota bombardejaria la Casa Rosada i la caserna de Retiro. Alhora, grups de milicians havien de prendre presoners al president Juárez Celman, el vicepresident Carlos Pellegrini, al ministre de Guerra general Nicolás Levalle, i al president del senat Julio Argentino Roca, i tallar les vies de ferrocarril i telegràfiques.
Aquest dia, l'aixecament va començar en la matinada del 26 de juliol de 1890. Un regiment cívic armat va prendre l'estratègic Parc d'Artilleria de la Ciutat de Buenos Aires (on avui s'aixeca l'edifici de la Cort Suprema de Justícia), ubicat 900 metres de la casa de govern, i simultàniament altres contingents revoltats van marxar cap allà des d'altres punts. Alhora es va revoltar la major part de l'esquadra naval ubicada al port de la Boca del Riachuelo, al sud de la Casa Rosada, després d'un cruent enfrontament armat. Les tropes revolucionàries comptaven amb el suport de civils armats organitzats en «milícies cíviques».
El lloc principal on es van concentrar les forces del govern va ser a El Retiro, a la zona nord-est de la ciutat. Allà hi havia un important caserna en el lloc en que avui es troba la Plaça San Martín i la terminal de ferrocarril de Retiro, estratègica per portar les tropes situades en les províncies. Al Retiro es van instal·lar des de les 6.00h els homes clau del govern (el president Miguel Juárez Celman, el vicepresident Carlos Pellegrini, el president del Senat Julio Argentino Roca, el ministre de Guerra, general Nicolás Levalle, qui prendria el comandament directe de les tropes lleials, i el Cap de Policia coronel Alberto Capdevila).

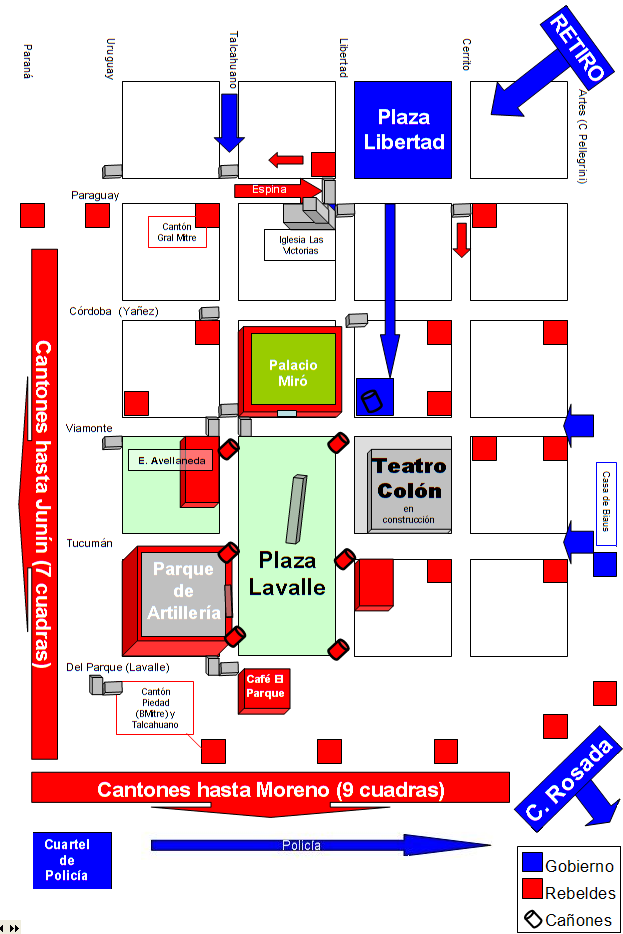
Operacions militars durant la Revolució de 1890. En blau les forces del govern, en vermell les revolucionàries.
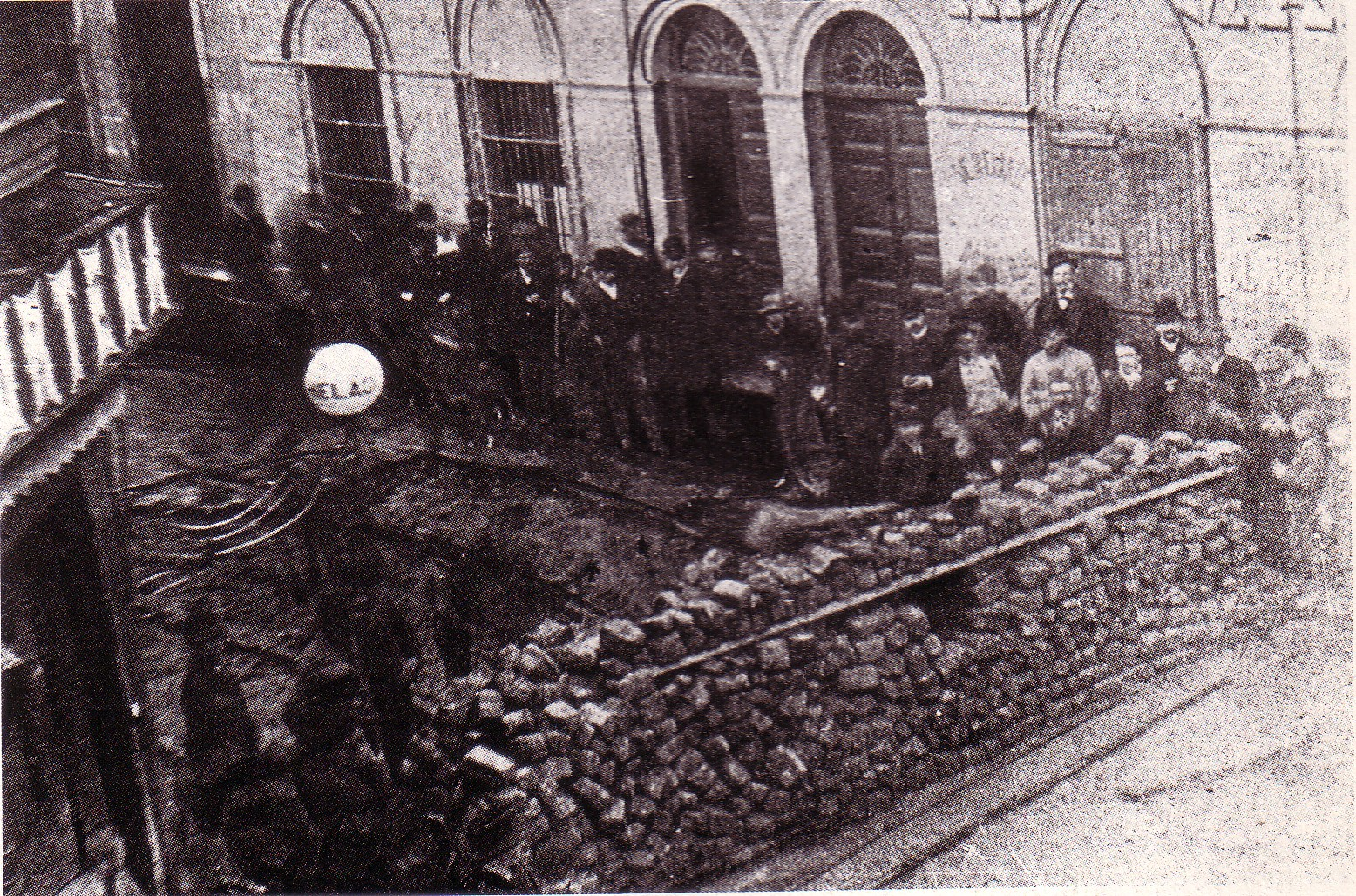
Barricada revolucionària de «milícies cíviques». Buenos Aires

Una vegada que el govern es va trobar reunit a la caserna de Retiro, Juárez Celman va sortir de Buenos Aires aconsellat per Pellegrini i Roca, que d'aquesta manera es van quedar a càrrec del comandament polític.
Un cop concentrades les tropes revolucionàries al Parc d'Artilleria, el general Manuel Jorge Campos va canviar el pla establert la nit anterior, i en lloc d'atacar les posicions del govern i prendre la Casa Rosada, va donar l'ordre de romandre a l'interior del parc. La gran majoria dels historiadors atribueix la decisió a un acord secret entre Campos i Roca; aquest últim hauria fomentat la revolta per provocar la caiguda del president Juárez Celman, però evitant un triomf dels rebels que hagués instal·lat a Leandro Alem com a president provisional.

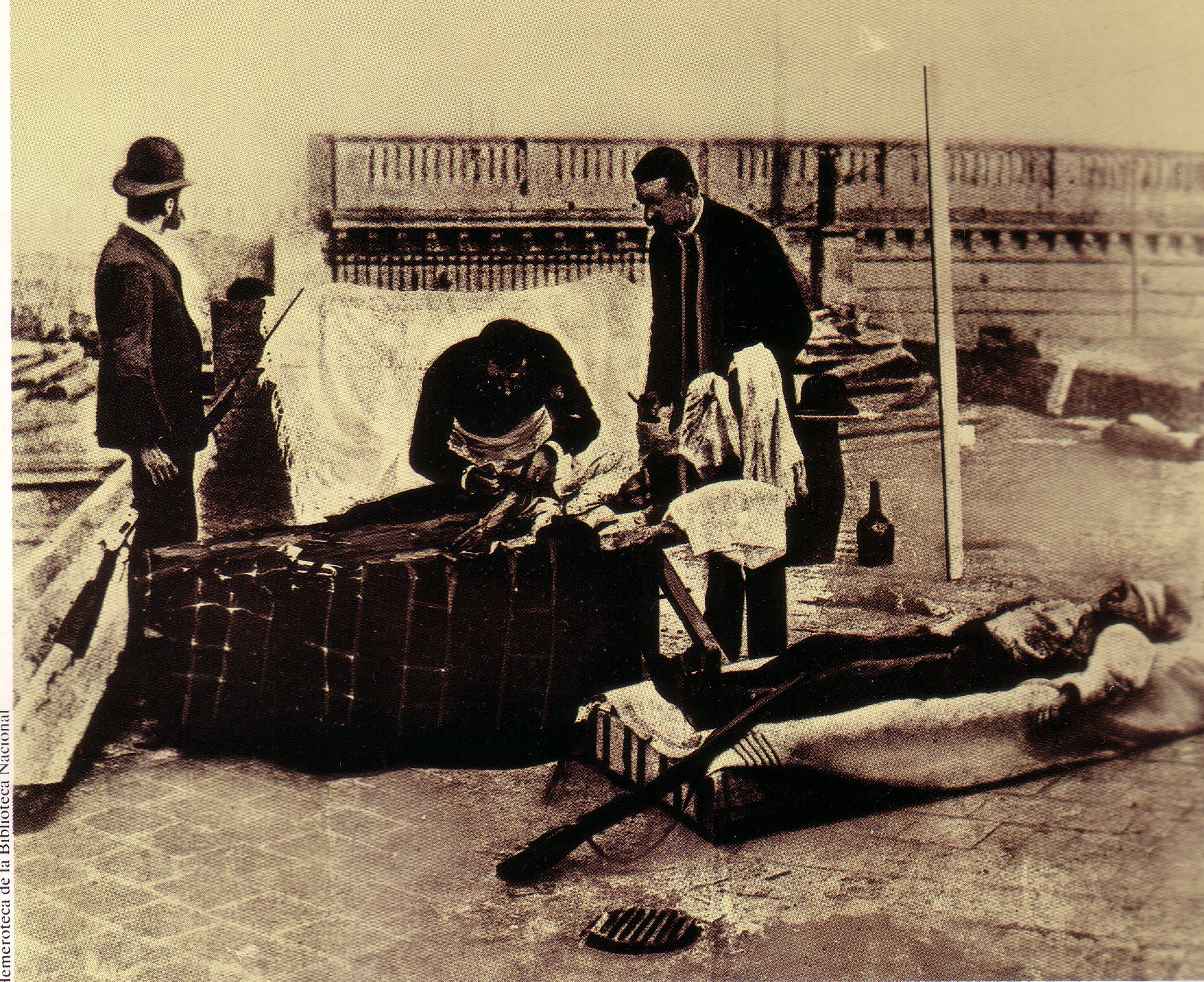
Ferits en els combats atesos en un terrat
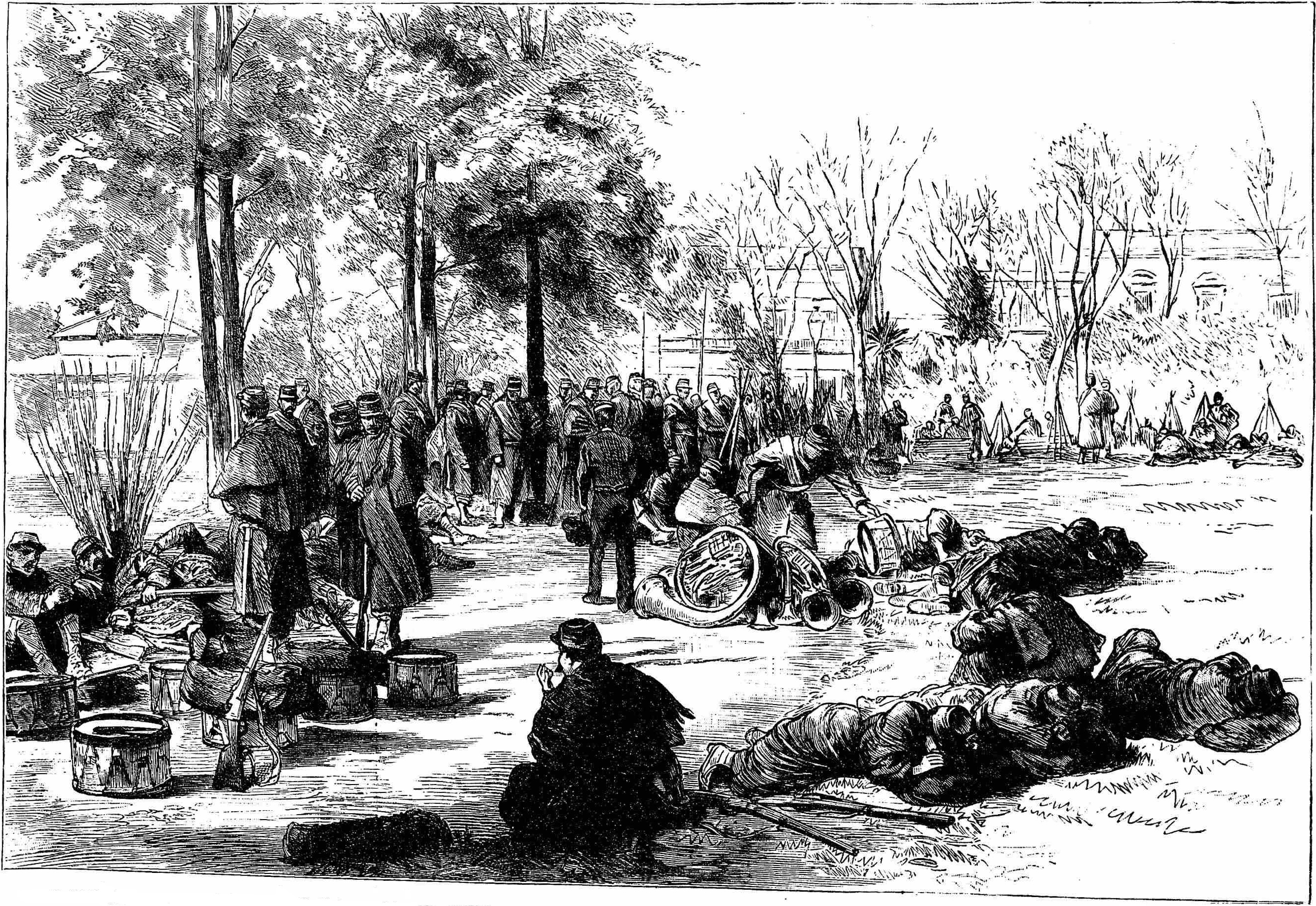
Tropes del govern a la Plaça Llibertat, a uns 250 m de la Plaça Lavalle, després de la seva primera trobada amb els insurgents (The Graphic, 1890).

La flota revoltada es va situar darrere de la Casa Rosada i va començar a bombardejar a l'atzar la caserna de Retiro, la Caserna de Policia i la zona limítrofa al sud de la ciutat, i la Casa Rosada. La lluita va continuar fins al 29 de juliol, quan què els rebels es van rendir amb la condició que no prenguessin represàlies amb els revolucionaris. La quantitat de víctimes causades per la Revolució de 1890 mai ha estat ben establerta. Diferents fonts parlen des de 150 fins 300 morts, o en forma indiscriminada de 1500 baixes sumant morts i ferits.
El 6 d'agost de 1890, Miguel Juárez Celman va renunciar a la presidència i va ser reemplaçat pel vicepresident Carlos Pellegrini, qui va nomenar com el seu ministre de l'Interior a Julio Argentino Roca, que va ser el que políticament més es va enfortir amb el cop frustrat.

### La Revolució radical de 1905
El 1897, Hipólito Yrigoyen, en desacord amb de Bernardo de Irigoyen, va dissoldre el Comitè de la UCR de la província de Buenos Aires, a causa de la qual cosa el partit va deixar pràcticament d'existir. Això va determinar la formació d'un nucli de radicals que reconeixen com a cap a Hipólito Yrigoyen, qui en 1903 va començar la refundació i reorganització del partit. El 29 de febrer de 1904, el Comitè Nacional de la UCR va declarar l'abstenció electoral a tot el país en les eleccions de diputats de la Nació, de senador per la capital, electors de president i vicepresident de la Nació i va anunciar la lluita armada. En el govern estava Manuel Quintana, representant del Partit Autonomista Nacional.
El 4 de febrer de 1905, a la Capital Federal, Campo de Mayo, Bahía Blanca, Mendoza, Córdoba i Santa Fe, es va produir l'alçament armat amb el propòsit d'enderrocar a les autoritats que, per la seva banda, estaven al corrent de la conspiració i van decretar l'estat de setge a tot el país, per noranta dies.
A la Capital Federal, els colpistes van fallar en no poder assegurar el control de l'arsenal de guerra de Buenos Aires quan el general Carlos Smith, cap de l'Estat Major de l'Exèrcit va desplaçar als soldats yrigoyenistes. Les tropes lleials i la policia van recuperar aviat les comissaries preses per sorpresa i els cantons revolucionaris.
A Córdoba, els rebels van capturar al vicepresident José Figueroa Alcorta i van amenaçar matar-lo si no renunciava el president Manuel Quintana; aquest no va cedir i l'amenaça no va ser executada. També van capturar al diputat Julio Argentino Pascual Roca i a Francisco Julián Beazley (excap de policia de Buenos Aires), però no a l'expresident Julio Argentino Roca, que va poder fugir cap a Santiago del Estero.
A Mendoza, els rebels es van dur 300.000 pesos del Banc de la Nació i van atacar les casernes defensades pel tinent Basilio Pertiné.
Les tropes revoltades a Bahía Blanca i altres llocs ni van tenir perspectiva, ni van trobar ressò en el poble. Només van continuar els combats a Córdoba i Mendoza fins al 8 de febrer, però finalment els alçats van ser derrotats i enjudiciats rebent penes de fins a 8 anys de presó i enviats a la presó d'Ushuaia.

### 1910: El país del Centenari
El 1910 va ser un any en què els reeiximents i els fracassos de la Generació del 80 van quedar en evidència. El 25 de maig de 1910 es complien 100 anys des de la Revolució de Maig, el primer pas de la independència de l'Argentina. El govern argentí, presidit per José Figueroa Alcorta, va decidir llavors organitzar les festivitats del Centenari, com un esdeveniment internacional al qual assistiren personalitats de tot el món.
Van arribar a Buenos Aires la Infanta Isabel d'Espanya, el president de Xile Pedro Montt i representants de nombrosos països. Els presidents de Bolívia i del Brasil van estar absents a causa de les males relacions diplomàtiques que mantenien amb l'Argentina.
Buenos Aires va ser el centre de les celebracions, realitzant-se diverses cerimònies organitzades pel govern i particulars amb participació del món de la cultura, militars, escolars i de col·lectivitats estrangeres. Es van realitzar desfilades militars, manifestacions cíviques, i una funció de gala al Teatre Colón. Es van crear monuments i es va reprendre la construcció del Congrés i de la Cort Suprema. Es van organitzar conferències internacionals i una exposició de belles arts. Molts diaris van publicar articles especials, entre ells, el més important va ser l'editat per La Nación. El dia del 25 de maig, a la matinada, una marxa d'estudiants es va dirigir al Riu de la Plata per veure l'alba. Al matí, a la Plaça de Mayo es va col·locar la pedra fonamental del monument a la Revolució de Maig, i a la Plaça del Congrés hi va haver una reunió d'escolars. A les tres de la tarda es va realitzar una desfilada militar.

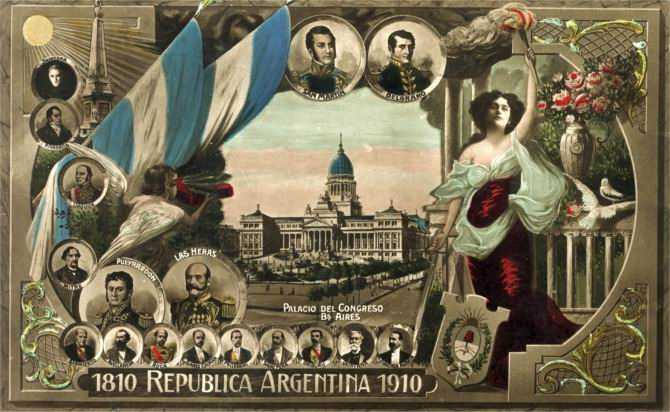
Postal commemorativa de la Revolució de Maig, 1910
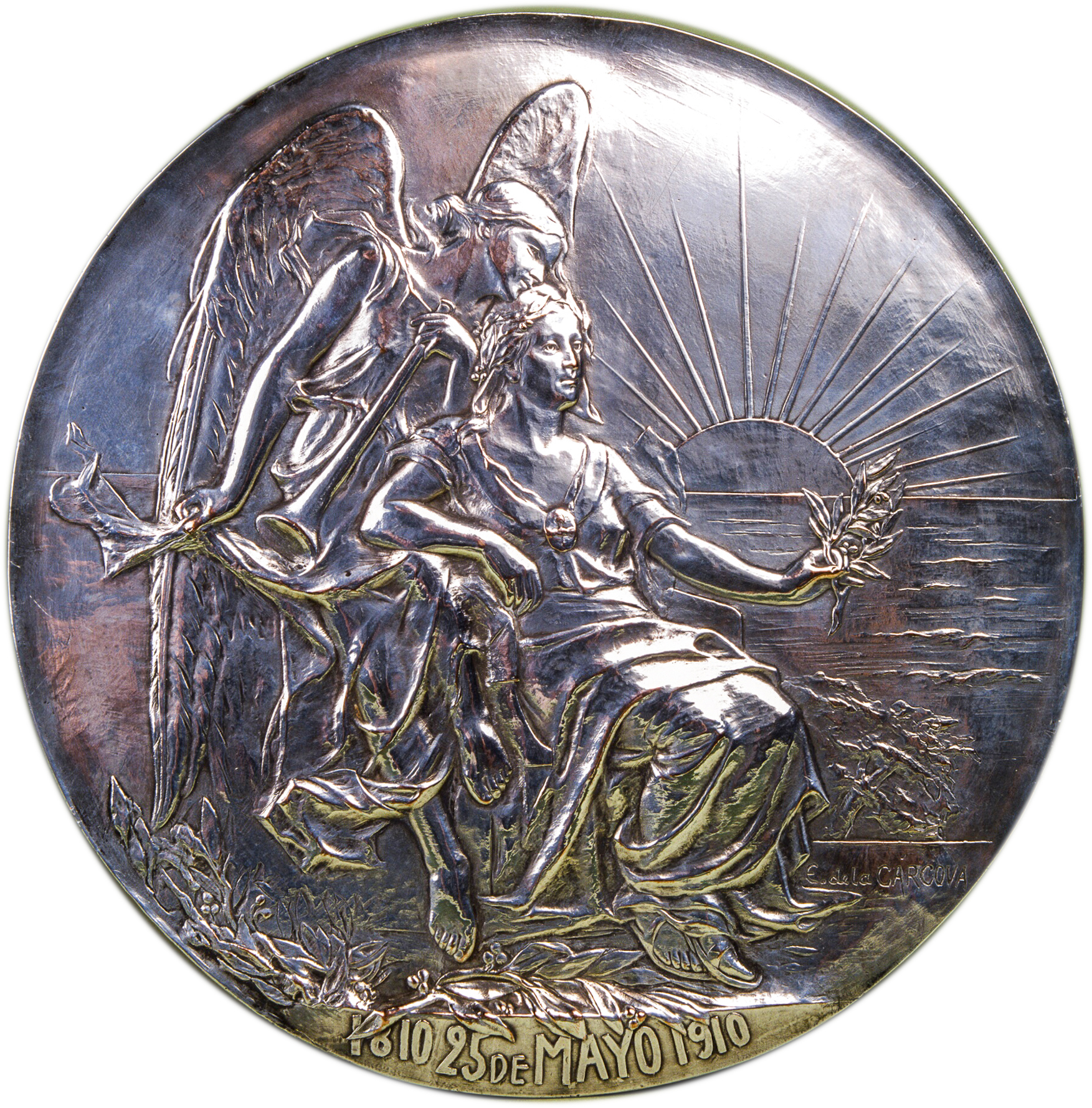
Medalla al·legòrica al Centenari argentí realitzada per Ernesto de la Cárcova, exposada al Museu del Bicentenari.
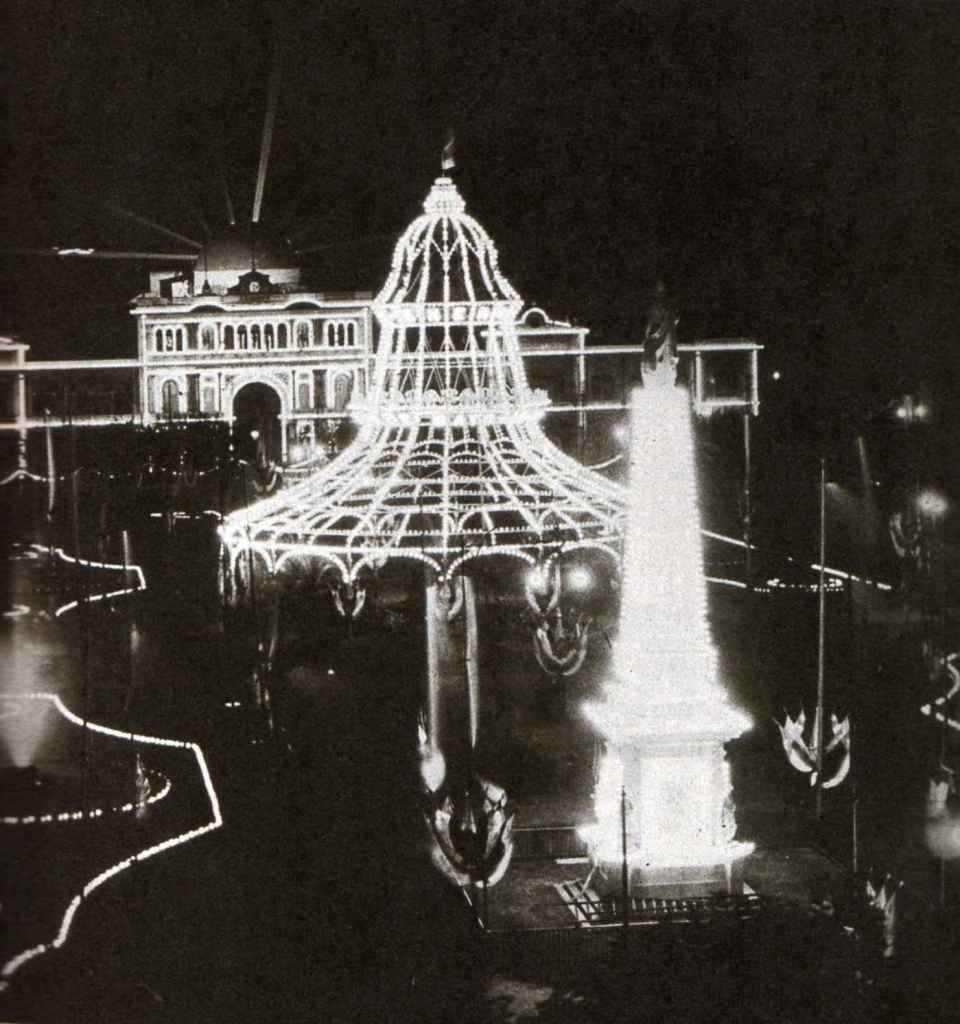
La Plaça de Mayo adornada per a la celebració del Centenari

No obstant això, de manera paral·lela a les celebracions, els sindicats van expressar el seu descontentament davant la situació de desigualtat social i econòmica. La Confederació Obrera Regional Argentina (CORA) i la Federació Obrera Regional Argentina (FORA), dirigides pels corrents socialista, sindicalista revolucionària i anarquista, van realitzar protestes i van amenaçar amb fer una vaga general. Demanaven la derogació de la Llei de Residència, que habilitava al govern a expulsar estrangers sense el degut procés. El govern va imposar l'estat de setge i la policia va reprimir als manifestants. Els partits obrers es van fragmentar i la vaga no es va concretar.
Per a la classe alta, l'acte del Centenari va ser una demostració del poder i grandesa a l'europea, que perduraria a través dels anys. Per a les classes baixes, l'acte del Centenari va ser un esdeveniment aristocràtic i excloent.

### Participació argentina en l'exploració antàrtica i ocupació permanent de l'Antàrtida
El 1848, el futur comandant argentí Luis Piedra Buena va viatjar a l'Antàrtida com a grumet del vaixell de William Smiley.
L'Expedició Argentina a les Terres i Mars australs de 1881 al comandament tinent de la Marina Italiana Giacomo Bove va explorar Terra del Foc fins que el seu vaixell va naufragar. L'expedició del romanès Julio Popper es va frustrar durant el seu allistament per la seva mort el 1893.
El 29 de desembre de 1894 el president argentí Luis Sáenz Peña va autoritzar a Luis Neumayer per explorar el territori situat al sud de la Patagònia i denominat Terra de Grand (península Antàrtica), tot i que prohibint qualsevol tipus d'explotació, però l'expedició no es va realitzar.
Entre 1897 i 1899, una expedició belga comandada per Adrien de Gerlache, de la qual va participar Roald Amundsen, va haver hivernar a l'Antàrtida quan es van quedar atrapats pels gel.
El 10 d'octubre de 1900, el govern argentí va decidir incorporar-se a l'Expedició Antàrtica Internacional, composta de diverses expedicions, però el viatge argentí no es va realitzar i es va oferir col·laboració a l'expedició sueca al comandament del doctor Otto Nordenskjöld. Aquest rebria suport argentí a canvi d'incorporar a un marí argentí a la seva expedició i lliurar-li les dades científiques i les col·leccions zoològiques que es recollissin. Al seu pas per Buenos Aires, l'alferes de navili José María Sobral es va embarcar en el vaixell Antarctic el 21 de desembre de 1901. Com que no es tenien notícies de l'expedició, el govern argentí va complir el seu compromís de suport condicionant a la corbeta ARA Uruguai, que va partir en la seva recerca el 8 d'octubre de 1903 al comandament del tinent de navili Julián Irízar, rescatant als integrants de l'expedició que havien quedat hivernant arran de l'enfonsament de l'Antarctic.

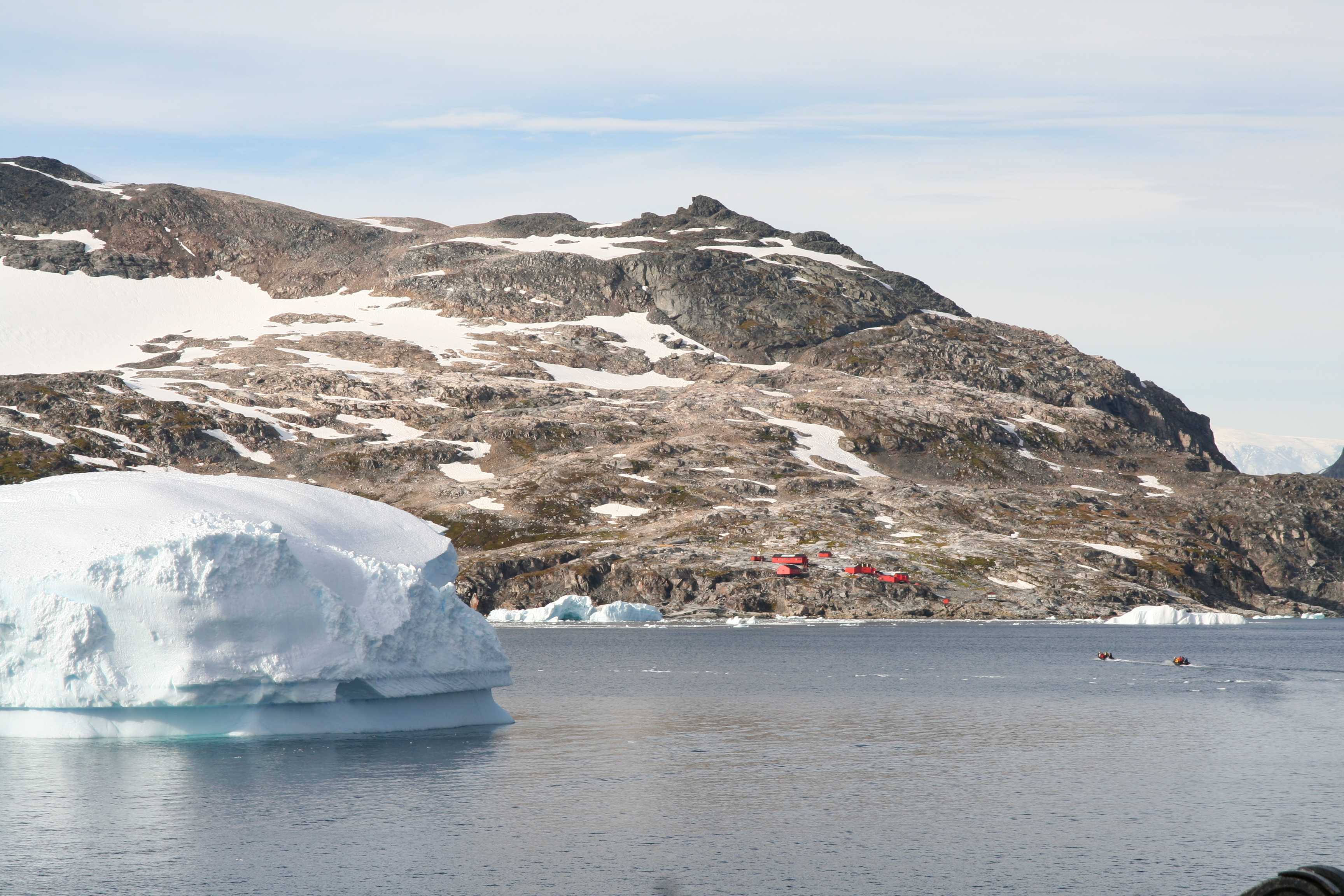
Base Primavera, a la península Antàrtica

El 2 de gener de 1904, l'Argentina va adquirir l'estació meteorològica instal·lada per l'escocès William Speirs Bruce, a l'illa Laurie de les Òrcades del Sud, en la que havia quedat una dotació de sis homes realitzant observacions científiques. S'hi va instal·lar un observatori meteorològic, on funcionava també una oficina de correus. Al civil (empleat de l'empresa oficial argentina de correus i telègrafs) argentí Hugo Alberto Acuña li va correspondre hissar per primera vegada d'una manera oficial la bandera argentina en el sector Antàrtic Argentí, el 22 de febrer de 1904. Aquest observatori es va esdevenir en la Base Orcadas, l'establiment humà permanent més antic existent avui a tot el territori antàrtic.
La corbeta argentina ARA Uruguai va tornar a l'Antàrtida el 1905 (va salpar des del port de Buenos Aires el 10 de desembre de 1904) per rellevar la dotació de les Òrcades del Sud i dirigir-se cap a l'illa Decepció i després cap a l'illa Wiencke a la recerca de Jean-Baptiste Charcot, l'expedició francesa (1903-1905) es creia perduda. En agraïment a la col·laboració argentina amb la seva expedició, Charcot va batejar a un grup insular amb el nom d'illes Argentina. Una d'aquestes illes va ser nomenada com a illa Galíndez en homenatge al capità de la corbeta, Ismael Galíndez, i una altra va ser denominada illa Uruguai, en homenatge a la corbeta argentina de tal nom.
El govern argentí va decidir afegir dos observatoris meteorològics, a l'illa de Geòrgia del Sud i a l'illa Wandel, als que ja tenia a les illes Laurie i Observatori. L'expedició que havia d'instal·lar un al port on va hivernar Charcot el 1904, a l'illa Wandel (avui illa Booth) va partir de Buenos Aires el 30 de desembre de 1905 al comandament del tinent de navili Lorenzo Saborido al vaixell Austral, que era el Le Français comprat a Charcot quan aquest va viatjar a Buenos Aires al febrer d'aquest any. Després de rellevar a la dotació de les Òrcades del Sud, va tornar a Buenos Aires sense poder arribar a l'illa Wandel. En un nou intent, al comandament del tinent de navili Arturo Celery, el 22 de desembre de 1906, el vaixell va encallar i es va enfonsar al banc Ortiz del riu de la Plata, per la qual cosa l'observatori mai es va construir. Al juny de 1905, el transport Guàrdia Nacional al comandament del tinent de navili Alfredo P. Lamas va dur endavant la tasca d'aixecar l'observatori de les Geòrgias del Sud, a la badia Cumberland, reanomenada amb el nom de «badia Guàrdia Nacional».
Un decret emès per Xile el 27 de febrer de 1906 va cedir l'explotació industrial agrícola i pesquera per 25 anys, a les illes Diego Ramírez, Shetland del Sud, Geòrgia del Sud i la Terra de Graham (Terra d'O'Higgins / Sant Martí) a Enrique Fabry i a Domingo de Toro Herrera, encarregant-los també el resguard i la custòdia dels interessos sobirans de Xile a la zona. L'Argentina va protestar formalment el 10 de juny de 1906 per aquestes accions de Xile, i l'any següent Xile va convidar al Govern argentí a negociar un tractat per dividir les illes i l'Antàrtida continental americana, però no va ser acceptat.
El 21 de juliol de 1908, el Regne Unit va anunciar oficialment els seus reclams a totes les terres dins dels meridians 20º O a 80º O al sud del paral·lel 50º S, que el 1917 va traslladar al sud del paral·lel 58º S pel fet que amb aquest reclam s'incloïa part de la Patagònia.

## El radicalisme en el poder (1916-1930)
En arribar el radicalisme al poder, aquest va presentar, més que un programa de govern, una declaració de principis: la causa contra el règim, la reparació històrica, la recuperació de l'ètica, el respecte al federalisme.
Entre els punts de la doctrina radical es trobava el concepte de «la causa contra el règim». «La causa» era la causa radical, i els seus ideals eren l'honor del país, la puresa del sufragi, la reorganització del país, la democràcia i el respecte a la constitució i les lleis. «El règim» era el govern del PAN; contra aquest règim (un règim corrupte, injust, etc.) arriba «la causa» (la UCR), que ve a curar els danys fets pel govern del PAN.
Un altre punt de la doctrina radical era «la reparació històrica». Aquesta predicava que el govern radical no venia a venjar els danys fets pel govern del PAN sinó a sanar-los, a reparar-los.

### El primer govern d'Hipólito Yrigoyen (1916-1922)

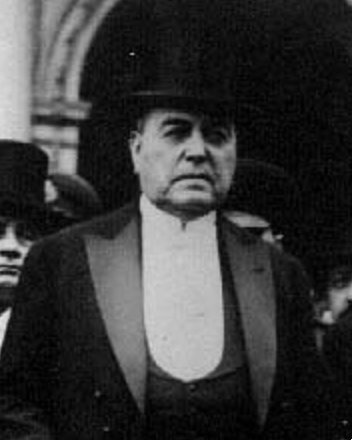
Hipólito Yrigoyen és el primer president argentí triat per sufragi secret

El 1916, Hipólito Yrigoyen va assumir la presidència de la nació, gràcies a la Llei Sáenz Peña, que establia el sufragi secret i universal per a homes. Amb la primera presidència d'Yrigoyen s'inicia un període de la història argentina conegut com «L'etapa radical», que abasta de 1916 a 1930 (any del primer cop d'Estat de l'Argentina).
Yrigoyen va haver de governar amb un Senat nacional amb majoria conservadora, que tendia a votar negativament els projectes de llei proposats del radicalisme. Per aquesta raó va prendre la decisió de governar dictant nombrosos decrets. Una cosa similar va succeir amb l'estructura federal del país; la majoria de les províncies tenien governs opositors, situació que el va portar a intervenir gairebé totes les províncies.
Durant la primera presidència d'Yrigoyen es van cometre les majors massacres obreres de la història argentina i l'únic pogrom (matança de jueus) comès en el continent americà. Durant les vagues de gener de 1919, tropes militars i policials de la Nació, amb suport de grups de xoc feixistes, van assassinar una 700 persones, van detenir desenes de milers de ciutadans en el que va ser conegut com «la Setmana Tràgica»; en el curs de la mateixa, les forces repressives van arrasar el barri jueu de l'Onze, assassinant, torturant i violant als seus habitants i cremant els seus habitatges i llibres.
Entre 1920 i 1922, les tropes privades de l'empresa anglesa La Forestal i la Lliga Patriòtica Argentina (dirigida per personalitats del partit radical, conservadores, militars, empresarials i eclesiàstiques) van assassinar unes 600 persones durant un conflicte laboral a la província de Santa Fe. El 1921 i 1922, tropes nacionals van reprimir als obrers en vaga a la Patagònia, assassinant a unes 1500 persones, moltes d'elles afusellades pel bàndol militar, en el que s'ha conegut com la «Patagònia Rebel».
El 1918 es va iniciar a Córdoba (estenent-se després a tot el país i Amèrica Llatina) la rebel·lió estudiantil coneguda com «La Reforma Universitària», per tal de democratitzar la universitat. La Primera Guerra Mundial va afectar econòmicament a Argentina, per les restriccions del mercat mundial. No obstant això, es destaca la indústria tèxtil i la petroliera amb la creació d'YPF (Jaciments Petrolífers Fiscals). Durant aquest període es va privilegiar a alguns sectors marginats de la població, ignorats durant els governs conservadors.

### El govern de Marcelo Torcuato de Alvear (1922-1928)

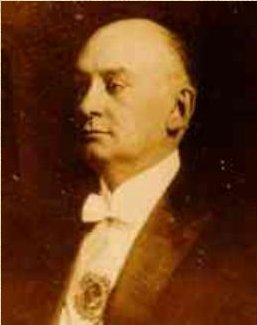
Marcelo Torcuato de Alvear

Les eleccions presidencials es van realitzar el 2 d'abril de 1922. La Unió Cívica Radical va obtenir 450.000 vots (56,2%); la Concentració Nacional (conservadors) va obtenir 200.000 vots (25,0%); el Partit Socialista va obtenir 75.000 vots (9,3%); i el Partit Demòcrata Progressista va obtenir 75.000 vots (9,3%).
Marcelo Torcuato de Alvear, un home de la classe econòmica alta, va desenvolupar una presidència diferent, en estils, a la del també radical Hipólito Yrigoyen.
Les polítiques de transformació econòmica, polítiques i social que havia delineat el govern d'Yrigoyen, van resultar atenuades, quan no directament revertides, com en el cas de la reforma universitària o quan el president Alvear va vetar el projecte de llei que estenia la jubilació a amplis sectors de treballadors que el va enfrontar amb el moviment sindical. Això no va impedir, però, que fos el govern d'Alvear el que enviés al Congrés el projecte de llei de nacionalització del petroli, encara que el mateix mai seria aprovat.
Aquestes diferències van portar a un enfrontament entre Alvear i Yrigoyen, en el marc d'una profunda divisió interna de la UCR entre personalistes yrigoyenistes i antipersonalistes segons recolzessin o s'enfrontessin a Hipólito Yrigoyen. Cadascun dels dos sectors radicals presentarien candidats diferents per a president. Els radicals antipersonalistes, organitzats en la Unió Cívica Radical Antipersonalista (UCRA) van presentar com a candidat a president a Leopoldo Melo (acompanyat per Vicente Gallo) i els radicals yrigoyenistes van presentar a Hipólito Yrigoyen (acompanyat per Francisco Beiró).
El 1r d'abril de 1928 es va realitzar les eleccions. El resultat va ser:
- Unió Cívica Radical (Hipólito Yrigoyen): 838.583 vots (62,5%).
- Unió Cívica Radical Antipersonalista (Leopoldo Melo): 410.026 vots (30,5%).
- Partit Socialista (Juan Bautista Justo): 64.985 vots (4,8%).
- Partit Demòcrata Progressista: 14.173 vots (1,0%).
- Partit Comunista Argentí: 7.658 vots (0,5%).
- Partit Comunista de la República Argentina (José Fernando Penelón): 5.475 vots (0,4%).

El triomf va ser tan ampli que els radicals yrigoyenistes el van anomenar «el plebiscit».

### El segon govern d'Hipólito Yrigoyen (1928-1930)
L'assumpció del nou govern es va produir el 12 d'octubre de 1928. El 1929 es produeix la Gran Depressió mundial. El radicalisme amb Yrigoyen no va saber respondre a la crisi. L'historiador radical Félix Lluna diu d'aquest moment:
| « | La fallida de l'ímpetu alliberador del govern radical es va deure fonamentalment a la fallida del radicalisme mateix. | » |

La divisió i l'enfrontament entre sectors interns del radicalisme generaria un nivell de violència política molt gran.
Yrigoyen va ordenar intervenir les províncies de Mendoza i San Juan, governades per moviments radicals dissidents com el lencinisme a la primera i el bloquisme en la segona. En aquest marc un «pinxo» yrigoyenista va assassinar al senador mendocí Carlos Washington Lencinas. El crim va causar estupor al país. Al mes, hi va haver un atemptat anarquista contra Yrigoyen en sortir de casa per anar a la Casa de Govern. L'any 1930 es va iniciar amb un altre assassinat d'un opositor en una província intervinguda pel govern, el de l'advocat bloquista Manuel Ignacio Castellano. Va començar a ser habitual a l'oposició (d'estudiants, polítics, militars, civils, i amplis sectors del periodisme), criticar al President per la seva suposada ineficàcia i autoritarisme.
El 2 de març es van celebrar eleccions parlamentàries, perdent el radicalisme estrepitosament a la Ciutat de Buenos Aires, on el Partit Socialista Independent (PSI) va obtenir 100.000 vots, seguits del Partit Socialista amb 84.000, superant per mil vots als radicals. En tot el país, l'oposició va aconseguir 695.000 vots, superant al govern que va obtenir 655.000 vots.
La Crisi Mundial de 1929 va afectar fortament a l'economia del país, perquè el seu model agroexportador depenia de la venda de matèries primeres a mercats que es van tancar. El radicalisme estava completament dividit i no tenia diàleg amb l'oposició, molt crítica amb el Govern.
El fet més important i durador del segon govern d'Yrigoyen va ser la decisió presael 1r d'agost per part d'YPF, dirigida pel general Enrique Mosconi, d'intervenir en el mercat petrolier, per a fixar el preu i trencar els trusts. El cop d'Estat succeirà tot just 37 dies després, el que ha portat a diversos historiadors a vincular, almenys parcialment, el cop militar amb la decisió d'YPF.
El 6 de setembre de 1930, el general José Félix Uriburu va enderrocar al govern constitucional, iniciant una sèrie de cops d'Estat a Argentina i governs militars que s'estendrien fins al 1983, interrompent totes les experiències de govern sorgides del vot popular.

### Accions a favor de la defensa de la sobirania argentina en el sector antàrtic
A la dècada del 1920 es va destacar les accions d'investigació i conscienciació a l'Argentina dels drets en el sector antàrtic de l'enginyer civil José Manuel Moneta, que va intervenir en les expedicions a les illes Òrcades del Sud dels anys 1923, 1925. 1927 i 1929, deixant testimoni d'això en el llibre Quatre anys en les Òrcades del Sud i, com a diplomàtic, va exercir en nom del govern argentí diverses funcions vinculades a l'Antàrtida..
Va ser en la primera meitat del segle xx qui, mitjançant publicacions impreses i pel·lícules, de manera primerenca va difondre entre la població la consciència d'una sobirania argentina a l'Antàrtida.
El 30 de març de 1927 va ser inaugurada a les Òrcades del Sud la primera estació radiotelegràfica de l'Antàrtida.
El 15 de desembre de 1927 la Direcció General de Correus i Telègrafs de la República Argentina (CORASA) va comunicar a l'Oficina Internacional de la Unió Postal Universal que:
| « | (...) la jurisdicció territorial argentina s'estén, de dret i de fet, a la superfície continental, al mar territorial, a les illes situades sobre la costa marítima, a una part de Terra del Foc i als Arxipèlags dels Estats, Año Nuevo, Geòrgia del sud, Òrcades del sud i a les terres polars no delimitades. De dret, no podent exercir-la de fet a causa de l'ocupació mantinguda per Gran Bretanya, li correspon també l'arxipèlag de les Malvines. | » |

## La«Dècada Infame»(1930-1943)

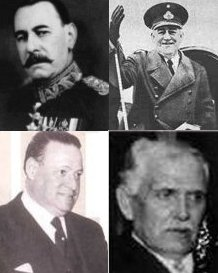
Els quatre mandataris del període: Uriburu (1930-1932), Justo (1932-1938), Ortiz (1938-1940) i Castillo (1940-1943)

L'anomenada «Dècada Infame» es va iniciar amb el cop militar del 6 de setembre de 1930 liderat pel general corporativista nacionalista catòlic José Félix Uriburu, que va enderrocar al president Hipólito Yrigoyen de la Unió Cívica Radical (UCR) qui havia estat electe democràticament per exercir el seu segon mandat en 1928. El govern va proscriure a la Unió Cívica Radical i va organitzar una «sortida electoral» fraudulenta i controlada per les Forces Armades, que va donar origen a una sèrie de governs conservadors fraudulents i corruptes, dirigits per la Concordança, nom que va prendre l'aliança política formada entre el Partit Demòcrata Nacional (també conegut simplement com a Partit Conservador), la Unió Cívica Radical Antipersonalista (UCRA) i el Partit Socialista Independent (PSI) que va governar el país fins al 1943.
Aquest període es va caracteritzar pel començament del nou model econòmic conegut com a «industrialització per substitució d'importacions».

### Context en el qual es produeix el cop d'Estat del 6 de setembre de 1930
Poc abans de finalitzar la Primera Guerra Mundial es va produir a Europa la Revolució Russa que va establir la Unió Soviètica, organitzada sota principis comunistes. El moviment socialista es va dividir quan els líders dels partits socialdemòcrates van donar suport a la guerra, mentre que els partidaris de la Revolució Russa de 1917 van formar partits comunistes en la majoria dels països industrialitzats (i en molts no industrialitzats).
Després de la Primera Guerra Mundial es va signar el Tractat de Versalles, creant l'Organització Internacional del Treball integrada per governs, sindicats i organitzacions patronals, i imposant severes càrregues econòmiques a Alemanya que van desencadenar una gran crisi econòmica i humanitària en aquest país. Entre les conseqüències polítiques es va produir l'Aixecament Espartaquista el gener de 1919 i, en Baviera, els comunistes van enderrocar el govern i van establir la República Soviètica de Baviera, que va durar unes poques setmanes a 1919. Una vida de brevetat similar van tenir les Repúbliques Soviètiques que van sorgir en altres estats alemanys i el govern soviètic establert a Hongria per Béla Kun el 1919.
Durant el govern radical, el sindicalisme i les negociacions col·lectives entre empreses i sindicats, van tenir una gran expansió. La Federació Obrera Regional Argentina del IX Congrés (FORA) va augmentar els sindicats afiliats de 51 el 1915 a 350 1918. La FORA anarquista, per la seva banda, va adoptar una postura crítica cap al govern radical, promovent escenaris insurreccionals. El radicalisme va establir inicialment una sòlida vinculació amb el corrent sindicalista revolucionària, especialment amb la Federació Obrera Marítima (FOM) i la Federació Obrera Ferroviària (FOF), que es va diluir després de les grans massacres obreres de 1919-1922.
El 1919 es creen a Argentina diverses organitzacions paramilitars de dreta, amb ampli suport empresari i de l'ambaixada de la Gran Bretanya, entre les quals es va destacar la Lliga Patriòtica Argentina presidida pel dirigent radical Manuel Carlés i l'almirall Manuel Domecq García, ministre de Marina de govern de Marcelo Torcuato de Alvear. Les organitzacions paramilitars s'enfortirien al llarg de la dècada, desfilant al costat de les Forces Armades i participant de les massacres obreres i del pogrom de la Setmana Tràgica (1919), la Patagònia rebel (1921-1922) i les vagues forestals a Santa Fe (1921). El 1925, el radical Manuel Carlés serà un dels primers líders feixistes a Argentina. Tindran un paper molt actiu en el cop d'Estat de 1930 i en la repressió clandestina posterior.

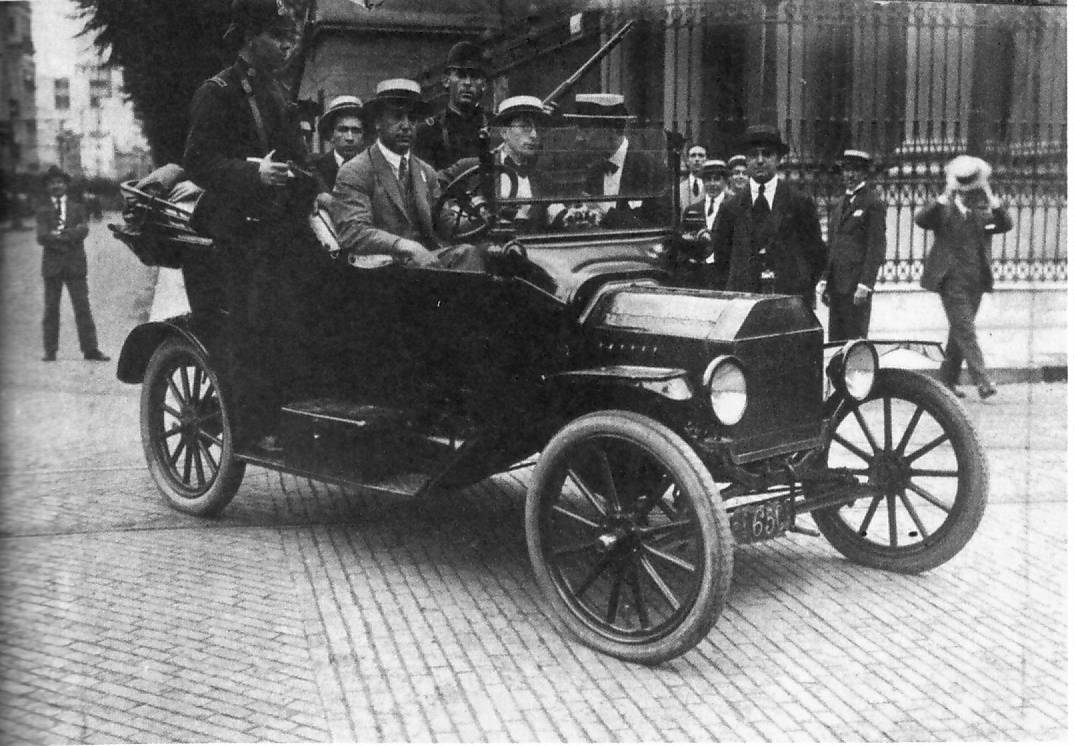
Grup de l'organització paramilitar feixista Lliga Patriòtica Argentina amb suport policial participant en els assassinats i pogroms de la Setmana Tràgica de 1919
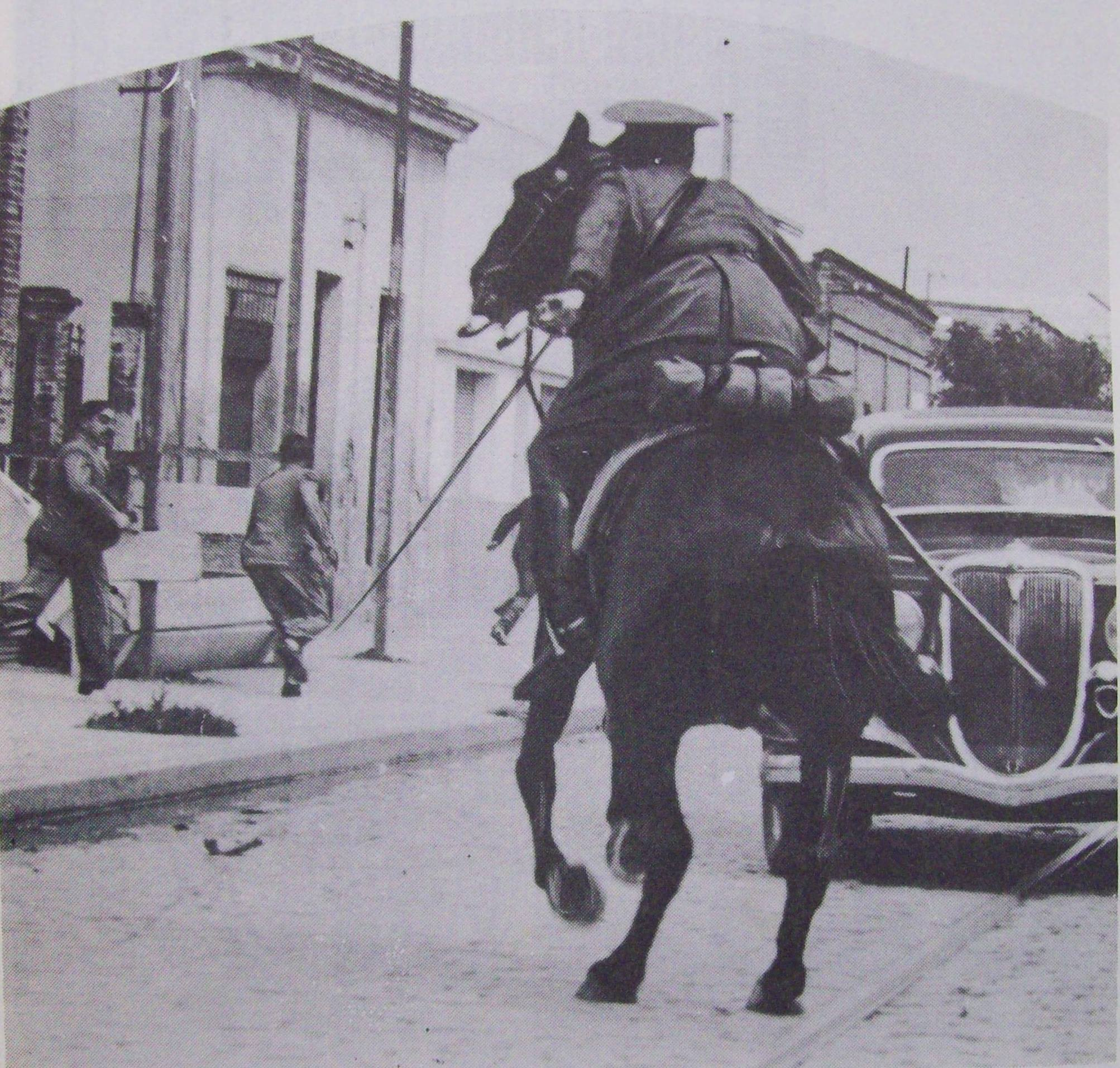
Un policia persegueix partidaris del radicalisme en el temps en què els conservadors tenien el poder
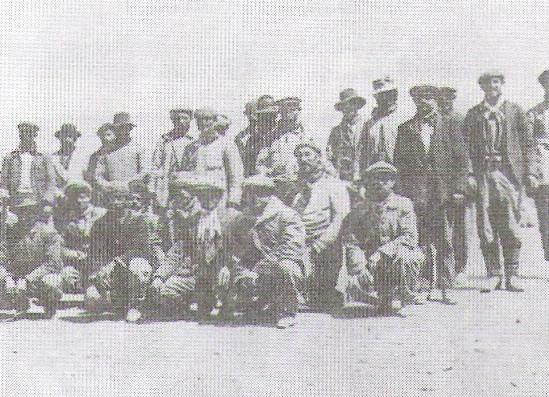
Vaguistes detinguts a Tres Cerros durant la Patagònia Rebel, entre 1920 i 1921

A mitjans de la dècada del 1920 van aparèixer a Itàlia i Alemanya els moviments feixista i nazi respectivament, que van tenir una important adhesió a l'Argentina, sobretot en les forces armades i en els sectors de dreta i en l'àmplia comunitat italoargentina que per llavors era majoritària al país. El 1922, Benito Mussolini pren el poder a Itàlia. El cap del feixisme a Argentina, Vittorio Valdani, va arribar a ser nomenat pel president Marcelo Torcuato de Alvear com a Director Administratiu de l'empresa estatal YPF.
A partir de la Primera Guerra Mundial es van enfortir les estructures monopolistes de l'economia argentina, a favor de grans trusts internacionals i en perjudici de la competitivitat, la innovació i els consumidors argentins, causant deformacions estructurals que s'estendran per dècades. En alguns casos, el poder de les grans empreses privades va imposar un esquema de corrupció política sistemàtica, com va quedar al descobert amb l'escàndol de l'empresa elèctrica CHADE, d'origen belga i presidida pel polític català Francesc Cambó i Batlle, que va arribar a subornar als presidents Marcelo Torcuato de Alvear (radical) i Agustín Pedro Justo (conservador).

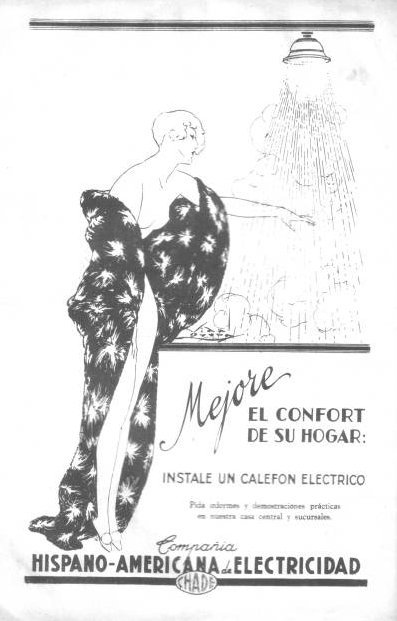
Un dels fets de corrupció més conegut del període va ser l'Escàndol de la CHADE
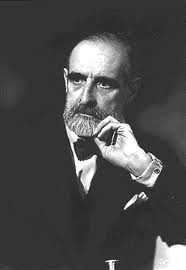
El polític monàrquic Francesc Cambó i Batle va ser el president de la CHADE. Sota la gestió van ser subornats els presidents Alvear i Justo
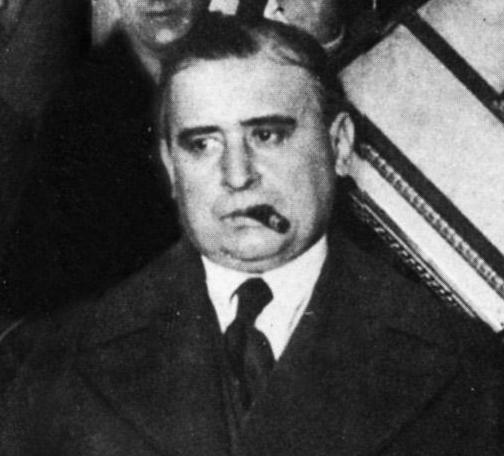
L'uruguaià Natalio Félix Botana va formar part del grup colpista i va utilitzar el popular Crítica que havia fundat per desprestigiar el president Yrigoyen

La crisi econòmica mundial de 1929, anomenada Gran Depressió, va tenir un profund impacte en l'Argentina. Va afectar primer econòmicament, ja que el 80% dels ingressos fiscals a Argentina provenien del comerç exterior. La crisi va crear una situació de tensió social, amb baixades de sou i augment de la desocupació; és a dir, una contracció de l'economia. I això va generar també, en el pla polític, un context en el qual es produeix el cop de 1930. La Crisi de 1929 va ser un factor que va crear una situació de tensió, de malestar sobre l'economia, en termes socials i de preocupació i incertesa en els sectors econòmics dominants i això va contribuir a crear aquest clima. En general, a Amèrica Llatina hi va haver una crisi de sistemes democràtics pràcticament en tota la regió.
D'altra banda, els ensenyaments socials de l'Església catòlica de l'època estaven basades en l'encíclica Rerum Novarum de 1891, que versava sobre les condicions de les classes treballadores, deixava patent el seu suport al dret laboral de «formar unions o sindicats», reafirmava en el seu suport al dret de la propietat privada i discutia sobre les relacions entre el govern, les empreses, els treballadors i l'Església, proposant una organització socioeconòmica que més tard s'anomenaria «corporativisme». Recentment, a partir de 1931, el Papa Pius XI va condemnar al feixisme i va proposar portar a la pràctica els principis de la recta raó i de la filosofia socialcristiana.
Les postures nacionalistes sorgides per imitació del que ha passat a Itàlia amb Benito Mussolini (que recolzaven la implantació d'un corporativisme) van provocar la divisió del Partit Popular i la seva dissolució. Va ser llavors quan els nacionalistes catòlics van recolzar al setmanari La Nueva República, opositor al govern radical d'Hipólito Yrigoyen que, en plena Gran Depressió mundial de 1929, va ser molt criticat per una sèrie d'intervencions a províncies per decret i assassinats d'opositors, entre ells el del Senador Lencinas, que van produir el debilitament de la democràcia i va desencadenar el cop militar dirigit pel general José Félix Uriburu.
Una vegada que Hipòlito Yrigoyen va ser elegit president el 1916, va començar a formar-se dins de la Unió Cívica Radical un ampli sector que es va oposar a Yrigoyen, considerant-lo autoritari. Aquest sector es va autodenominar «antipersonalista» i va arribar a formar un altre partit radical denominat Unió Cívica Radical Antipersonalista amb el qual es va presentar a les eleccions presidencials de 1928 amb la fórmula Leopoldo Melo-Vicente Gallo, sortint segon darrere del mateix Hipólito Yrigoyen. Derrotats a les urnes, els radicals antipersonalistes van començar a conspirar contra el govern constitucional i després integrarien la Concordança, que va governar fraudulentament entre 1932 i 1943.
Els grups conservadors i els mitjans de comunicació gràfica també van conspirar contra el govern constitucional des que va ser elegit el primer president per sufragi secret i obligatori el 1916. El diari La Prensa va advertir a Yrigoyen en una editorial abans d'assumir, que si s'entestava a portar endavant una política no conservadora «serà abatut i desallotjat del poder». Un altre factor determinant del cop d'Estat contra Yrigoyen va ser el diari Crítica de l'uruguaià Natalio Félix Botana, que «no només va contribuir a l'enderrocament del govern amb acerbes crítiques del seu diari, sinó amb la seva participació personal en la trama que, amb la conducció en la ombra del cap de l'exèrcit Agustín Justo, va culminar el 6 de setembre de 1930».

### La dictadura militar de José Félix Uriburu (1930-1932)

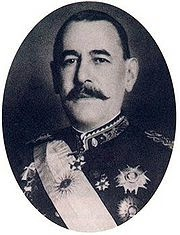
El general José Félix Uriburu va iniciar la sèrie de cops d'Estat a l'Argentina i dictadures militars que s'estendrien fins al 1983

El 6 de setembre de 1930, José Félix Uriburu va encapçalar un cop d'estat que va enderrocar al govern constitucional d'Hipólito Yrigoyen i va establir una dictadura militar, la primera d'una sèrie que s'estendrien fins al 1983.
El 10 de setembre, Uriburu va ser reconegut com a president de facto de la Nació per la Cort Suprema mitjançant l'acord que va donar origen a la doctrina dels governs de facto i que seria utilitzada per a legitimar a tots els altres cops militars.
Bàsicament, Uriburuva representar en aquell moment abans de res un nacionalisme catòlic corporativista. Fins i tot el projecte de constitució «neocorporativa» que tenia Uriburu i els seus sectors era un sistema«neocorporatiu mixt». Volien que hi hagués una càmera corporativa, per exemple, amb representació de sindicats, empresaris i una altra càmera amb representació política. Eren projectes neocorporatius, ideològicament molt tributaris del nacionalisme catòlic, que des de la dècada del 1920 venia creixent a Argentina.
Uriburu li va encomanar al poeta Leopoldo Lugones la redacció de la proclama revolucionària, però la primera versió va ser acusada de feixista per part del coronel José María Sarobe i el general Agustín Pedro Justo, que representaven el liberalisme conservador tradicional de l'Argentina.
Els discursos esmentaven contínuament la necessitat de restaurar l'ordre, la propietat i les jerarquies. No obstant això, a diferència dels feixismes europeus, la dreta argentina considerava que la clau del sistema polític proposat era l'Exèrcit, i no organitzacions paramilitars.
Uriburu va proposar la fundació d'un Partit Nacional, al qual haurien d'adherir-se els altres partits, tot i que estaven exclosos el radicalisme yrigoyenista i possiblement el Partit Socialista. La invitació va ser rebutjada per tots, excepte alguns grups conservadors. Uriburu s'havia avançat a convocar eleccions per a governador de Buenos Aires, confiant en presentar una candidatura única del Partit Nacional enfront dels radicals; quan el seu projecte va fracassar, no va poder retractar-se.
Al mes d'abril de 1931, es van celebrar les eleccions de Buenos Aires, amb un resultat imprevist; malgrat que el govern considerava el radicalisme completament «fora de la història», ja que aquest no va organitzar una campanya electoral ni tenia suport de la premsa, el candidat radical Honorio Pueyrredón va obtenir el triomf. Malgrat que en el Col·legi Electoral el radicalisme va quedar diversos vots per darrere i havia de negociar amb els socialistes per alçar-se amb la governació, el govern va entrar en pànic i la majoria dels ministres va presentar la renúncia. Uriburu va reorganitzar el gabinet, nomenant ministres del sector «liberal». El 8 de maig va suspendre el nomenament al col·legi electoral provincial, i va nomenar governador de facto de la província de Buenos Aires a Manuel Ramón Alvarado.
Poques setmanes més tard va esclatar una revolució en la província de Corientes, dirigida pel tinent coronel Gregorio Pomar. Malgrat que va ser ràpidament reprimida, va donar a Uriburu l'excusa que buscava; va clausurar tots els locals de la UCR, va arrestar dotzenes de dirigents i va prohibir als col·legis electorals triar polítics vinculats directament o indirectament amb Yrigoyen. Pueyrredón havia estat ministre de Yrigoyen, el que significava que no podia ser elegit, però a més va ser expulsat del país juntament amb Alvear. A més, va suspendre les eleccions de governadors planejades per a les províncies de Córdoba i Santa Fe. Al mes de setembre va convocar eleccions per al mes de novembre, i poc després va anul·lar les eleccions a Buenos Aires.
L'experiment corporativista havia fracassat, però tot i així, el 20 de febrer de 1932, hores abans de lliurar el govern al seu successor, Uriburu declararia que «el vot secret és precisament el que ha permès la disbauxa demagògica que hem patit».

### La presidència de Agustín Pedro Justo (1932-1938)

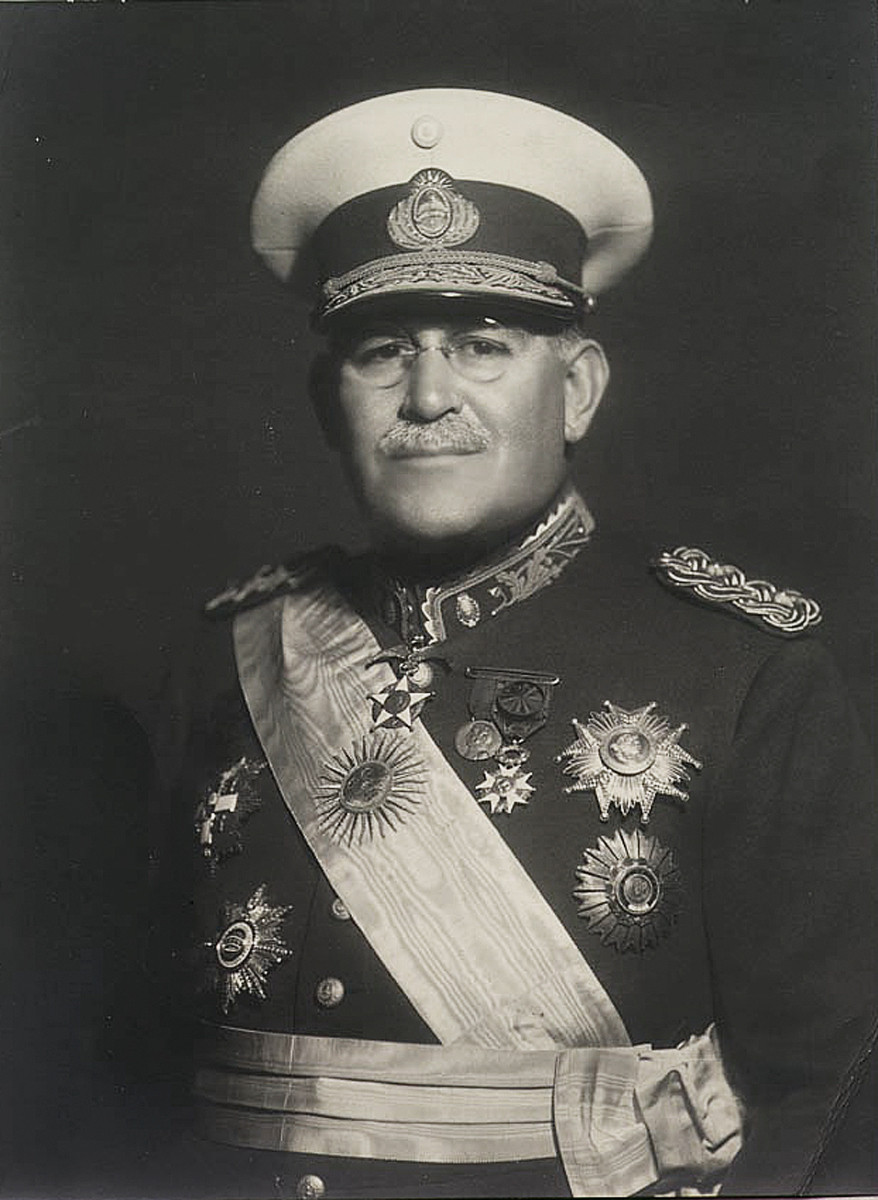
El govern del general Agustín Pedro Justo es va caracteritzar pel frau electoral, la repressió, i els escàndols pels actes de corrupció en favor de les empreses britàniques

Després del fracàs de l'assaig corporativista nacionalista catòlic de José Félix Uriburu, va governar l'Argentina una aliança política conservadora que es va denominar la «Concordança» que va ser una aliança política formada entre el Partit Demòcrata Nacional (també conegut simplement com a Partit Conservador), la Unió Cívica Radical Antipersonalista (UCRA) i el Partit Socialista Independent (PSI), que va governar el país durant l'anomenada «Dècada Infame» entre 1932 i 1943, a través dels presidents Agustín Pedro Justo (1932-1938), Roberto Marcelino Ortiz (1938-1940) i Ramón Castillo, que va haver de completar el període per la mort del president Ortiz (1940-1943).
Aquest període es va caracteritzar pel començament del nou model econòmic conegut com a «industrialització per substitució d'importacions».
En el pla econòmic, amb la crisi de la borsa, els mercats internacionals tendeixen a tancar les seves economies adoptant models de proteccionisme. Anglaterra anuncia en la «Convenció d'Ottawa» que els donarà avantatges aranzelàries a les seves colònies. A causa de la seva gran dependència, el país signa el Pacte Roca-Runciman amb Anglaterra el 1933, cedint així el sector ferroviari i altres àrees estratègiques a canvi d'un tracte privilegiat per a les carns argentines. El pacte va ser qüestionat per opositors i historiadors, considerant que afectava greument la sobirania nacional i citant la declaració pública del vicepresident de la Nació mentre negociava el tractat, en què va afirmar que «des del punt de vista econòmic, (Argentina és) una part integrant de l'Imperi Britànic».
Davant d'aquesta crisi del model agroexportador argentí, a mitjans de la dècada es va iniciar un procés d'industrialització per substitució d'importacions, amb el seu eix principal a Buenos Aires, acompanyat d'una onada migratòria interna, del camp a les ciutats, i de l'interior a la capital.
En aquest període, la Unió Cívica Radical, conduïda per Marcelo Torcuato de Alvear, serà sistemàticament exclosa de l'accés al govern mitjançant l'ús obert del frau electoral i la repressió. Dins del radicalisme van aparèixer forts corrents nacionalistes yrigoyenistes que es van expressar en la fundació de l'influent grup FORJA, i en els primers nuclis de la intransigència radical, que conduirà a la UCR en la dècada següent i que en aquells dies començava a concentrar-se al voltant d'Amadeo Sabattini, governador de Córdoba (1936-1940).
Per la seva banda, el Partit Socialista i, sobretot el seu aliat, el Partit Demòcrata Progressista, conduït per Lisandro de la Torre, denunciaran al Congrés dels successius actes de corrupció en benefici d'una elit realitzats pel règim, que fins i tot causaran l'assassinat del senador Enzo Bordabehere al recinte del Senat.
Finalment, en aquest període, el moviment obrer argentí es va organitzar a la Confederació General del Treball (CGT), sobre el sindicat d'activitat i noves idees nacionalistes i de relacions amb els partits polítics populars.

### La presidència de Roberto Marcelino Ortiz (1938-1942)
Cap el 1939, quan va començar la Segona Guerra Mundial, l'Argentina estava governada pel president radical antipersonalista Roberto Marcelino Ortiz, que havia estat ministre del president radical (UCR) Marcelo Torcuato de Alvear. Durant el seu govern, Argentina va influir decisivament en la pau aconseguida entre Paraguai i Bolívia que s'havien enfrontat en la Guerra del Chaco. La tradicional política neutralista i de no bel·ligerància es mantindria fins al 1944.

### La presidència de Ramón Castillo (1942-1943)
El 1942, a causa de la malaltia del President Ortiz, va assumir el vicepresident Ramón Castillo, fins a 1943, en què seria enderrocat. La seva presidència va estar marcada per les pressions dels Estats Units d'Amèrica perquè l'Argentina abandonés la seva tradicional posició neutralista i li declarés la guerra a les potències de l'Eix, cosa que efectivament anava a succeir durant la presidència d'Edelmiro Farrell (27 de març de 1945).

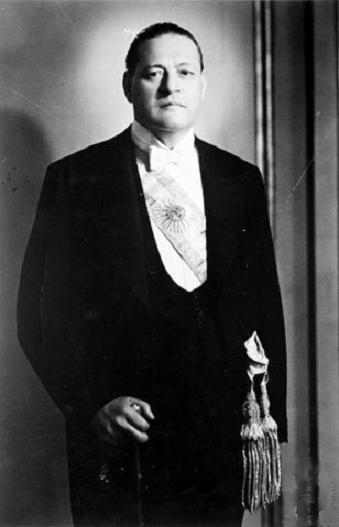
El president Roberto Marcelino Ortiz es va veure impedit d'exercir la presidència des de 1940 a causa de la diabetis que patia, morint abans de finalitzar el seu mandat
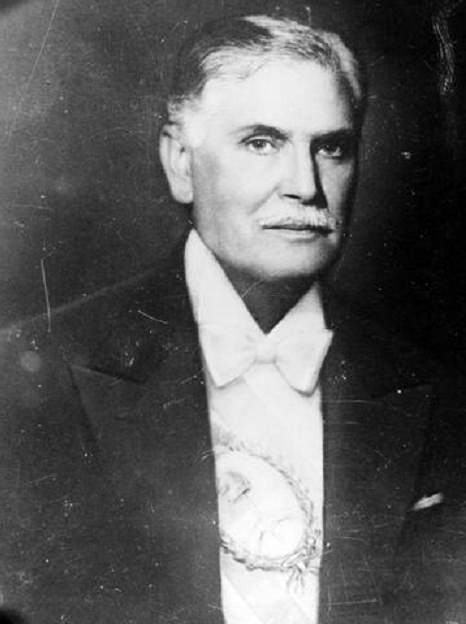
Ramón Castillo, l'últim governant de la Dècada Infame, va ser enderrocat per un cop militar el 4 de juny de 1943
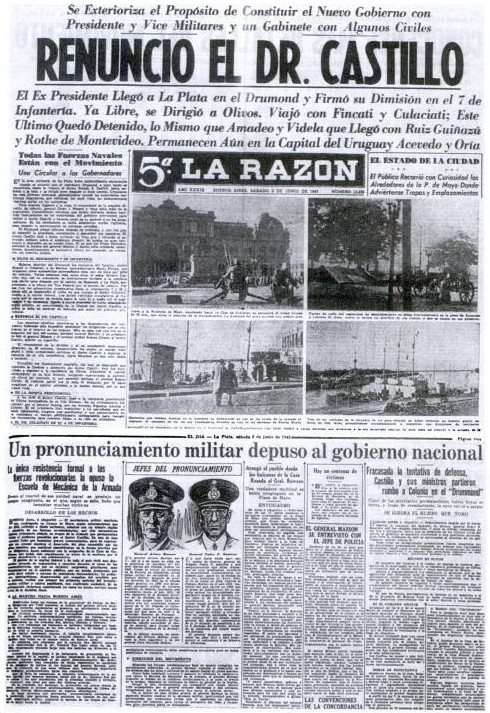
Els diaris La Razón i El Dia anunciant la caiguda del govern de Castillo
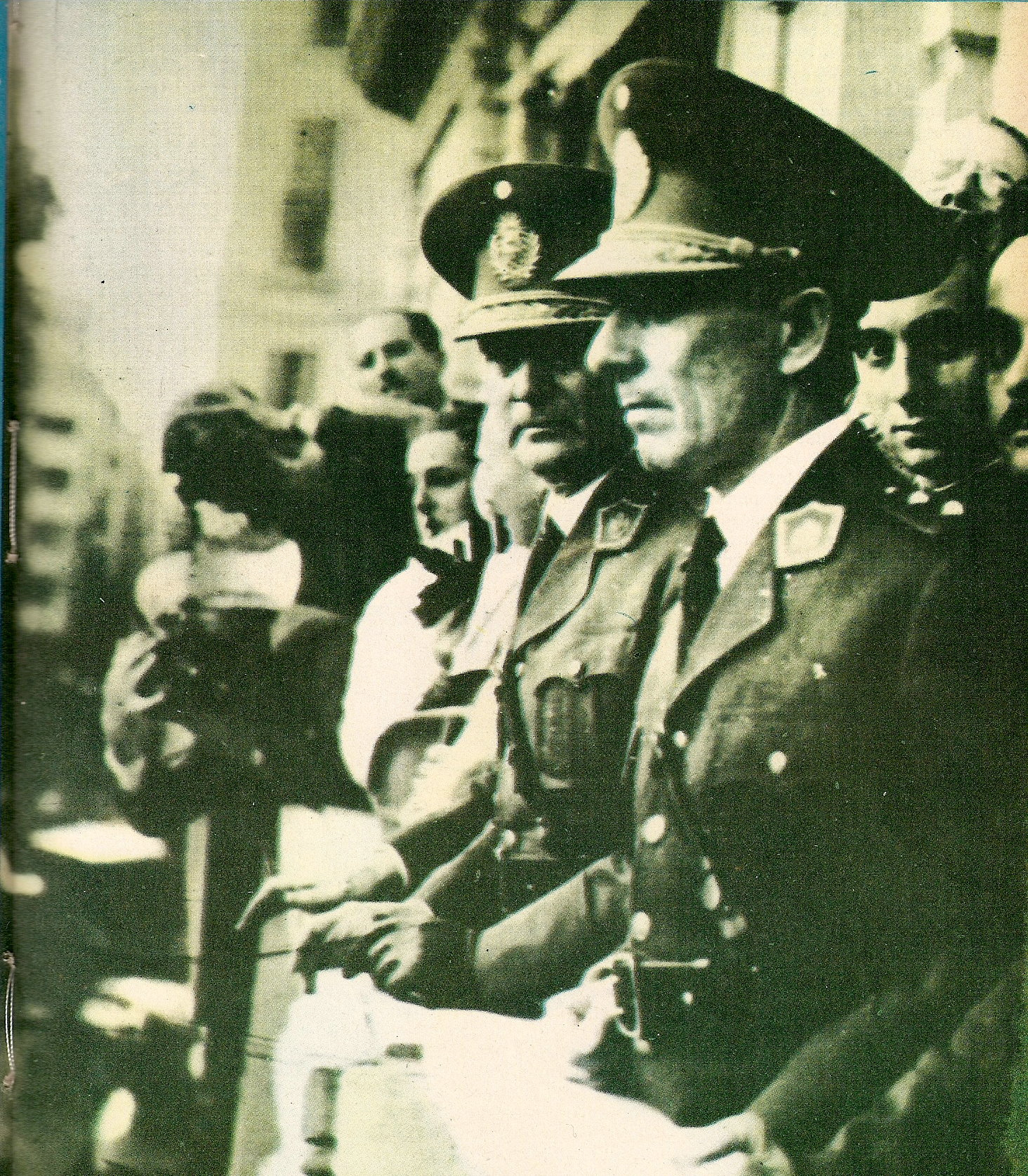
Els generals Arturo Rawson i Pedro Pablo Ramírez saluden a la multitud a la Plaça de Maig el dia del cop d'estat, 4 de juny de 1943

### Reclamacions antàrtiques i presa de possessió formal del territori continental antàrtic
El 1939, l'Argentina crea transitòriament per assistir a una invitació noruega la Comissió Nacional de l'Antàrtic mitjançant el Decret 35.821, però per Decret 61.852 del 30 d'abril de 1940 va passar a ser un organisme permanent amb l'objecte d'intensificar les investigacions a la zona. Es van realitzar exploracions, tasques científiques, rellevament de terreny i abalisament.
El 6 de novembre de 1940, Xile va establir per Decret 1747 del 6 de novembre de 1940 els límits de les seves reclamacions antàrtiques:
| « | Formen l'Antàrtica Xilena o Territori Antàrtic Xilè, totes les terres, illes, illots, esculls, glaceres i altres coneguts i per conèixer, i el mar territorial respectiu, existents dins dels límits del casquet constituït pels meridians 53°, longitud oest de Greenwich, i 90°, longitud oest de Greenwich. | » |

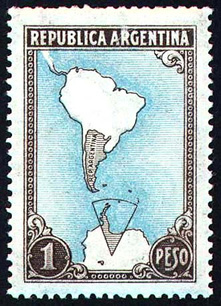
Segell argentí on apareix l'Antàrtida Argentina
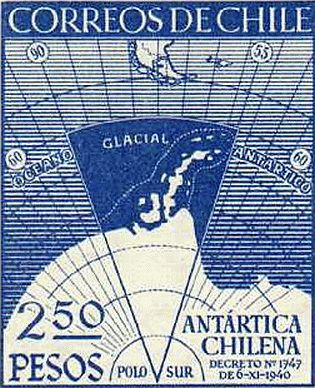
Segell xilè commemoratiu de la declaració de sobirania sobre el Territori Antàrtic

L'Argentina va protestar formalment pel decret xilè mitjançant nota del 12 de novembre de 1940, rebutjant la seva validesa i expressant una potencial reclamació a la mateixa àrea. Al seu torn, el Regne Unit va protestar el 25 de febrer de 1941.
A l'octubre de 1941, l'Institut Geogràfic Militar argentí va publicar mapes que mostraven l'extensió de la futura reclamació argentina entre els meridians 25° O i 75° O.
El gener de 1942, l'Argentina, d'acord amb la teoria dels sectors polars, va declarar els seus drets antàrtics entre els meridians 25º i 68º 24 'Oest (el de punta Dungeness). El que va donar lloc a un memoràndum de resposta del Govern xilè del 3 de març de 1942, reservant els seus drets.
L'Argentina va realitzar a l'illa Decepció la seva presa de possessió formal del territori continental antàrtic el 8 de novembre de 1942, mitjançant la col·locació d'un cilindre que contenia una acta i una bandera deixats allà per una expedició al comandament del capità de fragata Alberto J. Oddera. El gener de 1943 personal del vaixell britànic HMS Carnarvon Castle va destruir les evidències de la presa de possessió argentina, va plantar la bandera britànica i va enviar a Buenos Aires l'acta. El 5 de març d'aquest any el vaixell argentí ARA 1° de Mayo va remoure la bandera britànica.

## El peronisme (1943-1955)

### Antecedents: la revolució del 4 de juny de 1943 (1943-1946)
El 4 de juny de 1943 es va produir un nou cop militar encapçalat pels generals Arturo Rawson i Pedro Pablo Ramírez, recolzat per diversos sectors militars entre els quals es destacava una agrupació de militars de l'Exèrcit denominat GOU (Grup d'Oficials Units), integrat per uns vint oficials majoritàriament joves d'ideologies diverses que compartien un enfocament nacionalista. El cop va enderrocar al president Ramón Castillo qui va ser reemplaçat pel general Arturo Rawson, qui tres dies després va ser reemplaçat al seu torn pel general Pedro Pablo Ramírez.
La Revolució de 1943 contenia en el seu interior diversos sectors que van lluitar entre ells per controlar la direcció del procés. Un d'aquests sectors va estar liderat pel llavors coronel Juan Domingo Perón, qui va ocupar inicialment un càrrec de menor significació com a secretari del Ministeri de Guerra, al capdavant del general Edelmiro Farrell. A partir de la segona meitat de 1943 va començar una política d'aliança amb el moviment sindical que li permetria anar ocupant posicions cada vegada més influents en el govern militar. En aquest camí va resultar fonamental la seva designació a càrrec de l'irrellevant Departament de Treball, elevat després a el nivell de Secretaria d'Estat.

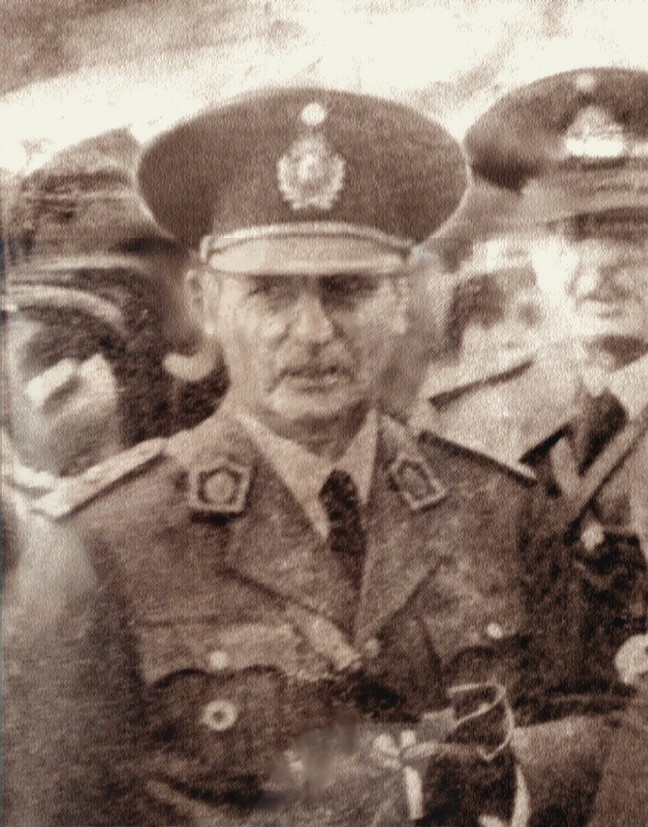
General Arturo Rawson
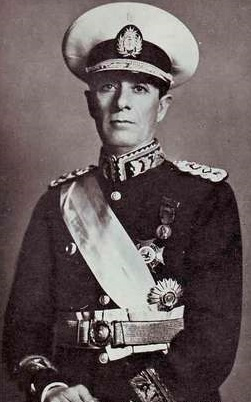
General Pedro Pablo Ramírez
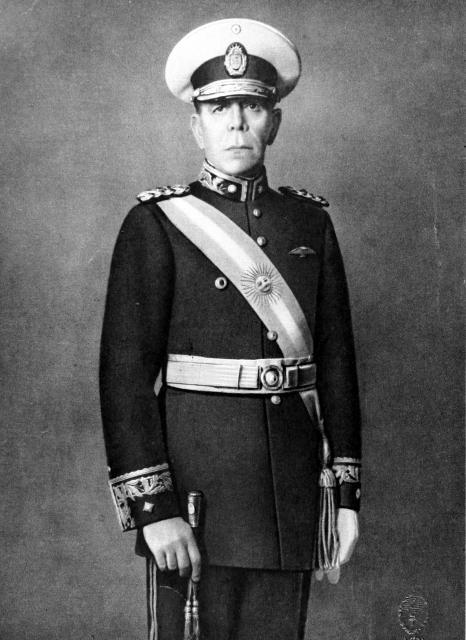
General Edelmiro Julián Farrell

Al començament de 1944, el govern militar va trencar relacions diplomàtiques amb els països de l'Eix, decisió que va portar a un enfrontament entre els seus sectors interns i a exigir la renúncia del president Ramírez, qui va ser reemplaçat pel general Edelmiro Farrell, passant Perón a ocupar el Ministeri de guerra que va deixar aquell. Farrell es va recolzar en Perón i la seva reeixida política laboral-sindical, i va patir l'embat de el sector nacionalista de la dreta liderat pel ministre de l'Interior, el general Luis César Perlinger. A la segona meitat de l'any, Farrell i Perón va consolidar la seva posició, desplaçant el sector de la dreta nacionalista catòlica-hispanista, i va aprofundir les reformes laborals generalitzant la negociació col·lectiva, sancionant l'Estatut del Peó de Camp que va reglamentar la situació dels treballadors rurals, creant els tribunals de treball i establint la jubilació per als empleats de comerç. També es van prendre importants mesures industrialistes, com la creació de el Banc Industrial de Crèdit.
A partir del segon semestre del 1943, es va establir al govern un grup integrat principalment per sindicats socialistes i sindicalistes revolucionaris liderat pel coronel Juan Domingo Perón, que va ocupar primer el petit Departament de Treball, per anar-se enfortint progressivament, mitjançant una acció encaminada a defensar els drets dels treballadors i promoure el protagonisme sindical. Les principals mesures laborals van ser:
- L'Estatut del Peó de Camp, que va establir un salari mínim i va procurar millorar les condicions d'alimentació, habitatge i treball dels treballadors rurals.
- L'establiment de l'assegurança social i la jubilació, que va beneficiar a 2 milions de persones.
- La creació de Tribunals de Treball, les sentències, en línies generals, van resultar favorables a les demandes obreres.
- La fixació de millores salarials i l'establiment de les estrenes per a tots els treballadors.
- El reconeixement de les associacions professionals, amb la qual cosa el sindicalisme va obtenir una millora substancial de la seva posició en el pla jurídic.

El 1945 l'ambaixador dels Estats Units d'Amèrica, Spruille Braden, va organitzar un fort moviment que es va identificar com «antiperonista», que va produir al seu torn que amplis sectors sindicals, fins llavors socialistes i sindicalistes revolucionaris (i en menor mesura anarquistes i comunistes), s'identifiquessin com «peronistes». L'enfrontament entre els dos grups va derivar en un cop d'estat antiperonista el 9 d'octubre de 1945, desplaçant als sindicalistes de govern i detenint a Perón. Com a resposta, el 17 d'octubre de 1945 es va produir una gran mobilització d'obrers i sindicalistes a la Plaça de Mayo, que van exigir i van obtenir l'alliberament de Perón i el compromís de la dictadura de convocar eleccions.
A partir de llavors, tots dos bàndols es van preparar per a enfrontar-se en eleccions el 24 de febrer de 1946, triomfant Juan Domingo Perón i com a vicepresident el radical Hortensio Quijano (candidats dels partits Laborista, Unió Cívica Radical Junta Renovadora i Independent), contra la fórmula de la Unió Democràtica integrada pels radicals José Pascual Tamborini-Enrique Mosca.

### El primer govern de Juan Domingo Perón (1946-1952)

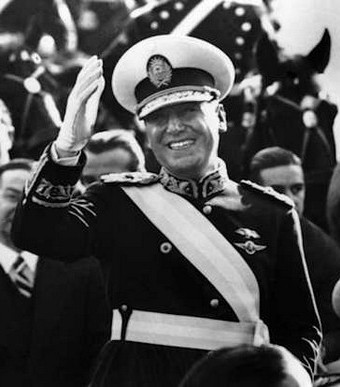
Juan Domingo Perón, el major líder popular de la història de l'Argentina

En les eleccions de 1946, Perón es va presentar com a candidat de tres partits aliats: el Partit Laborista (organitzat pels sindicats, la Unió Cívica Radical Junta Renovadora i el Partit Independent, de tendència conservadora). El seu vicepresident va ser Hortensio Quijano, un radical de la dissident Unió Cívica Radical Junta Renovadora.
Les eleccions van polaritzar el país:
- d'una banda, el peronisme, els sindicalistes de la CGT i grups yrigoyenistes del radicalisme, UCR Junta Renovadora o FORJA (on es trobaven reconegudes personalitats com Arturo Jauretche, Raúl Scalabrini Ortiz, etc.), i dels conservadors de les províncies de l'interior
- per l'altre, la Unió Democràtica que comptava amb la participació de la UCR i els partits Socialista i Demòcrata Progressista i el suport de el Partit Comunista, els conservadors de la província de Buenos Aires i l'ambaixador dels Estats Units d'Amèrica, Spruille Braden.

En les eleccions va triomfar Perón, amb el 52% dels vots.
Després d'assumir la presidència es van fusionar els partits que van portar la candidatura de Perón, formant el Partit Peronista (anomenat breument Partit Únic de la Revolució, i avui conegut com a Partit Justicialista) i després d'obtindre el sufragi femení, el 1949 Eva Perón va organitzar el Partit Peronista Femení. Es va establir un criteri de contingents pel qual els càrrecs polítics es repartien en parts iguals entre els sindicats, el sector polític del Partit Peronista i les dones.
El 1947, la Cambra de Diputats va iniciar un judici polític contra els membres de la Cort Suprema que havien legitimat els cops d'estat de 1930 i 1943, resultant remoguts dels seus càrrecs. El 1949 es va convocar eleccions per a l'Assemblea Constituent, que va dictar una nova Constitució d'acord amb els principis del constitucionalisme social i el peronisme, establint, entre altres coses la igualtat jurídica d'homes i dones, els drets dels treballadors, els drets de l'ancianitat, l'autonomia universitària, la funció social de la propietat i les facultats d'intervenció de l'Estat en l'economia, així com la reelecció presidencial immediata, que Perón va utilitzar en 1951.
Segons els opositors, la principal intenció de govern era eliminar la trava imposada per l'article 77 (C.N. 1853-1870) que no permetia la reelecció immediata de el president.
El primer govern peronista va ampliar els drets laborals i socials, de les dones, de les persones que vivien en els territoris nacionals, de la gent gran, dels nens i dels sectors vulnerables, i va promoure la industrialització de país. En matèria laboral es va crear el Ministeri de Treball i Previsió Social, i per primera vegada en la història argentina la retribució de la feina va superar a la retribució del capital. Pel que fa als drets de les dones, es va sancionar la llei del vot femení el 1947. Pel que fa als territoris on els seus habitants tenien els seus drets polítics restringits, el 1951 el Congrés Nacional va aprovar la Llei 14307, que va provincialitzar els territoris nacionals del Chaco i La Pampa, que per decisió de les convencions constituents elegides pels pobles d'aquestes províncies van adoptar els noms de «Província President Perón» i «Província Eva Perón», respectivament. En matèria de seguretat social («previsió social») es va massificar la cobertura, passant de 397.000 afiliats el 1939 a 2.327.946 el 1949, alhora que Eva Perón va realitzar una àmplia obra assistència social als sectors més vulnerables, com la Fundació Eva Perón (els fons de la qual provenien d'aportacions de diferent índole).

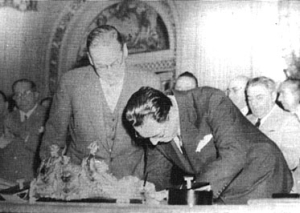
Perón signant l'escriptura per la qual tots els ferrocarrils van passar a mans de l'Estat
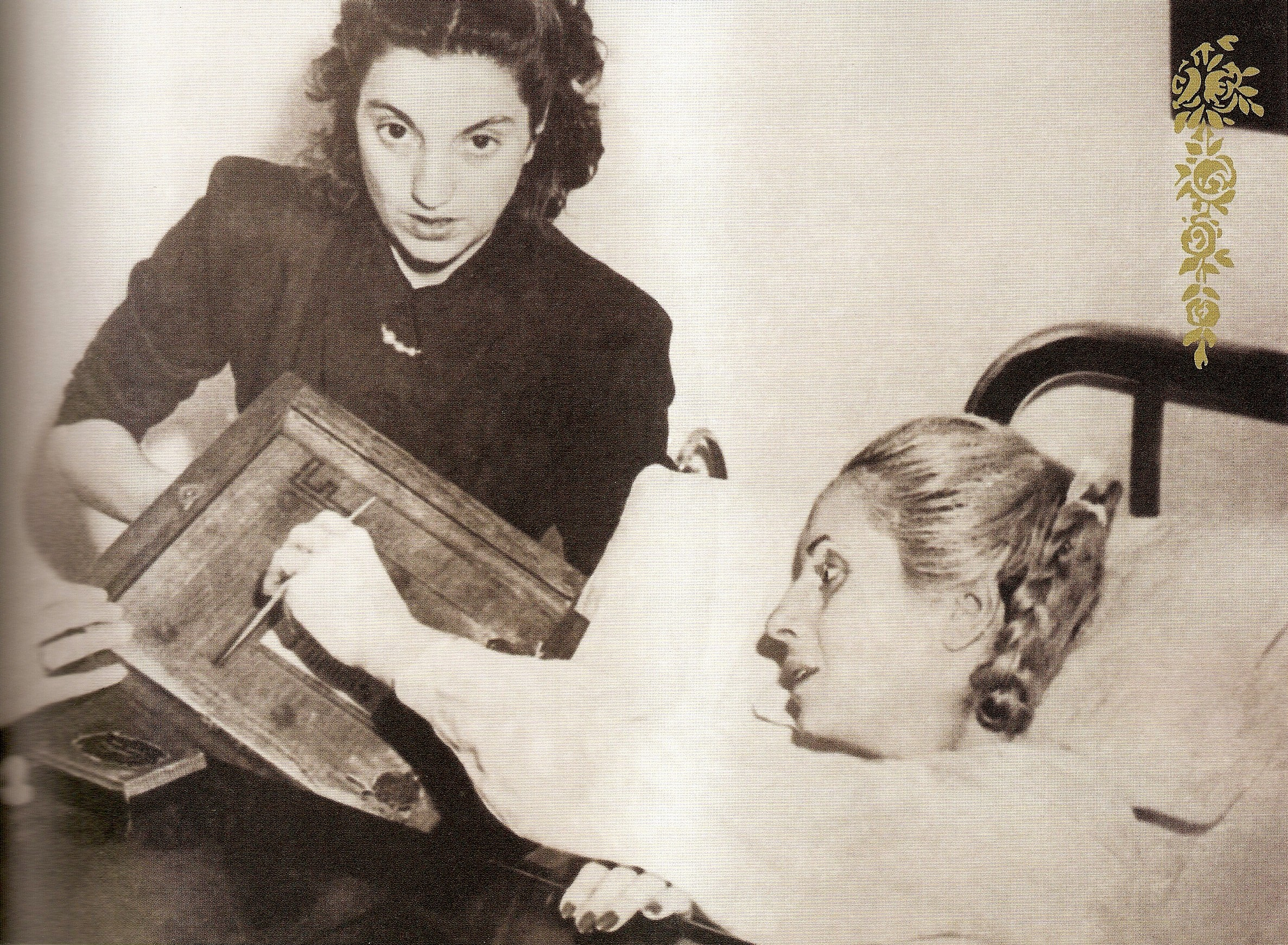
Eva Perón votant a l'hospital el 1951. Va ser la primera vegada que les dones van votar a les eleccions nacionals a Argentina. A aquest efecte Evita va rebre la Llibreta Cívica Núm. 00.000.001.
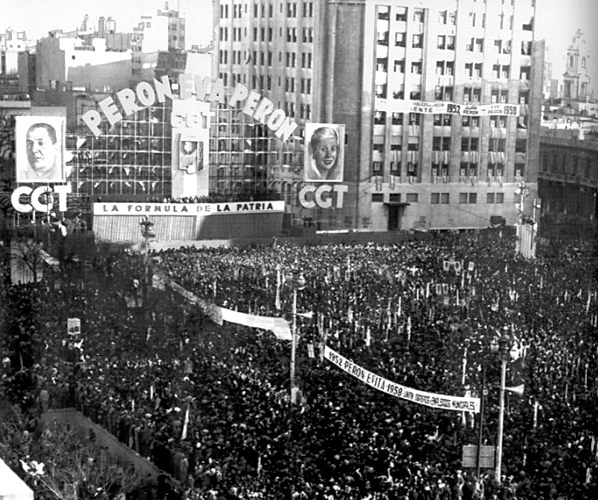
Dos milions de persones es van mobilitzar per l'anomenat «Cabildo Obert» en què la CGT va proposar la fórmula Perón-Eva Perón

En matèria de salut es va crear el Ministeri de Salut Pública a càrrec de Ramón Carrillo, des de la qual es van realitzar campanyes per eliminar el paludisme, la febre groga i les malalties venèries, programes de vacunació massiva (antiverolosa i antidiftèrica), producció nacional de medicaments i reducció del seu cost, i construcció d'hospitals. En matèria econòmica es van nacionalitzar sectors bàsics com els ferrocarrils, el servei telefònic, les línies aèries, el comerç exterior, la flota mercant, el sector siderúrgic pesat i es va impulsar la industrialització. En política internacional, el ministre Juan Atilio Bramuglia, d'extracció sindical, va implementar una política de neutralitat a la Guerra Freda que va denominar «la tercera posició», i una política d'aliances regional amb Bolívia, Brasil, Paraguai i Xile. En educació es va promoure l'educació tècnica, es va crear la Universitat Obrera Nacional (després anomenada Universitat Tecnològica Nacional) i es va establir la gratuïtat de l'ensenyament universitari.
Després de 15 anys de democràcies restringides i intervencions militars sobre els governs civils, el 1946 el Congrés va sancionar una nova Llei d'Educació Superior, que va posar a les universitats sota l'òrbita de les regles d'una democràcia sense proscripció. Per això, i marcant una fita en la història de la legislació sobre educació superior, el peronisme va dictar el 1947 la Llei 13.031, anomenada «Llei Guardo», en honor del diputat justicialista creador del seu articulat. Aquesta legislació va posar punt final a la llarga vigència dels quatre articles de la reduïda Llei 1597 de 1885, «Llei Avellaneda», que va oficiar de marc legal fins llavors.
En 1949, amb la intenció d'atendre alguns plantejaments dels universitaris, incorporar avenços de la llei sancionada el 1947 i establir les bases per a una nova llei, es va incorporar un article en la Constitució Nacional de 1949. L'any 1954 es va sancionar una nova llei, la Llei 14.297. S'hi van incorporar alguns altres postulats de la reforma universitària, com la definició de l'extensió i la participació directa dels estudiants. Aquesta llei va aprofundir la participació estudiantil en el govern de les facultats, atorgant-los el dret a vot.

#### Polarització entre peronistes i antiperonistes
Els dos primers governs peronistes van estar marcats per l'extrema polarització de la societat entre antiperonistes i peronistes, així com per l'acció de sectors no peronistes ni antiperonistes, donant suport a un o altre bàndol o a cap. Andrés Avellaneda i Alejandra Giuliani parlen de la historiografia antiperonista que es va fer dominant a partir de la dictadura antiperonista de 1955, assenyalant els seus mites, i la seva interpretació restringida dels fets al desconèixer l'autonomia dels diversos grups que van integrar l'aliança peronista. En el mateix sentit, s'orienten les investigacions de l'historiador israelià Raanan Rein, posant l'accent en l'estudi de les característiques especials dels dirigents de segona línia del peronisme i les particularitats regionals. El 2003, el dirigent peronista Antonio Cafiero va retreure la interpretació dels fets que feia un dels principals historiador antiperonistes, Hugo Gambini, per no tenir en compte el context històric en què van succeir aquests fets.

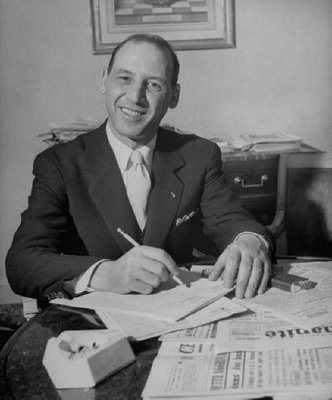
Juan Atilio Bramuglia, exdirigent sindical de la Unió Ferroviària d'origen socialista i fundador del peronisme
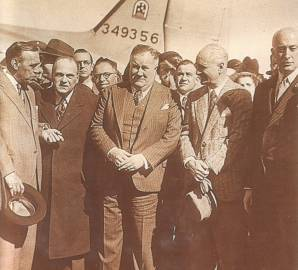
Spruille Braden, el nou ambaixador dels Estats Units d'Amèrica a l'Argentina, va arribar a Buenos Aires el 19 de maig de 1945. Va ser el principal organitzador de l'antiperonisme

El govern peronista i la justícia van detenir dirigents de l'oposició acusant-los de cometre delictes, participar en actes terroristes i intents de cops d'Estat. Ricardo Balbín, diputat de la Unió Cívica Radical, va ser desaforat per la Cambra de Diputats de la Nació i detingut per ordre judicial, acusat d'haver comès el delicte de desacatament. El general Alejandro Agustín Lanusse va ser detingut per la seva participació en l'intent de cop d'estat de 1951. Els dirigents de la Unió Cívica Radical, Roque Carranza i Arturo Mathov, van ser detinguts per haver assassinat set persones i ferir a més de cent en l'atemptat a la Plaça de Mayo del 15 d'abril de 1953, sent al seu torn torturats per la Policia Federal.
Hugo Gambini i Silvia Merdo assenyalen que el govern va negar l'accés a la ràdio i televisió als dirigents no peronistes fins a dos mesos abans del seu enderrocament.
En aquests anys «la ràdio» eren una gran quantitat d'emissores privades instal·lades a la majoria de les grans ciutats de país, mentre que «la televisió» era una cadena estatal, que va iniciar les seves transmissions en 1951. Mirta Varela assenyala que «Perón va arribar a el govern amb tota la premsa en contra» i que durant la campanya electoral, els grans diaris nacionals i la ràdio, pràcticament no van atorgar espai a les activitats del front peronista, difonent una simbologia que presentava als peronistes com «invasors» i expressions com «les potes en la font» per referir-se a les persones que es refrescaven, evitant els noms de Perón i Evita, anticipant una política d'exclusió del peronisme dels mitjans de comunicació que establiria per llei la dictadura antiperonista després de 1955.
Celso Ramón Lorenzo explica que els locals partidaris de l'oposició eren atacats, la policia reprimia els seus actes públics i es perseguia els militants. El govern feia servir la figura del «desacatament contra la investidura presidencial» per processar fins i tot a diputats de l'oposició.
El govern va clausurar diaris opositors, en alguns casos mitjançant la Comissió Visca, una comissió del bicameral de el Congrés Nacional presidida pel diputat José Emilio Visca, un exconservador esdevingut peronista. Els fets indiquen que la Comissió Visca va clausurar gran quantitat de diaris opositors, sobretot a les ciutats de l'interior. Visca era secundat pel diputat també peronista Rodolfo Decker. La comissió va ser creada el 1949 per investigar les denúncies de tortures aplicades a opositors, però que en lloc d'això es va dedicar a investigar i clausurar mitjans de premsa que no responguessin a el govern, amb les excuses més insignificants o esgrimint «raons de seguretat, higiene i moralitat» i així un bany en males condicions era suficient causa. En el seu estudi sobre la relació de peronisme amb els mitjans de comunicació, Mirta Varela contextualitza el conflicte posant en relleu la confrontació de «tota la premsa» contra el peronisme, freqüentment amb informació decididament parcial i discriminació de classe, des de la campanya electoral de 1946, contextualitzant el conflicte. L'historiador Félix Lluna va qüestionar durament la conducta dels mitjans de premsa en aquell moment:
| «            | Des del punt de vista de l'ètica periodística, la posició de la premsa independent va ser condemnable. El càstig a aquest sectarisme va arribar per si mateix: la deformació de la realitat va ser tan completa que tots, els que escrivien i els que llegien, van arribar a convèncer-se que la imatge presentada era certa; que la Unió Democràtica representava l'arrasadora majoria de país davant minúscules torbes menyspreables. | » |
| — Félix Luna | |   |

Va perseguir a sindicalistes opositors, va remoure els professors dissidents de les universitats, va utilitzar recursos de l'Estat per a l'activitat de el Partit Peronista va impulsar un culte a la personalitat de Perón i Eva Perón des dels llibres de lectura a l'escola primària fins a la designació amb noms al·lusius al peronisme com «Eva Perón», «Juan Domingo Perón», el ministre «Juan Pistarini», «26 de juliol», «8 d'octubre» (aniversari de Perón), «7 de maig» (aniversari d'Eva Perón) i «17 d'octubre» (data de la manifestació obrera que va exigir a la dictadura militar l'alliberament de Perón), de carrers, estacions de tren i de metro, ciutats i places, vaixells de guerra i instal·lacions i unitats militars, etc., va obligar els empleats públics a afiliar-se al Partit Peronista. Va impulsar a la Confederació General Universitària (CGU) com a representant dels estudiants peronistes en oposició a la Federació Universitària Argentina (FUA), de tendència antiperonista.
L'historiador israelià Raanan Rein qüestiona la tendència d'una part d'historiografia argentina per haver «mossegat l'ham» de la retòrica populista, acceptant com un fet la relació directa entre Perón i els seus seguidors, sense tenir en compte l'autonomia dels diferents poders, grups, segones línies i manifestacions regionals de el moviment.
El 1951, el govern peronista va decidir enviar a el Congrés Nacional un projecte per provincialitzar els territoris nacionals de La Pampa i Chaco, els habitants dels quals no tenien dret a elegir i ser elegits. Per constituir-se com a tals, les poblacions de les noves províncies van triar convencions constituents, guanyant la majoria el Partit Peronista. Les constitucions provincials van seguir els conceptes del constitucionalisme social i de la reforma constitucional argentina de 1949, establint entre altres normes els drets dels treballadors, de l'ancianitat i la igualtat jurídica entre homes i dones. En aquestes constitucions dels convencionals van disposar nomenar el territori de la Pampa com a «Província Eva Perón» i al territorio del Chaco com a «Província President Perón».
Grups d'oposició antiperonista, entre ells sectors militars, principalment de la Marina, de la Unió Cívica Radical, de el partit conservador, de l'Església catòlica, d'organitzacions d'extrema dreta i del Partit Socialista, van impulsar accions de desestabilització institucional, van organitzar grups civils armats, van organitzar el cop d'Estat de 1951, van realitzar l'atemptat terrorista a la Plaça de maig del 15 d'abril de 1953 matant a set persones i ferint a altres cent, van organitzar el bombardeig de Plaça de Mayo (un dels participants va ser l'alt dirigent radical Miguel Ángel Zavala Ortiz) assassinant a 308 persones i un nombre indeterminat de víctimes que no van poder ser reconegudes, i van realitzar el cop d'estat de 1955 per imposar una dictadura militar, que va derogar per proclama militar la Constitució de 1949 i va imposar un règim repressiu amb l'objectiu declarat de «desperonizar» el país, afusellant, empresonant i perseguint dirigents polítics i sindicals peronistes, cessant a professors peronistes, suspenent a esportistes que tinguessin idees peronistes, i establint llistes negres per als artistes peronistes.

#### L'intent de cop d'Estat del 28 de setembre de 1951
El 28 de setembre de 1951, efectius de l'Exèrcit, l'Armada i la Força Aèria al comandament del general retirat Benjamín Menéndez van intentar enderrocar el govern del president Juan Domingo Perón. En la seva breu proclama, els rebels acusaven el govern d'haver portat la nació a «una fallida total del seu crèdit intern i extern, tant en el moral i espiritual com en el material». Les restriccions a les llibertats cíviques i a l'acció dels opositors, la reforma constitucional que permetia la reelecció de president, així com les mesures de politització de les forces armades semblen haver influït en els militars adherents al moviment. Alguns sectors descontents de les forces armades van entrar en un estat deliberatiu per destituir el govern i van buscar un líder per encapçalar la rebel·lió. Els que podien assumir aquest paper eren els generals Eduardo Lonardi (l'únic militar no oficialista amb comandament de tropes, que estava com a comandant del Primer Cos d'Exèrcit), i el general Benjamín Menéndez (retirat des de 1942), però no van poder acordar una acció en comú, separats (en paraules de l'historiador Potash amb què coincideix Luna) per «la dignitat personal, l'orgull i l'ambició».
Veient un moment polític favorable, Menéndez va donar l'ordre de desencadenar el cop el 28 de setembre i Lonardi (que havia demanat el seu retir, que li va ser acceptat de seguit) va decidir no adherir-se al cop, però va deixar en llibertat als seus seguidors, part dels quals van donar suport al mateix. A la matinada d'aquest dia, Menéndez i el seu estat major van entrar a Campo de Mayo, una instal·lació militar de gran extensió, on ja havia unitats revoltades. Es va produir en el regiment de tancs un tiroteig que va ocasionar l'únic mort, el caporal Miguel Farina que havia intentat oposar-se. Dels trenta tancs presents, només van poder mobilitzar a dos (probablement per sabotatge dels sotsoficials i la resta va ser abandonats, pel que en definitiva la columna colpista va partir amb el comandament del general Menéndez amb dos tancs Sherman, tres unitats blindades i 200 efectius a cavall.
No va obtenir el suport esperat de el Col·legi Militar de la Nació, i el destacament mecanitzat de La Tablada (que també s'havia rebel·lat) es va rendir sense combatre davant tropes lleials a el govern pel que Menéndez, juntament amb alguns dels seus oficials, es van lliurar detinguts.
D'altra banda, l'esquadra aeronaval i la base militar de Punta Indio (que s'havien revoltat), en conèixer que no tenien forces terrestres, van desistir de la seva acció i alguns dels participants van ser detinguts i altres van escapar.
Els militars colpistes van ser detinguts i jutjats. Perón i Lucero van optar per aplicar sancions moderades. Menéndez va ser condemnat a 15 anys de presó; Rodolfo Larcher, Armando Repetto i Julio Alsogaray, van ser condemnats a sis anys de reclusió; a quatre anys el capità Alejandro Agustín Lanusse, Gustavo Martínez Zuviría, Víctor Salas i Costa Paz; van ser sancionats a tres anys Manuel Raymúndez i Rómulo Menéndez; i a un any Luis Prémoli, Ricardo Echeverry Boneo i Manuel Rojas Silveyra. Cap d'ells va perdre el seu grau militar. Els sectors més durs del peronisme, liderats per Eva Perón, sostenien que els delictes comesos (que incloïen un homicidi), s'havien de sancionar més severament, amb pèrdua dels graus militars i aplicació de la pena de mort en els casos més greus. L'historiador radical Félix Luna va opinar que Perón va aprofitar l'intent del cop per depurar les forces armades, desprenent-se mitjançant el seu retir d'oficials que no havien estat part de la rebel·lió.
El cap de l'aviació naval, capità de navili Vicente Baroja, va escapar a l'Uruguai i des d'allà va declarar:
| «                                 | Havíem confiat en enderrocar el tirà amb petites accions, sense vessament de sang. La lliçó va ser que calia arribar al vessament de sang per apartar-lo. | » |
| — Capità de navili Vicente Baroja | |   |

### El segon govern de Juan Domingo Perón (1952-1955)
En 1949, Perón va reformar la Constitució de 1853, de manera que va poder ser reelegit en les eleccions de 1951. Per primera vegada en la història de país, les dones van exercir el seu dret a vot. El novembre de 1951, Perón va tornar a triomfar en les eleccions per un ampli marge (62,49%). El peronisme va comptar amb una àmplia adhesió dels sectors populars a partir de llavors, però al seu torn va produir una profunda polarització entre els peronistes i els antiperonistes.
Eva Perón va intentar presentar-se a la vicepresidència a les eleccions de 1951. Si bé comptava amb el suport de la CGT, l'oposició militar i el seu estat de salut la van conduir a la seva cèlebre renúncia (El Dia del Renunciament) el 31 d'agost de 1951 en un acte multitudinari a l'avinguda 9 de juliol. Evita va morir d'un càncer cervical a l'edat de 33 anys el 26 de juliol de 1952, poc després que Perón iniciés el seu segon mandat. El seu funeral va marcar una fita en la història argentina; va rebre els honors d'un president en exercici, el seu seguici fúnebre va ser presenciat en els carrers de Buenos Aires per gairebé tres milions de persones, i el seu funeral va durar setze dies. El Congrés la va declarar Cap Espiritual de la Nació Argentina. El seu cos va ser embalsamat i mantingut en exposició fins que el cop militar va expulsar al seu marit del poder el 1955. Clandestinament va ser enviat el cadàver a Itàlia i enterrada a Milà amb nom fals. El 1972 va ser retornat al seu espòs. Les seves restes reposen en el cementiri de La Recoleta a Buenos Aires.

#### L'Estat del Benestar i l'economia peronista

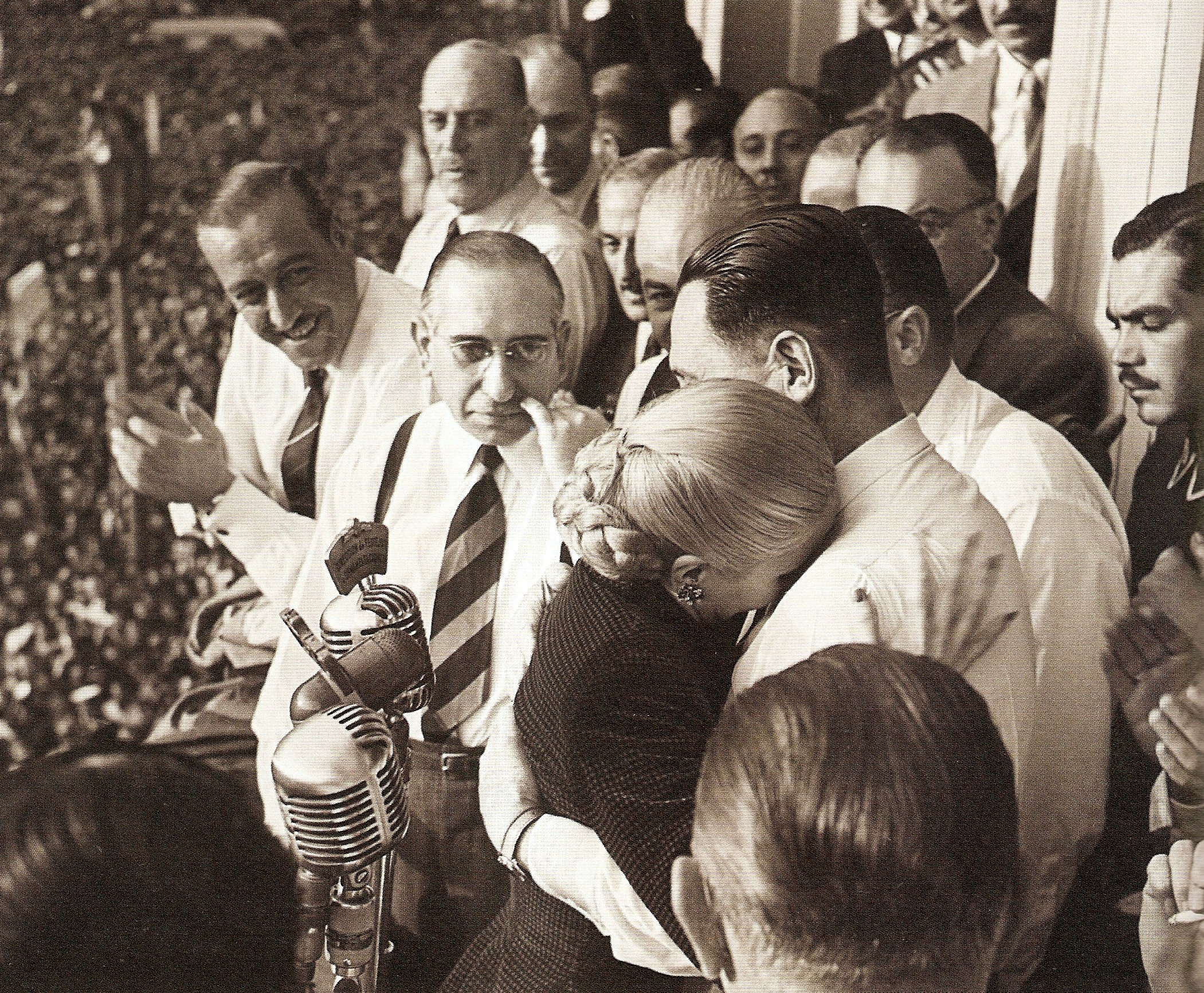
Eva plora i abraça a Perón durant l'acte del 17 d'octubre de 1951. A la foto apareixen també el ministre de l'Interior Angel Borlenghi, el president de la Cambra de Diputats i futur president de l'Argentina, Héctor José Cámpora, i Juan Duarte

L'arribada del peronisme al poder en democràcia es produeix en plena postguerra mundial, la qual cosa significava la debilitat econòmica d'una Europa en ruïnes i el fort lideratge dels Estats Units d'Amèrica a l'Hemisferi Occidental. En aquest escenari, Argentina es trobava per primera vegada en la seva història en la posició de «creditor» dels països centrals, gràcies a les exportacions de carns i grans a les potències bel·ligerants. El principal deutor era el Regne Unit, que davant l'emergència va declarar la seva falta de liquiditat, bloquejant la lliure disponibilitat d'aquests sumes. El govern peronista va optar per utilitzar aquests crèdits per a adquirir empreses de serveis públics de capital britànic. El 1946 es va llançar el primer pla quinquennal, i el 1951 el segon; la seva fi era regular i incentivar la producció industrial i pel que fa a ella.
La bonança econòmica de l'Argentina continuava, impulsada pel creixent mercat intern que s'havia format per la baixa de les importacions provinents dels països en guerra. Això va ajudar a el govern de Perón a aplicar una vasta política de benestar que incloïa l'efectivització de nous drets socials, com períodes de vacances i descans, i sobretot salaris més dignes. S'inicien importants plans d'habitatge, i enormes inversions en salut, educació i energia. Tots aquests beneficis van ser àmpliament publicitats i capitalitzats per les figures de Perón i la seva dona, que va crear una fundació d'assistència social finançada bàsicament amb fons estatals i aportacions empresaris (molts de caràcter forçós); també les nacionalitzacions i estatitzacions dels serveis públics, com els ferrocarrils britànics, eren proclamats com conquestes de sobirania i independència econòmica. Els treballadors arribaven a compartir més del 50% de la renda nacional per 1946. L'augment dels ingressos de la població abans marginada, ara ocasionava un gran creixement del consum i la modernització de gran part de la societat argentina. Els espais públics que abans eren freqüentats per una exclusiva franja de la societat, ara els freqüentaven gent de totes les classes socials.
El 1951, Perón buscava la seva reelecció, i la CGT va proposar per a la seva companya de fórmula a la mateixa Evita en un acte el 22 d'agost de 1951. L'acte és conegut com el «Cabildo Obert de Justicialisme» on dos milions de treballadors es van concentrar per donar suport a la fórmula Perón-Eva Perón. Nou dies després, Evita renúncia a la seva candidatura (El Dia del Renunciament), ja que per a aquest llavors la seva malaltia era terminal. Es sanciona una reforma electoral que prohibeix les coalicions o aliances de partits, i en les eleccions Perón va ser triat per a un nou període presidencial amb el 62,5% dels vots en les primeres eleccions en què s'exerceix el vot femení a Argentina.
Durant el govern de Perón es va crear la Flota Mercant (que va arribar a ser la quarta del món), es va formar Aerolíneas Argentinas (donant-li a país transports aeris propis), es va generar un fort procés d'industrialització facilitant la instal·lació d'indústries pesants, i es va començar a fabricar gran quantitat de maquinàries i automotors, assolint una important independència econòmica. La seva política va perjudicar ostensiblement als interessos britànics, que fet i fet s'unirien amb els opositors a el règim.
El model econòmic es va caracteritzar per un aprofundiment de el procés de substitució d'importacions, promovent el desenvolupament de la indústria nacional i portant-la a nivells d'autosuficiència no vistos fins llavors; sobretot la indústria aeronàutica té un impuls singular (es crea l'IAME). Al començament de la dècada del 1950, el context mundial deixa de ser favorable, ja que els Estats Units mitjançant el Pla Marshall col·locava els seus excedents agrícoles a Europa, limitant l'accés al mercat dels aliments argentins, i se suma a un boicot comercial estatunidenc per als productes industrials argentins. Amb una visió exterior, Perón elabora un pla d'integració llatinoamericana a què denomina ABC, precisament per eludir l'hegemonia dels Estats Units d'Amèrica.
La situació econòmica comença a deteriorar-se i un nou ministre d'Assumptes Econòmics, Alfredo Gómez Morales, va aplicar mesures de tall ortodox, com l'ajust de certs despeses públiques; Perón va plantejar la signatura de contractes d'explotació petrolífera amb companyies estatunidenca, a causa de l'escassetat de petroli que va limitar el creixement econòmic.

#### Polarització i cop d'Estat
A causa de la forta campanya de desprestigi del govern, impulsada pels sectors econòmics més poderosos a través de gran part dels mitjans de premsa, el Segon Govern Peronista va augmentar el control sobre el periodisme, per exemple, amb l'expropiació del diari La Prensa, l'exclusió total de la radiofonia dels polítics no peronistes i la censura. Són detinguts sense procés alguns polítics opositors, i es realitza una política propagandística gegantesca per refermar el govern que arriba fins i tot als llibres escolars dels nens. Van ser comprovats actes de tortures policials com el de l'estudiant Mario Ernesto Bravo.
Es denuncien conspiracions en contra de govern. El 1951 es derrota la revolta del general Benjamín Menéndez. El 1953, després d'un atemptat antiperonista a Plaça de Mayo que va deixar cinc morts durant un acte de la CGT, partidaris peronistes ataquen i incendien la seu del Jockey Club, la Casa de la vila (seu de el Partit Socialista), i la seu de el Partit Radical, mentre la policia s'absté d'intervenir i els bombers només controlen que els incendis no es propaguin a les cases veïnes.
Aquesta divisió política interna s'aguditza amb l'enfrontament amb l'Església catòlica el 1954, produït per un conjunt de circumstàncies, entre elles la fundació el 1954 de el Partit Demòcrata Cristià de l'Argentina. A partir d'aquest moment, el President inicia una política contra l'alt clergat de l'Església catòlica, i aprova al Senat mesures de tall progressista com la legalització del divorci vincular, i derogant l'ensenyament religiós obligatori a les escoles públiques. Les manifestacions opositores van augmentar. La tradicional celebració del Corpus Christi a Plaça de Mayo de l'11 de juny de 1955, es transforma en un massiu acte opositor. Es creuen forts acusacions.
El 16 de juny de 1955 al migdia, uns trenta avions revoltats de l'Armada i de la Força Aèria van bombardejar i van metrallar a la població de Buenos Aires a la Plaça de Mayo i altres llocs, coordinats amb un assalt per terra que resulta fallit. Les estimacions de les víctimes d'aquest atac varien entre 355 morts i 600 ferits segons l'informe oficial, fins 4.500 morts segons Ràdio Puerto Belgrano. El pretext era assassinar el general Perón, que no es trobava al lloc; a la nit, i sense que la policia ni els bombers intervinguessin, grups de simpatitzants al govern sortits de dependències oficials i de la seu de el Partit Peronista van saquejar i van incendiar esglésies.

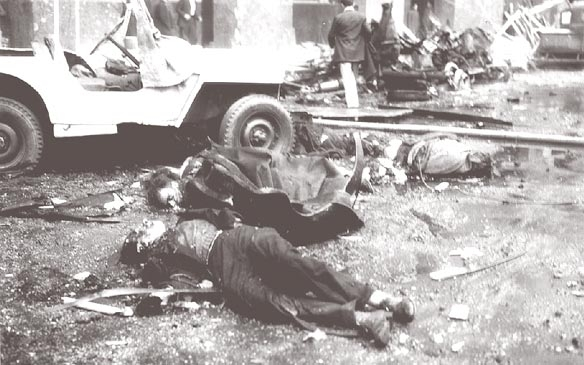
Víctimes del bombardeig de la Plaça de Mayo de juny de 1955
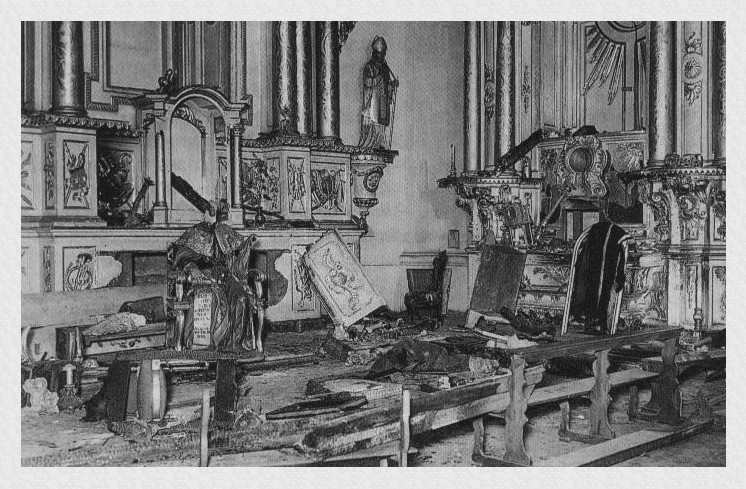
Església de Sant Ignasi després de la crema d'esglésies del 16 de juny de 1955, perpetrada pels seguidors del president Perón en resposta al bombardeig de Plaça de Mayo perpetrat pels antiperonistes
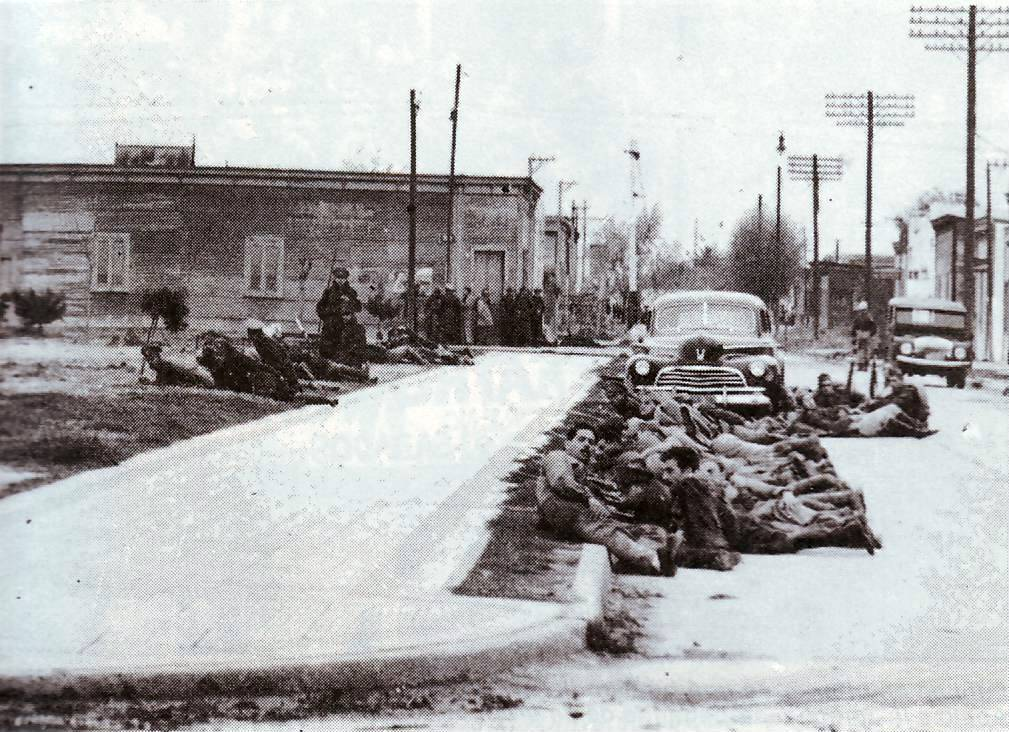
Tropes lleials al govern de Perón resisteixen el cop d'Estat a la localitat bonaerense d'Ensenada

El grau de polarització i enfrontament entre peronistes i antiperonistes es va tornar gairebé insostenible. Es multiplicaven els atemptats terroristes antiperonistes per tot el país, que el govern insistia a assenyalar com promoguts des dels Estats Units d'Amèrica i Gran Bretanya.
El setembre del 1955, grups militars es van revoltar a Córdoba i van amenaçar amb canonejar des de bucs la refineria de la ciutat de Mar del Plata. Perón, decidit a evitar un vessament de sang més gran, va ordenar no combatre a les forces rebels. La CGT va recomanar als obrers romandre en calma. El president va ser enderrocat, i va iniciar el seu exili; va residir a diversos països de l'Amèrica Llatina abans d'exiliar molt de temps a Espanya per tornar finalment el 1973.
Els militars que van enderrocar a Perón, van denominar «Revolució Alliberadora» al seu cop d'Estat i van ocupar el Govern. Les seves primeres mesures serien la proscripció de el peronisme, el seu partit i simbologia, que no obstant això mantindrà la seva gran popularitat en la clandestinitat; així com la persecució, tortura i l'exili de dirigents i simpatitzants peronistes, i fins l'afusellament dels militars que, contravenint el consell de Perón, es van revoltar el 9 de juny de 1956, el que li va valer al colpisme el malnom de «revolució afusselladora».

### Acord amb Xile pel que fa a l'Antàrtida
Després de ser reorganitzada la Comissió Nacional de l'Antàrtic per decret n° 8507 del 23 de març de 1946, es va disposar una sèrie de reunions entre diversos ministeris per dur endavant una política antàrtica a gran escala. A conseqüència d'aquestes reunions, el 2 de setembre de 1946 es va dictar el decret n° 8944 que va fixar nous límits per a l'Antàrtida Argentina entre els meridians 25° O i 74° O (el de l'extrem oriental de les illes Sandwich del Sud). Finalment, el decret llei nº 2129 del 28 de febrer de 1957 va establir els límits definitius entre els meridians 25º O i 74º O i el paral·lel 60º S.
Xile i l'Argentina van signar el 4 de març de 1948 un mutu acord en la protecció i defensa jurídica dels seus drets territorials antàrtics, reconeixent-se mútuament:
El 25 de gener de 1948 es va instal·lar el Destacament Naval Decepción.

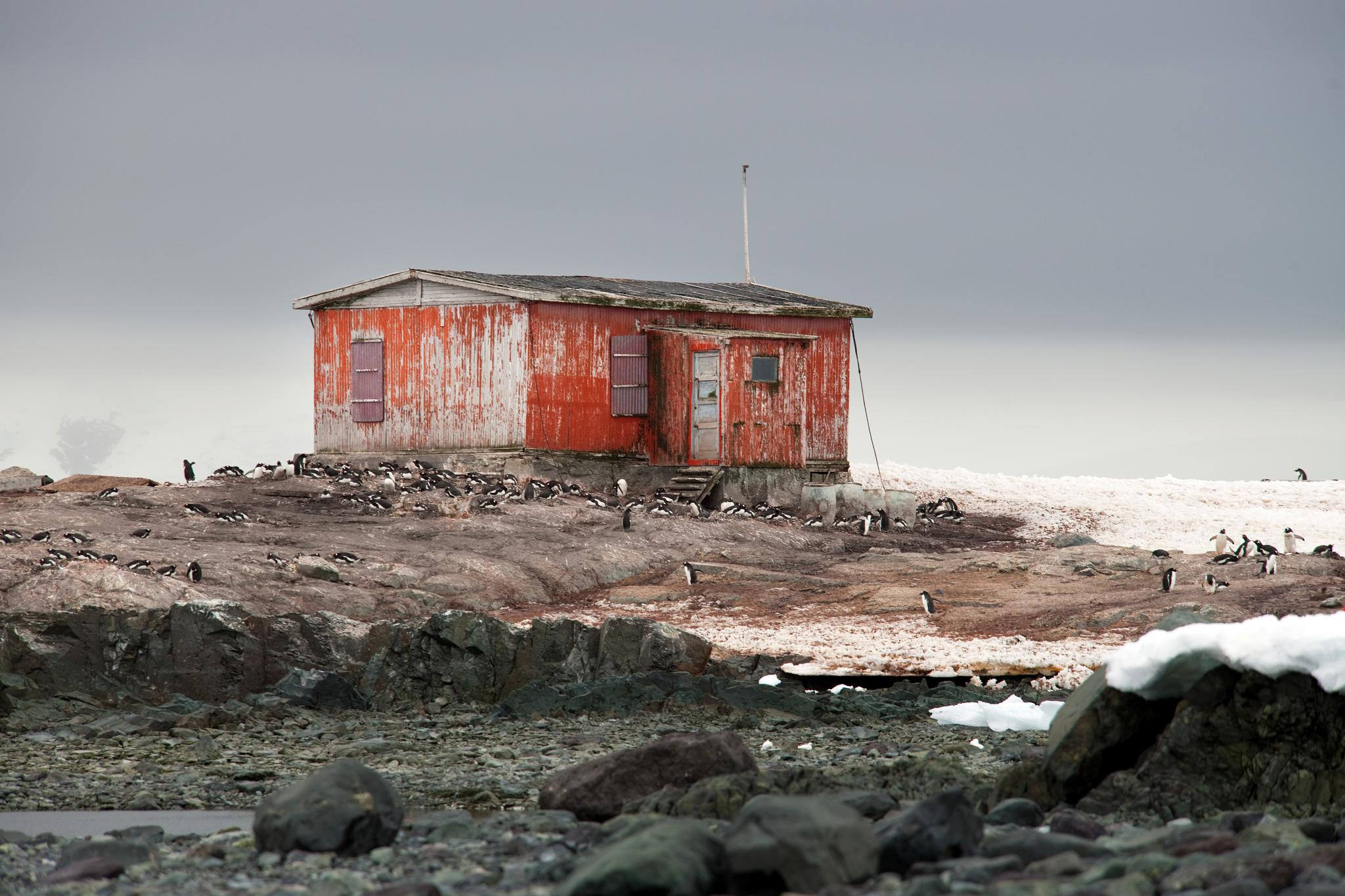
El Refugi Naval Groussac instal·lat per l'Armada Argentina el 1955

Entre el 12 i el 29 de febrer de 1948 (dates d'inici i arribada a la Base Naval Puerto Belgrano), una flota de guerra argentina amb 3000 homes a bord va visitar les Òrcades del Sud, la part nord de la península Antàrtica i les Shetland del Sud. Estava composta pels creuers ARA 25 de Mayo i ARA Almirante Brown, els torpediners ARA Misiones, ARA Entre Rios, ARA Santa Cruz, ARA San Luis, ARA Mendoza i ARA Cervantes. Com a recordatori d'aquest viatge. l'estret Bransfield va ser reanomenat com a «Mar de la Flota» en la toponímia argentina.
Per decret n° 9905 del 7 d'abril de 1948, es va establir la dependència política-administrativa del Sector Antàrtic Argentí del governador marítim del Territori nacional de la Terra del Foc. Pel decret n° 17040 del 9 de juny va ser creada la Divisió Antàrtida i Malvines sota dependència del Ministeri de Relacions Exteriors. La seva funció era entendre en tot el relacionat amb la defensa dels drets jurídics argentins sobre l'Antàrtida Argentina, les Malvines, Geòrgia del Sud i Sandwich del Sud.
El 1951 es va inaugurar la primera base continental argentina a l'Antàrtida, el Destacament Naval Almirante Brown. A l'any següent es va inaugurar el Destacament Naval Esperanza. Mentre es construïa aquesta última base a la badia Esperança, es va produir el primer tiroteig bèl·lic a l'Antàrtida el 1r de febrer de 1952, quan un equip de costa argentí, després de fer un advertiment, va disparar sobre els caps una ràfega de metralladora i va obligar a reembarcar a un equip civil del Falkland Islands Dependencies Survey, que descarregaven materials del vaixell John Biscoe amb la intenció de restablir-hi la base britànica «D», incendiada el 1948.
El 1952 i 1953, els governs dels estats de l'Argentina i Xile (llavors sent respectius presidents dels dos estats Juan Domingo Perón i Carlos Ibáñez del Campo) van acordar una entesa pel qual van coordinar accions contra les pretensions del Regne Unit de manera que les zones de «reclamacions translapades» (un triangle corb al sud del paral·lel 60° S i entre els meridians 53° O i 74° O i el Pol sud) entre els dos estats van quedar subjectes a la cooperació entre els dos estats i en la perspectiva d'una sobirania condominial, quedava confirmada una acció cooperativa de beneficis mutus entre els dos estats.
El 17 de gener de 1953 va ser inaugurat a la cala Balleneros el Refugi Teniente Lasala (una cabanya i una tenda de campanya) per personal del vaixell argentí ARA Chiriguano, quedant-se en ella un sergent i un caporal de l'Armada Argentina. El 15 de febrer, en l'incident de l'illa Decepció, van desembarcar trenta-dos Marines Reials de la fragata britànica HMS Snipe armats amb subfusells Sten, fusells i gas lacrimogen, capturant als dos mariners argentins. El refugi argentí i un proper refugi xilè deshabitat van ser destruïts i els mariners argentins van ser lliurats a un vaixell d'aquest país el 18 de febrer a les illes Geòrgies del Sud. Un destacament britànic va romandre tres mesos a l'illa mentre la fragata va patrullar les seves aigües fins a l'abril.
El 4 de maig de 1955, el Regne Unit va presentar dues demandes, contra l'Argentina i Xile respectivament, davant el Tribunal Internacional de Justícia perquè aquesta declarés la invalidesa de les reclamacions de sobirania dels dos països sobre àrees antàrtiques i subantàrtiques. El 15 de juliol de 1955, el govern xilè va rebutjar la jurisdicció de la Cort en aquest cas i el 1r d'agost ho va fer també el Govern argentí, de manera que el 16 de març de a 1956 les demandes van ser arxivades.

## L'Argentina durant la Guerra Freda (1955-1983)
Si bé al començament de 1945 l'Argentina es va declarar obertament en suport dels Aliats de la Segona Guerra Mundial, no va participar del conflicte, i durant els següents gairebé cinquanta anys va mostrar major posicionament cap a les potències occidentals durant l'anomenada Guerra Freda. Durant la Guerra Freda es va desencadenar en l'Argentina i altres països de la regió una escalada de violència coneguda com a «Guerra Bruta» o «Els anys de plom». En aquest context, es va produir també la coneguda Operació Còndor, que va incloure a diversos països de la regió.
| « | Durant els 60 i 70, tots els governs electes van ser enderrocats per cops militars. El conflicte social i la violència política van ser creixent en intensitat. Perón i el partit justicialista, encara des de la proscripció, seguiran sent un factor important en el panorama polític de tot aquest període. Moltes de les conquestes socials assolides durant els governs peronistes desapareixen. Paradoxalment l'economia va registrar els més alts índexs de creixement del món, però el deute extern també augmenta fortament. A partir de la segona meitat de la dècada del 1960, també s'agreugen els problemes socials, i apareix la insurgència guerrillera de ERP i Montoneros i altres organitzacions armades. El 1972, Perón torna a país. El clar triomf del peronisme en les eleccions de 1973 es veuen afectades per la mort de Perón a l'any següent. El país s'encaminava a una tragèdia. | » |

### La«Revolución Libertadora»(1955-1958)
El 23 de setembre de 1955, les Forces Armades, al comandament de general Eduardo Lonardi, van enderrocar a Perón i van establir una dictadura anomenada «Revolución Libertadora» (Revolució Alliberadora). Després d'un conflicte en la dirigència, el sector de Lonardi va ser expulsat de govern. A partir de llavors es va imposar la proscripció de el Partit Justicialista (peronista) i persecució dels seus simpatitzants, que es mantindria per 18 anys, i la intervenció dels sindicats (els líders dels quals són empresonats i torturats). També, en un cas sense precedents en la història argentina moderna, el 1956 el govern militar va afusellar, en alguns casos en forma pública i en altres clandestinament, a 31 militars i civils peronistes.
La Revolució Alliberadora va comptar amb una Junta Consultiva integrada per la major part dels partits polítics: Unió Cívica Radical, Partit Socialista, Partit Demòcrata Nacional, Partit Demòcrata Cristià i Partit Demòcrata Progressista.
El grup colpista estava dividit en dos sectors: un sector nacionalista-catòlic liderat pel general Eduardo Lonardi (que va prendre el govern al començament), i un grup liberal-conservador liderat pel general Pedro Eugenio Aramburu i l'almirall Isaac Rojas que finalment, mitjançant un cop d'estat intern, va desplaçar al primer i va reemplaçar a Lonardi per Aramburu com «president».

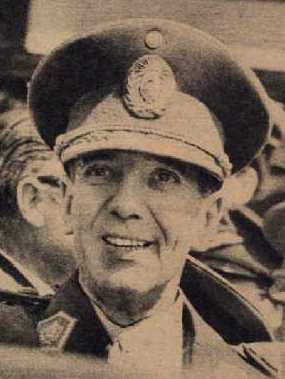
General Eduardo Lonardi
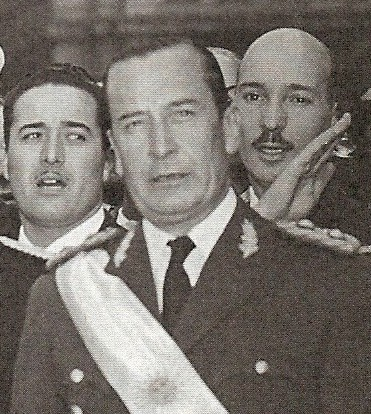
General Pedro Eugenio Aramburu

El govern militar va assignar el Ministeri d'Economia a un civil, succeint-se Eugenio Folcini, Eugenio Blanco, Roberto Verrier i Adalberto Krieger Vasena, que van dur a terme una política inspirada en els criteris dels sectors socialment més acomodats i poderosos econòmicament.
Una de les mesures institucionals més importants de la dictadura militar va ser dictar una proclama derogant ipso facto la Constitució Nacional vigent, coneguda com a Constitució de 1949, per reemplaçar-la pel text de la Constitució de 1853. Aquesta mesura seria després avalada per una Convenció Constituent triada amb proscripcions, que es va realitzar sota el règim militar i que li va agregar l'article 14 bis sobre protecció laboral.
El 1958, la Revolució Alliberadora va convocar a eleccions limitades i controlades per les Forces Armades, amb proscripció total de el Partit Justicialista, que van ser guanyades per la UCRI, el sector de la Unió Cívica Radical liderat per Arturo Frondizi. Per aquesta raó Marcelo Cavarozzi va definir els règims d'Arturo Frondizi i Arturo Illia com «semi-democràcies».
| Eleccions presidencials de 1958            | Eleccions presidencials de 1958  | Eleccions presidencials de 1958 | Eleccions presidencials de 1958 |
| Fórmula presidencial                       | Partit                           | Vots                            | %                               |
| ------------------------------------------ | -------------------------------- | ------------------------------- | ------------------------------- |
| Arturo Frondizi - Alejandro Gómez          | Unió Cívica Radical Intransigent | 4 090 840                       | 44,79                           |
| Ricardo Balbín - Santiago H. del Castillo  | Unió Cívica Radical del Poble    | 2 640 454                       | 28,91                           |
| Vots en blanc                              | Vots en blanc                    | 836 658                         | 9,16                            |
| Lucas Ayarragaray - Horacio Sueldo         | Partit Demòcrata Cristà          | 289 245                         | 3,17                            |
| Alfredo Palacios - Carlos Sánchez Viamonte | Partit Socialista                | 262 369                         | 2,87                            |
| Vicente Solano Lima - Alfredo Massi        | Partit Conservador Popular       | 172 721                         | 1,89                            |
| Luciano F. Molinas - Horacio R. Thedy      | Partit Demòcrata Progressista    | 127 465                         | 1,40                            |
| Alejandro Leloir - Juan A. Bramuglia       | Unió Popular                     | 101 000                         | 1,11                            |
|                                            | Partit Cívic Independent         | 38 228                          | 0,42                            |
|                                            | Conservadors                     | 30 239                          | 0,33                            |
| Font: Història de l'Argentina              |                                  |                                 |                                 |

### Presidència de Frondizi (1958-1962)
El 1958, Arturo Frondizi, per la Unió Cívica Radical Intransigent (UCRI) amb un projecte desenvolupista, va guanyar les eleccions presidencials de 1958 amb el suport del peronisme, il·legalitzat en aquell moment.
El seu període de govern es va caracteritzar per adoptar el desenvolupisme com a política bàsica de govern, a partir de les recomanacions de la CEPAL i les definicions de l'anomenada teoria de la dependència desenvolupada a partir de la dècada del 1950. La política desenvolupista va permetre un relatiu creixement de les indústries automotriu, siderúrgica i petroquímica. Durant el seu govern, milers de persones van ser detingudes i almenys 111 van ser condemnades en judicis sumaríssims realitzats per consells militars de guerra. En el mateix marc, desenes de milers de treballadors dels transports i serveis públics van ser incorporats forçadament al servei militar i llocs sota el comandament de les forces armades. També van ser intervinguts sindicats i clausurats locals partidaris.
A finals de 1958, va signar un Pla d'Estabilització o Austeritat amb el Fons Monetari Internacional (FMI), en el qual es va comprometre a executar polítiques econòmiques i educatives que van generar gran resistència entre els sindicats i el moviment estudiantil. Les protestes populars van ser durament reprimides, amb milers d'acomiadats i empresonats, arribant a utilitzar el Pla CONINTES (Commoció Interna de l'Estat), elaborat per Frondizi prenent com a antecedent un pla esbossat durant el peronisme, encara que mai posat en pràctica, que posava als manifestants sota jurisdicció dels tribunals militars.
En aquest context, les vagues es van succeir una rere l'altra i van transcendir l'àmbit gremial, a inicis de 1959, amb la presa del frigorífic Lisandro de la Torre i el desallotjament amb els tancs de l'Exèrcit apostats a la porta del frigorífic. L'aplicació de el Pla Conintes va provocar una onada de violacions de domicili i detencions en barris i llocs de treball, en els principals centres urbans. Alhora, el control de la premsa per part de govern frondicista es va tornar cada vegada més rigorós. Els detinguts eren traslladats a les diferents presons de país (Las Heras, Magdalena, Caseros, Ushuaia) on eren torturats.
El govern de Frondizi va estar summament restringit pel poder militar. Va patir 26 revoltes militars i 6 intents de cop d'estat. En cada cas, els militars imposaven noves condicions, que entre altres coses es van manifestar en els funcionaris conservadors que va haver d'incloure en el seu gabinet, com Álvaro Alsogaray i Roberto Alemann, al ministeri d'Economia, i altres personalitats com Miguel Ángel Cárcano, Federico Pinedo (fill), i Carlos Muñiz, totes alienes a l'UCRI.

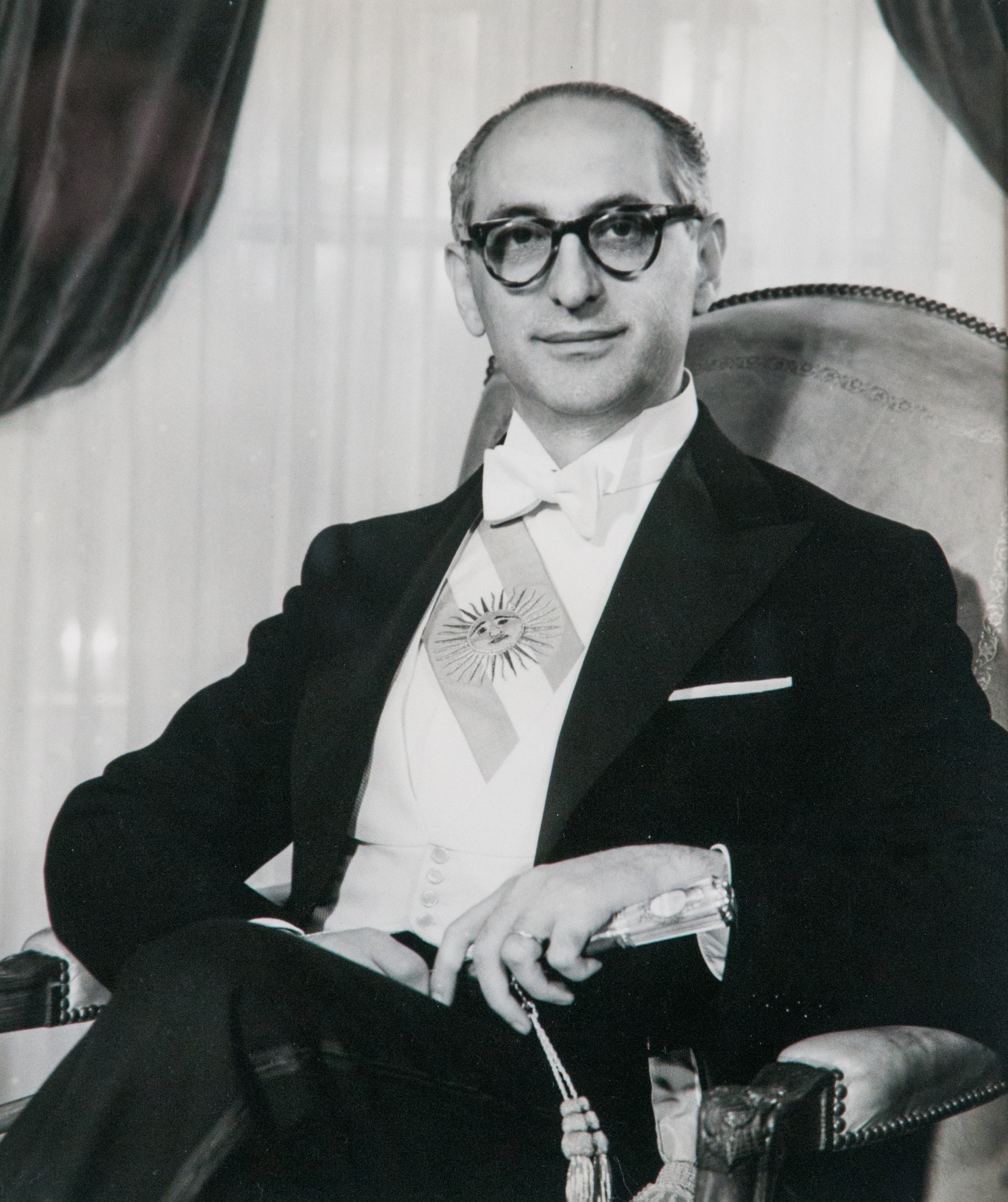
Arturo Frondizi
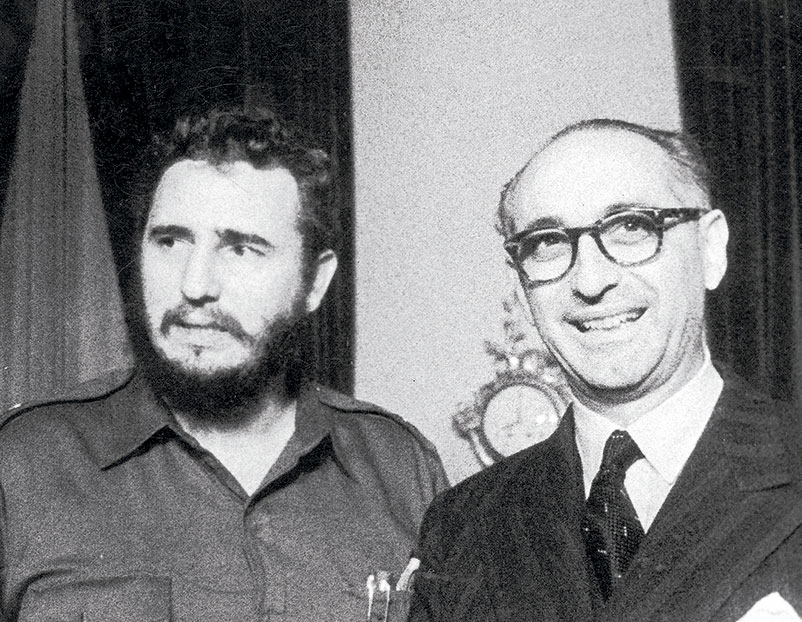
Fidel Castro i Frondizi

La seva política exterior es va caracteritzar per mantenir una posició independent, establint bones relacions amb l'administració de John F. Kennedy, i al mateix temps es va oposar a l'expulsió de Cuba de l'OEA, reunint-se amb el representant del govern cubà Che Guevara a la residència presidencial d'Olivos.
El 1961 Frondizi va anul·lar la il·legalització del peronisme. En les eleccions de 1962, el peronisme va guanyar les governacions de 10 de les 14 províncies, inclosa la poderosa Província de Buenos Aires, on va triomfar el combatiu dirigent sindical tèxtil Andrés Framini. Davant d'aquesta situació, el 20 de març, Frondizi va intervenir totes les províncies adverses al seu govern: Buenos Aires, Chaco, Río Negro, Santiago del Estero i Tucumán. Les Forces Armades van exigir que Frondizi anul·lés les eleccions; la negativa del president va desencadenar el cop d'estat que el va enderrocar el 29 de març de a 1962.

#### Educació laica o lliure
Durant la Revolució Alliberadora, sent Manuel Vicente Ordóñez membre de la Junta Consultiva Nacional, el polític demòcrata cristià Atilio Dell'Oro Maini, que va participar com a ministre d'Educació dels presidents de facto Eduardo Lonardi i Pedro Eugenio Aramburu, va promoure el 22 de desembre de 1955 el decret llei 6.403, que va permetre la creació d'universitats privades amb capacitat per a lliurar títols i diplomes acadèmics consagrant l'autonomia universitària. Gràcies a aquestes gestions, el 8 de juny de 1956 va ser creada la Universitat Catòlica de Córdoba entre altres institucions educatives superiors privades.
Però durant el govern del President constitucional Arturo Frondizi, l'any 1958, hi va haver un moviment creat a partir de la sanció de dos lleis sancionades durant aquest govern: l'aprovació de l'Estatut del Docent i la que va habilitar a les universitats privades a emetre títols professionals, el que va motivar una gran protesta estudiantil coneguda com a «Laica o lliure».

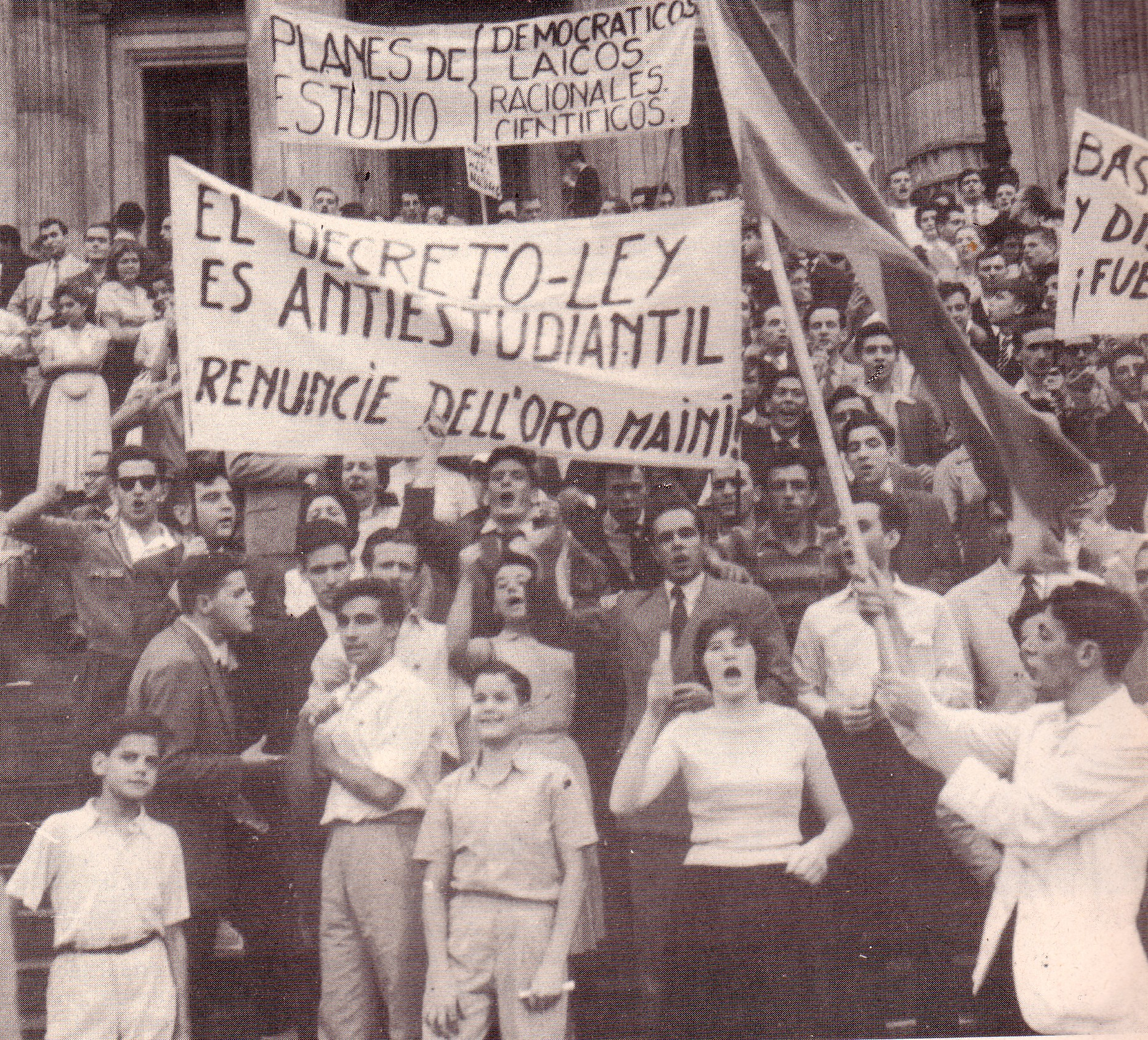
Protesta obrera-estudiantil Laica o lliure, 1959
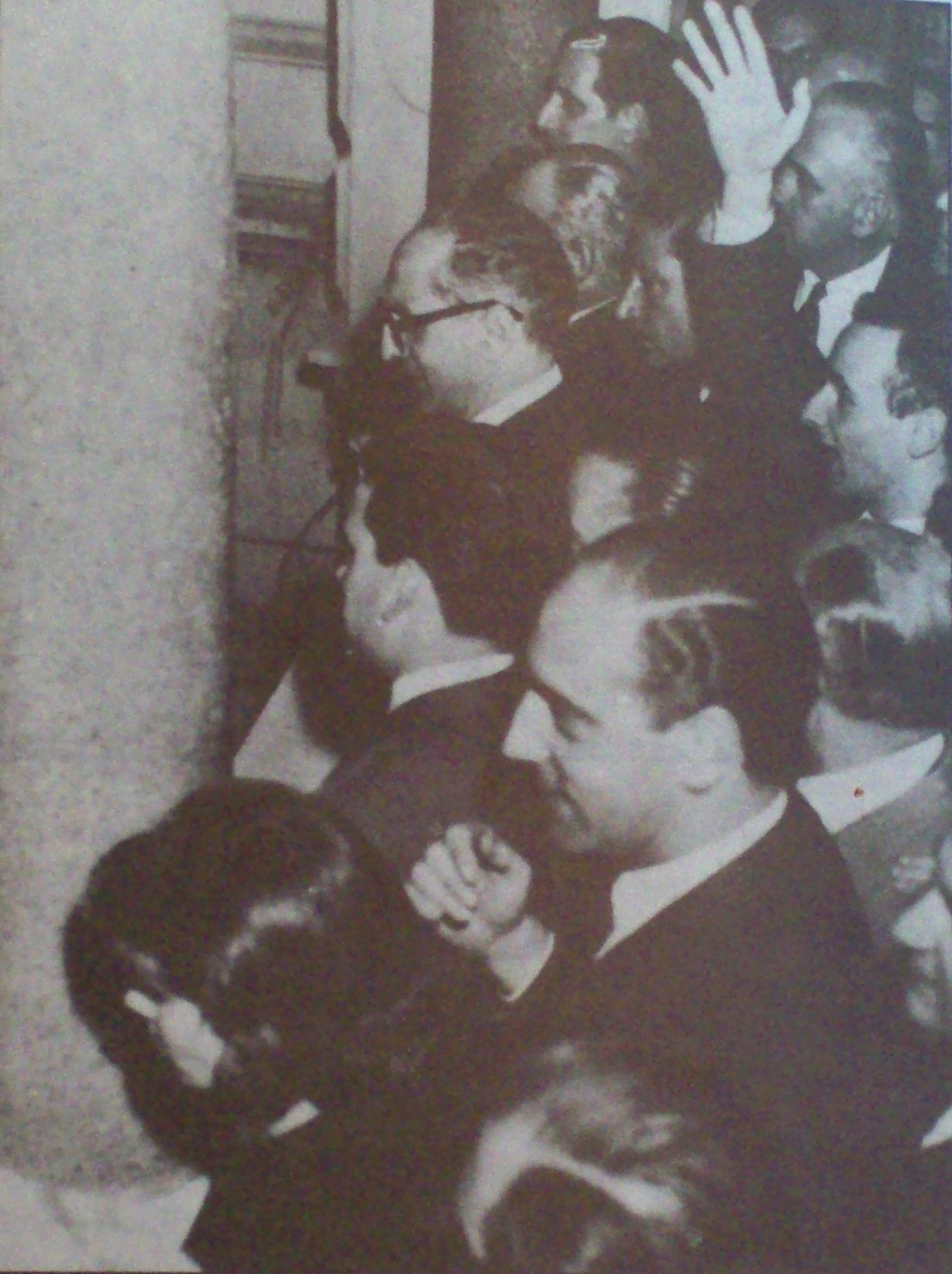
Frondizi (tercer des del fons, en primera línia) observa des del balcó de la Casa Rosada una manifestació laïcista contra l'ensenyament lliure (agost de 1958)

L'abolició del monopoli estatal sobre l'educació universitària era una aspiració històrica principal de l'Església catòlica, institució que havia fundat la Universitat Nacional de Córdoba, la primera del país, posteriorment nacionalitzada. Un antecedent clar en aquest sentit és José Manuel Estrada.
El moviment estudiantil organitzat en la Federació Universitària Argentina (FUA) es va oposar immediatament a l'habilitació de les universitats privades i va organitzar un pla de mobilitzacions amb suport dels sindicats, els estudiants secundaris i els partits polítics d'oposició, sota el lema de «laica o lliure», una de les mobilitzacions més grans de la història de el moviment estudiantil argentí. Aquests estudiants defensaven la bandera de l'ensenyament «laic» (oposada a el projecte de llei frondicista), mentre que el govern, els radicals frondicistes, democratacristians, els nacionalistes catòlics, peronistes aliats i la jerarquia de l'Església catòlica, defensaven la bandera de l'ensenyament «lliure».
El 28 d'agost de 1958, els set rectors de les set universitats nacionals (entre ells José Peco, Josué Gollán, Oberdan Caletti i el germà de el president de la Nació, Risieri Frondizi) van demanar al Poder Executiu Nacional la no concertació de el decret per a universitats privades, argumentant que era «perquè no es veiés alterada la vida institucional i acadèmica de país». Gairebé simultàniament van començar les manifestacions i actes de protesta laïcistes, que primer es van fer dins de les facultats, i després es van traslladar als carrers. Per als anomenats «laics», Frondizi era un instrument de l'Església (van arribar a calar foc una efígie del president Frondizi que estava vestida, segons l'historiador Félix Lluna, amb una grotesca sotana clerical).
No obstant, el president Frondizi va promulgar la Llei d'educació privada, que va portar al fet que s'atorgués personalitat jurídica a noves universitats, com la Universitat Catòlica Argentina el 1959.

### Cop militar. El govern de Guido (1962-1963)
El cop militar de el 29 de març de 1962 va tenir elements tragicòmics que van determinar que no fos un militar, sinó un civil, qui accedís a el govern després d'enderrocar al president Arturo Frondizi (radical intransigent).
Produït l'aixecament militar encapçalat pels comandants en cap de les tres armes (tinent general Raúl Alejandro Poggi, brigadier general Cayo Antonio Alsina i l'almirall Agustín Ricardo Penas), el dia 29 de març de 1962, el President Frondizi va ser portat detingut pels militars a l'illa Martín García, pel fet que aquest es va negar a renunciar («no em suïcidaré, no renunciaré i no me n'aniré de país»). Això va portar a interminables moviments, amenaces i gestions que van esgotar als líders del cop, els quals es van anar a dormir abans d'assumir formalment el poder. Durant el matí del 30 de març, el tinent general Raúl Poggi, líder de la insurrecció victoriosa, es va dirigir a la Casa Rosada per fer-se càrrec de govern, i es va sorprendre amb el fet que els periodistes li comentaven que un civil, José María Guido, havia jurat com a president al palau de la Cort Suprema de Justícia. Guido era un radical intransigent que presidia la Cambra de Diputats i es trobava en la línia successòria durant el buit de poder.
Entre incrèduls, sorpresos i indignats, els militars colpistes van acabar acceptant a contracor la situació i van convocar a Guido a la Casa Rosada per comunicar-li que seria reconegut com a president, en tant i quan es comprometés per escrit a executar les mesures polítiques indicades per les Forces Armades, sent la primera d'elles anul·lar les eleccions en què havia guanyat el peronisme. Guido va acceptar les imposicions militars, va signar una acta deixant constància d'això i va ser llavors habilitat per aquests per instal·lar-se amb el títol de «President», però clausurant el Congrés Nacional i intervenint totes les províncies.

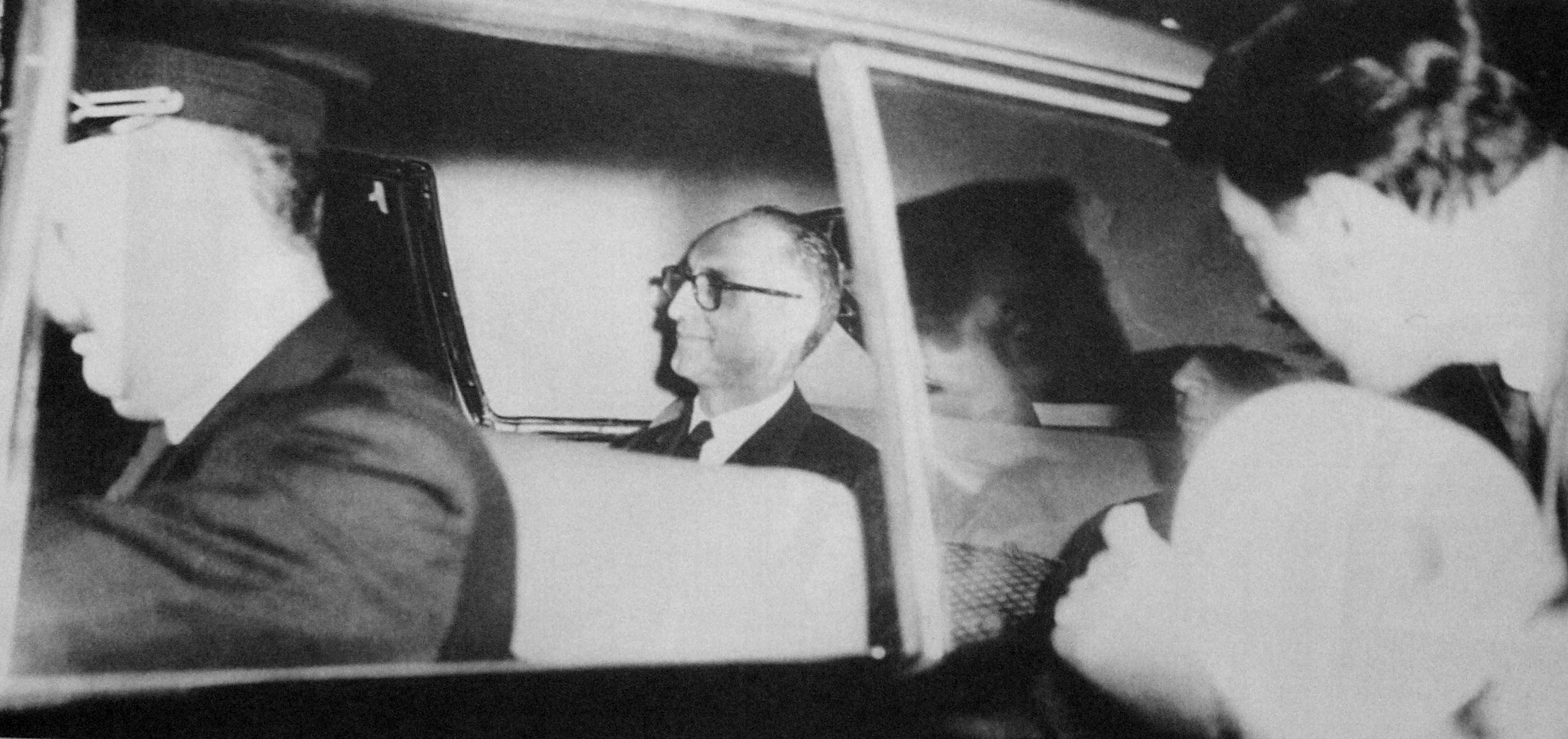
Detenció de el president argentí Arturo Frondizi després del cop d'Estat de 1962
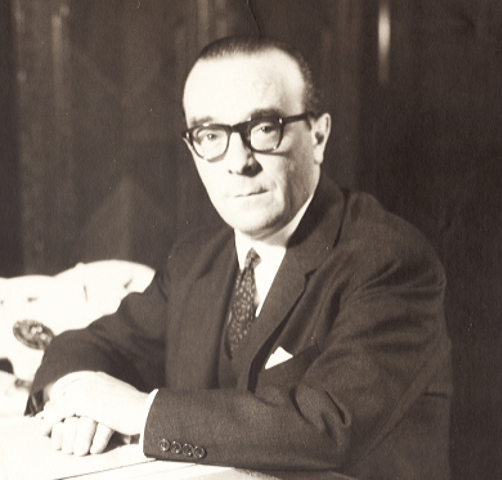
José María Guido, únic dictador civil de la sèrie de cops d'estat a l'Argentina

Efectivament, Guido va complir les ordres militars; va anul·lar les eleccions, va clausurar el Congrés, va tornar a proscriure el peronisme, va intervenir totes les províncies, i va designar un equip econòmic de dreta (Federico Pinedo, José Alfredo Martínez de Hoz, etc.). El seu breu mandat de facto va estar marcat pels enfrontaments armats entre faccions militars oposades (blaus versus colorados).
Finalment, el 1963 va tornar a convocar eleccions limitades, amb proscripció del peronisme, en què va resultar elegit president Arturo Illia (radical del poble), sortint segon el vot en blanc que molts peronistes van utilitzar com a forma de protesta.

### La presidència d'Illia (1963-1966)
El 7 de juliol de 1963 es va realitzar noves eleccions presidencials, amb proscripció del peronisme i l'expresident Frondizi detingut, triomfant Arturo Umberto Illia, candidat de la Unió Cívica Radical del Poble
Els resultats van ser els següents:
| Eleccions presidencials de 1963      | Eleccions presidencials de 1963   | Eleccions presidencials de 1963 | Eleccions presidencials de 1963 |
| Fórmula presidencial                 | Partit                            | Vots                            | %                               |
| ------------------------------------ | --------------------------------- | ------------------------------- | ------------------------------- |
| Arturo Illia-Carlos Perette          | Unió Cívica Radical del Poble     | 2 441 064                       | 25,14                           |
| Vots en blanc                        | Vots en blanc                     | 1 827 464                       | 18,82                           |
| Oscar Alende-Celestino Gelsi         | Unió Cívica Radical Intransigent  | 1 593 992                       | 16,41                           |
| Pedro Eugenio Aramburu-Horacio Thedy | Unió del Poble Argentí (UDELPA)   | 728.662                         | 7,50                            |
|                                      | Partit Demòcrata Progressista     | 633 934                         | 6,52                            |
| Emilio Olmos-Emilio Jofre            | Federación de Partidos del Centro | 499 822                         | 5,14                            |
| Horacio Sueldo-Francisco Cano        | Partit Demòcrata Cristià          | 324 723                         | 3,34                            |
| Alfredo Palacios-Ramón I. Soria      | Partit Socialista Argentí         | 288 339                         | 2,96                            |
| Arturo Orgaz-Rodolfo Fitte           | Partit Socialista Democràtic      | 258 787                         | 2,66                            |
| Fony: País Global                    |                                   |                                 |                                 |

Al col·legi electoral, la fórmula encapçalada per Arturo Illia va obtenir 270 vots sobre 476 electors el dia 31 de juliol de 1963.

#### Gestió de govern
Arturo Illia va assumir el 12 d'octubre de 1963, en unes eleccions fortament controlades. La seva gestió de govern es va caracteritzar per impulsar mesures econòmiques i socials d'orientació popular i, al mateix temps, per una considerable debilitat política derivada principalment de que va assumir mentre el peronisme continuava proscripte, i per tant, molts dels seus simpatitzants van recórrer al vot en blanc com forma de repudi a aquesta mesura. Això va provocar la petita primera minoria amb la qual va assumir el poder (25%) i l'alta quantitat de vots en blanc (18%), segona minoria electoral.
Entre les principals mesures de govern poden esmentar-se:
- Va eliminar les restriccions electorals i polítiques que pesaven sobre el peronisme, encara que no sobre Juan Perón, el retorn del qual al país va poder evitar el 1964 recorrent a la recentment instal·lada dictadura militar brasilera.[163] També va legalitzar el Partit Comunista.
- Es va sancionar la Llei del salari mínim, vital i mòbil (Llei 16.459), que va establir el Consell del Salari, d'integració tripartida amb representants de Govern, els empresaris i els sindicats. El salari real horari va créixer entre desembre de 1963 i desembre de 1964 un 9,6%.
- Es va sancionar la Llei d'Abastament, destinada a controlar els preus de la cistella familiar i la fixació de quantitats mínimes de jubilacions i pensions.
- Es van anul·lar els contractes de concessió d'explotació petroliera, signats sota el govern d'Arturo Frondizi amb empreses privades estrangeres, per considerar-los contraris als interessos nacionals i perquè s'havien assignat especials beneficis a aquestes empreses, traslladant el risc empresari a l'empresa estatal Jaciments Petrolífers Fiscals (YPF).
- L'educació va tenir un pes significatiu en el pressupost nacional, portant-lo del 12% (1963) al 23% (1965). A més, es va posar en marxa un Pla Nacional d'Alfabetització, amb l'objectiu de disminuir la taxa d'analfabetisme.
- La Llei de medicaments (Llei Oñativia) de 1964 va establir una política de preus i de control de medicaments i recepta segons medicament genèric, fixava límits per a les despeses de publicitat, i als pagaments a l'exterior en concepte de regalies i de compra d'entrades. Aquesta llei, qualificada de comunista pels sectors militars i les grans empreses estrangeres, va tenir un pes decisiu en el procés que culminaria amb l'enderrocament de govern «democràtic».
- La política econòmica va estar caracteritzada per l'orientació desarrollista-cepaliana de l'equip econòmic i orientada a l'ordenament del sector públic, a disminuir el deute públic i donar impuls a la industrialització. Es va crear la Sindicatura d'Empreses de l'Estat, per a un control més eficaç de les empreses públiques. L'evolució del producte interior brut durant aquest període va ser del 10,3% per a l'any 1964 i el 9,1% per a l'any 1965. També els indicadors industrials van ser molt positius, i la desocupació va passar del 8,8% (1963) al 5,2% (1966).

#### L'enderrocament
El 1965, el govern va convocar a eleccions legislatives, eliminant algunes de les restriccions que pesaven sobre el peronisme, que va triomfar amb 3.278.434 vots contra els 2.734.970 de la Unió Cívica Radical del Poble. Aquest ressorgiment del peronisme va agitar la situació interna de les Forces Armades argentines, enfrontant a militars fortament antiperonistes amb altres que tenien vincles amb aquest moviment.

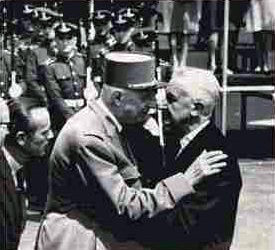
Arturo Illia rep al President de França, Charles de Gaulle. (Foto publicada a Clarín el 4 d'octubre de 1964)
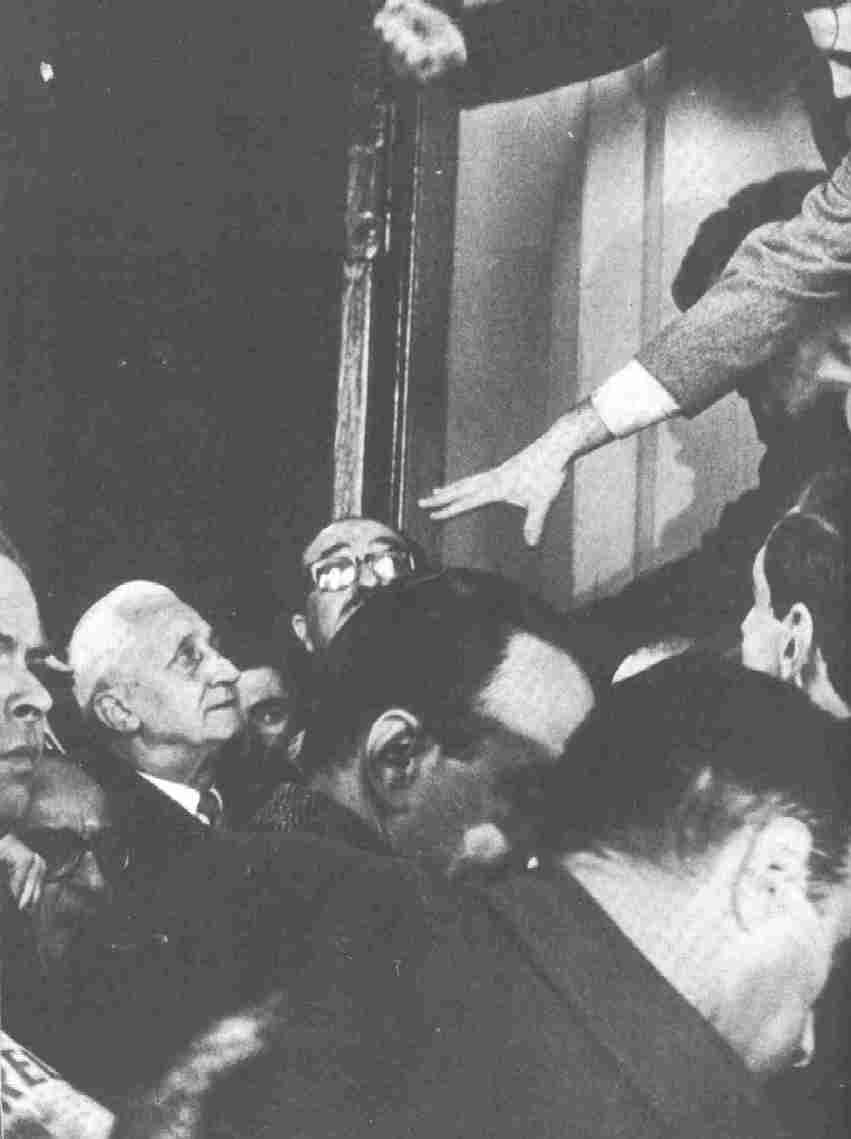
Arturo Illia abandonant la Casa de Govern després del seu enderrocament. (Foto publicada per la revista Gente)

A aquesta situació s'agregava una forta campanya de desprestigi del govern, impulsada per sectors econòmics a través de gran part dels mitjans de premsa. Entre ells es destacaven Primera Plana, en què publicava les seves columnes editorials Mariano Grondona, i la Revista Todo, en què publicava Bernardo Neustadt. Aquests periodistes anomenen al president «la tortuga», caracteritzant la seva gestió com timorata i manca d'energia, i encoratjant als militars a eliminar a l'administració del partit radical
Amb el consentiment del Comandant en Cap de l'Exèrcit, Pascual Pistarini, el general Julio Alsogaray va organitzar un cop d'estat per enderrocar a Illia. Comptava el suport de la Unió Cívica Radical Intransigent (UCRI) liderada per Oscar Alende, el Moviment d'Integració i Desenvolupament (MID) liderat per l'expresident Arturo Frondizi, també enderrocat el 1962, la Societat Rural Argentina i altres organitzacions empresarials, un sector del sindicalisme peronista, la premsa, i fins i tot una part de el sector unionista de la Unió Cívica Radical del Poble encapçalada pel governador d'Entre Ríos. El cop també va ser impulsat per Estats Units d'Amèrica, a través de la política de cops d'Estat permanents a Amèrica Llatina, impulsada des de l'Escola de les Amèriques.
El 28 de juny de 1966 es va produir el cop militar enmig de la indiferència de la ciutadania. El general Alsogaray es va presentar durant la matinada al despatx presidencial i va convidar el president a retirar-se. Aquest va haver de cedir davant la manca de suport militar, polític i popular, i va abandonar la Casa Rosada a les 7:20h del matí. A l'endemà assumia com a president el general Juan Carlos Onganía.

### La«Revolución Argentina»(1966-1973)
El 28 de juny de 1966, un aixecament militar liderat pels comandants en cap de les tres armes (el tinent general Pascual Àngel Pistarini, brigadier general Adolfo Teodoro Álvarez i l'almirall Benigno Ignacio Marcelino Varela) va enderrocar al president Arturo Illia (radical del poble) i nomenar com a President al tinent general Juan Carlos Onganía. El cop va donar origen a una dictadura denominada «Revolució argentina», que ja no es va presentar a si mateixa com «govern provisional» com en tots els cops anteriors, sinó que es va establir com un sistema de tipus permanent. Aquest tipus de dictadures militars de tipus permanent es van instal·lar en aquells dies en diversos països llatinoamericans en aquests anys (Brasil, Uruguai, Bolívia, Paraguai, etc.) i va ser analitzat detalladament pel destacat politòleg Guillermo O'Donnell, qui ho va denominar amb l'expressió «Estat burocràtic autoritari» (EBA).
La «Revolució Argentina» va dictar el 1966 un Estatut que tenia nivell jurídic superior a la Constitució, i el 1972 va introduir reformes constitucionals, cosa que també la va distingir de les dictadures anteriors. En general, la dictadura va adoptar una ideologia nacionalcatòlica-anticomunista, recolzada obertament tant pels Estats Units d'Amèrica com pels països europeus.
L'alta conflictivitat política i social generada durant la «Revolució Argentina» i les lluites entre els diversos sectors militars van produir dos cops interns, succeint-se en el poder tres dictadors militars: Juan Carlos Onganía (1966-1970), Marcelo Levingston (1970-1971) i Alejandro Agustín Lanusse (1971-1973).

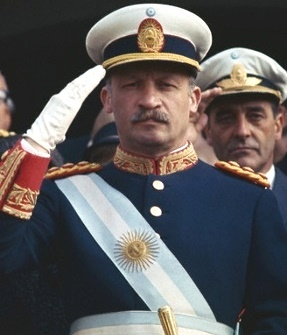
Juan Carlos Onganía
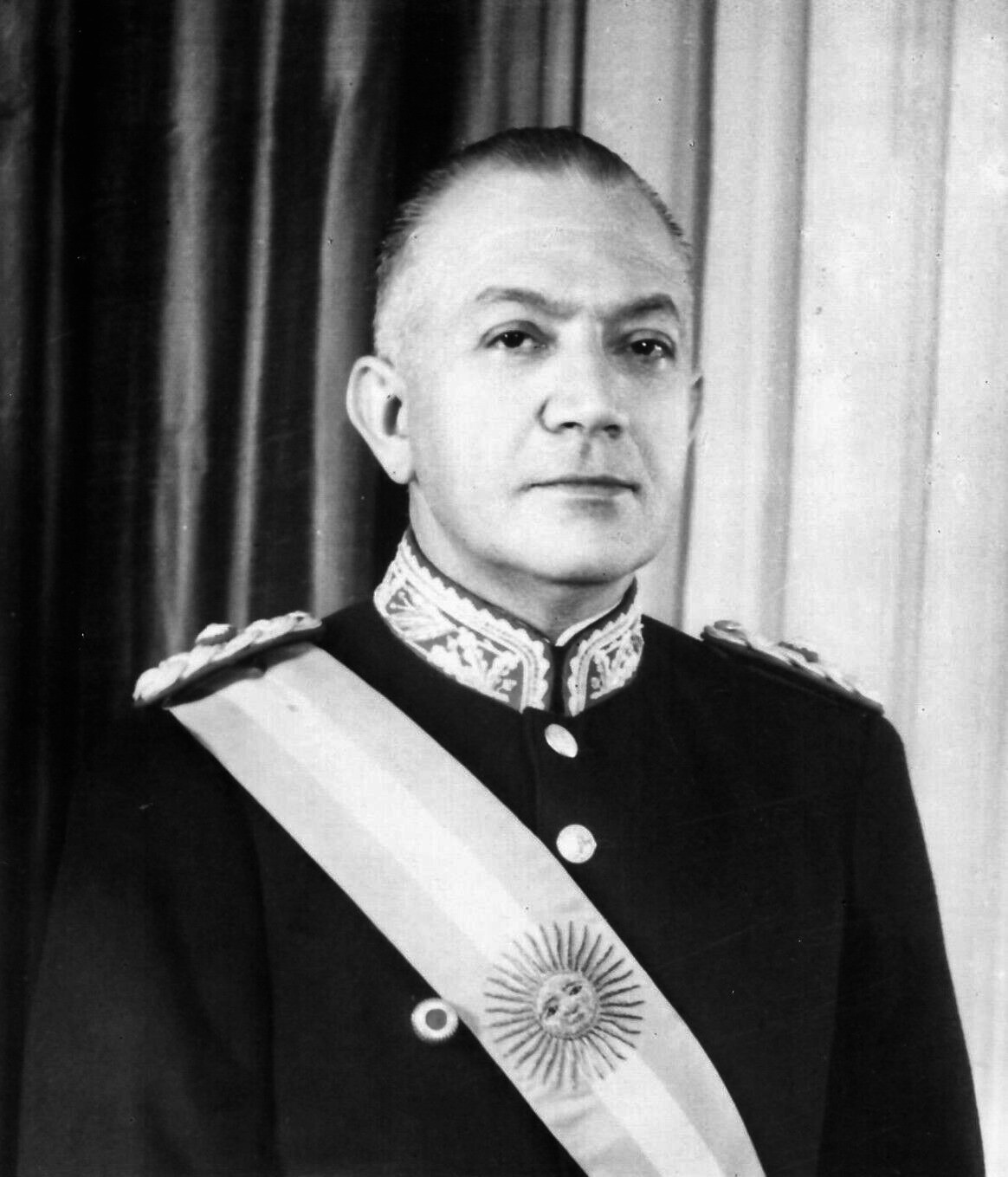
Marcelo Levingston
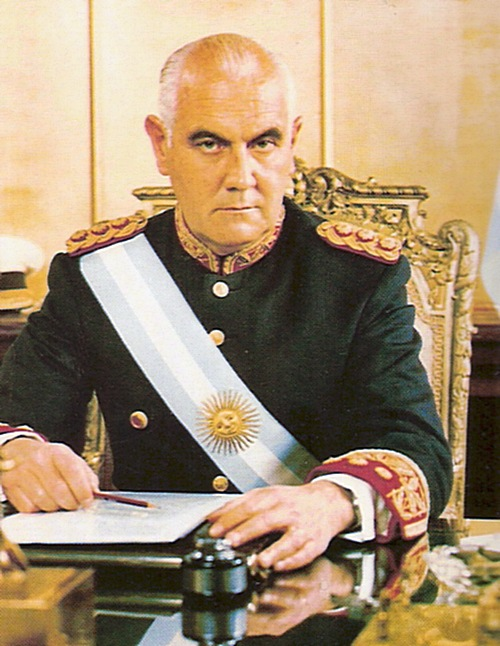
Alejandro Agustín Lanusse

Econòmicament, la dictadura va lliurar el Ministeri d'Economia als sectors civils més conservadors-liberals; el màxim exponent del qual va ser Adalberto Krieger Vasena, qui ja havia estat ministre de la «Revolució Alliberadora». Es va allunyar, però, de l'ortodòxia liberal afrontant obres públiques, de manera que va mantenir el ritme de l'activitat industrial. La participació dels salaris en la renda nacional va estar propera al 43% durant el període 1967-1969. Les exportacions es van mantenir altes, però el sector agrari va ser perjudicat per la devaluació i per l'augment dels percentatges de retenció a les exportacions, així com per la supressió de les mesures de protecció. Pel laboral es va sancionar una llei d'arbitratge obligatori, que va condicionar la possibilitat de fer vaga. Cal assenyalar, a més, que durant la dictadura de Levingston, va predominar un sector nacionalista-desarrollista de les Forces Armades, que va nomenar ministre d'Economia al radical Aldo Ferrer.
Assetjada per una insurrecció popular creixent i generalitzada, que va incloure una sèrie de puebladas (insurreccions populars) entre les quals es va destacar el Cordobazo, la dictadura va organitzar una sortida electoral amb participació del peronisme (encara que impedint la candidatura de Perón), el 1973, en què va triomfar precisament el candidat peronista Héctor José Cámpora, amb el 49% dels vots, qui al seu torn va renunciar per permetre noves eleccions lliures, en què va guanyar Juan Perón, recentment tornat d'un exili de 17 anys, amb el 62% dels vots. Perón moriria menys d'un any després d'haver estat electe, i el govern peronista, en mans ara de la vicepresidenta María Estela Martínez de Perón, seria també enderrocada per un cop militar el 1976.

### Presidències de Cámpora, Perón i Isabel Martínez (1973-1976)

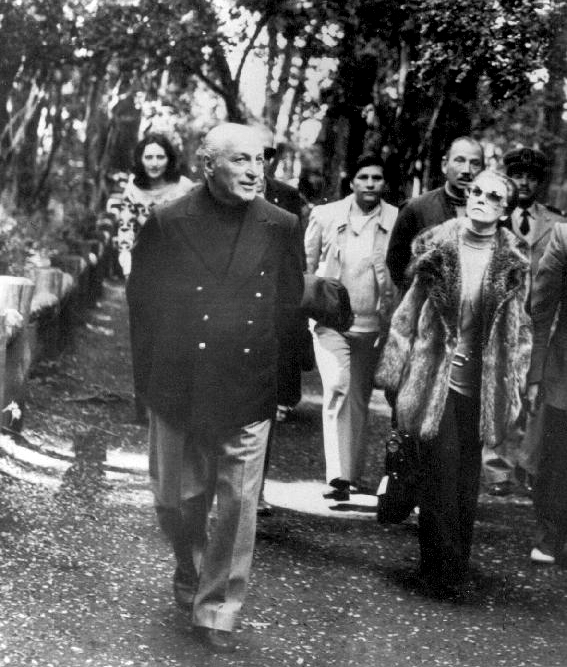
José López Rega, assenyalat com a cap de l'Aliança Anticomunista Argentina (Triple A). Al seu costat, María Estela Martínez de Perón

L'11 de març de 1973, Argentina va tenir eleccions generals per primera vegada en deu anys, amb un aclaparador triomf del peronisme, encara que el propi Perón tenia prohibit presentar-se com a candidat. Pocs mesos després, el 13 de juliol d'aquest any, el president Hèctor José Cámpora renúncia per permetre noves eleccions sense proscripcions. Perón torna del seu exili i és rebut per més de dos milions de persones el 20 de juny de 1973 (mateix dia en què es produeix la «Massacre d'Ezeiza»), triomfant per àmplia majoria en les eleccions del 23 de setembre de 1973. Els grups revolucionaris, com l'organització Montoneros, comencen a exercir pressió perquè s'instauri un «socialisme nacional», i la seva acció més destacada va ser l'assassinat de José Ignacio Rucci, secretari general de la CGT.
Perón va morir el 1r de juliol de 1974, d'insuficiència cardíaca i altres afeccions.
La seva esposa, María Estela Martínez de Perón, li va succeir en el seu lloc, però la seva administració estava llastada per problemes de debilitat política, conflictes dins de el partit entre el sector de la dreta peronista, i el creixent terrorisme practicat per insurgents i moviments paramilitars revolucionaris. El 1973 es va crear l'Aliança Anticomunista Argentina (Triple A), una organització parapolicial-terrorista d'extrema dreta, dedicada a atemptar contra la vida de dirigents i col·laboradors de tendència esquerrana, artistes, opositors i empresaris, entre d'altres, mitjançant una metodologia basada en assassinats selectius, atemptats, segrestos i tortures. Se sospita que va ser organitzada i dirigida pel ministre José López Rega, home fort del peronisme i home de confiança de Perón. Investigacions recents intenten determinar la participació del líder laborista i la seva esposa en la manera de fer d'aquesta organització terrorista.
Un nou cop militar va prendre el poder el 24 de març de 1976.

### El«Proceso de Reorganización Nacional»(1976-1983)
El 24 de març de 1976, una nova revolta militar va enderrocar a la presidenta María Estela Martínez de Perón, instal·lant una dictadura de tipus permanent (Estat burocràtic autoritari) autodenominada «Procés de Reorganització Nacional», governada per una Junta Militar integrada per tres militars, un per cada força. Al seu torn la Junta Militar triava a un funcionari amb el títol de «President», amb funcions executives i legislatives.
Igual que la dictadura anterior, la Junta Militar va sancionar el 1976 un Estatut amb jerarquia jurídica superior a la Constitució.
El Procés va ser governat per quatre juntes militars successives:
| Any       | Junta Militar                           | Junta Militar          | Junta Militar            |                                     |
| --------- | --------------------------------------- | ---------------------- | ------------------------ | ----------------------------------- |
| 1976-1979 | Jorge Rafael Videla (president)         | Emilio Eduardo Massera | Orlando Ramón Agosti     |                                     |
| 1979-1981 | Roberto Eduardo Viola (president)       | Armando Lambruschini   | Omar D. Rubens Graffigna |                                     |
| 1981-1982 | Leopoldo Fortunato Galtieri (president) | Basilio Lami Dozo      | Jorge Isaac Anaya        |                                     |
| 1982-1983 | Cristino Nicolaides                     | Rubén Oscar Franco     | Augusto Jorge Hughes     | Reynaldo Benito Bignone (president) |

En cadascuna d'aquestes etapes, les juntes van designar com «Presidents» de facto a Jorge Rafael Videla, Roberto Eduardo Viola, Leopoldo Fortunato Galtieri i Reynaldo Benito Bignone respectivament, tots els integrants de l'Exèrcit.
El «Procés de Reorganització Nacional» va dur a terme un terrorisme d'Estat que, segons la Cambra Federal, va violar en forma sistemàtica els drets humans i va causar la desaparició de desenes de milers de persones (segons els organismes de drets humans la xifra s'eleva a 30.000). La seva justificació va ser el combat d'aquelles ideologies, organitzacions o moviments que poguessin afavorir o donar suport a la «subversió» (al comunisme), en el context de la Guerra Freda. Internacionalment, la dictadura argentina i la violació de drets humans va comptar amb el suport actiu de el govern dels Estats Units d'Amèrica (excepte durant l'administració de James Carter) i de França, i la tolerància dels altres països d'Europa occidental, la Unió Soviètica i l'Església catòlica, sense l'inacció dels quals difícilment hagués pogut sostenir-se. Així mateix, en aquest moment es van instal·lar amb suport estatunidenc dictadures militars en tots els països del Con Sud d'Amèrica del Sud (Argentina, Brasil, Bolívia, Xile, Paraguai, Perú i Uruguai) que van coordinar-se entre si i amb els Estats Units la repressió, per mitjà de una organització terrorista internacional denominada Pla Còndor.
En matèria econòmica, mitjançant el seu ministre d'Economia José Alfredo Martínez de Hoz, la dictadura va lliurar formalment els ministeris econòmics a les associacions empresàries més conservadores que van impulsar una política econòmica obertament desindustrializadora i neoliberal, amb màxima expansió d'un deute extern contret de manera fraudulenta i mitjançant mecanismes de corrupció coneguts popularment com la «bicicleta financera», en benefici de el sector privat (aquest deute condicionarà per molt temps als governs següents):
- El Ministeri d'Economia a José Alfredo Martínez de Hoz, president del Consell Empresari Argentí (CEA).
- La Secretaria de Ramaderia a la Societat Rural Argentina, representada per Jorge Zorreguieta (el pare de Màxima Zorreguieta, reina consort dels Països Baixos).
- El Banc Central a l'Associació de Bancs Privats de Capital Argentí (ADEBA).

El 1978, el país va ser seu de la Copa del Món de Futbol. Diverses organitzacions van aprofitar l'esdeveniment per denunciar la sistemàtica violació dels drets humans. Com a contrapartida, la junta militar va adduir que les accions d'aquests grups eren part d'una «campanya antiargentina» realitzada pel terrorisme. La postura dels mitjans audiovisuals va ser sumar-se a la denúncia contra la campanya. La selecció argentina guanya la copa de món.
Les relacions amb Xile van empitjorar per un conflicte pel canal de Beagle i, el 1978, els dos països van arribar a la vora d'una guerra, finalment avortada. No obstant això, es mantindran relacions hostils que tindran pes més tard. El 1982, sota el comandament de Leopoldo Galtieri, el govern militar va emprendre la guerra de les Malvines contra el Regne Unit, en un esdeveniment sobre el qual segueixen sent molt fosques les causes desencadenants. La derrota infligida va provocar la caiguda de la tercera junta militar i mesos més tard la quarta junta va convocar eleccions pel 30 d'octubre de 1983, en què va triomfar el candidat de la Unió Cívica Radical, Raúl Alfonsín.
Els caps militars van ser posteriorment jutjats i condemnats, i molts d'ells portats a presó, en complexos processos que encara segueixen en marxa.
La dictadura militar anomenada «Procés de Reorganització Nacional» va ser l'última. Si bé entre 1987 i 1990 es van produir diverses insurreccions militars, denominades carapintades, però cap d'elles amb finalitat d'enderrocar als governs democràtics.

#### Guerra de les Malvines (1982)
El 1982, l'Argentina va lliurar una guerra per la sobirania de les illes Malvines contra el Regne Unit. Contra tot pronòstic, l'acompliment de les Forces Armades argentines va sorprendre enfonsant gran quantitat de vaixells de la flota britànica i lliurant combats terrestres molt durs tot i la desavantatge davant un exèrcit professional.

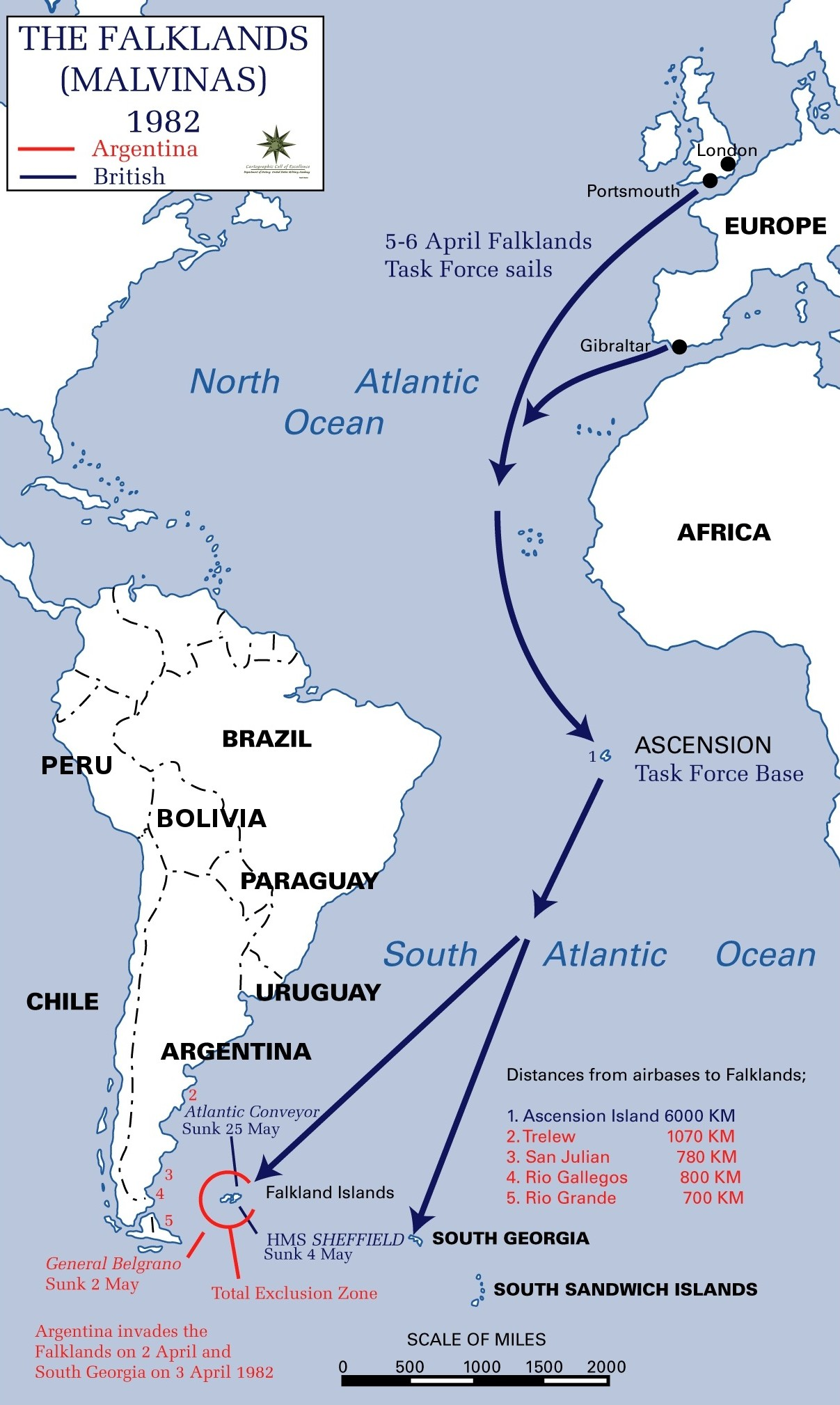
Campanya de les Illes Malvines (1982)
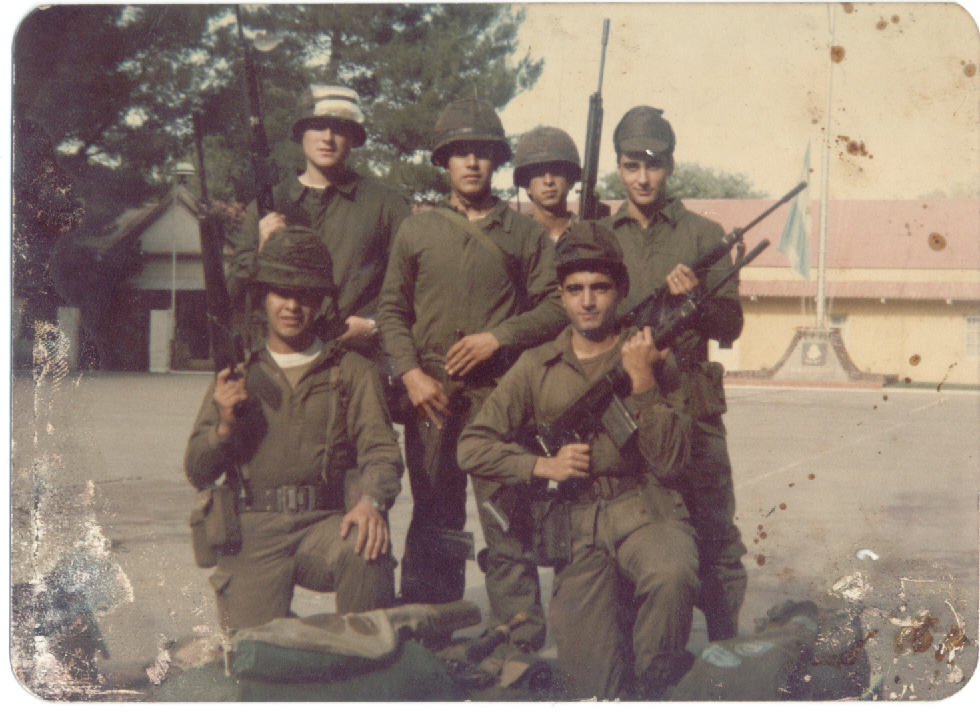
Batalló de soldats argentins

Tot i així, i davant les diferències plausibles, la derrota de les tropes argentines va ser inevitable. Van morir 628 argentins, la majoria en l'enfonsament del creuer ARA General Belgrano, i van morir 255 britànics i 3 illenques. La derrota va propinar el cop definitiu al règim militar.

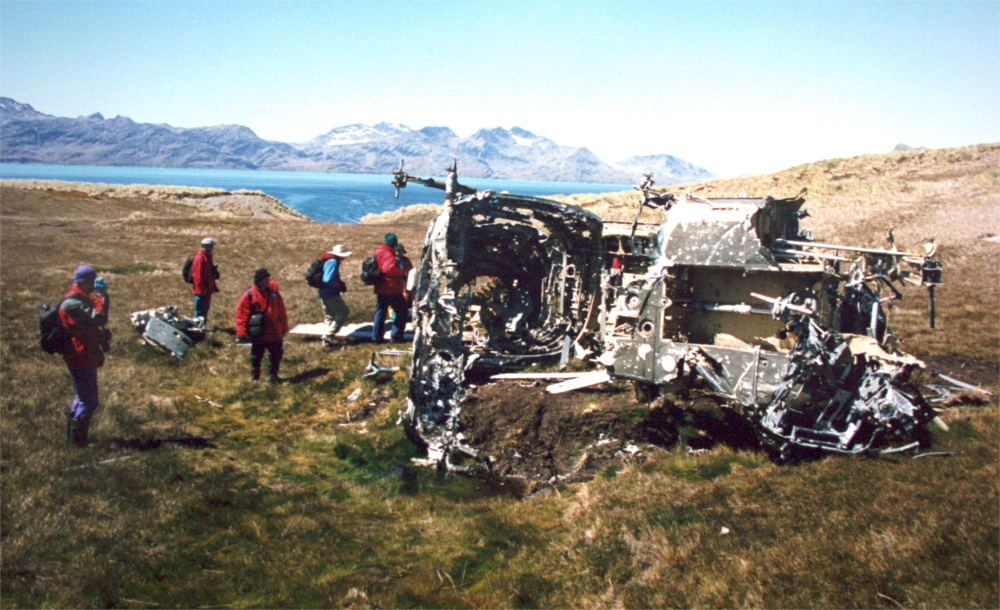
Restes d'un helicòpter Puma que va ser abatut durant la guerra de les Malvines
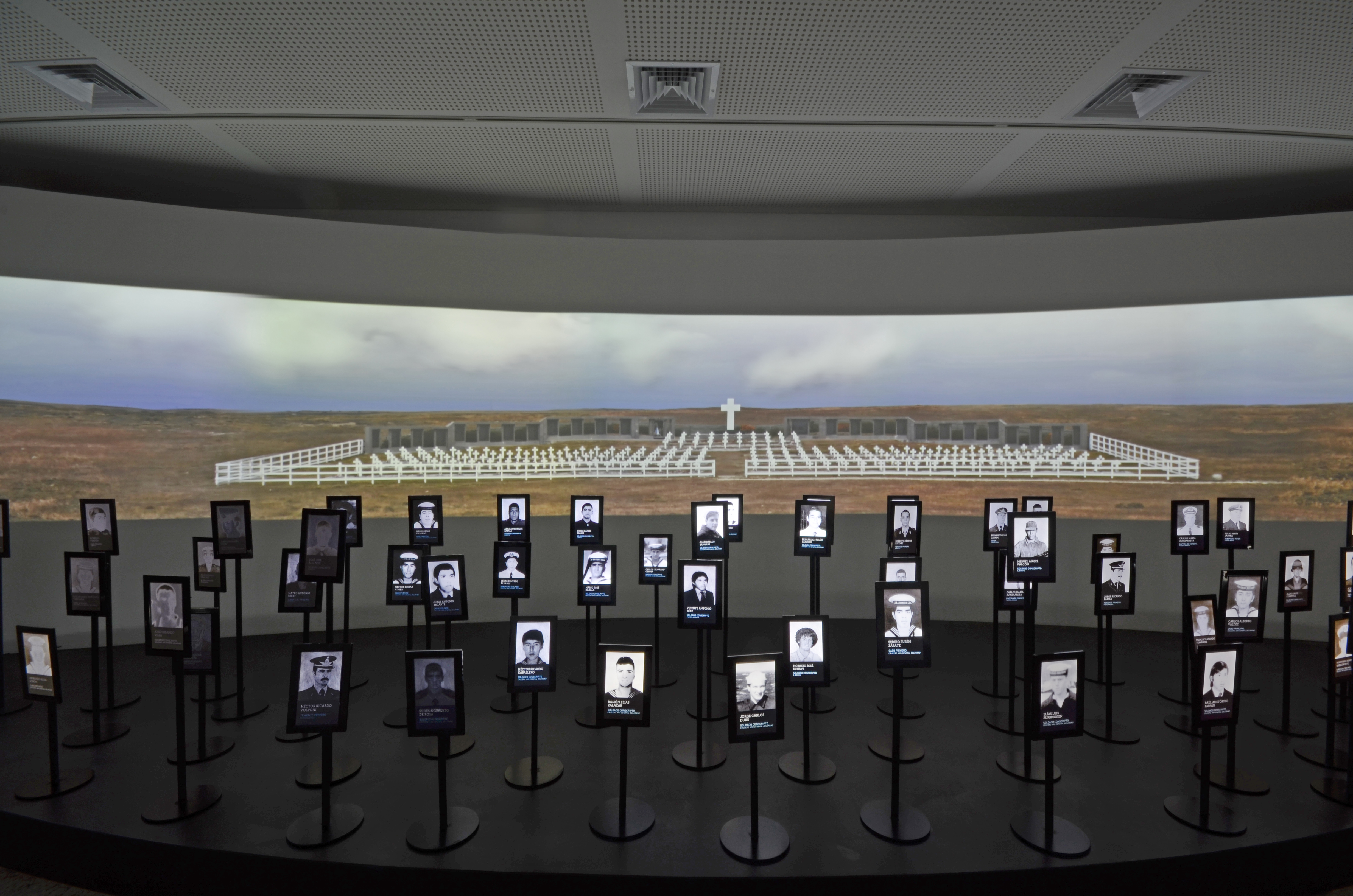
Museu de les Malvines. Cementiri

## La recuperació de la democràcia (1983 - actualitat)
La derrota a la guerra de les Malvines va obligar a el règim militar a convocar eleccions democràtiques el 1983 sense poder imposar condicions. Les dues primeres dècades van estar marcades per la recuperació de la democràcia l'any en què s'inicia el període, l'enjudiciament els culpables de violacions als drets humans durant la dictadura anterior (un tret que distingeix la democràcia argentina de les altres democràcies recuperades a Sud-amèrica), la crisi del deute extern, l'inici de la globalització, les reformes neoliberals i la severa recessió econòmica iniciada el 1998 que va acabar amb la crisi generalitzada de 2001/2002. El període abasta la primera vegada en la història argentina de dues dècades continuades sota règim democràtic i la primera vegada en què presidents democràtics lliuren el poder a successors d'un altre partit polític elegits democràticament.
En aquest període, l'Argentina protagonitzarà també un important canvi polític i econòmic al fundar el Mercosur junt amb Brasil, Paraguai i Uruguai.

### L'Alfonsinisme (1983-1989)

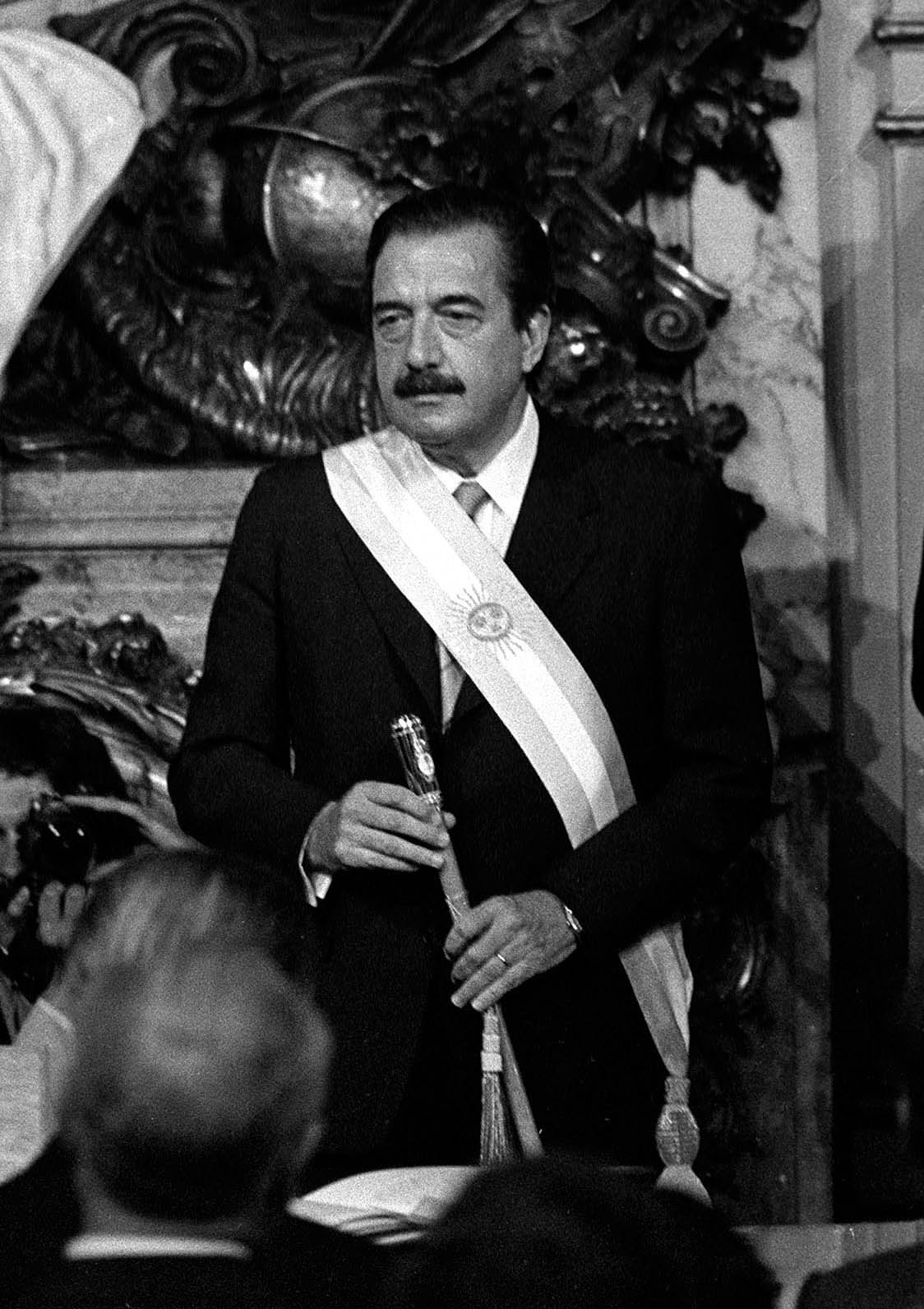
El radical Raúl Alfonsín va ser el primer president elegit després de la dictadura militar

El 30 d'octubre de 1983 es van realitzar les eleccions per elegir les autoritats democràtiques. Raúl Alfonsín, candidat per la Unió Cívica Radical, va resultar elegit amb el 51% dels vots, superant a el Partit Justicialista (peronisme) que va obtenir el 40%.

#### Polítiques contra els crims de lesa humanitat
Alfonsín va ordenar l'enjudiciament de les juntes militars que van usurpar el poder durant la dictadura, amb excepció de l'última, així com als líders de les organitzacions guerrilleres que van actuar en la dècada del 1970. Per a això va crear la CONADEP que va realitzar el Nunca Más, un informe documentat que detalla i prova milers de desaparicions i violacions de drets humans, individualitzant els responsables. El 9 de desembre de 1985 es va dictar la sentència condemnant a Jorge R. Videla i Eduardo Massera a reclusió perpètua, a Roberto Viola a 17 anys de presó, a Armando Lambruschini a 8 anys de presó, i a Orlando Ramón Agosti a 4 anys de presó. Per les característiques que va tenir, la condemna a les juntes militars realitzada per un govern democràtic constitueix un fet sense precedents al món, que va contrastar fortament amb les transicions negociades que van tenir lloc en aquells anys a Uruguai, Xile, Brasil, Espanya, Portugal i Sud-àfrica.
Pressionat per sectors militars, pels mitjans de comunicació i pels aixecaments carapintades, Alfonsín va presentar a Congrés per a la seva sanció les lleis de Punt Final i Obediència Deguda, per limitar l'extensió dels judicis per delictes de lesa humanitat. Entre els alliberats es trobaven repressors que simbolitzaven la violació de drets humans a tot el món, com Alfredo Astiz. Les lleis van ser repudiades per les organitzacions de drets humans i serien anul·lades el 2003.

#### Mesures econòmiques
En l'àrea econòmica, Alfonsín va rebre de govern militar un deute extern que havia crescut de 7.700 milions de dòlars (1976) a 45 000 milions de dòlars (1983), subordinant les polítiques de govern dirigides al benestar de la població i el desenvolupament al pagament dels interessos, sota els condicionaments del Fons Monetari Internacional. Aclaparat per una gran inflació impulsada per les licitacions entre els inversors i bancs estrangers i l'anomenada «pàtria contractista» que reunia als grans grups empresaris de país, el govern va dur endavant el 1985 el Pla Austral, que va assolir durant un temps contenir la inflació, però no va poder resoldre els problemes estructurals.
El congelació dels salaris, la decisió inicial d'Alfonsín d'atacar als sindicats, la persistència de la llei sindical feixista de la dictadura, la identificació dels sindicats amb l'oposició peronista, va produir un llarg estira-i-arronsa entre el govern radical i la CGT que es va expressar en tretze vagues generals. Finalment, el govern radical acaba negociant amb els sindicats i sancionant amb unanimitat una nova Llei Sindical.
Durant el govern d'Alfonsín es va restablir l'autonomia universitària trencada el 1966, es va posar en marxa el Pla Nacional d'Alfabetització i el Pla Alimentari Nacional (PAN), i es van sancionar les lleis de pàtria potestat compartida (1985) i de divorci vincular (1987), que havien estat deixades sense efecte per la dictadura establerta el 1955.
La política internacional d'Alfonsín, a càrrec de canceller Dante Caputo, li va donar una gran importància a eliminar els conflictes amb els països fronterers, per tal de desmilitaritzar les relacions internacionals i restar poder a les forces armades a la regió. Amb aquesta finalitat, va tancar el conflicte del Beagle amb Xile, que havia portat a ambdós països a la vora de la guerra el 1978, acceptant la proposta del Papa realitzada en el curs de la mediació vaticana. Argentina i Xile van signar llavors el 1984 el Tractat de Pau i Amistat entre Argentina i Xile, resolent totes les qüestions pendents a sud de l'Estret de Magallanes. La decisió va ser legitimada amb un plebiscit no vinculant en el que el 82% de la població va donar suport l'acord amb Xile.
El 1985, Brasil va ser el segon país de la regió després de l'Argentina a recuperar la democràcia. Immediatament, els presidents dels dos països, Alfonsín i José Sarney, es van reunir per signar la Declaració de Foz d'Iguazú, que va posar en marxa el procés d'integració que sis anys després prendria el nom de Mercosur, sumant a l'Uruguai i al Paraguai a mesura que aquests països anaven també recuperant la democràcia. Fins a aquest moment, els dos països mantenien una relació d'alta confrontació potencialment bèl·lica, que es remuntava als temps de la colònia, quan Espanya i Portugal s'enfrontaven per ampliar els seus dominis al món.

#### La hiperinflació
La situació econòmica es va agreujar el 1988 que va acabar amb una taxa d'inflació de 343% preludi de l'esclat d'un procés hiperinflacionari a partir de febrer de 1989 superior al 3000% anual, que va fer augmentar la pobresa fins a assolir un rècord històric fins llavors: el 47,3%.
En aquestes condicions es van realitzar les eleccions presidencials del 14 de maig de 1989, triomfant el candidat opositor, el peronista Carlos Menem amb un 47,4% dels vots, contra el 36,7% de la UCR. La magnitud de el caos econòmic-social, va portar a Alfonsín a «resignar» al càrrec de president i anticipar cinc mesos el trasllat del comandament al 8 de juliol.

#### La renúncia d'Alfonsín
S'ha atribuït la renúncia d'Alfonsín a un «cop de mercat» o «cop d'estat tou» que va impulsar la correguda canviaria que va desencadenar la hiperinflació. El diari Ámbito Financero va usar el titular «cop de mercat» per anunciar la resignació d'Alfonsín al càrrec de president. L'ús de el terme «resignació» per part d'Alfonsín, va donar lloc a diverses interpretacions explicitades pel president electe que va prendre la decisió de considerar-la un sinònim de «renúncia». Alfonsín s'atribuiria a Domingo Cavallo i a Guido di Tella haver liderat les operacions econòmiques que van portar a la correguda bancària i a la hiperinflació.
| «               | Es produeixen les eleccions i les coses es van agreujar perquè el llavors diputat Cavallo havia parlat amb els bancs internacionals perquè se'ns exigís el pagament del deute, conspirant contra el país; i després Guido Di Tella havia dit que el dòlar no havia d'estar alt, sinó molt alt; llavors ens començaven a demanar el lliurament immediat de el poder. | » |
| — Raúl Alfonsín | |   |

Un dels homes propers a Alfonsín, el dirigent socialista Simón Lázara, va relatar que després de les eleccions Alfonsín es va reunir amb un grup d'empresaris per demanar-los que li permetessin complir el seu mandat que finalitzava el següent 10 de desembre. En aquesta ocasió el CEO del diari Clarín, Héctor Magnetto, va parlar en nom de grup empresarial i va dir:
| «                 | Vostès ja són un obstacle. | » |
| — Héctor Magnetto |                            |   |

### El Menemisme (1989-1999)

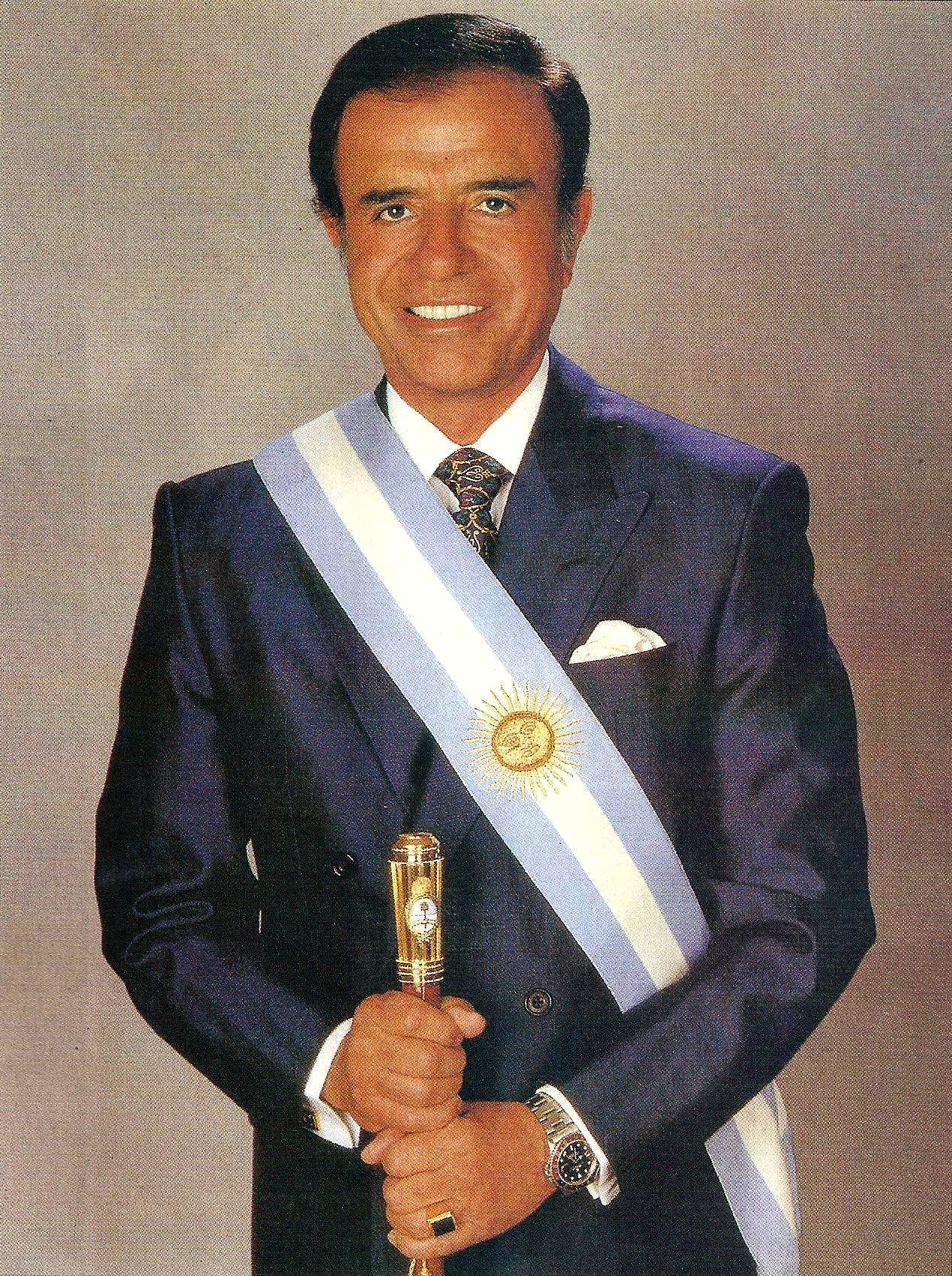
El peronista Carlos Menem va succeir al president radical Alfonsín i va governar durant dos períodes consecutius

Carlos Saúl Menem va governar l'Argentina entre juliol de 1989 i desembre de 1999, en dos mandats. La seva presidència va coincidir amb la victòria dels Estats Units d'Amèrica en la Guerra Freda i l'inici de la globalització. Va aplicar una política econòmica neoliberal seguint les línies del Consens de Washington de 1989, realitzant l'experiència més àmplia de privatitzacions i desregulació de mercat, entre els països llatinoamericans.

#### El primer govern de Carlos Menem (1989-1995)
L'esclat d'un segon brot hiperinflacionari el 1990 i la denúncia dels Estats Units d'Amèrica d'actes de corrupció, va causar una crisi en el govern que va portar a l'aleshores canceller Domingo Felipe Cavallo a assumir el Ministeri d'Economia.

##### Polítiques econòmiques
Cavallo va prendre tres grans mesures; la convertibilitat de la moneda nacional amb el dòlar (Llei 23.928), la suspensió («consolidació») per deu anys del pagament del deute intern (Llei 23.982), i l'anomenada «flexibilització laboral» (Llei 24.445). Aquestes mesures, sumades a les ja sancionades lleis de reforma de l'Estat (Llei 23.696) i d'emergència econòmica (Llei 23.697), canviarien profundament la societat argentina. Aprofitant la sobrevaloració de la moneda argentina durant la convertibilitat, es va aplicar una política d'alt endeutament extern passant de 65.000 milions de dòlars a 145.000 el 1999.
El 1991, l'Argentina va signar el Tractat d'Asunción (creant el Mercosur amb Brasil, Uruguai i Paraguai), amb l'objectiu de formar un fort bloc econòmic sud-americà. El Mercosur va consolidar la democràcia a la regió i va canviar radicalment l'estructura de el comerç exterior dels països membres, augmentant en el cas argentí més de 1000% el seu intercanvi comercial amb el Brasil.

##### Privatitzacions
Entre 1990 i 1994 es van privatitzar pràcticament totes les empreses de l'Estat: ENTel, Ferrocarrils Argentins, Correu Argentí, YPF, Gas de l'Estat, SEGBA, Canal 13, Canal 11, Canal 9, Obres Sanitàries de la Nació, les drassanes, les empreses siderúrgiques, les petroquímiques, les flotes mercants, els ports, el banc hipotecari, YCF, etc. Durant el govern de Menem també es van privatitzar els fons de pensió (jubilacions) que van passar a ser administrats per empreses amb fins de lucre anomenades AFJP.

##### Indults
El presidente Menem continuó con la política de impunidad para los delitos de lesa humanidad cometidos durante la dictadura que había iniciado Alfonsín luego de los levantamientos militares carapintadas. A tal fin entre el 7 de octubre de 1989 y el 30 de diciembre de 1990, dictó diez decretos indultando a civiles y militares que cometieron delitos durante la dictadura autodenominada Proceso de Reorganización Nacional incluyendo a los miembros de las juntas condenados en el Juicio a las Juntas de 1985, al procesado ministro de Economía José Alfredo Martínez de Hoz y los líderes de las organizaciones guerrilleras. Mediante estos decretos fueron indultadas más de 1200 personas. Las organizaciones de derechos humanos criticaron duramente los indultos, exigiendo su derogación. Las así llamadas leyes de impunidad, dictadas por Menem y Alfonsín, serían anuladas en 2003.

##### Atemptats terroristes
El 1992 i 1994 van succeir els atemptats a l'Ambaixada d'Israel i a l'AMIA, en què van morir més de 100 persones. Diversos funcionaris, entre ells el president Menem, serien portats a judici el 2015 acusats d'haver encobert el segon atemptat. També es va produir el 1995 l'explosió intencional de la Fàbrica Militar de Riu Tercero que va causar set morts, per encobrir una operació clandestina de venda d'armes a Equador i Croàcia, fet pel qual Menem va ser condemnat.

##### El Pacte d'Olivos i reelecció
El 1994, Menem i Alfonsín van signar el Pacte d'Olivos acordant una sèrie de «coincidències bàsiques» per a realitzar una reforma constitucional realitzada aquest mateix any, en reemplaçament de la constitució imposada durant la dictadura establerta en 1955.
El 1995 es van realitzar les eleccions presidencials en què Menem va obtenir la seva reelecció amb un 49,9% dels vots, vencent al FREPASO que va obtenir el 29%. La Unió Cívica Radical va quedar relegada a el tercer lloc per primera vegada en els seus cent anys d'història.

#### El segon govern de Carlos Menem (1995-1999)

##### Enfonsament de la situació social

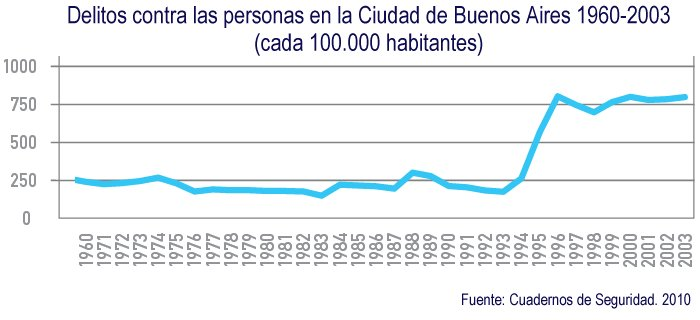
Entre 1994 i 1997 es va triplicar la criminalitat contra les persones

Aquest període va estar caracteritzat pel deteriorament de la situació social, que ja el 1997 afectava àmplies capes de la població. La desocupació massiva va persistir amb una taxa de dos dígits (no va ser fins al 2006 que va tornar a ser d'un sol dígit) i el treball no registrat no cessava d'augmentar. Un dels canvis més sensibles va ser la instal·lació d'una criminalitat endèmica, desconeguda fins llavors al país, amb una taxa d'assassinats que va augmentar un 400% entre 1989 i 1996. La caiguda del consum intern i l'obertura econòmica va aprofundir la crisi de les indústries nacionals, amb el tancament de fàbriques i ramals ferroviaris.
El deteriorament de les condicions de vida de la població va agreujar el conflicte social. El moviment obrer, dividit en tres sectors (CGT, MTA i CTA), va realitzar nou vagues generals entre 1992 i 1999. El 1990, organitzacions de jubilats van començar a tallar carrers estratègics setmanalment com a forma de protesta contra la congelació dels seus havers, i des de la segona meitat de la dècada del 1990 es van produir puebladas amb talls de carreteres en diverses parts de país impulsades per l'organització dels treballadors desocupats que van donar naixement a el moviment piqueter. Els assassinats per les forces de seguretat de l'obrer Víctor Choque 1995 i de Teresa Rodríguez el 1997, els primers des de la caiguda de la dictadura durant manifestacions de protesta, van assenyalar l'increment de la repressió i la criminalització de la protesta social.
En el camp del control de la informació, el diari Clarín es va convertir en un dels grups empresarials més importants de país, concentrant diaris, revistes, canals de televisió, ràdios, canals de cable, agències de notícies i empreses d'internet, així com adquirint mitjans competidors per tancar-los, en la major part de les províncies i ciutats. Diverses personalitats, com Jorge Lanata (director del diari Página/12) i Julio Ramos (director del diari Ámbito Financero i autor de el llibre Els forrellats a la premsa), van denunciar el monopoli creat pel Grup Clarín i el dany que el mateix li va fer a la llibertat de premsa i informació a Argentina:
| «                                         | El gran problema, la gran aguait de la premsa argentina en aquests anys 90 és el monopoli Clarín .. | » |
| — Els forrellats a la premsa, Julio Ramos | |   |

El 1998, Argentina va ser considerada un model exemplar pel Fons Monetari Internacional, que va convidar el president Menem a dirigir la paraula davant l'assemblea anual conjunta de l'organisme i el Banc Mundial. Simultàniament iniciada una recessió que duraria quatre anys, destruint una quarta part de la riquesa nacional i submergint a el país en la major crisi de la seva història moderna. Aquest mateix any, els Estats Units d'Amèrica va atorgar a l'Argentina l'estatus d'aliat important extra-OTAN, sent l'únic país llatinoamericà a ocupar aquest lloc.
El 1999 es van realitzar les eleccions presidencials resultant triomfadora amb el 48% dels vots (contra el 38% del peronisme) una coalició entre la Unió Cívica Radical i el FREPASO coneguda com L'Aliança, que va portar com a candidat a l'aleshores cap de govern de la Ciutat de Buenos Aires Fernando de la Rúa.

### La presidència de Fernando de la Rúa (1999-2001)

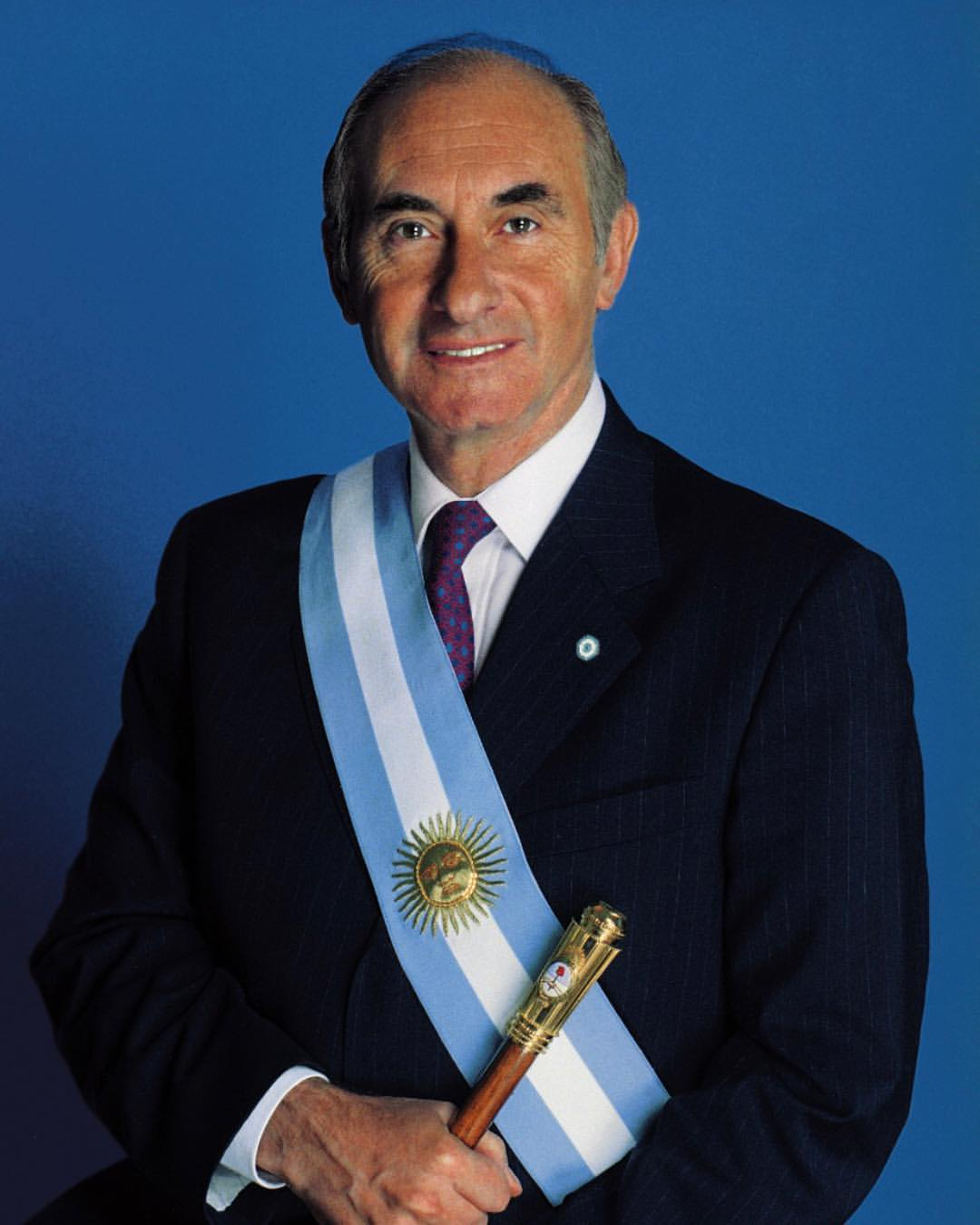
El radical Fernando de la Rúa, candidat de L'Aliança, va ser elegit per succeir el president Menem. Va renunciar pocs dies després de complir dos anys de mandat

Fernando de la Rúa va assumir la presidència el 10 de desembre de 1999 al capdavant d'una coalició heterogènia coneguda com L'Aliança, integrada per la Unió Cívica Radical (UCR) (on es diferenciava el sector alfonsinista de el sector més conservador liderat per De la Rúa) i el FREPAS, una confederació formada pels partits Frente Grande, PAIS, Socialista Popular, Socialista Democràtic, Intransigent i Demòcrata Cristià. L'heterogeneïtat de L'Aliança portaria a conflictes interns que van reduir el seu suport polític i van acabar aïllant i debilitant el President.

#### Continuïtat de la convertibilitat
A diferència del candidat del Partit Justicialista (Duhalde) que en la campanya electoral havia proposat sortir ordenadament de la convertibilitat, L'Aliança havia promès mantenir-la. Fortament condicionada per l'alt deute extern i sota les exigències del Fons Monetari Internacional, el govern va disposar una successió de «ajustos» augmentant impostos, reduint salaris i pensions de jublicació, i precaritzant les condicions de treball. L'escàndol suscitat per les denúncies de suborns a senadors per part de govern per sancionar una nova llei de flexibilització laboral exigida pel FMI (coneguda com a Llei Banelco) va portar a la renúncia del vicepresident Chacho Álvarez (líder del FREPASO) i va causar un cisma en L'Aliança.

#### La crisi del 2001
El 19 de desembre de 2000, aclaparada per la dificultat per complir amb el pagament dels interessos del deute extern, propiciats per la crisi brasilera i el conegut com "efecte Caipirinha", l'Argentina va acordar amb el Fons Monetari Internacional una operació que es va anomenar «Blindatge», per mitjà de la qual el FMI i diversos bancs van acceptar posar a disposició el país 39.700 milions de dòlars a canvi que l'Argentina aprovés una nova llei de flexibilització laboral, l'augment de l'edat de jubilació i un rigorós ajust fiscal que s'estenia a les províncies. A partir de febrer de 2001, grans fluxos de fons van començar a abandonar el país i la situació econòmica va empitjorar causant que el 5 de març renunciés el ministre d'Economia, José Luis Machinea.
El va reemplaçar Ricardo López Murphy, qui també va haver de renunciar als pocs dies a causa de les protestes suscitades per les retallades pressupostàries, especialment a educació, que va proposar.
El 20 de març de 2001, el president De la Rúa va designar com a ministre d'Economia a Domingo Cavallo, qui el 1982 havia estatitzat el deute extern argentí, i en la dècada del 1990 (també com a ministre), va ser l'autor del Pla de Convertibilitat i de les reformes econòmiques i socials conegudes com a neoliberals durant el govern de president Menem. Una de les primeres mesures de Cavallo va ser realitzar amb el Fons Monetari Internacional una qüestionada operació anomenada Megacanje, que va exigir fortes restriccions a l'acció de l'Estat, sota la consigna «dèficit zero». El Megacanje va ser considerat delicte per la justícia, la qual va ordenar enjudiciar Cavallo el 2014, després d'absoldre a altres nou presumptes autors per haver prescrit l'acció penal.
El 14 d'octubre de 2001 es van celebrar eleccions legislatives en què L'Aliança oficialista va ser derrotada àmpliament pel Partit Justicialista, amb l'agreujant que el president De la Rúa no va tenir espai polític per sostenir a cap candidat. Una de les dades centrals de l'elecció va ser l'anomenat «vot brega», vots en blanc o anul·lats intencionalment que van assolir el 25% del total, guanyant fins i tot en la Ciutat de Buenos Aires i en la Província de Santa Fe, traient a la llum una greu crisi de representativitat.
El 3 de desembre de 2001, a causa de la interrupció de l'aportació de fons per part de Fons Monetari Internacional, el president De la Rúa va dictar un decret sol·licitat per Cavallo imposant el que va ser conegut com «el corralito», un paquet de mesures econòmiques que va disposar la bancarització de l'economia, mitjançant la prohibició d'extreure diners en efectiu dels bancs en sumes superiors a 250 pesos o dòlars per setmana. Aquesta mesura va afectar principalment a les persones amb ingressos informals, entre ells els treballadors no registrats per les empreses que en aquell moment arribava el 44,8%, xifra que gairebé duplicava la de 1994, quan arribava a 28,4%.
El 13 de desembre van començar a produir-se esclats entre les classes populars d'algunes ciutats de les províncies, portats endavant pels denominats piqueteros. Diversos comerços de zones empobrides de l'interior de país i del Gran Buenos Aires van patir saqueigs per part de sectors de la població desocupada i indigents. El govern va atribuir aquestes revoltes a un pla desestabilitzador orquestrat per alguns líders del Partit Justicialista.
Després de sis dies de saqueigs, van ser assassinades set persones per les forces de seguretat i els propis comerciants. El 19 de desembre a la nit, el president De la Rúa es va dirigir per televisió a la població per anunciar que havia decretat l'estat de setge. Immediatament després d'acabat l'anunci de De la Rúa, milions de persones a tot el país van començar a fer sonar cassoles des de casa i moltes van sortir al carrer donant inici al que es va conèixer com «el cacerolazo» (la cassolada). Un gran grup es va concentrar davant de la Casa Rosada exigint la renúncia de el president De la Rúa i van començar a corejar una consigna que caracteritzaria al moviment: «¡Que se vayan todos!» (que se'n vagin tots!). A les 3:00h del matí del 20 de desembre va renunciar el ministre Cavallo.
- El ministre d'economia del govern de Menem, Domingo Cavallo, parla del pla econòmic, de la situació fiscal i del Pla de Convertibilitat

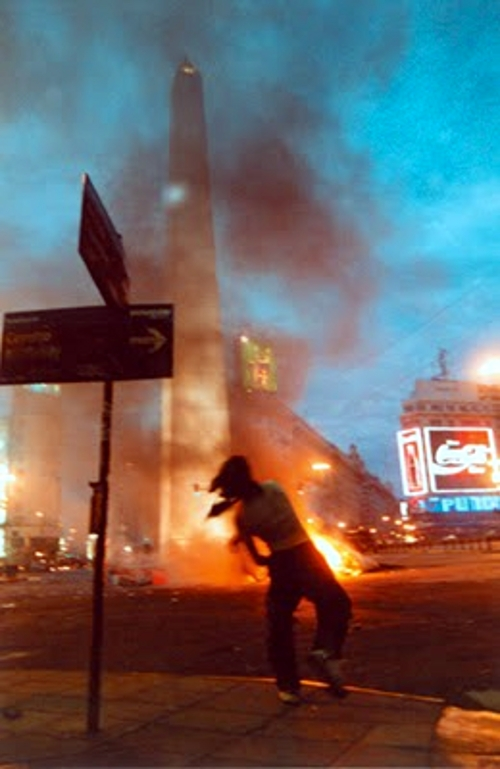
El president Fernando de la Rúa parla per la cadena nacional a la nit del 19 de desembre de 2001 i declara l'estat de setge. Immediatament després de finalitzar el missatge va començar la revolta del poble que va causar la seva renúncia a l'endemà
- La crisi econòmica i social, les manifestacions populars del 19 i 20 de desembre conegudes com La cassolada i la repressió que va causar 39 morts i més de 400 ferits, van provocar la renúncia de president Fernando de la Rúa

Durant el 20 de desembre, va continuar la pueblada (revolta popular) amb nous enfrontaments entre la policia i els manifestants reunits a la Plaça de Mayo, enfront de la Casa de Govern, i en altres punts de país. Aquesta vegada les forces de seguretat van assassinar 32 manifestants, causant més de 400 ferits, incloent l'anomenada Massacre de Plaça de Mayo. A les 16:00h, visiblement debilitat, el president va pronunciar un discurs per televisió convocant a la «unitat nacional» i oferint al Partit Justicialista cogobernar al país. A les 19:45h, el president De la Rúa va signar la seva renúncia i minuts després va abandonar en helicòpter la Casa Rosada mentre als voltants es produïa una batalla campal.

### La inestabilitat política (2001-2003)

#### Cinc presidents en deu dies

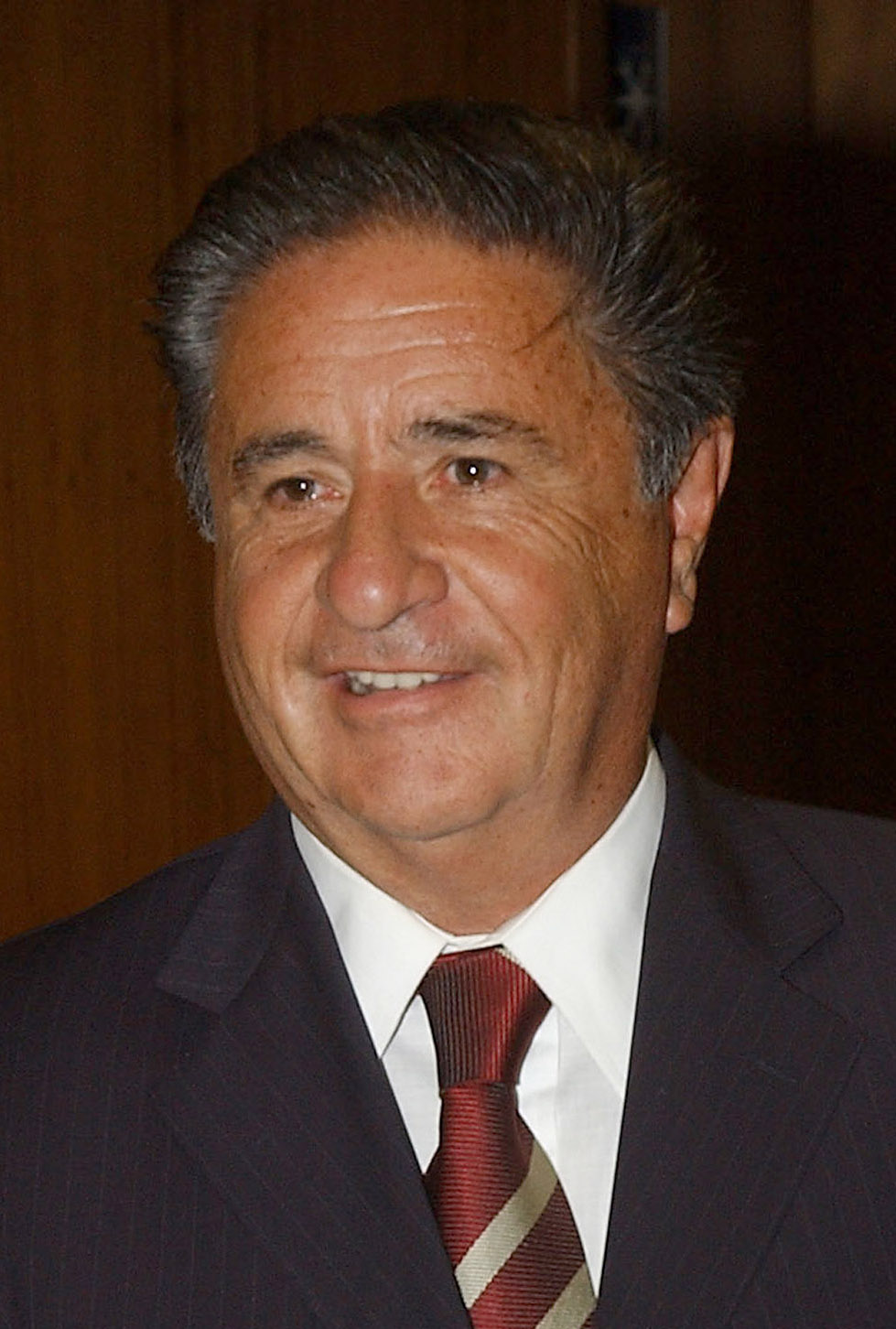
Eduardo Duhalde va ser designat el 2 de gener de 2002 pel Congrés Nacional per acabar el mandat de president Fernando de la Rúa, que havia renunciat el 20 de desembre anterior. En aquests dotze dies es van succeir al comandament del poder executiu Ramón Puerta, Adolfo Rodríguez Saá i Eduardo Camaño

Després de la renúncia de De la Rúa, va assumir la presidència de la Nació en forma interina el president provisional de Senat, el peronista Ramón Puerta. El dia 23 de desembre es reuneix l'Assemblea Legislativa, que nomena com a president de la Nació durant noranta dies a Adolfo Rodríguez Saá, també peronista i fins a aquest moment governador de la província de San Luis, amb el mandat de convocar eleccions i realitzar-les el 3 de març de 2002. En el seu discurs davant el Congrés de la Nació, el flamant president va anunciar el «default» (el cessament de pagament del deute extern).
El 28 de desembre es van produir noves manifestacions sota el lema «que se'n vagin tots», incloent l'ingrés al Congrés Nacional i l'incendi d'alguns mobles, que van portar a la renúncia del gabinet presidencial. La manca de convocatòria a eleccions que li havia ordenat el Congrés va restar suport polític a Rodríguez Saá que, després d'una frustrada reunió de governadors peronistes en Chapadmalal el 29 de desembre, va decidir renunciar, el que va fer verbalment per televisió el 30 de desembre a la nit des de la província de San Luis, aclarint que deixava el càrrec des d'aquest mateix moment. Minuts després també va renunciar Ramon Puerta per fax dirigit al president de la Cambra de Diputats, per sortir de país immediatament després.
Institucionalment, aquesta sèrie de renúncies van deixar al país sense autoritat, raó per la qual un grup de funcionaris va arribar a sostenir que havia d'assumir el president de la Cort Suprema Julio Nazareno, alhora que Rodríguez Saá va ser denunciat penalment per abandó del càrrec. Finalment, va intervenir l'escrivà general de Govern, convencent Rodríguez Saá perquè demanés llicència fins que assumís el president interí i acordant amb el president de la Cambra de Diputats Eduardo Camaño, perquè assumís com a president interí, qui finalment va ho fer el dia 31 de desembre a les 18:00h fins que es reunís l'Assemblea Legislativa.

#### La presidència provisional d'Eduardo Duhalde
L'Assemblea Legislativa es va reunir a l'endemà, el 1r de gener de 2002, acceptant primer la renúncia de Rodríguez Saá i després designant com a President de la Nació al senador justicialista Eduardo Duhalde per complir el mandat de De la Rúa. Duhalde va jurar davant el Congrés aquesta mateixa nit, a les 23:30h.
Pocs dies després del seu accés a el poder, el nou primer mandatari va disposar les seves primeres mesures per fer front a la crisi econòmica: abandonament del tipus canviari fix, devaluació del peso argentí, pesificación de l'economia (inclosos dipòsits bancaris) i la distribució de plans socials per atenuar els efectes d'una economia en recessió que havia incrementat la pobresa i indigència fins índexs mai vistos abans en l'Argentina.
A l'abril de 2002, el ministre d'Economia, Jorge Remes Lenicov, va dimitir davant les protestes suscitades per l'anomenat «Pla Bonex», que preparava al costat de Duhalde per bescanviar per bons de deute públic dels dipòsits bancaris a termini immobilitzats. Els altres membres del gabinet van posar també els seus càrrecs a disposició el president, el qual va acceptar, entre d'altres, la renúncia del cap de govern, Jorge Capitanich, i va designar titular d'Economia a Roberto Lavagna, qui va anunciar que no es produiria el retorn a un tipus de canvi fix (seguint així les recomanacions del FMI) i que persistirien les restriccions bancàries.
La majoria de la població va caure per sota del llindar de pobresa; si a l'octubre de 2001 gairebé el 40% era pobre, un any després aquesta quantitat s'havia enfilat el 54%, equivalent a 20 milions de persones, dels quals la meitat eren indigents (no rebien prou per menjar). La situació era molt més greu per als nens i nenes, ja que entre ells la pobresa arribava al 70%. Territorialment, hi havia diverses regions i ciutats amb nivells de pobresa superiors al 70%, com la província de Formosa, les ciutats de Concordia i Posadas i el quart cordó del Gran Buenos Aires (Florencio Varela, Moreno, Merlo, Tigre i La Matanza). La Ciutat de Buenos Aires era la que millor estava, amb un 80% per sobre del llindar de pobresa. La destrucció de el teixit social, l'empobriment general, el rebuig generalitzat de la població cap a tot tipus de lideratges i la pràctica desaparició de l'Estat va arribar a tal punt que la guerra civil i la desintegració nacional van ser possibilitats que es van considerar tant dins com fora de l'Argentina.
El 25 de maig, el pare Jorge Bergoglio, en aquells dies cap de l'Església catòlica a l'Argentina, va realitzar una dramàtica crida a la població alertant que l'Argentina estava «a les portes de la dissolució nacional».
El govern va veure complerts alguns dels seus principals objectius al juny; el Senat va derogar l'anomenada Llei de Subversió Econòmica, es va acordar un pacte fiscal amb els governs provincials per reduir en un 60% el seu dèficit, i es va disposar un nou Pla Bons. Però l'eix del programa governamental, complir les exigències del FMI per recuperar la seva ajuda econòmica, va generar tota mena d'actituds opositores i va aguditzar la conflictivitat social. Malgrat que la crisi va continuar, el govern va intentar normalitzar progressivament el sistema financer; al novembre de 2002, gairebé un any després de la seva implantació, van finalitzar les restriccions per retirar efectiu de comptes corrents (acabava així l'anomenat «corralito»), i al març de 2003 es van aixecar les limitacions per retirar fons de dipòsits a termini fix (l'anomenat «corralón»).
El 26 de juny de 2002, es produeix la Massacre d'Avellaneda, en la qual el govern nacional va ordenar la repressió d'una manifestació de grups piqueteros. Davant aquest fet, Duhalde va anticipar sis mesos la convocatòria d'eleccions presidencials i va anunciar que no tornaria a presentar-se.

### El Kirchnerisme (2003-2015)

#### La presidència de Néstor Kirchner (2003-2007)

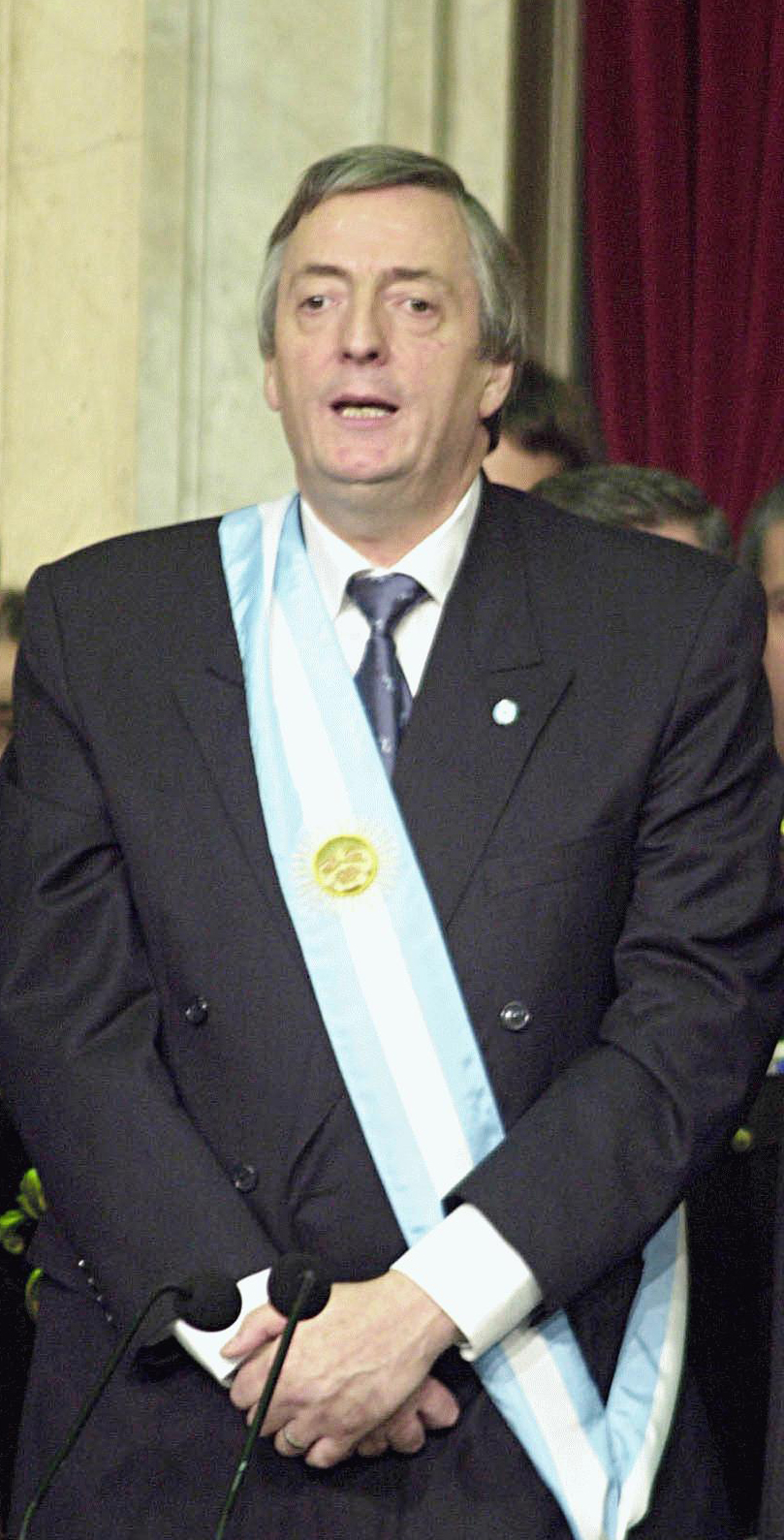
Néstor Kirchner, president durant el període 2003-2007

El 27 d'abril de 2003, es va realitzar la primera volta d'eleccions per elegir president. Cinc candidats van reunir la majoria dels vots: Carlos Menem (24%), Néstor Kirchner (22%), Ricardo López Murphy (16%), Adolfo Rodríguez Saá (14%) i Elisa Carrió (14%).
Carlos Menem, el candidat triomfant per majoria relativa a la primera volta, no es va presentar a la segona volta en conèixer els resultats de les enquestes que assenyalaven un percentatge de sufragis en contra de l'ordre del 70% i, per tant, va resultar elegit el president Néstor Kirchner, qui va assumir el seu mandat el 25 de maig de 2003 fins al 10 de desembre del 2007.
Kirchner va assumir confirmant al ministre d'economia de Duhalde, Roberto Lavagna, i la seva política econòmica va seguir els mateixos lineaments que la del seu antecessor, mantenint la devaluació de la moneda mitjançant una forta participació de el Banc Central a la compra de divises, impulsant mitjançant les exportacions un creixement econòmic amb taxes del PIB properes al 10%. D'altra banda va assolir treure a país de la cessació de pagaments, canviant deute per nous bons indexats per la inflació i l'índex de creixement econòmic. Els índexs de pobresa i d'atur van disminuir notòriament.
Durant el govern de Kirchner, Argentina i el Fons Monetari Internacional van mantenir una relació distant. Una de les principals mesures de la seva gestió va ser cancel·lar per anticipat la totalitat del deute amb aquest organisme internacional per una suma de 9810 milions de dòlars, amb l'objectiu declarat d'acabar amb la subjecció de la política econòmica a les indicacions del FMI. Durant l'any 2005, es va realitzar el bescanvi del deute, que iniciava les renegociacions pels bons que havien quedat impagats des de 2001.
Kirchner va portar endavant una activa política per promoure els drets humans, incorporant al seu govern a reconeguts integrants d'organitzacions de drets humans. A més, va impulsar l'enjudiciament als responsables per crims de lesa humanitat ocorreguts durant la dècada del 1970, realitzats per la Triple A i pel govern del Procés de Reorganització Nacional. Per assolir-lo, van ser anul·lades les lleis d'Obediència Deguda i Punt Final, les quals mantenien aturats aquests judicis des del govern de Raúl Alfonsín.
Des del 19 de juny de 2003, per decret presidencial, es va renovar la Cort Suprema, tots els candidats a integrar-la tenien que passar una etapa d'exposició pública que tenia que presentar el Poder Executiu en els principals mitjans de comunicació de tot el país. El currículum del nominat (o dels nominats) havia de ser publicat i promocionat al lloc web del Ministeri de Justícia i podia ser discutit per les ONG, associacions de Dret, universitats, organitzacions de Drets Humans, i qualsevol ciutadà que així ho desitgés. Després d'un període de tres mesos, el president, sospesant els suports i rebutjos a la candidatura, quedava habilitat per presentar la nominació al Senat, que havia de decidir si aprovava o no que la persona proposada pel President formés part de la Cort, necessitant una majoria de dos terços per a aquesta aprovació.
La renovació de la Cort Suprema de Justícia durant els primers anys de govern de Kirchner, amb la designació d'Eugenio Raúl Zaffaroni el 2003, i d'Elena Highton de Nolasco i Carmen María Argibay el 2004, va ser vista i és usualment reconeguda per l'oposició com un pas positiu, que brinda més independència al Poder Judicial i equilibra la Cort tant ideològicament com per gènere
Des dels sectors de dreta o liberals s'han criticat aquestes polítiques com contràries a la reconciliació nacional. Des de l'esquerra, en canvi, se li critiquen gestos contraris als Drets Humans, com les repressions a algunes manifestacions en la Patagònia i l'enviament de tropes argentines a Haití en el marc de la MINUSTAH de les Nacions Unides.
A nivell internacional, Kirchner va formar part d'un grup de mandataris de diversos països llatinoamericans, juntament amb Lula (Brasil), Tabaré Vázquez (Uruguai), Evo Morales (Bolívia), Michelle Bachelet (Xile), Rafael Correa (Equador) i Hugo Chávez (Veneçuela), de tendències antiliberals. Un dels moments més destacats de la política internacional va ser la IV Cimera de les Amèriques de 2005, realitzada a Mar del Plata, en què el govern de Kirchner junt amb d'altres governs llatinoamericans, va portar endavant una política de «no a l'ALCA», paralitzant la posada en marxa de l'Àrea de Lliure Comerç de les Amèriques que els Estats Units d'Amèrica havia dissenyat i fet aprovar per tots els països americans el 1994, establint-se una nova política continental amb eix en la creació d'ocupació decent. En sentit coincident, Argentina va donar suport a la decisió de formar la Unió de Nacions Sud-americanes (Unasur), la constitució de la qual es va concretar el 2008.

##### Les eleccions del 2005
En les eleccions de 2005 (governadores i legislatives nacionals) es va produir una ruptura entre el kirchnerisme i el duhaldisme, que va portar a l'exclusió d'aquest últim del Front per a la Victòria (FPV) i a l'enfrontament electoral entre els dos sectors. La confrontació va ser especialment destacada respecte al càrrec de senador nacional per la Província de Buenos Aires. En aquesta oportunitat, el FPV va portar com a candidata a Cristina Fernández de Kirchner, mentre que el duhaldisme (amb el Partit Justicialista) va presentar a Chiche Duhalde, resultant guanyadora la primera.
Després de les eleccions legislatives d'octubre de 2005, Kirchner va assolir una majoria a nivell nacional i va desplaçar a Duhalde del control de l'aparell polític del Gran Buenos Aires. Això es va reflectir en importants canvis en el gabinet (fonamentalment la substitució de Roberto Lavagna per Felisa Miceli en el ministeri d'economia).
Malgrat el control de Congrés, Kirchner va continuar preferint, en reiterades ocasions, fer ús de decrets de necessitat i urgència (DNU) en lloc de seguir els tràmits ordinaris previstos per a la sanció de lleis. Des de la seva assumpció i fins a maig de 2006, van ser sancionats 201 decrets de necessitat i urgència; uns 67 decrets per any de mitjana, freqüentment comparats amb els 55 per any de Carlos Menem.
Al juliol de 2003, l'Argentina i Xile van acordar reobrir el Refugi Abrazo de Maipú, iniciant una política de cooperació amb la intenció d'enfortir la presència de tots dos països a l'Antàrtida i limitar les accions expansionistes del Regne Unit en l'àrea. Per llavors Argentina comptava amb sis bases permanents, set bases d'estiu i diversos refugis antàrtics.
El 2004, els pobladors de la ciutat de Gualeguaychú van iniciar un ampli moviment d'oposició a la instal·lació de dues plantes de cel·lulosa a la riba uruguaiana del Riu Uruguai, que va derivar en un conflicte diplomàtic entre els dos països. El conflicte va portar a una frustrada mediació de Joan Carles I d'Espanya, una demanda argentina davant el Tribunal Internacional de l'Haia, i a la reubicació d'una de les dues plantes.
Durant els dos últims anys del seu mandat es van aplicar creixents restriccions a les exportacions de carn i controls de preus, per tal de controlar la inflació i l'augment de el preu dels aliments. Des del 2005, els mitjans de comunicació van destacar l'existència del que sostenien era una «inflació reprimida», a causa de les retencions a les exportacions i els subsidis tarifaris. La inflació oficial va ser de el 6% el 2004, 12,3% el 2005 i del 10% el 2006. Les dades oficials van començar a ser qüestionades per consultores que van sostenir que la inflació real en l'últim any de mandat de Néstor Kirchner havia arribat al 22-26%, mantenint-se en aquesta xifra en la següent dècada.
A l'abril de 2007 es va produir una sèrie de maniobres delictives realitzades per l'empresa multinacional Skanska, d'origen suec; alguns polítics de l'oposició van sostenir que alguns funcionaris del govern havien comès il·lícits relacionats amb el cas, cosa que el ministre de l'Interior va negar. A mitjans d'aquest mateix any, la ministra d'economia Felisa Miceli es va veure embolicada en un escàndol, a causa de la troballa casual d'una borsa amb gran quantitat de diners al bany del seu despatx, que va portar a la seva renúncia i va obrir una investigació penal en el curs de la qual va ser processada per encobriment i destrucció d'instrument públic.

#### La presidència de Cristina Fernández de Kirchner (2007-2015)

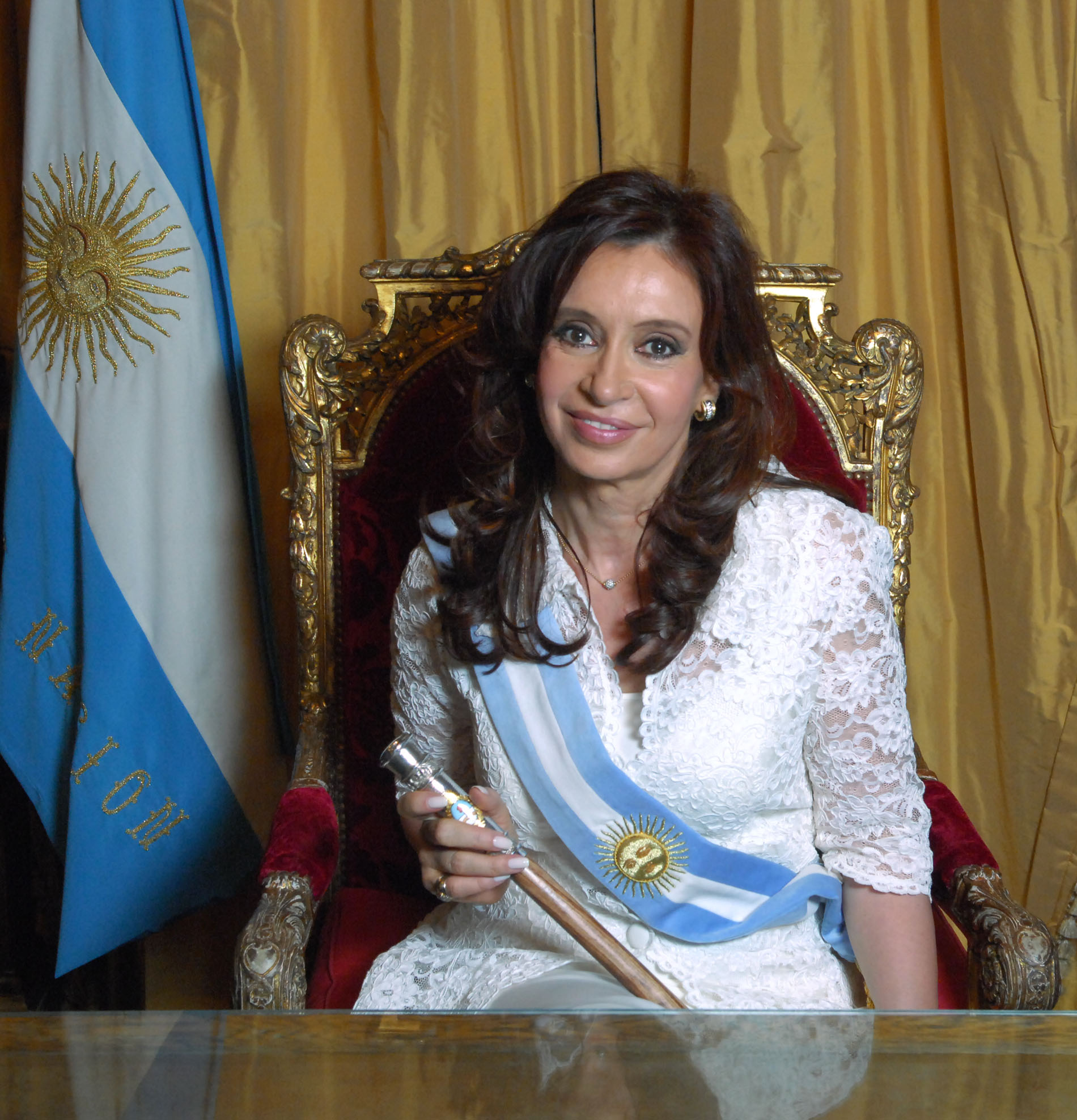
Cristina Fernández de Kirchner, presidenta de l'Argentina, 10 de desembre de 2007

El Front per a la Victòria va tornar a guanyar a les eleccions presidencials de 2007, assolint el 45% i duplicant els vots obtinguts el 2003. La fórmula guanyadora va estar integrada per la peronista Cristina Fernández de Kirchner i el radical Julio Cobos, que van vèncer la Coalició Cívica que portava la fórmula integrada per Elisa Carrió i el socialista Rubén Giustiniani que va obtenir el 23%.
El 10 de desembre de 2007 va assumir la presidència Cristina Fernández, que en els primers dies del seu mandat va continuar les línies generals del govern del seu espòs. D'aquesta manera, una dona va resultar elegida presidenta de la Nació per primera vegada en la història argentina.
En els inicis de la gestió de Cristina Fernández es va establir un augment del 20% de les tarifes mínimes d'autobusos, trens i metros, el qual va entrar en vigor el gener de 2008. Aquestes tarifes es trobaven amb preus congelats des de l'any 2001, i des de llavors l'Estat compensava amb subsidis els costos operatius i de sous que les empreses no podien pagar. Inicialment es va preveure que l'augment de tarifes permetria baixar els subsidis (que a finals de 2007 equivalen a $ 2.700 milions).
El 12 de març de 2008 les principals associacions patronals agropecuàries van declarar una aturada nacional amb bloqueig de carreteres en diferents punts de país, reclamant la derogació d'un nou règim de gravàmens mòbils a les exportacions establert per la Resolució 125/08 sancionada pel ministre de Economia Martín Lousteau. L'aturada va durar fins al 18 de juliol, després que el vicepresident radical Julio Cobos definís la votació en contra de la postura de la resta de govern. En aquell moment es va iniciar un conflicte entre el govern i el grup multimediàtic Clarín per les acusacions d'un i altre costat sobre la llibertat d'expressió, el paper dels monopolis de premsa a la informació d'actes i idees de govern, i la suposada tergiversació d'imatges acusades de discriminatòries per la Facultat de Ciències Socials de la Universitat de Buenos Aires. El 2016, un dels principals caps de el grup Clarín, el periodista Julio Blank va declarar que, durant la presidència de Cristina Kirchner, el grup va realitzar «periodisme de guerra».
Al finalitzar l'aturada agropecuària, el govern va haver d'enfrontar l'ensorrament de l'economia mundial causada per la crisi econòmica de 2008, adoptant una política econòmica anticíclica de promoció del mercat intern, impulsant la indústria automotriu (que va batre el rècord de producció el 2011 totalitzant 828.771 unitats fabricades) i donant crèdits a treballadors i empreses.
El 21 d'octubre de 2008, la presidenta Cristina Fernández de Kirchner va elevar a al Congrés un projecte elaborat per Amado Boudou, en aquells dies titular de l'ANSES, per posar fi a sistema de AFJP (fons privats de pensió), una de les principals reformes financeres de l'etapa menemista, i organitzar un nou sistema de repartiment estatal de jubilacions i pensions. Hi ha coincidència entre els observadors en considerar-la com una de les mesures més importants dels dotze anys de governs kirchneristes.

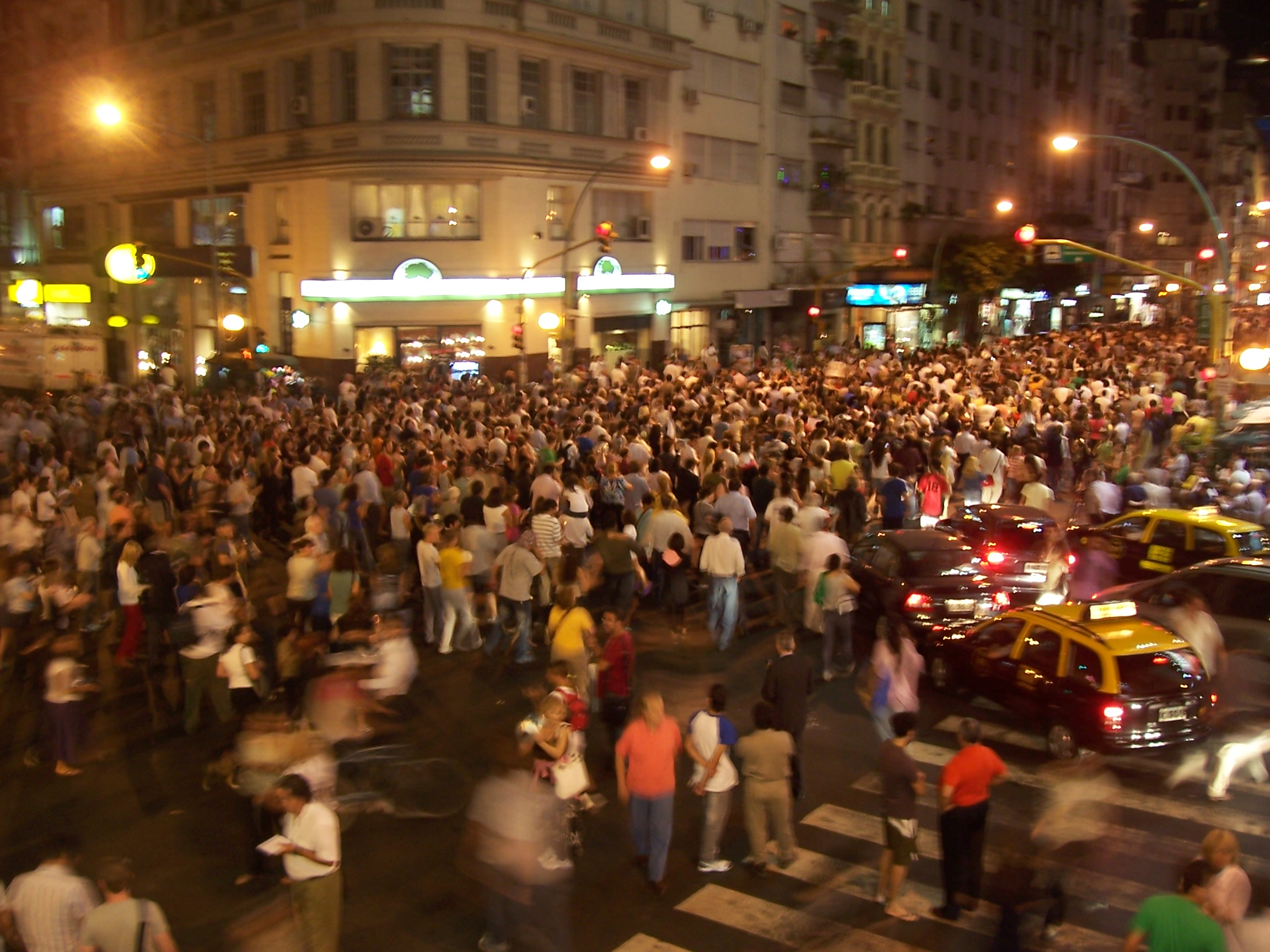
Cassolada en suport a l'aturada agropecuària de 2008
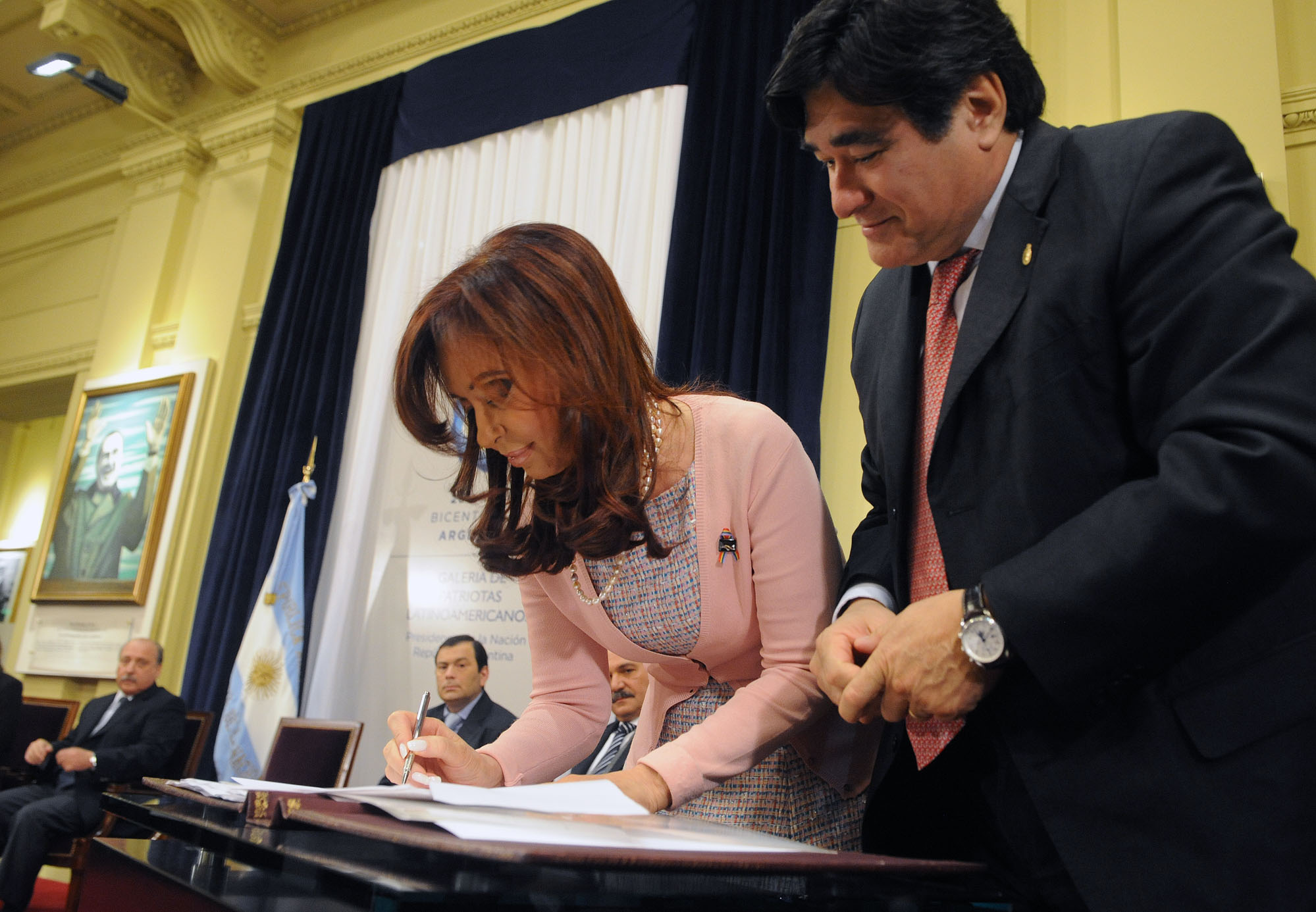
Cristina Fernández, promulgant la llei de matrimoni igualitari

El 2009 va sancionar una nova llei de mitjans que va reemplaçar a la Llei de Radiodifusió vigent des de 1980. L'esmentada llei va ser aprovada amb el suport de diferents forces polítiques, tant de l'oficialisme com d'una part de l'oposició, i va generar tant suports com rebutjos, alhora que va derivar en diversos errors judicials, relatius a la constitucionalitat o anticonstitucionalitat de la mateixa, que impedeixen la seva total aplicació.
El 29 d'octubre de 2009, la presidenta Cristina Fernández va signar el Decret 1602/09 que va disposar l'Assignació Universal per Fill, un ingrés fix per a tots els menors de 18 anys que no rebessin ingressos familiars d'origen salarial. Inicialment era de 180 pesos, suma que periòdicament s'ha vist augmentada, arribant a 270 pesos a l'octubre de 2011. Es va aprovar una fórmula d'actualització de les jubilacions i beneficis de la seguretat social, que va impulsar un fort augment de les mateixes, millorant un 24,6% en termes reals entre 2008 i 2017. En un procés iniciat per Néstor Kirchner entre 2003 i 2009, va duplicar la classe mitjana a l'Argentina, que va passar dels 9,3 milions de persones als 18,6 milions en aquest últim any. Això va transformar a l'Argentina en el país amb major creixement d'aquest segment de la població en tota Amèrica Llatina.

##### El Bicentenari
Durant el 2010 es va celebrar el Bicentenari de la Revolució de Maig, amb esdeveniments en diverses parts de país. A la ciutat de Buenos Aires, el govern nacional va organitzar el principal esdeveniment commemoratiu de l'any que es va desenvolupar principalment en un tram de la més important artèria de la ciutat, l'Avinguda 9 de Julio, en el qual es van trobar representades les províncies i països convidats.
El 27 d'octubre d'aquest any va morir l'expresident Néstor Kirchner d'una aturada cardiorespiratòria, durant el mandat de la seva esposa.
El 15 de juliol de 2010, la República Argentina va aprovar l'anomenada «llei de matrimoni igualitari», convertint-se en el primer país d'Amèrica Llatina i 10è en el món en reconèixer el dret a contreure matrimoni amb independència del sexe de la seva parella.

##### La reelecció de 2011
En les eleccions presidencials del 23 d'octubre de 2011, Cristina Fernández va ser reelecta per al càrrec de presidenta de la Nació, en primera volta, amb el 54,11% dels sufragis, gairebé deu punts més que el 2007 i més trenta punts percentuals que els obtinguts per Néstor Kirchner el 2003. Segon va resultar el candidat de Front Ampli Progressista, el socialista Hermes Binner, que va obtenir 16,81%. Com a vicepresident va ser triat el fins llavors ministre d'Economia Amado Boudou, artífex de la reestatització de sistema de jubilacions.
Sota el seu segon mandat es va recuperar la majoria accionària de l'anteriorment privatitzada Jaciments Petrolífers Fiscals (YPF), la major empresa de país, obtenint el projecte de llei la major aprovació al Congrés des del 2003.
A finals de 2011, el dirigent sindical Hugo Moyano, aliat important i secretari general de la CGT, es distancia de govern adherint-se als sectors opositors.
Durant aquest període van tenir lloc també grans manifestacions opositores al carrer, convocades per xarxes socials electròniques, com l'anomenat 8N. Segons dades del Banc Mundial, Amèrica Llatina (i dins d'ella l'Argentina) han transformat la seva estructura social a la primera dècada de segle xxi, produint una reducció de la pobresa i un augment de les classes mitjanes. Per l'Argentina, el Banc Mundial va establir que entre 2003 i 2009, la classe mitjana es va duplicar passant de 9,3 milions als 18,6 milions (equivalents a el 45% de la població).
El 16 d'abril de 2012, Cristina Fernández de Kirchner va presentar el projecte de llei de «La sobirania hidrocarburífera de la República Argentina» per expropiar el 51% del capital accionari d'YPF, que va acabar convertint-se en llei el 3 de maig del 2012.
El 9 de maig de 2012, es va sancionar la Llei d'identitat de gènere, garantint el canvi del gènere atribuït per l'Estat a les persones sense altra condició que la seva voluntat i el dret als tractaments mèdics gratuïts que siguin necessaris per a això.

##### La sobirania de les illes Malvines
Per complir el mandat constitucional de recuperar i exercir plenament la sobirania argentina sobre les Illes Malvines (clàusula transitòria primera de la Constitució de l'Argentina), el kirchnerisme va recórrer a una política de desescalament de la tensió militar (entre 2001 i 2016 no es va realitzar cap operatiu militar que es disparessin torpedes o míssils), per donar prioritat a l'enfortiment de les pressions polítiques regionals i simbòliques.

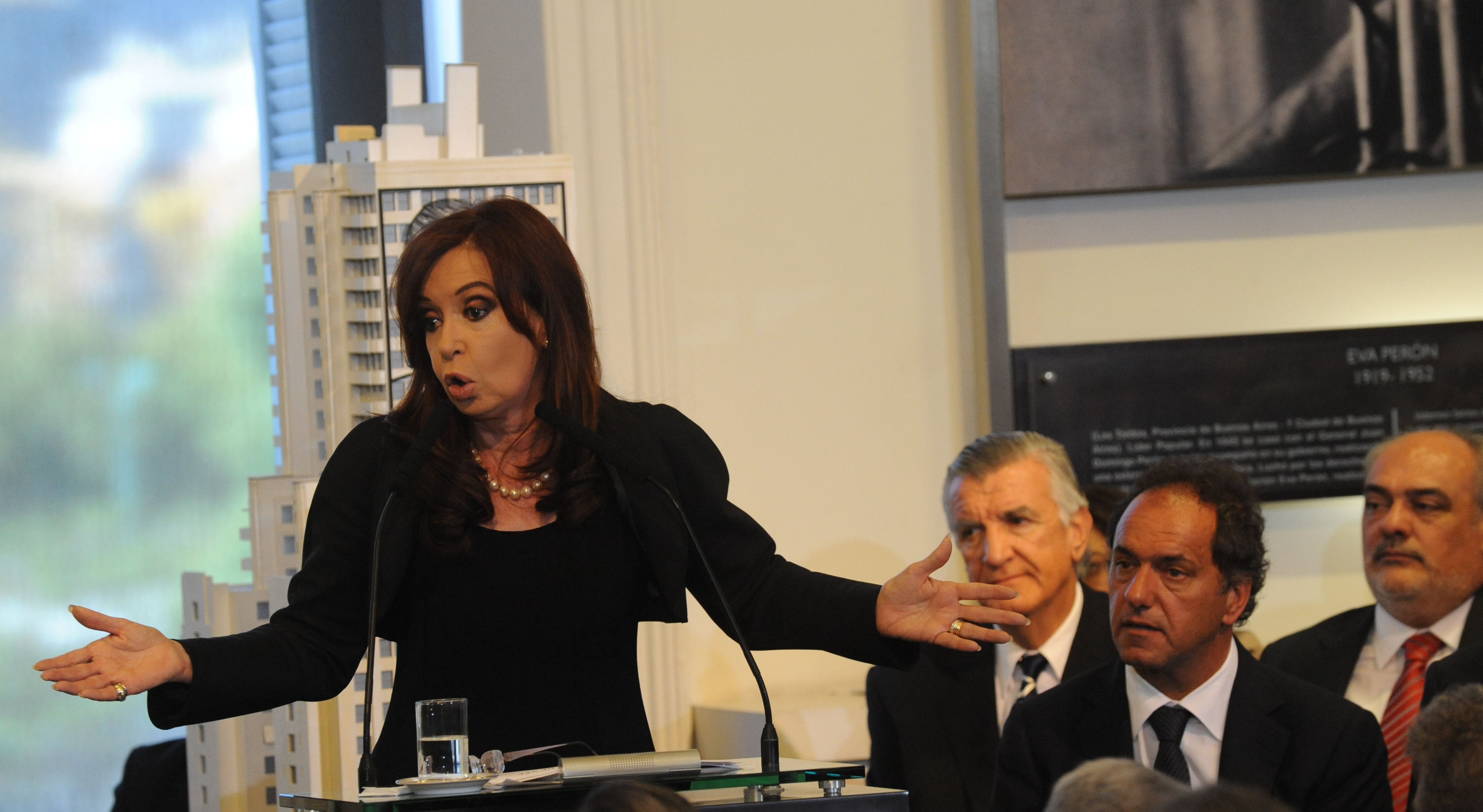
Cristina Kirchner anunciant l'expropiació de part d'YPF, 2012
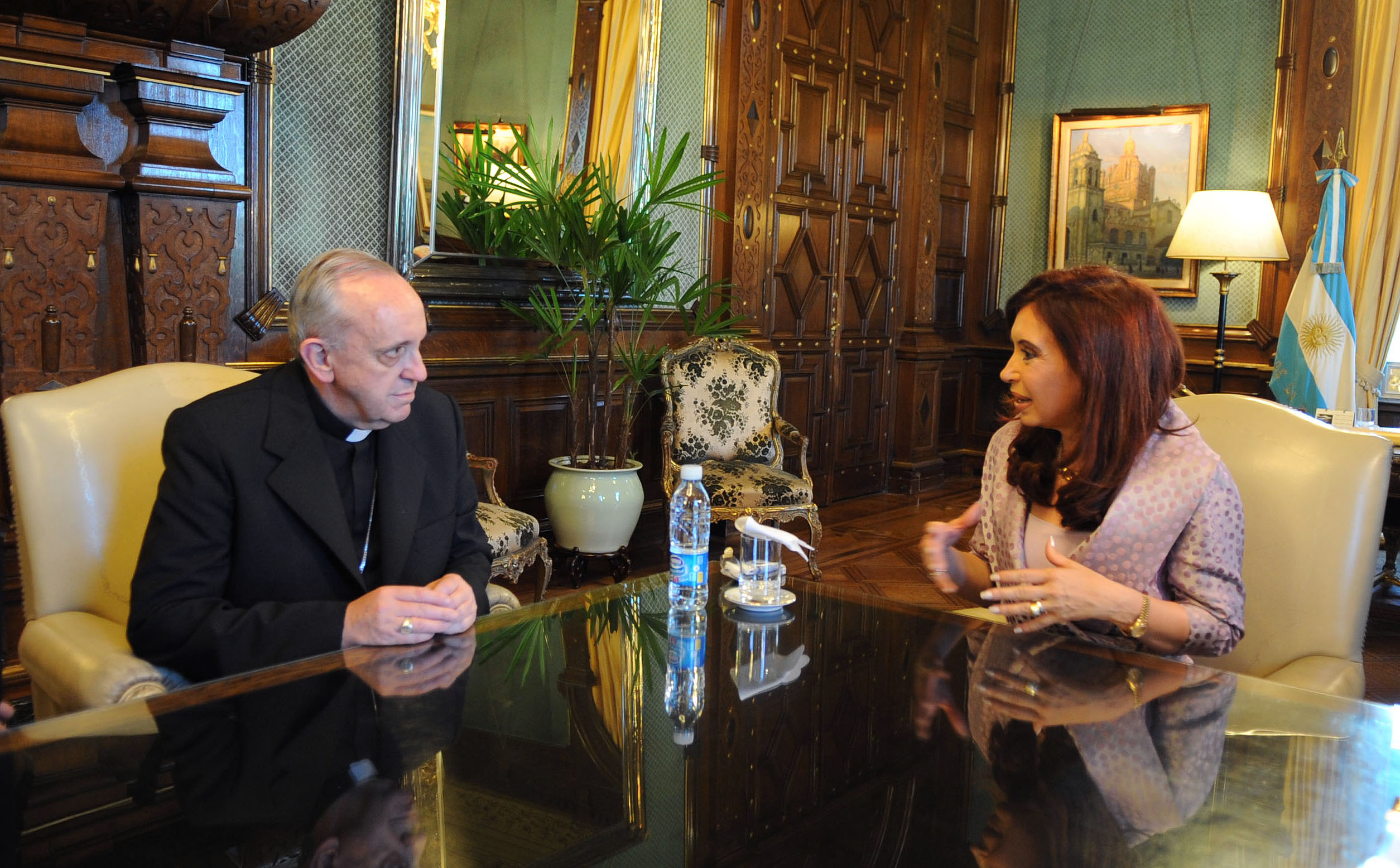
En el conclave de 2013, l'arquebisbe de Buenos Aires Jorge Mario Bergoglio va resultat elegit el Papa Francesc

Davant l'escalada de tensió per l'exploració petrolífera de les mateixes per part de la Gran Bretanya, la presidenta va respondre amb una prohibició d'utilitzar ports argentins per proveir béns a les illes Malvines, posició recolzada per la Unasur en el seu conjunt. Aquest reclam va ser escoltat per Hillary Clinton, qui es va mostrar personalment disposada a intervenir, situació que va causar desconcert en els britànics. Argentina va obtenir el suport de la comunitat llatinoamericana i del Carib entorn de la postura de recuperar les illes mitjançant la via pacífica, mentre que el Regne Unit, a través dels dits del seu primer ministre britànic David Cameron, van assenyalar que la sobirania de les Malvines la decideixen els mateixos illencs pel seu dret d'autodeterminació. El govern argentí va denunciar la militarització de l'Atlàntic Sud, fet que va negar Gran Bretanya sostenint que realitzava exercicis rutinaris. El 2013, la presidenta va crear una nova secretaria abocada a qüestions relatives a les Illes Malvines.

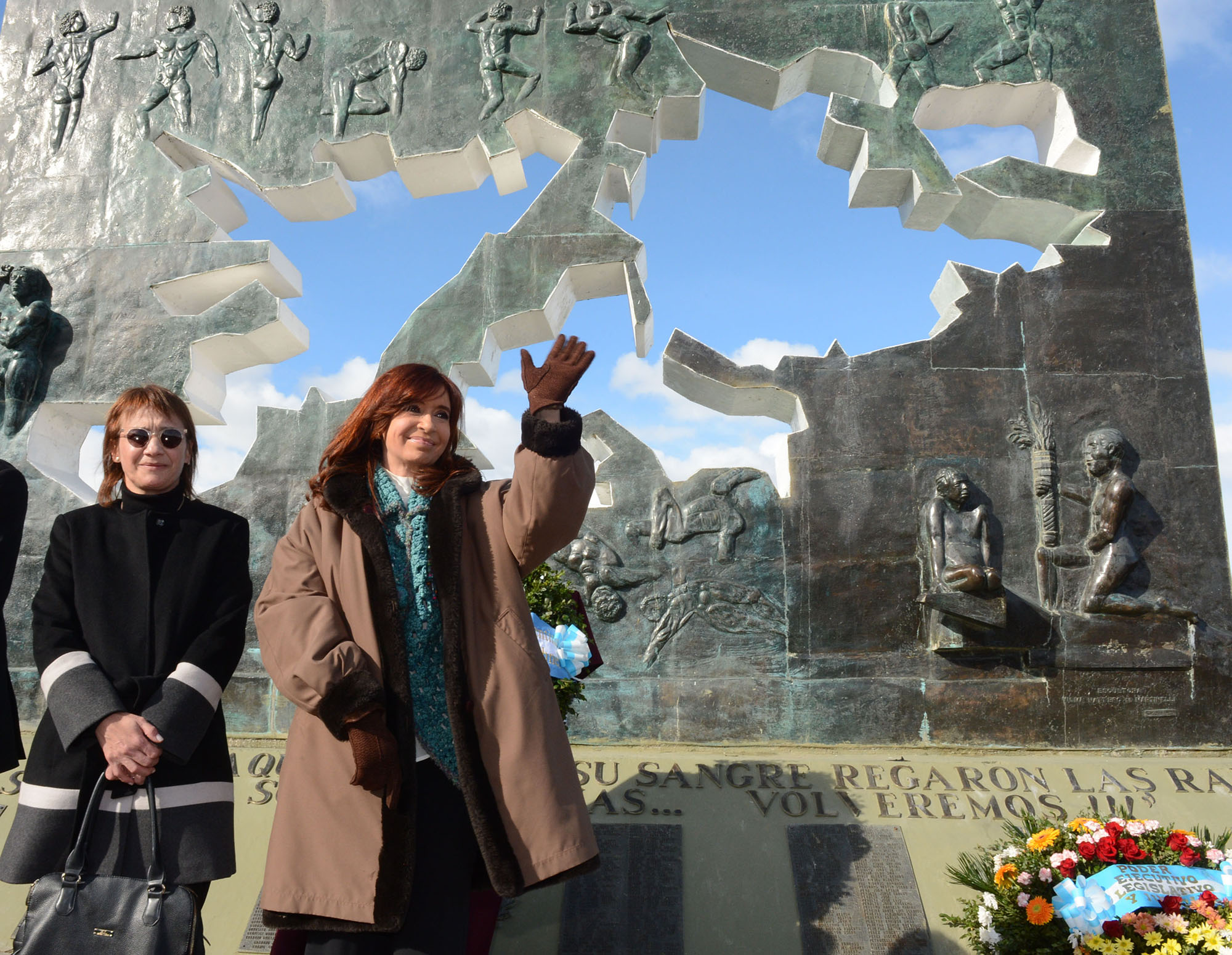
Cristina Kirchner a la plaça Illes Malvines d'Ushuaia, 2015

##### L'elecció del Papa Francesc
Davant la renúncia de Benet XVI el 28 de febrer de 2013, el conclave va donar per successor a l'arquebisbe de la Ciutat de Buenos Aires, el cardenal Jorge Mario Bergoglio, des d'ara Francesc. Es va convertir en el primer Papa no europeu des del segle viii, el primer papa jesuïta i el primer procedent d'Amèrica. Després d'això, van succeir una sèrie de trobades entre el pontífex i la presidenta argentina.

##### Finalització del mandat
Al deixar Cristina Fernández de Kirchner el govern al desembre de 2015, el govern entrant de Mauricio Macri va publicar un fullet en anglès titulat «Argentina: land of opportunities» (Argentina: terra d'oportunitats), descrivint de l'estat de país, on es destacaven el «gran desenvolupament del capital humà», amb el 98% d'alfabetització i 110.000 graduats d'educació universitària per any, la seva posició com un dels primers pel que fa als índexs de desenvolupament humà, educació a Amèrica Llatina i que compta amb el «coeficient de Gini més baix de la regió»; descriu l' «economia robusta» amb què compta el país, la tercera més gran de la regió després del Brasil i Mèxic, el major PIB per capita a la regió després de Xile, destaca al seu torn que compta amb menys d'un 6% de desocupació i amb menys d'un 75% de l'ocupació en el sector serveis; marquen que el país té «un sòlid esquema institucional»; accentua que el país compta amb «una infraestructura ben desenvolupada», que inclou «43 ports, 54 aeroports i més de 35 mil quilòmetres de carreteres i vies de trens»; finalment destaca la seva baixa relació deute extern-PIB, de només el 13%. Durant els seus dos governs, el PIB per capita va augmentar al 54% (passant de 8.239 dòlars el 2007 a 12.751 dòlars en 2014); la reducció de la desigualtat social per impacte de les polítiques fiscals de l'Estat va ser del 14,8%, sent el segon país llatinoamericà darrere del Brasil; assolir la major despesa pública social de l'Amèrica Llatina amb 1853 dòlars per persona el 2011-2012; es va col·locar, després d'Uruguai, entre els dos països amb sistema impositiu amb major efecte redistributiu de l'Amèrica Llatina amb 3% i 4% respectivament; es va establir el salari mínim en 511,49 dòlars el gener de 2015, sobre una mitjana de 150 dòlars a la regió; es va reduir la desocupació de 8,47% el 2007 a 7,03% el 2015, i va augmentar l'ocupació registrada un 11% entre 2010 i 2015.
Pel que fa als indicadors macroeconòmics, les reserves del Banc Central van passar de 45.000 milions el 2007 al màxim històric de 52.000 milions el 2010, reduint-se a 24.000 milions el 2015, impactades pels judicis iniciats el 2011 pels fons voltors davant del jutge estatunidenc Thomas Griesa i la crisi econòmica iniciada el 2012. El deute públic va passar de 173 a 233 milions de dòlars, equivalent al 45% del PIB. En una comparació de 47 economies de tot el món, entre 2007 i 2015 el deute extern de país va baixar 11 punts percentuals respecte del PIB i va passar al 33% del mateix, convertint-se en el país amb menor deute extern en relació al seu PIB entre els comparats (després d'haver arribat al 162% el 2002). Segons l'òrgan oficial encarregat de mesurar la inflació, l'INDEC, la mateixa va ser de 240,9% acumulada en els 8 anys, mentre que per a estimacions de Congrés i privades va ser del 470-500%. El preu de dòlar estatunidenc mesurat en pesos va passar de 3,15 a 9,15 en el mercat oficial i a 16 al mercat il·legal.

### La presidència de Mauricio Macri (2015-2019)
En les eleccions presidencials de 2015 va ser elegit president de la Nació Mauricio Macri, de el front Cambiemos, una aliança entre el radicalisme i el Pro, després d'haver sortit segon en la primera volta (34%) i guanyar la segona volta (51%), vencent al candidat del Front per a la Victòria Daniel Scioli.
Al migdia del 10 de desembre, després del interinitat de 12 hores de Federico Pinedo arran d'una mesura cautelar, Macri va jurar davant l'assemblea legislativa i va assumir el Poder Executiu de la Nació. Macri és propietari d'un dels principals grups econòmics de l'Argentina, el grup Macri. És el primer president electe des de 1983 que no pertany als partits radicals i justicialista, i també el primer president en assumir estant processat penalment, en una causa per espionatge de ciutadans, en la qual ja han estat portats a judici oral diversos exfuncionaris del seu govern, entre ells Jorge Alberto «Fino» Palacios, també enjudiciat com a encobridor de l'atemptat terrorista contra l'AMIA. Les seves principals promeses de campanya van ser «Pobresa zero», eliminació de regulacions per a la compra de dòlars, reducció de la inflació del 25% a un dígit, eliminació de l'impost sobre la renda per als treballadors, eliminació de la majoria dels impostos a les exportacions rurals i mineres (retencions), i una «pluja de dòlars» per inversions.

#### Les primeres mesures

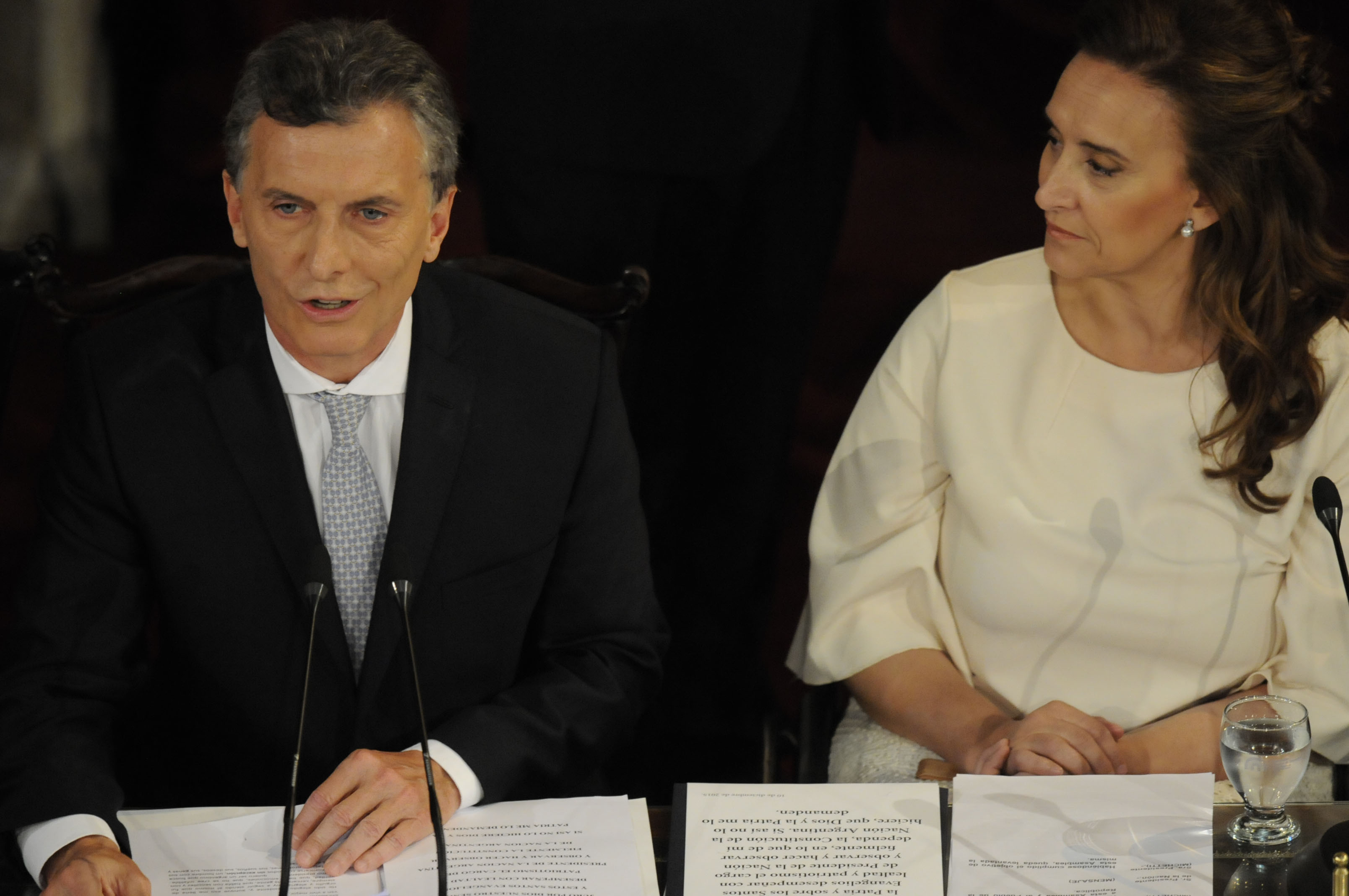
El president Mauricio Macri i la vicepresidenta Gabriela Michetti

En els seus primers dos mesos al front del poder executiu nacional, Mauricio Macri va decidir no convocar el Congrés de la Nació i adoptar unilateralment mesures que requerien l'acord del Senat. Entre elles va designar en comissió a dos membres de la Cort Suprema, i va dissoldre els organismes que estableix la llei per regular els mitjans de comunicació audiovisual (AFSCA) i les telecomunicacions (AFTIC).
Altres mesures d'importància preses en els primers dies de govern van ser la derogació de les regles sobre compra de divises, que va produir una devaluació del peso d'un 40%, l'eliminació dels impostos a les exportacions (retencions), la declaració de l'estat de emergència estadística suspenent l'elaboració d'estadístiques per temps indeterminat, la declaració de l'estat d'emergència de seguretat pública durant un any (Decret 228/2016), la presa d'un deute extern de 5.000 milions de dòlars per tal d'augmentar les reserves, l'augment del percentatge de coparticipació federal d'impostos de gairebé un 100% a favor de la Ciutat de Buenos Aires, i un augment de les tarifes elèctriques del 500%.
En els primers dos mesos també es van produir diverses protestes i reclams. Diverses organitzacions i juristes van qüestionar per inconstitucional la designació per decret de dos jutges de la Cort Suprema, la dissolució de l'AFSCA i la AFTIC, i es van mobilitzar en defensa de la llei de mitjans. L'Associació de Treballadors de l'Estat (ATE) va qüestionar la gran quantitat d'acomiadaments a l'Estat, convocant a la primera vaga contra el govern de Macri. Diversos sindicalistes van criticar l'augment de la inflació, que només al desembre va arribar al 6,5% segons el mesurament oficial de la província de San Luis recomanada pel govern nacional. Governadors i intendents de l'interior van qüestionar la decisió presidencial de millorar els ingressos de la Ciutat de Buenos Aires, argumentant la violació del federalisme a favor de el districte amb millor nivell de vida. Les organitzacions de drets humans van qüestionar la declaració del secretari de cultura de Buenos Aires, considerant que era una mentida el tradicional nombre de 30.000 desapareguts durant la dictadura. També es van realitzar mobilitzacions contra la censura en perjudici de periodistes opositors, i en reclam de la llibertat de la dirigent cooperativa Milagro Sala i contra la criminalització de la protesta social.

#### El bicentenari de la Independència
El 9 de juliol del 2016 es va complir el 200è aniversari de la independència argentina de la Corona d'Espanya a San Miguel de Tucumán. Van presidir les celebracions el President de la Nació, Mauricio Macri, acompanyat del Governador de Tucumán Juan Luis Manzur i l'Intendent Germán Alfaro, així com representants de les altres províncies i el rei emèrit d'Espanya Joan Carles I.

#### Balanç de mig terme
A l'octubre de 2017 es van realitzar les eleccions legislatives de mig terme, en què el govern va obtenir un suport d'aproximadament un 42% dels votants, augmentant els seus escons parlamentaris i la seva presència a les províncies.
Poc després de les eleccions, el govern va impulsar al Congrés una triple reforma previsional (seguretat social), fiscal i laboral, que va generar fortes manifestacions i cassolades en contra de govern, que van reduir notablement la imatge positiva del president Macri.
Al complir-se els dos primers anys de govern, la situació de la principals promeses de campanya era la següent:
- Pobresa: va començar amb el 29% (desembre de 2015), va pujar al 34,5% (primer trimestre del 2016) i es va reduir al 31,4% (desembre de 2017).[297][298]
- Inflació: va començar amb el 25% (2015),[277] va pujar al 40% (2016),[299] i va tornar al 24,8% (2017).[300]
- Impostos (retencions) a les exportacions: van ser eliminades totes menys les de la soja, que van ser reduïdes a la meitat.[301][302]
- Impost sobre la renda: no va ser eliminat; va haver-hi modificacions que van augmentar la quantitat de treballadors que tenien que de pagar-lo. Mentre que al desembre de 2015 van pagar l'impost 1,18 milions de treballadors, al febrer de 2017 el van pagar gairebé el doble, 2,15 milions.[303]
- Eliminació de regulacions per a la compra de dòlars: va permetre un gran augment de la sortida de dòlars per remissió d'utilitats, turisme, fugida de divises, interessos del deute, etc., que va produir un fort dèficit de compte corrent, el qual va sumar 8.683 milions de dòlars en 2017, duplicant el registrat un any enrere.[304]
- «Pluja d'inversions»: no es va concretar. El 2017, la inversió estrangera directa (IED) va arribar als 2497 milions de dòlars, mentre que la compra de bons de curt termini, definides com a «bicicleta financera», com les Lebac, va arribar als 15.783 milions de dòlars el 2017, amb una rendibilitat del 11,5% en dòlars.[305][306]

El govern va compensar la insuficiència d'inversions, l'eliminació d'impostos, l'augment de les tarifes i la demanda de dòlars per al seu enviament a l'exterior, amb un augment del deute extern, que va pujar un 35% en els dos primers anys de govern de Macri.

#### La crisi econòmica i social
A partir d'abril de 2018 es va iniciar una correguda canviària que va produir una devaluació del peso, reduint el seu valor en dòlars a menys de la meitat; el preu de el dòlar va passar de $17 (agost de 2017) a $40 (agost de 2018). La crisi va causar una sensació de desconfiança i descontent de diversos sectors de la societat cap al govern. Diverses empreses argentines que cotitzaven a Wall Street cotitzaven en estats negatius.
La crisi canviària va produir una crisi econòmica generalitzada, amb recessió, severa caiguda del salari real i del consum, augment de la pobresa (segons la UCA, l'agost de 2018 la pobresa era de més del 34% de la població total), inflació i de el risc d'impagament del deute extern, que va portar a el govern a recórrer al Fons Monetari Internacional, cosa que el ministre d'Economia Nicolás Dujovne havia promès no fer.

#### La segona crisi econòmica-social i impagament selectiu
En el segon semestre del 2019, una altra abrupta devaluació del pes argentí (del 25%), va desencadenar una nova crisi econòmica i social. L'abrupte augment del valor del dòlar va desencadenar al seu torn una nou salt inflacionari, amb augment de preus de dos dígits en un sol dia, principalment en els aliments, amenaçant provocar una crisi alimentària generalitzada. La crisi va causar la renúncia de el ministre d'Hisenda Nicolás Dujovne, que va ser reemplaçat per Hernán Lacunza. Simultàniament es va donar a conèixer que la quasi totalitat del deute extern en dòlars presa pel president Macri havia estat utilitzat per evadir capitals i pagar interessos; entre desembre de 2015 i març de 2019, el país es va endeutar en 107.525.000 de dòlars, els quals 106.779.000 van tornar a sortir en el mateix període. Cap a l'agost de 2019, el deute públic com a percentatge del PIB va superar el 100%, duplicant el valor que tenia al desembre de 2015, amb l'agreujant que el 80% de la mateixa va ser contret en dòlars, convertint a l'Argentina el país que més va augmentar el seu deute extern el 2019.

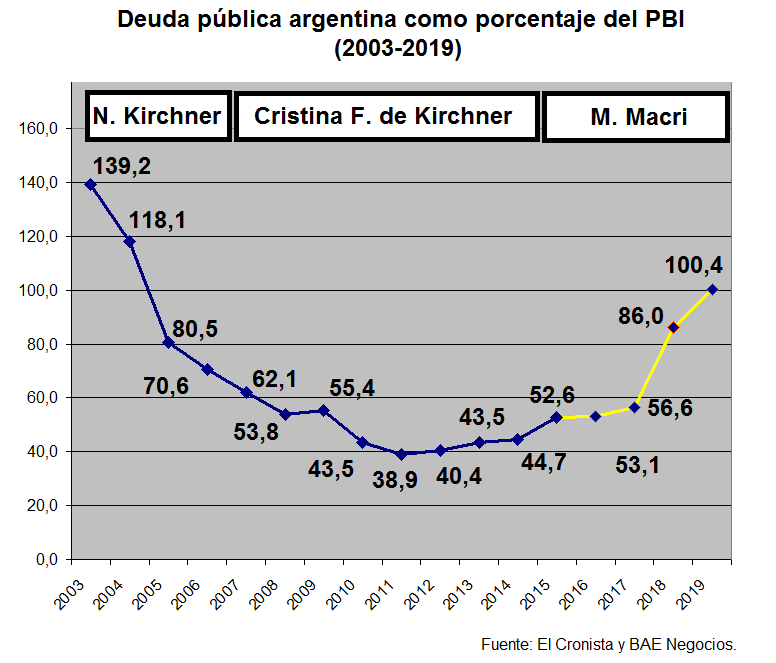
Evolució del deute públic com a percentatge del PIB (2003-2019). Font: El Cronista i BAE Negocios.
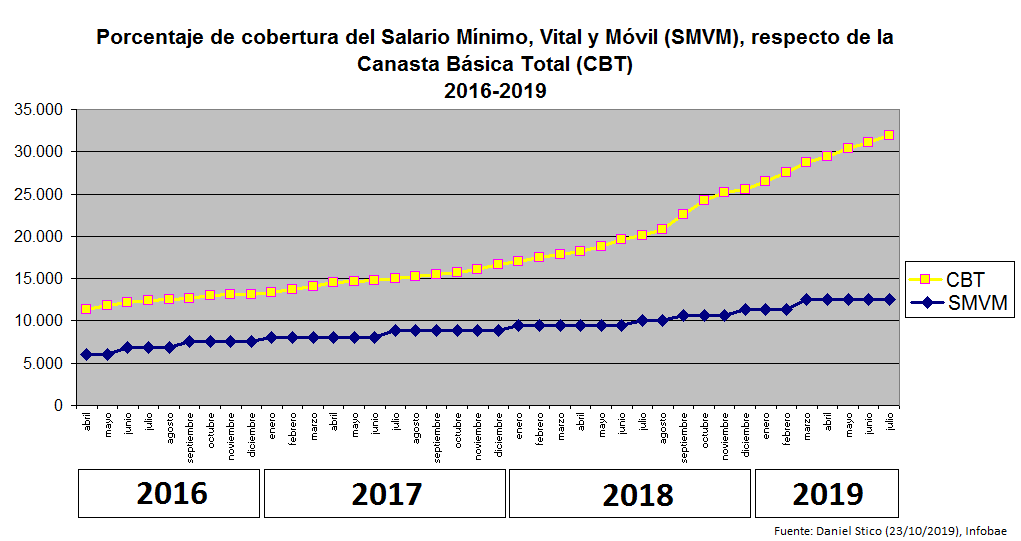
El salari mínim va perdre un 36% del seu poder adquisitiu entre 2016 i 2019. Aquest últim any, una llar de dos progenitors i dos fills necessitava dos salaris mínims i mig per sortir de la pobresa

La crisi econòmica va deteriorar encara més els indicadors socials (atur, pobresa, informalitat). Entre abril de 2016 i juliol de 2019, el poder adquisitiu del salari mínim va caure un 36%; cap a l'agost de 2019, una família tipus (dos progenitors amb dos fills) necessitava dos salaris mínims i mig (2,5) per sortir de la pobresa, mentre que tres anys abans necessitava una mica menys de dos salaris mínims (1,8).
El 28 d'agost de 2019, el govern va disposar unilateralment postergar el pagament de quatre lletres de curt termini del Tresor Nacional (Lecap, Lecer, letes i Lelinks), així com proposar-los una postergació voluntària del termini de pagament als creditors de títols de deute, tant sota legislació argentina com sota legislació estrangera. El govern va utilitzar una paraula que no existeix, «reperfilament», per a denominar la mesura, però diverses entitats i especialista van caracteritzar la mesura com un «impagament selectiu».

### La presidència d'Alberto Fernández (2019-2023)

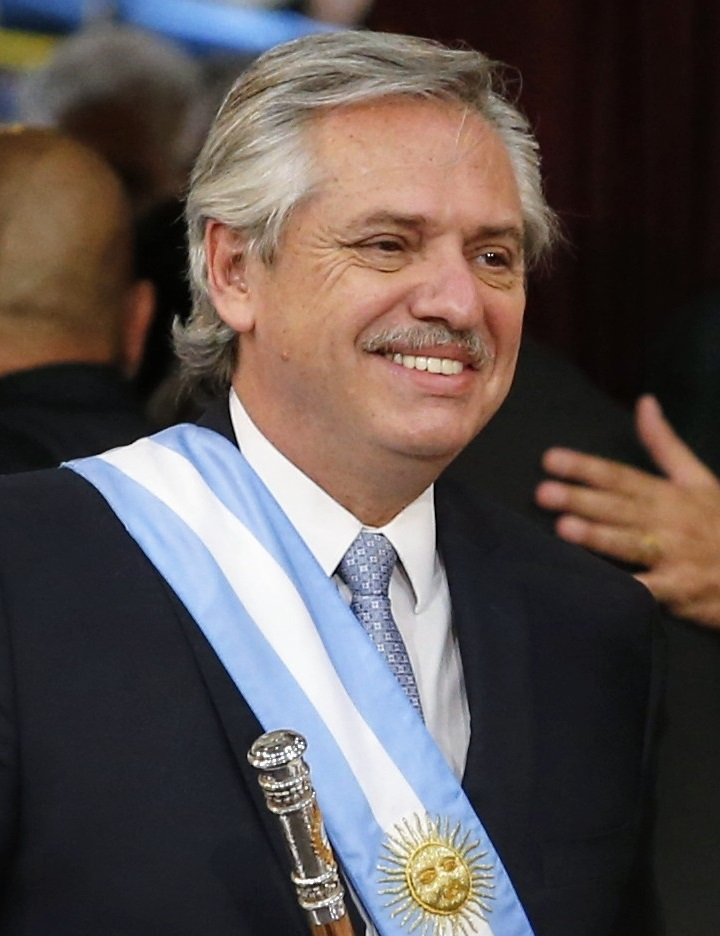
En les eleccions de 2019, el peronista Alberto Fernández va vèncer a Mauricio Macri, qui buscava la seva reelecció

En les eleccions presidencials de 2019 va ser elegit president de la Nació Alberto Fernández, del Frente de Todos, una aliança entre kirchneristes i peronistes no-kirchneristes, guanyant en primera volta (48,24%), vencent per vuit punts percentuals a Mauricio Macri, qui buscava la seva reelecció com a candidat de Juntos por el Cambio, una coalició que preservava l'aliança PRO-radicals, ampliada amb sectors del peronisme.
Les seves principals promeses de campanya van ser implementar un Pla Integral contra la Fam, renegociar el deute extern, realitzar una reforma judicial que acabés amb l'ús polític de la justícia, i l'Agència Federal d'Intel·ligència (lawfare), promoure els drets de les dones (particularment la interrupció voluntària de l'embaràs), convocar els empresaris, sindicats i altres sectors socials a arribar a un conjunt d'Acords Bàsics per sortir de l'Emergència, capaços de tornar a «posar el país dempeu».
Una de les seves primeres mesures va ser recrear els ministeris de Salut, de Treball i de Ciència i Tecnologia que havien estat eliminats per Macri.

#### La pandèmia de COVID-19
Gairebé simultàniament amb l'assumpció d'Alberto Fernández es va declarar la pandèmia de COVID-19, que va arribar a territori argentí el 3 de març de 2020.

### El govern de Milei
El 19 de novembre de 2023 Javier Milei va ser elegit president d'Argentina en guanyar de manera contundent les eleccions presidencials d'Argentina de 2023 en segona volta electoral contra Sergio Massa, càrrec que assumeix el 10 de desembre de 2023, rebent una situció econòmica de l'administració de Alberto Ángel Fernández en la que s'havia produit una caiguda abrupta dels salaris, un índex de pobresa del 45% i un 10% d'indigència, una caiguda del PIB per càpita del 15% els darrers 12 anys i una inflació acumulada d'aproximadament 5.000%. Per fer front a la crisi econòmica del país va aprovar el mateix desembre el Decreto de Necesidad y Urgencia.